# Infanterie étrangère de ligne

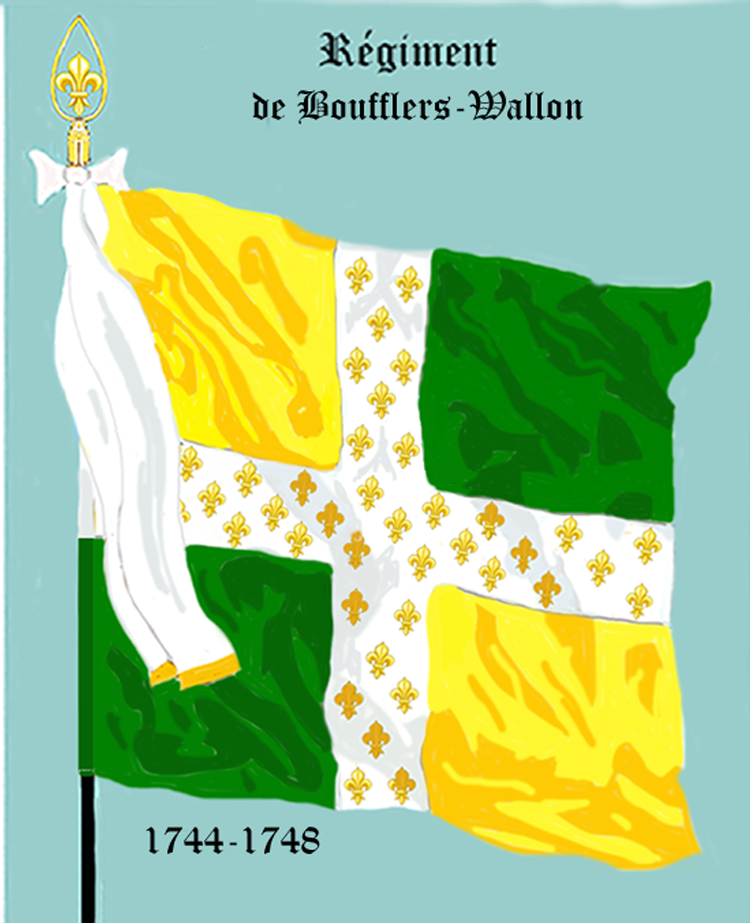
Ordonnanzfahne des „Régiment de Boufflers-Wallon“

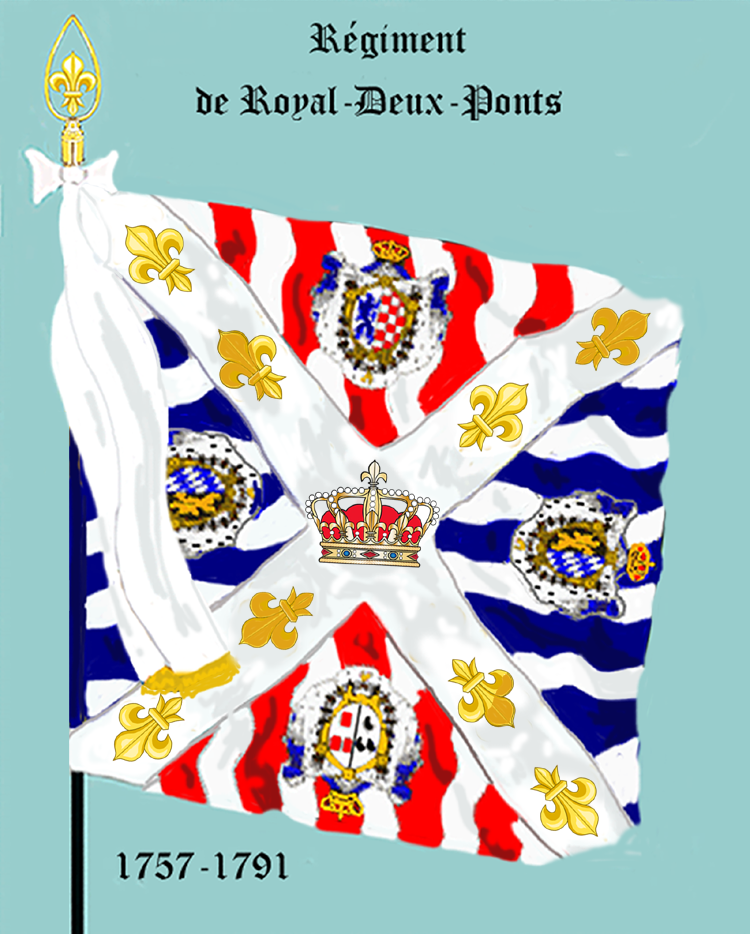
Ordonnanzfahne des „Régiment de Royal-Deux-Ponts“

Die Infanterie-Fremdenregimenter (Infanterie étrangère de ligne) waren im Ausland angeworbene Infanterie-Regimenter der französischen Armee des Ancien Régime. Ihre Angehörigen kamen hauptsächlich aus der Schweiz (Régiment suisse), Deutschland (Régiment allemand), Irland (Régiment irlandaise) und Wallonien (Régiment wallon bzw. Régiment liégeois) sowie einigen anderen Ländern, aus denen aber nur kleinere Kontingente verpflichtet waren. Die Regimenter aus Schweden und Polen wurden allgemein als deutsche Regimenter bezeichnet, während die schottischen Verbände unter Irland eingereiht waren. Einzig das „Régiment de Yoel“ und sein Nachfolgeverband, das „Régiment Royal-Danois“ führten allein die Bezeichnung „Régiment danois“.
Bei den Schweizer Regimentern findet sich mehrmals der Zusatz „des grisons“ (Graubündner) oder „de bâlois“ (Basler).
Hier aufgelistet finden sich die ausländischen Regimenter der königlich französischen Linien-Infanterie des 17. und 18. Jahrhunderts mit ihren Ordonnanzfahnen und Uniformen (soweit diese eruiert werden konnten).
Bedingt durch die Sitte, die Regimenter im Allgemeinen nach ihrem Inhaber zu benennen, wechselten die meisten Einheiten im Laufe der Jahrzehnte mehrmals den Namen – und auch die Fahnen, sofern der neue Oberst eigene Vorstellungen hatte. Allerdings unterschieden sich die Fahnen der ausländischen Regimenter in der Aufmachung überwiegend von denen der französischen Linie. Während bei letzteren fast immer keinerlei Wert auf künstlerische Gestaltung gelegt wurde, hatten die Fremdenregimenter mehrheitlich aufwendig (und entsprechend teurere) gestaltete Fahnen im Gebrauch.

## Uniformen
Im Jahre 1762 wurde mit dem sog. „Choiseul-Erlass“ jedem Regiment eine Nummer in der Rangfolge zugeteilt. Die Rangfolge in der Nummerierung stellte den gesellschaftlichen Rang des Verbandes dar und war heiß umkämpft. Diese Nummer war auf den Knöpfen der Uniform angebracht. An der Praxis der Namensgebung änderte das jedoch nichts. Erst 1791/92 schaffte man die bisherige Vorgehensweise ab, die Verbände erhielten nunmehr nur noch eine Nummer zugewiesen. Zum Beispiel wurde aus dem Regiment mit dem zuletzt geführten Namen „Régiment de Dillon“ nunmehr das „87ème régiment d’infanterie de ligne“. Allerdings hielt man sich hier nicht immer an die bereits vorher vergebene Nummer.
Unklar ist die Situation bezüglich der Uniform der Regimenter die 1762 aufgelöst oder in ein anderes Regiment eingegliedert wurden. Ob die vorgesehene Neuausstattung in diesem Jahr tatsächlich noch stattgefunden hat, lässt sich nicht mehr feststellen. Andererseits waren die Uniformen und Effekten im damaligen Frankreich von allerbilligster Qualität, sodass die Neuuniformierung eines kompletten Regiments finanziell nicht allzu hoch anzusetzen war.
Die Unterscheidungsmerkmale der einzelnen Regimenter ergeben sich in der Hauptsache an den Farbunterschieden der Rabatten und Ärmelaufschläge, sowie der Knöpfe. Des Weiteren konnte man die Verbände an der Form der Schoßtaschenpatten und der Anordnung und Anzahl der Knöpfe auf diesen und den Brustrabatten erkennen. Die Farbe der Uniform spielte hierbei eine nur untergeordnete Rolle, da die meisten der (französischstämmigen) Regimenter ohnehin eine weiße (ungefärbter Stoff war am billigsten), die Schweizer und Iren rote und die Deutschen blaue Uniformen trugen.
Mit dem Erlass von 1775 wich man von der bisherigen Praxis ab und versuchte, die bewährten Unterscheidungsmerkmale durch Farbengebung zu ersetzen. (Die Taschenklappen wurden einheitlich ohne Knöpfe ausgeführt, die Rabatten erhielten ebenso einheitlich sieben Knöpfe.) War dieses System schon schwer zu durchschauen, so geriet es mit der Heeresvermehrung und dem Erlass von 1776 völlig außer Kontrolle. Da naturgemäß nur eine beschränkte Anzahl von Farben zur Verfügung stand, begann man fiktive Farben wie Leinengrau, Eisengrau oder Braungelb zu verwenden. Da durch dieses System kein befriedigendes Ergebnis erzielt werden konnte, führte man 1779 eine Radikalkur durch und baute von da an die Regimentskennung nach einem logischen System auf. Hier kehrte man zu den unterschiedlichen Taschenklappen zurück und verwendete zur Unterscheidung erstmals explizit die Ärmelaufschläge.
Die „Decrets d’application“ schrieben erstmals im März 1729 Schnitt und Farbe der Uniformen vor, ohne dass nachhaltig auf die Umsetzung dieser Vorschrift geachtet wurde. Eine Uniformierung hatte es jedoch vorher schon gegeben. Es lag jedoch in der Hand der für die Ausstattung der Regimenter verantwortlichen Inhaber, wie diese aussahen. Daher gab es auch mehrere Regimenter mit der gleichen Uniform.
Es folgten die Erlasse von 1734 vom 20. April 1736, von 1757, 1762, 1767, 1776, 1779 und der letzte der königlichen Armee vom Oktober 1786. Der Erlass vom 1. Januar 1791 sah bereits die blau-weiß-rote Kokarde am Hut vor, der bisherige Dreispitz sollte durch den Raupenhelm à la Schomberg ersetzt werden. Dieser konnte aber erst in genügender Stückzahl ab 1792 geliefert werden, sodass die meisten Regimenter 1791 noch mit dem Hut erscheinen. Mit dem vorläufigen Erlass von 1792 wurden die Schweizer Regimenter aufgelöst, alle anderen verloren ihren Status als Fremdenregimenter, sie wurden als reguläre Einheiten in die französische Armee eingegliedert. (Soweit sie es nicht vorzogen, nach Hause zurückzukehren oder sich den Royalisten anzuschließen.)
Für die Zeit vor 1720 gibt es keine Übersicht über eine Uniformierung, da jeder Regimentsinhaber in der Regel vom König ein Salär zugewiesen bekam, um sein Regiment auszurüsten und einzukleiden. Für viele war die Verlockung zu groß, sie zweigten einen Teil dieses Geldes für sich selbst ab, weswegen die Truppe bezüglich Qualität und Einheitlichkeit oftmals zu kurz kam.
Die angegebenen Jahreszahlen auf den Uniformtafeln beziehen sich nur auf das in dem betreffenden Jahr getragene Uniformmuster bzw. auf das Jahr des Trageerlasses (Decret d’application) und hat mit der Existenz des Regiments nichts zu tun. Über eine große Anzahl von Regimentern, insbesondere alle vor 1720 aufgestellten, liegen keine Angaben über die Uniformen mehr vor.

## Dänische Regimenter
Régiment de Yoel

Aufgestellt 1690
→ 1692: Régiment de Royal Danois (1698 aufgelöst)

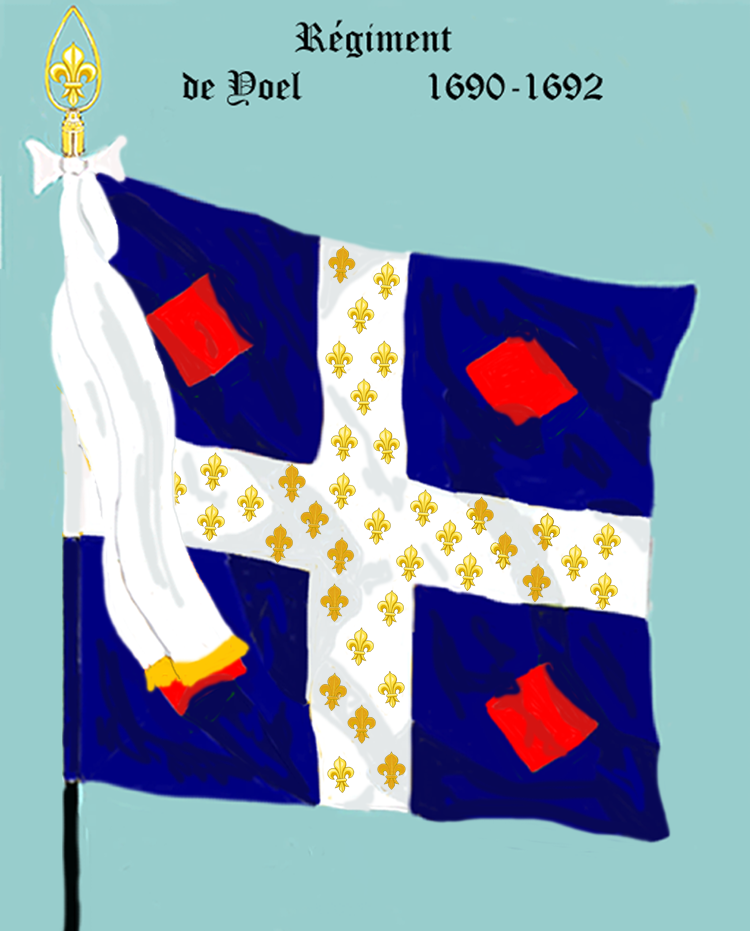
Régt Yoel und Régt Royal Danois

## Irische Regimenter
- Régiment d’Albany
Erwähnt in der Liste von 1734 als 137e régiment d’infanterie
- Régiment de Betagh
Erwähnt in der Liste von 1762 als 78e régiment d’infanterie

Régiment de Berwick

Aufgestellt 1698

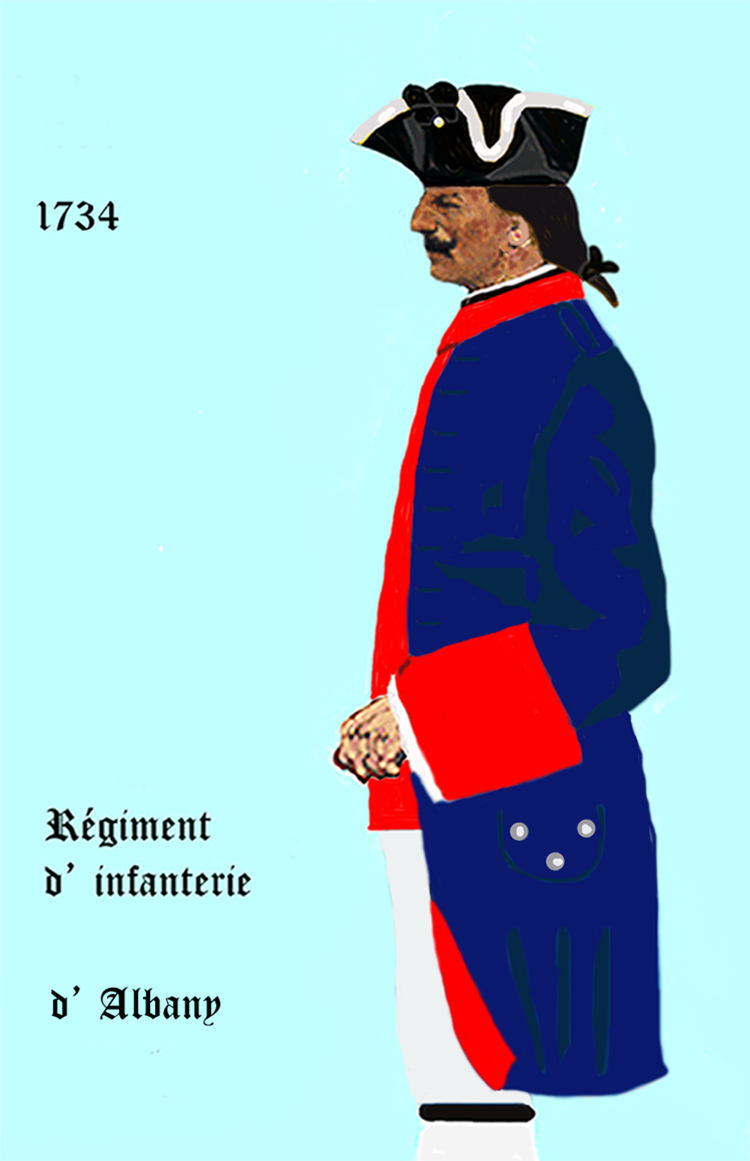
Régiment d’Albany Erwähnt in der Liste von 1734 als 137e régiment d’infanterie
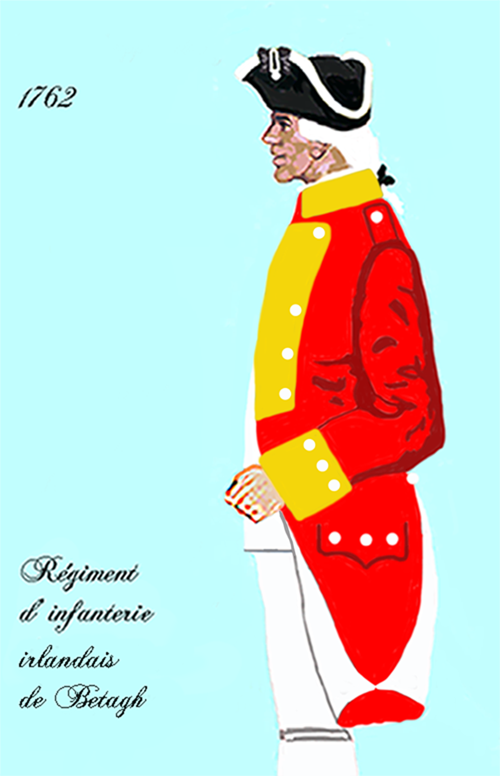
Régiment de Betagh Erwähnt in der Liste von 1762 als 78e régiment d’infanterie

→ 1791: 88ème régiment d’infanterie de ligne

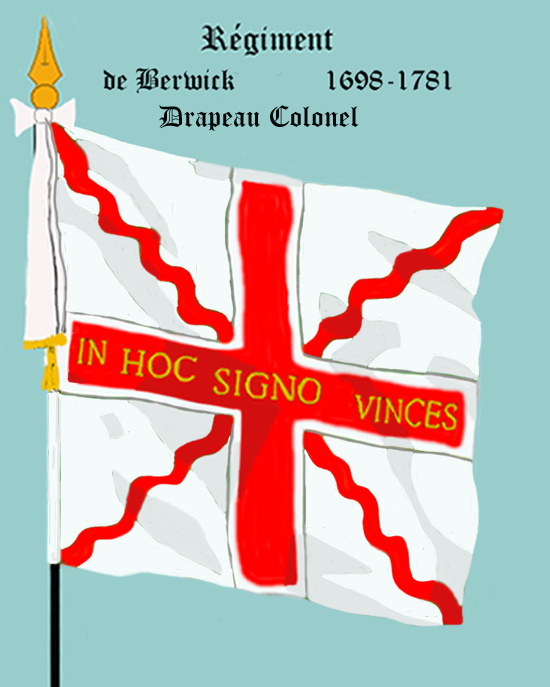
Leibfahne de Berwick 1698
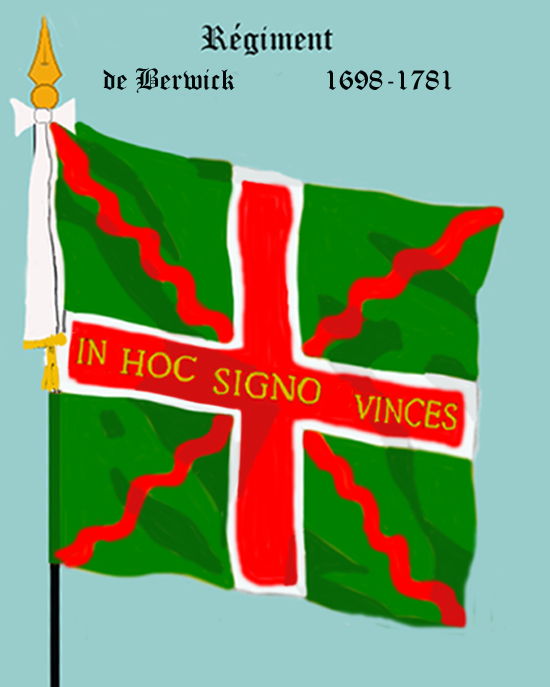
de Berwick 1698
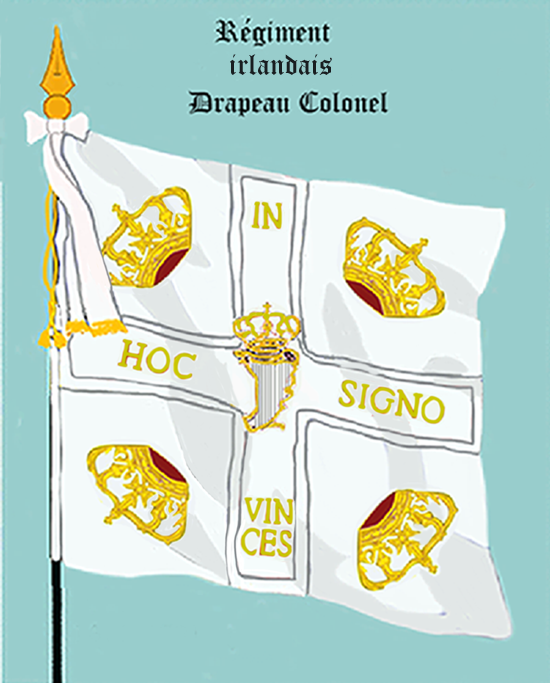
Leibfahne de Berwick 1781
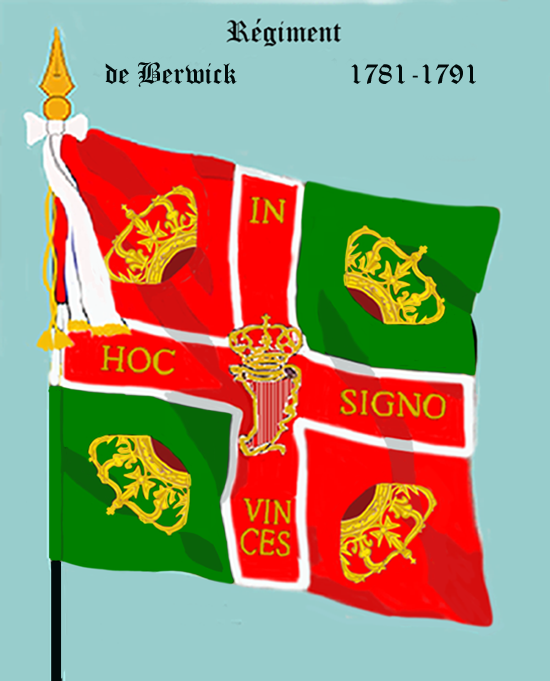
Berwick 1781
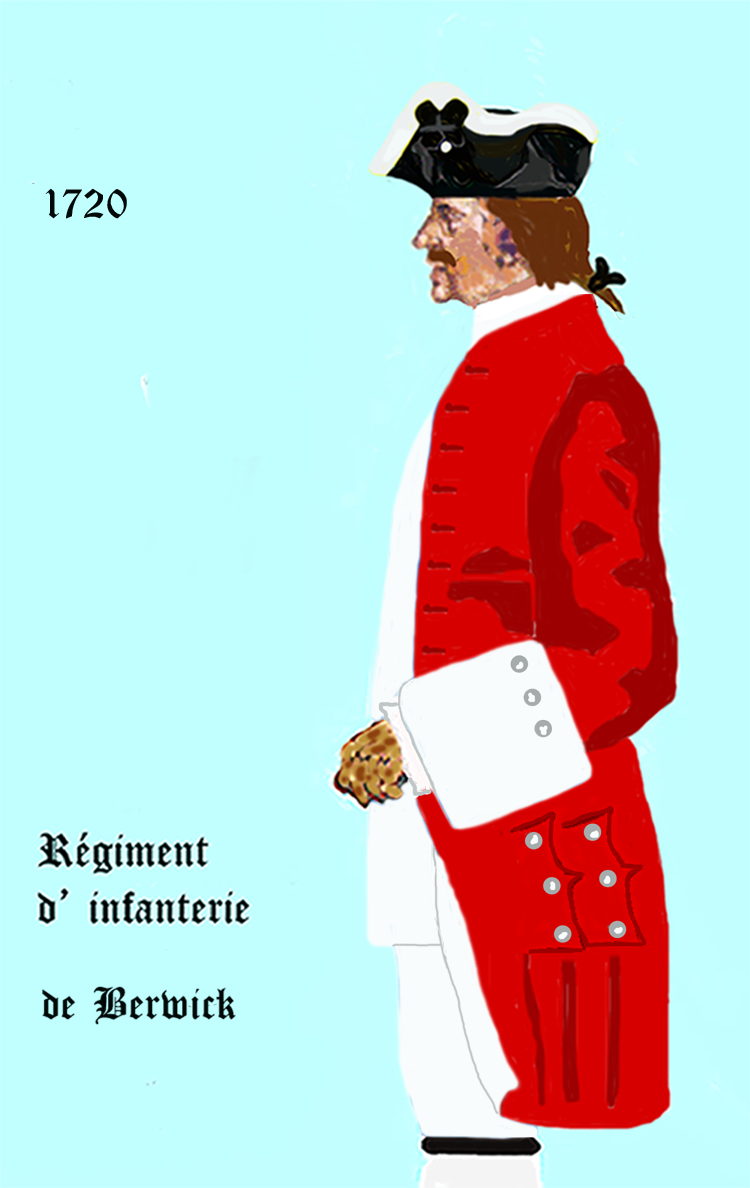
Berwick 1720
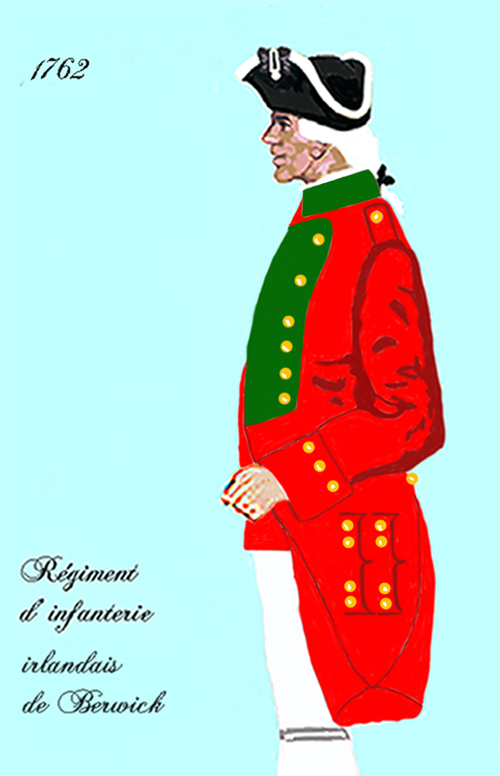
Berwick 1762
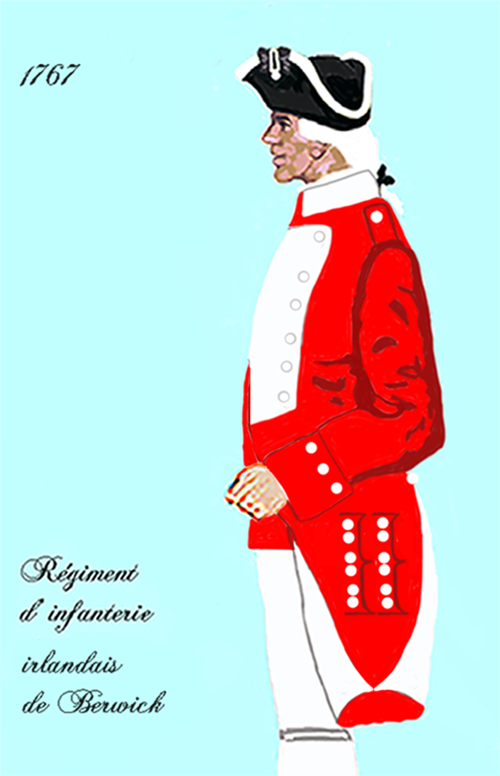
Berwick 1767
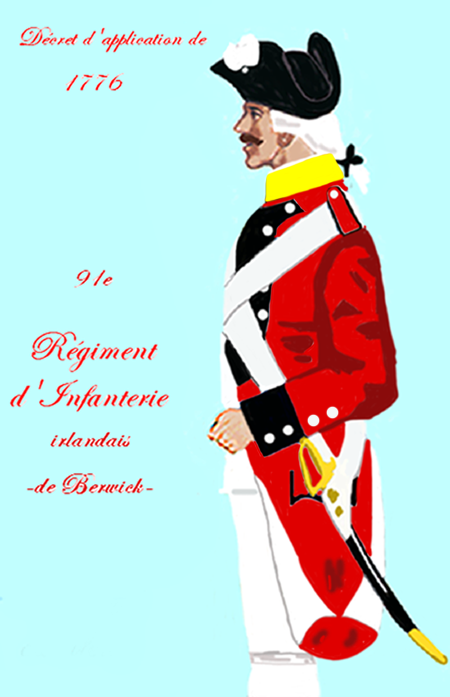
Berwick 1776

Régiment de Dillon

Aufgestellt 1690

→ 1791: 87ème régiment d’infanterie de ligne

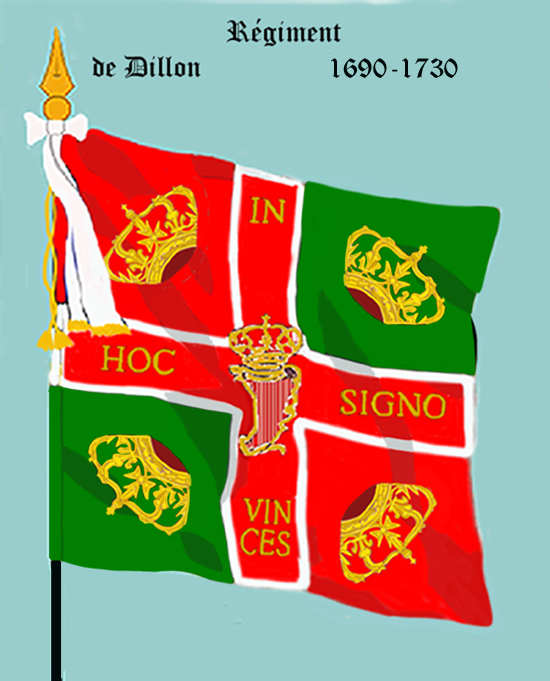
Rég de Dillon 1690
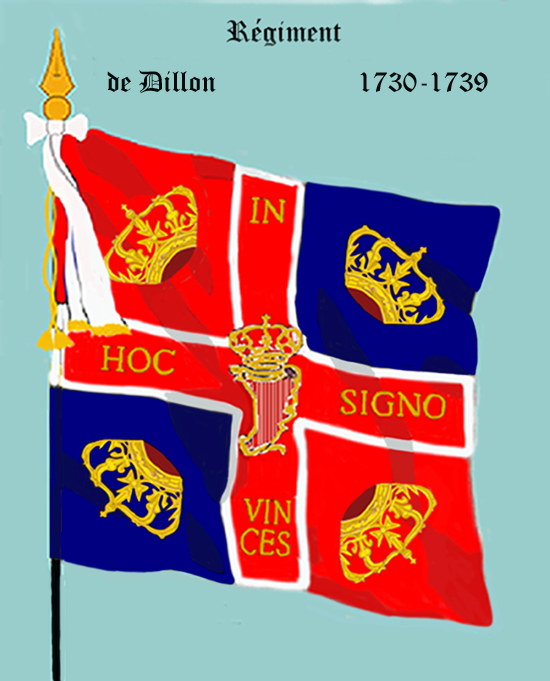
Rég de Dillon 1730
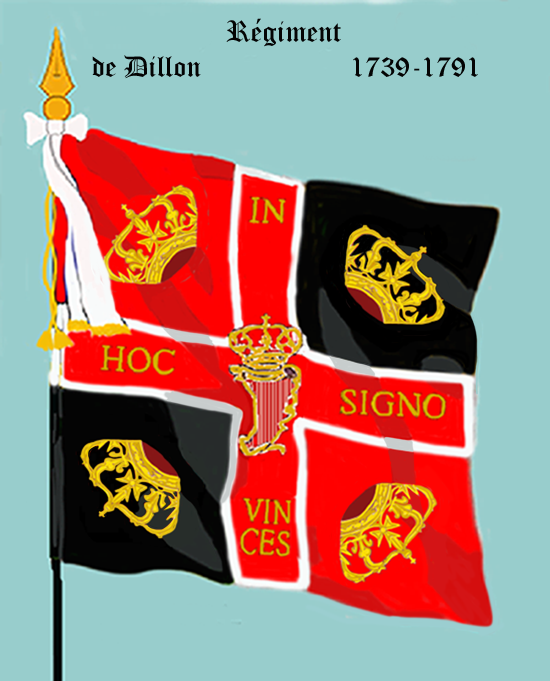
Reg de Dillon 1739
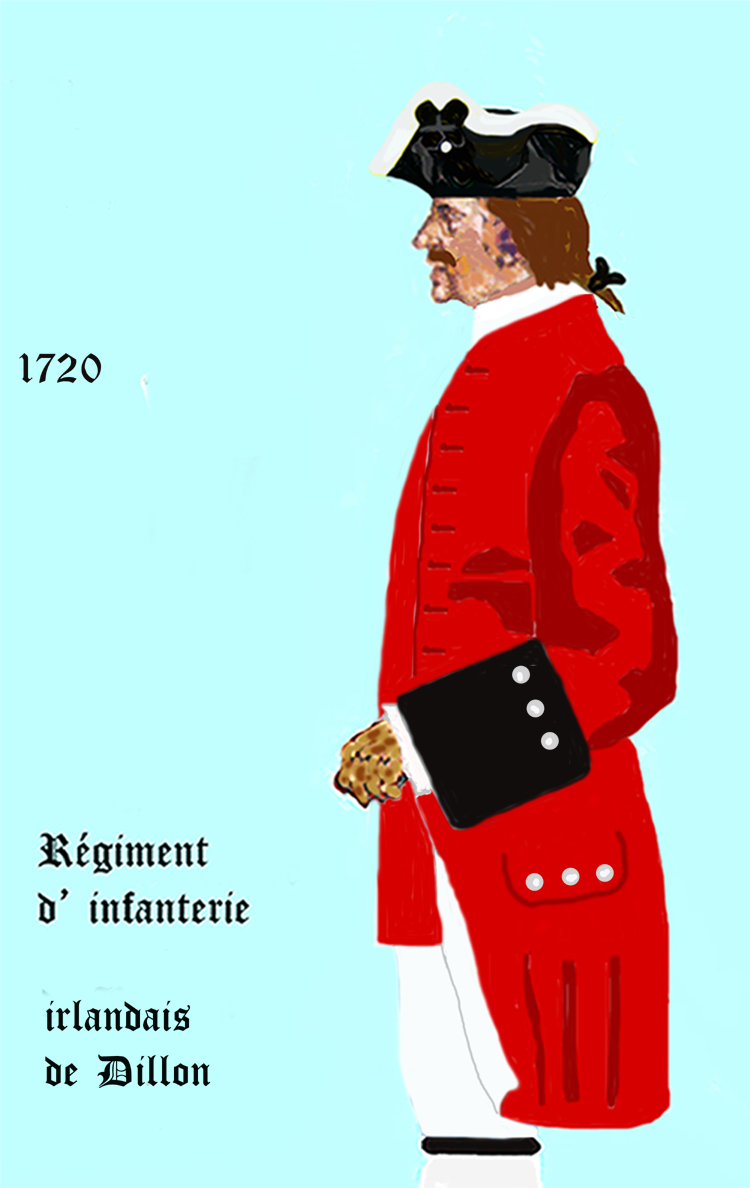
Dillon 1720
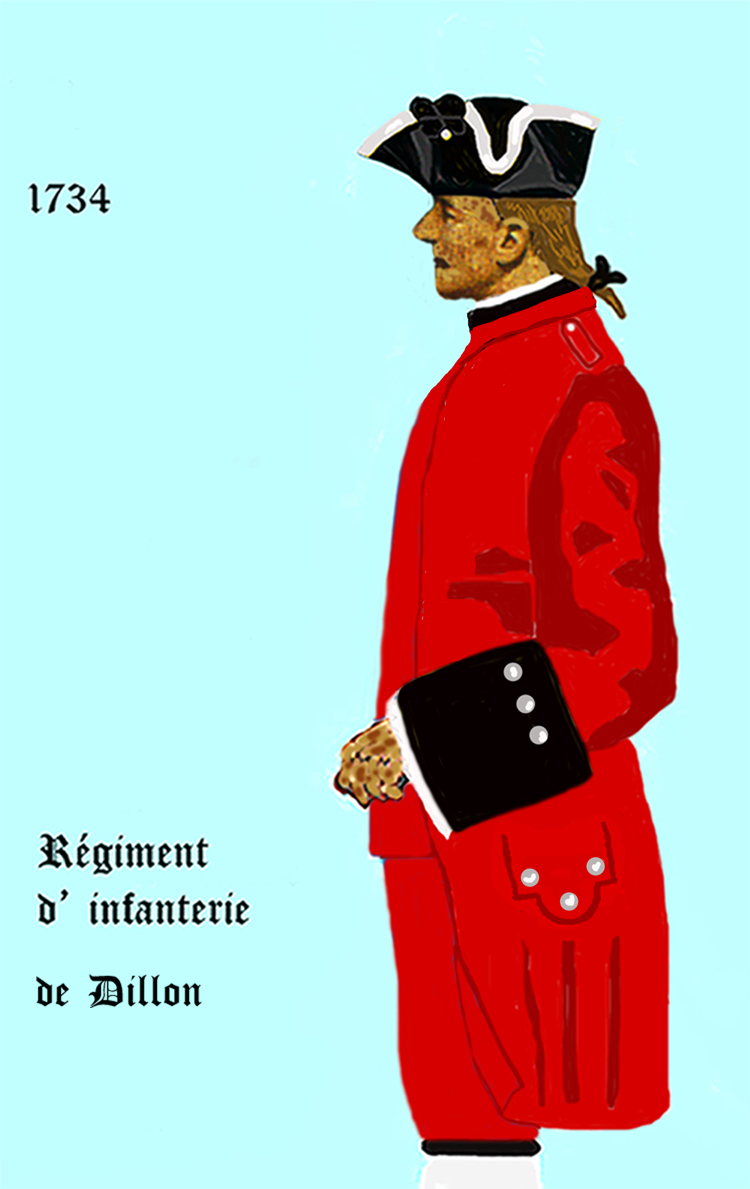
Dillon 1734
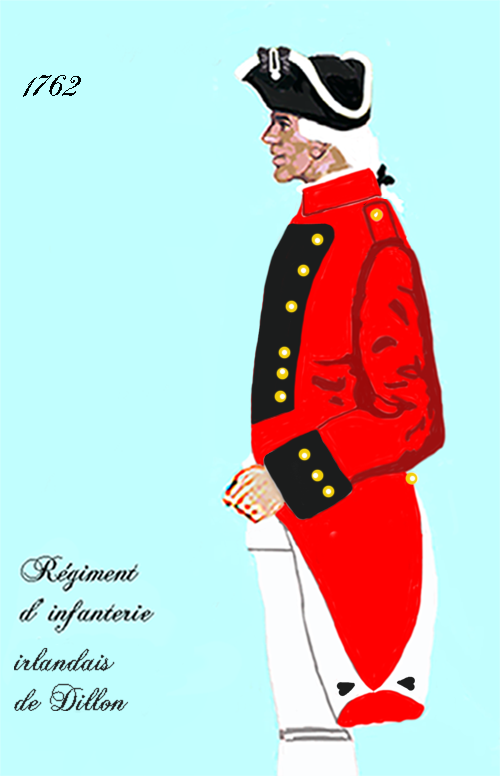
Dillon 1762
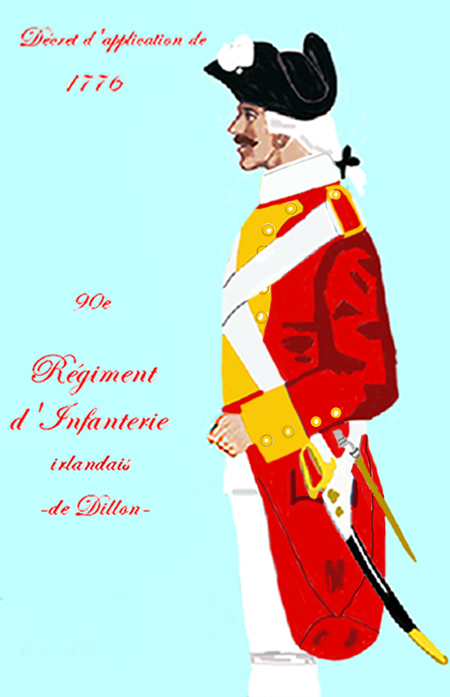
Dillon 1776–1786
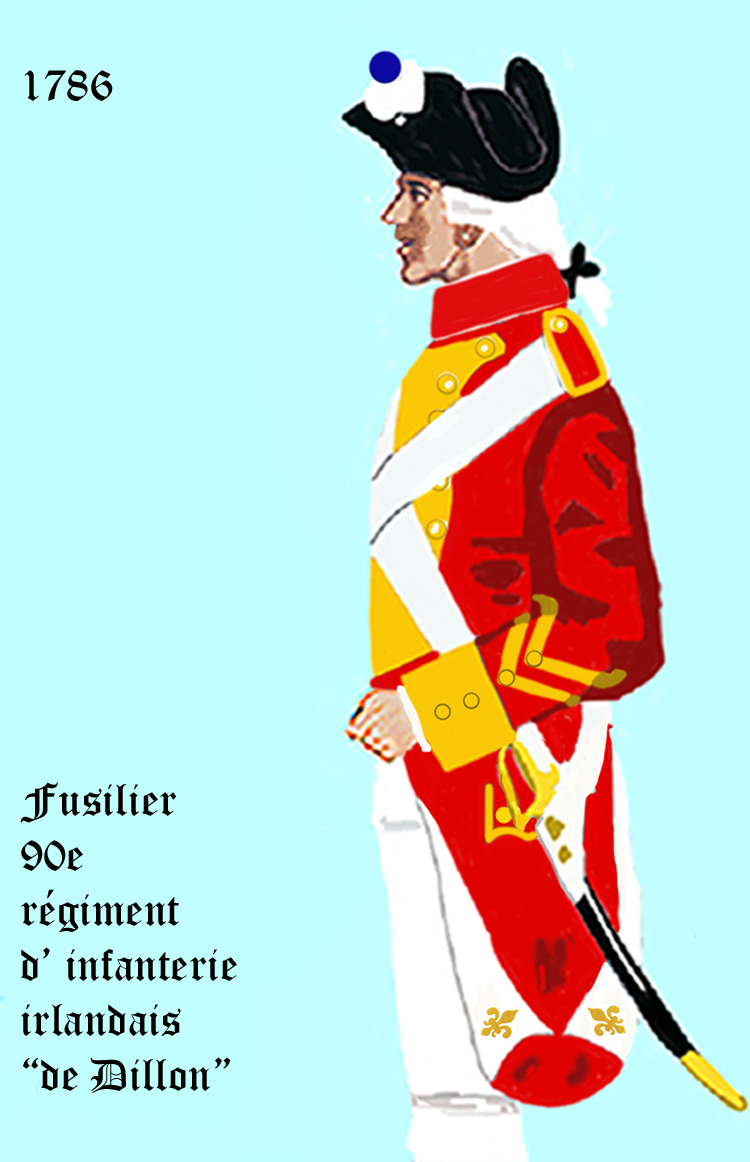
Dillon 1786–1791
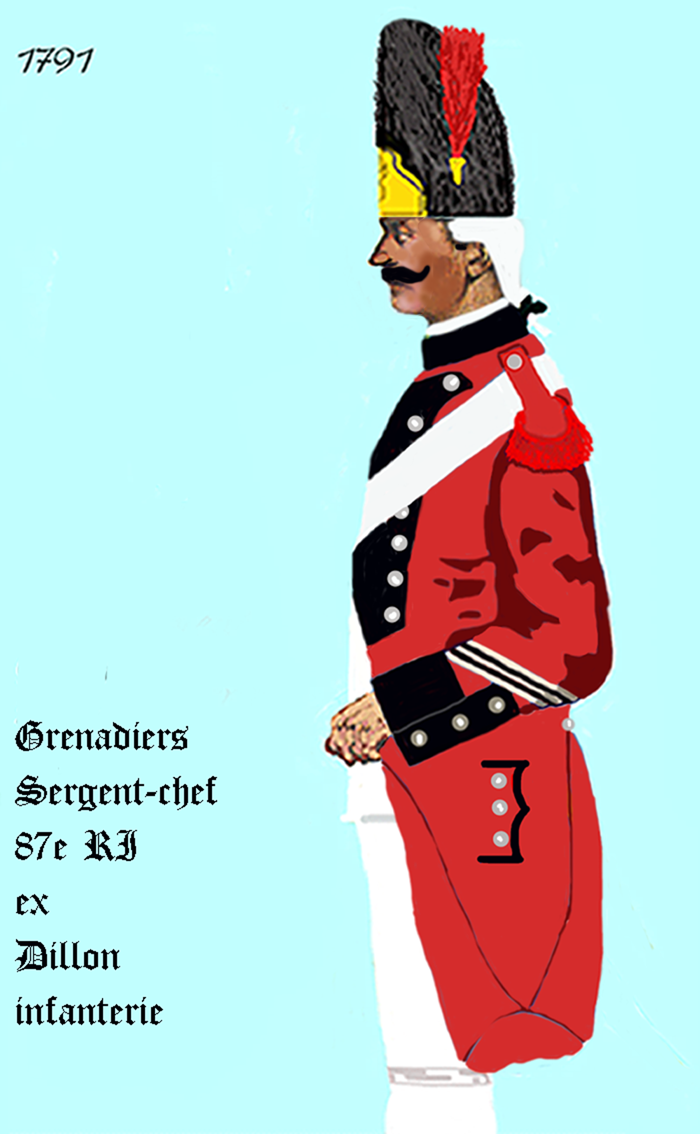
Dillon 1791

Régiment de Montcassel

Aufgestellt 1690

→ 1694: Mit Rég d’ O’Brien zusammengelegt zu Régiment de Lee

→ 1730: Régiment de Bulkeley 77e RI

→ 1775: Eingliederung in Régiment de Dillon

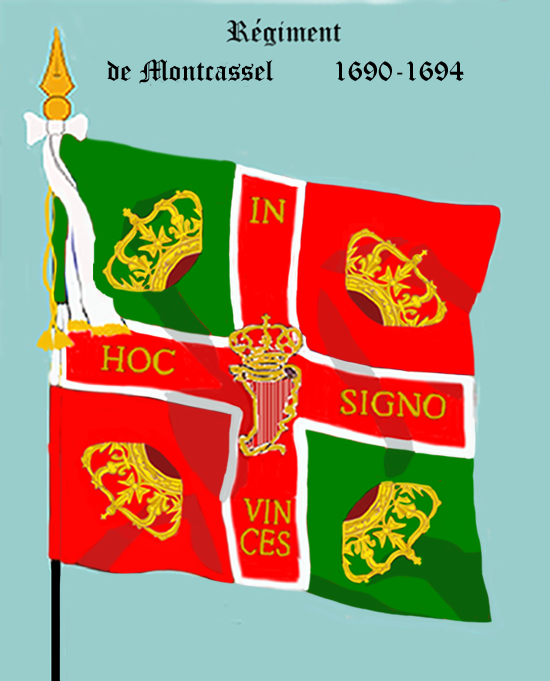
Rég de Montcassel und alle Folgeverbände
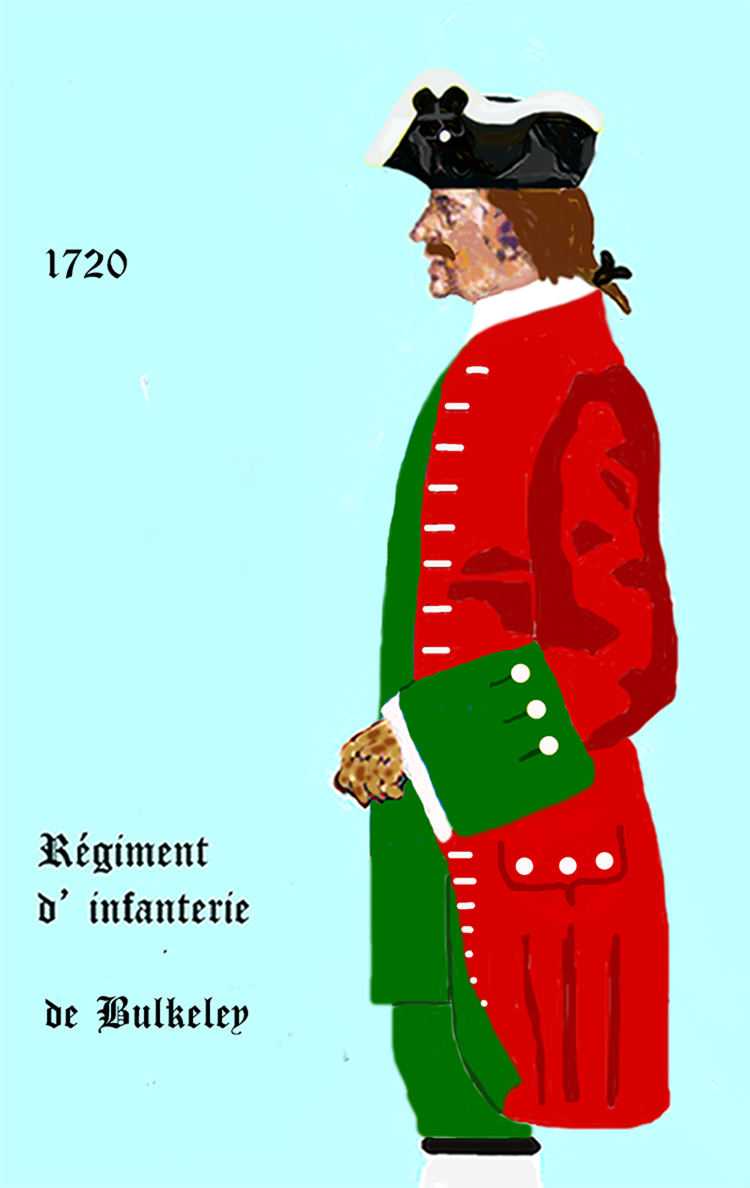
Bulkeley 1720
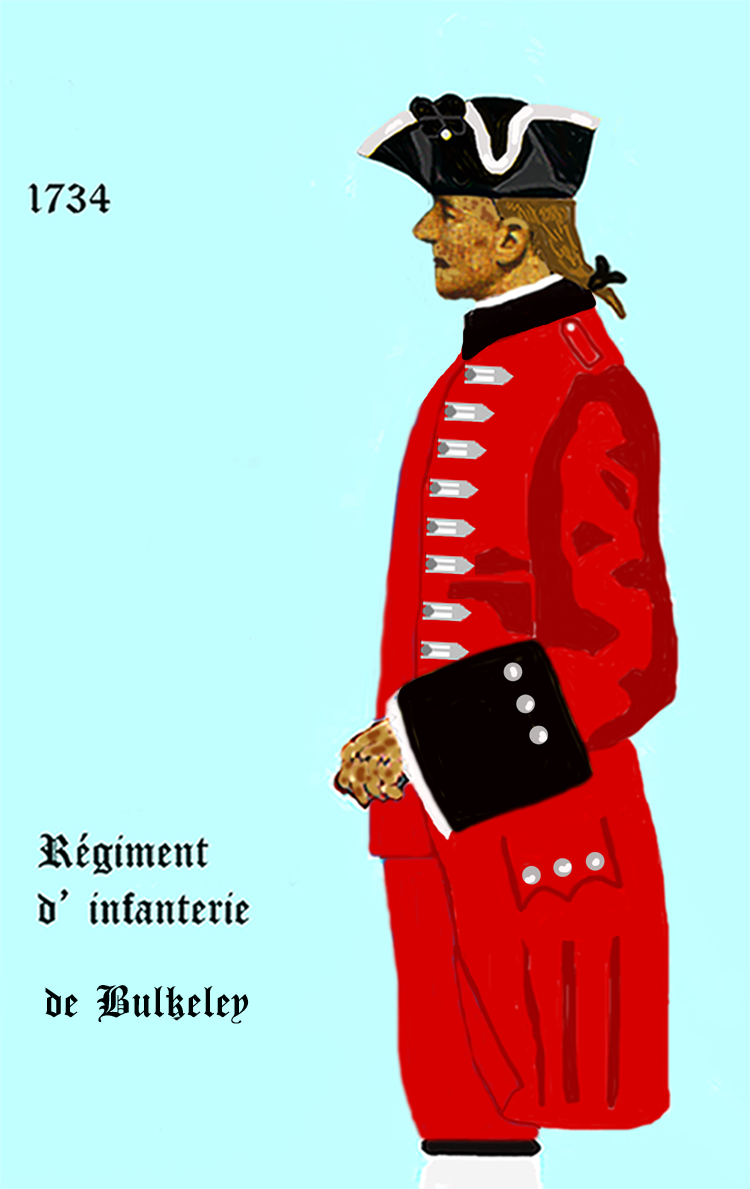
Bulkeley 1734
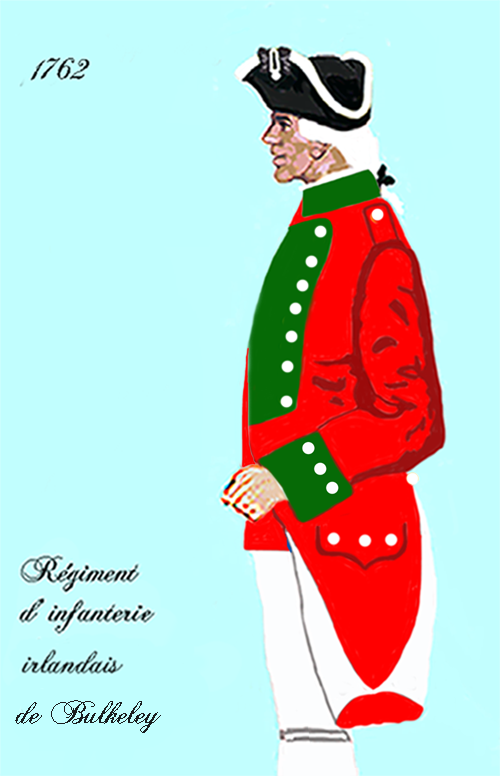
Bulkeley 1762

Régiment d’ O’Brien

Aufgestellt 1689

→ 1694: Mit Rég de Montcassel zusammengelegt zu Rég de Lée

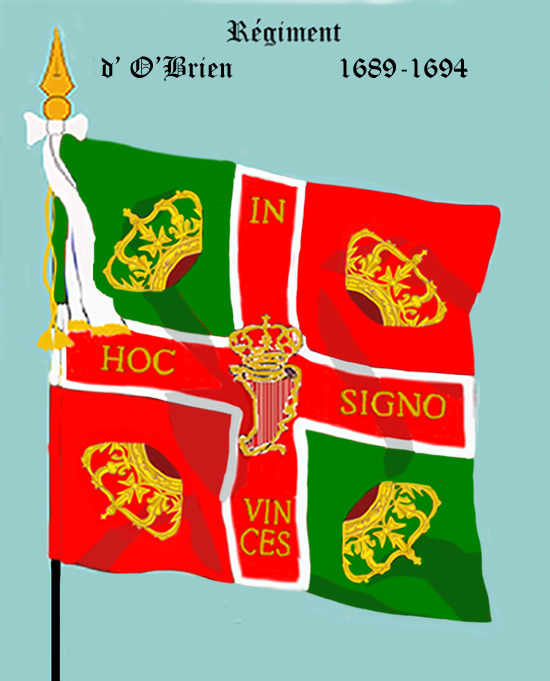
Rég d’ O’Brien 1689

Régiment de Clare

Aufgestellt 1690

→ 1706: Rég d’ O’Brien

→ 1720: Rég de Clare

→ 1775: eingegliedert in Rég de Berwick

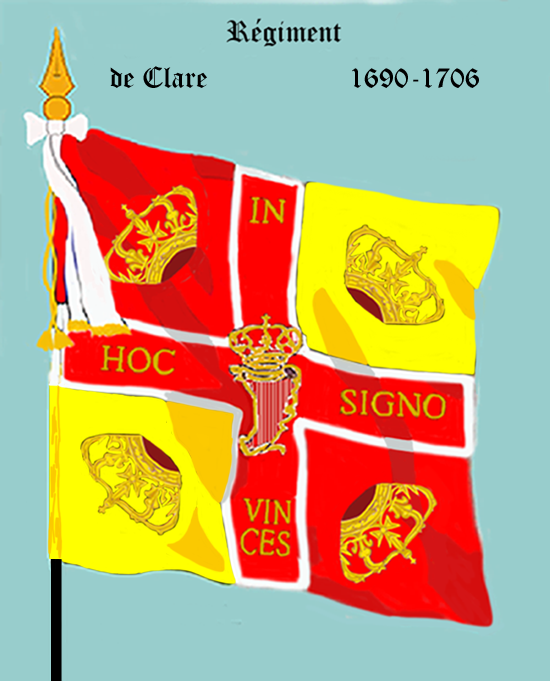
Rég de Clare 1690
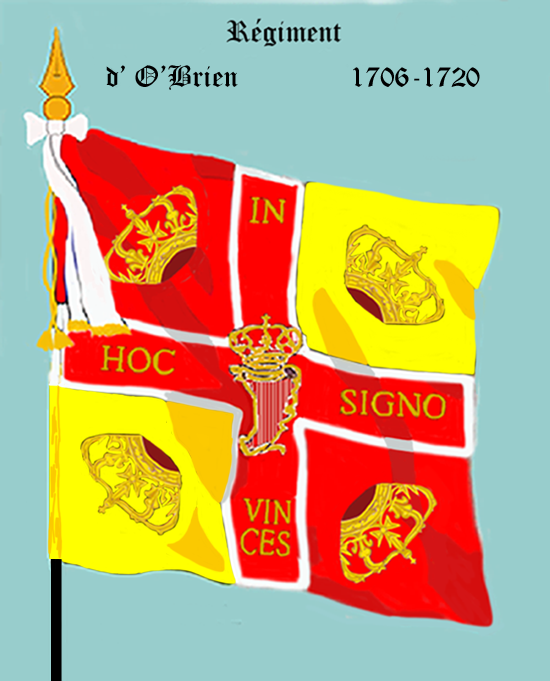
Rég d O'Brien 1706–1720
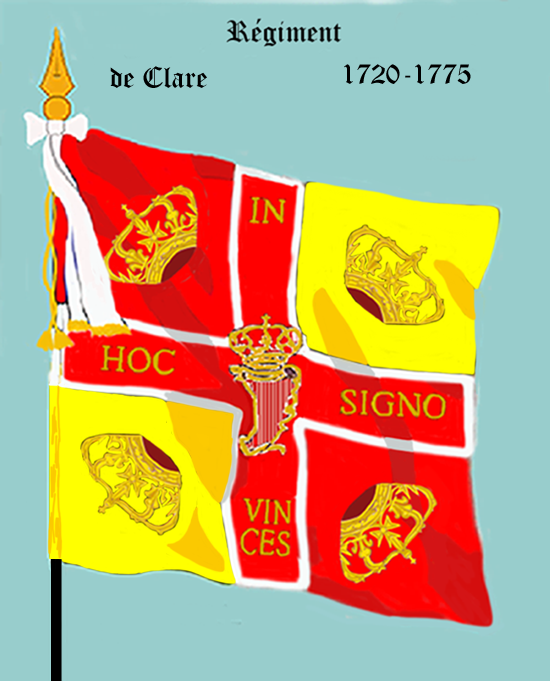
Rég de Clare 1720
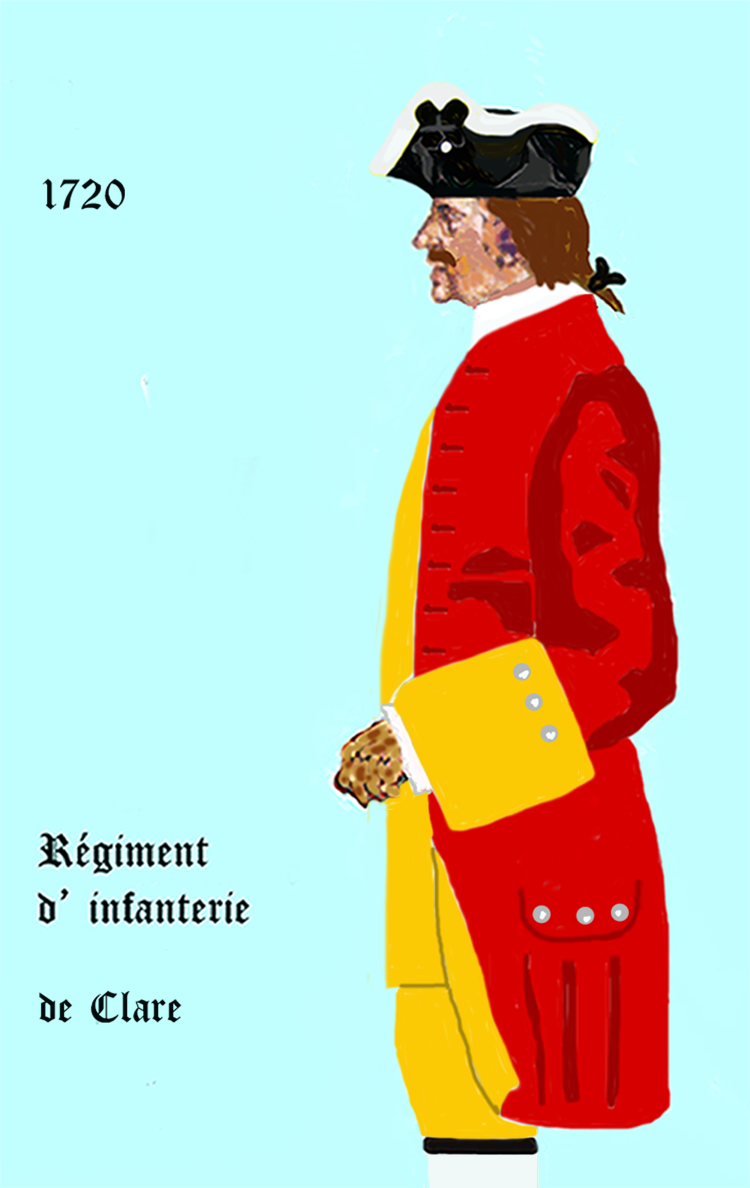
Rég de Clare 1720
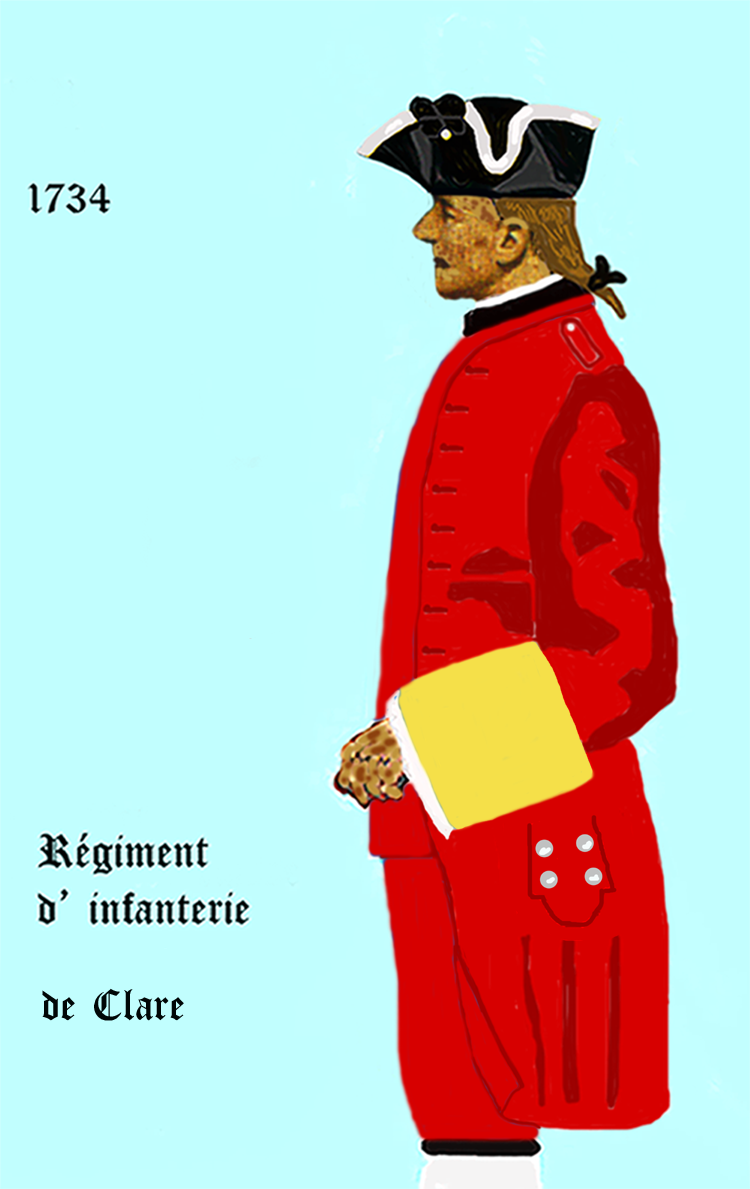
Rég de Clare 1734

Régiment de Dorrington

Aufgestellt 1698

→ 1718: Régiment de Rooth

→ 1766: Régiment de Roscommon

→ 1770: Régiment de Walsh 95e RI

→ 1791: 92ème régiment d’infanterie de ligne

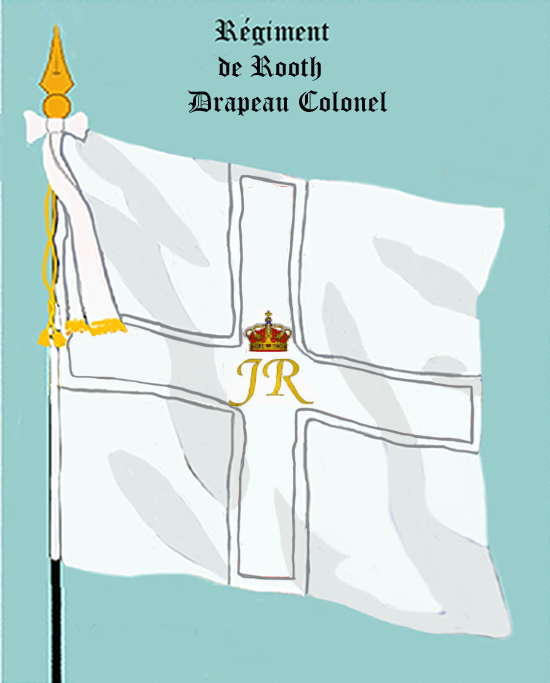
Leibfahne
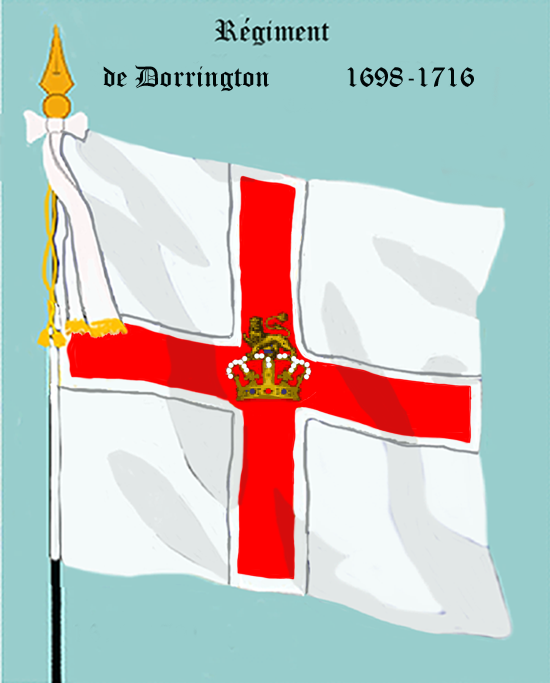
Rég Dorrington und alle Folgeverbände
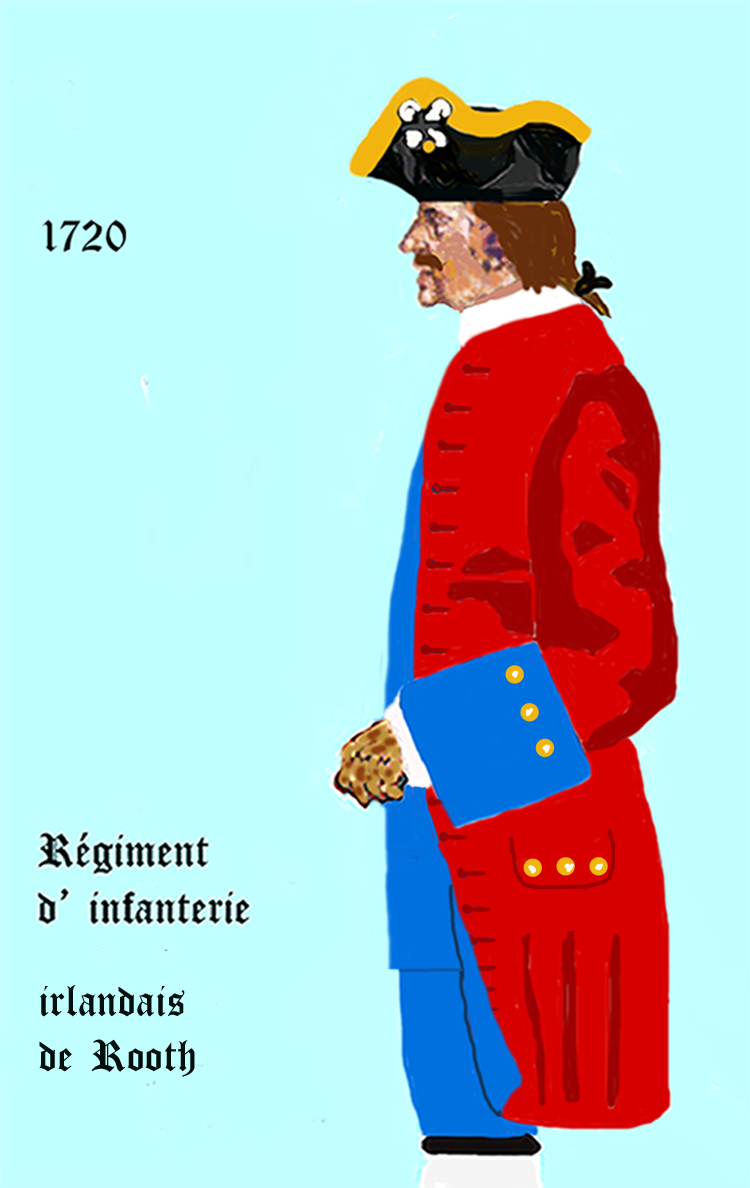
Rooth 1720
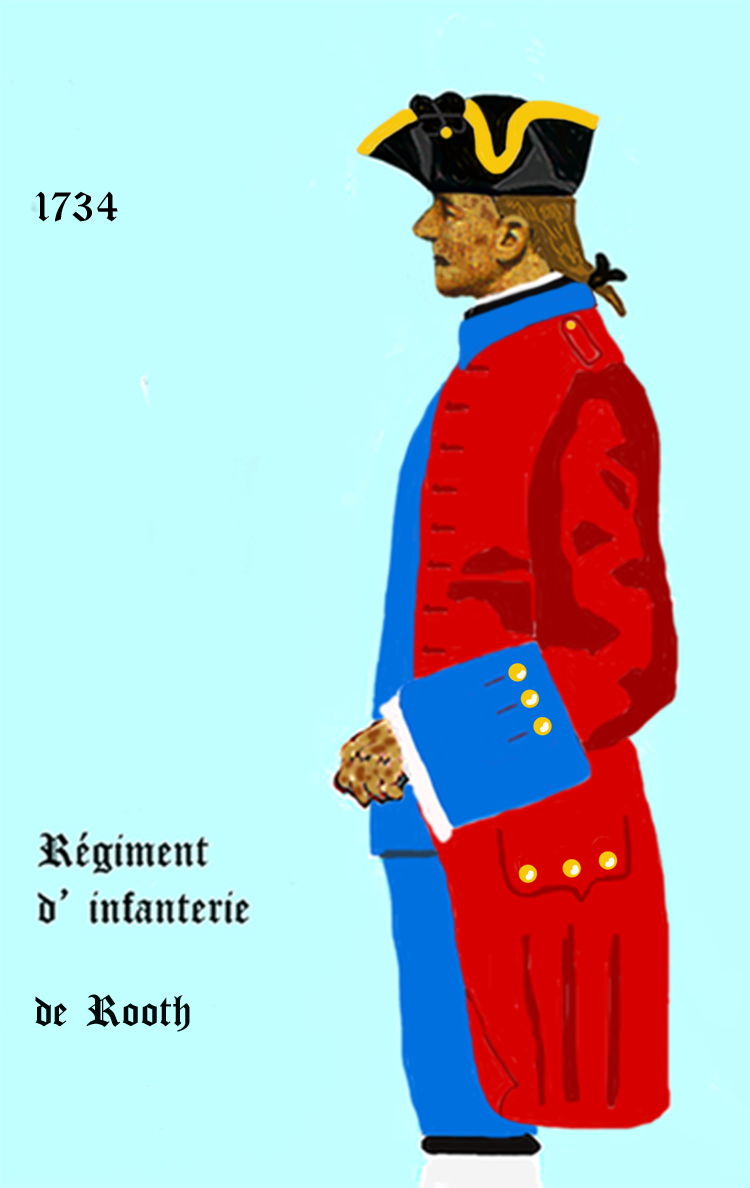
1734
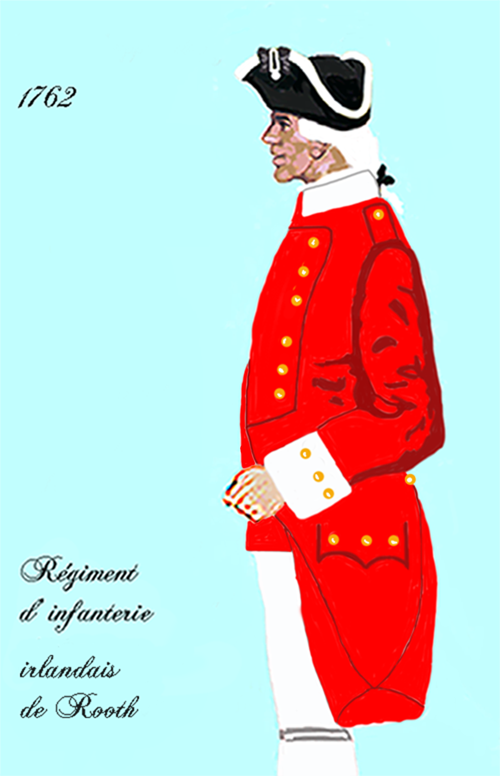
Rég Rooth 1762
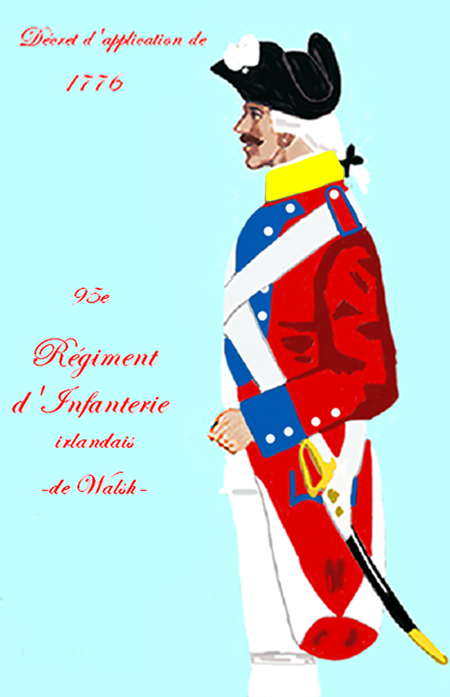
Walsh 1776

Régiment de Lally

Aufgestellt 1744

→ 1762: Eingliederung in Régiment de Dillon

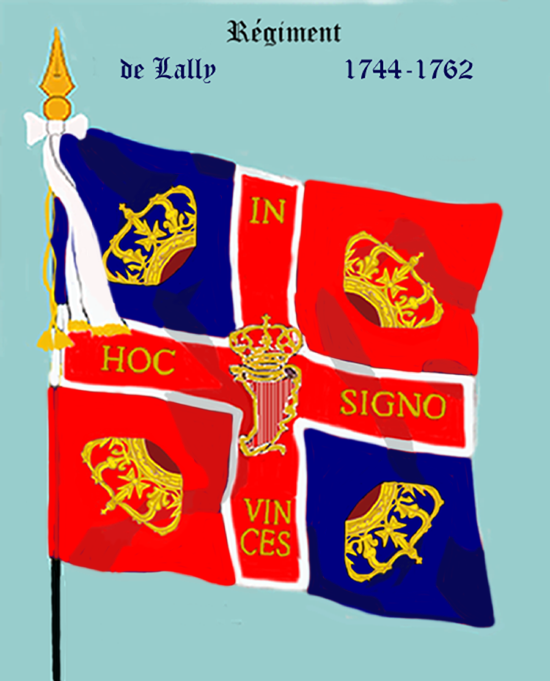
Rég Lally
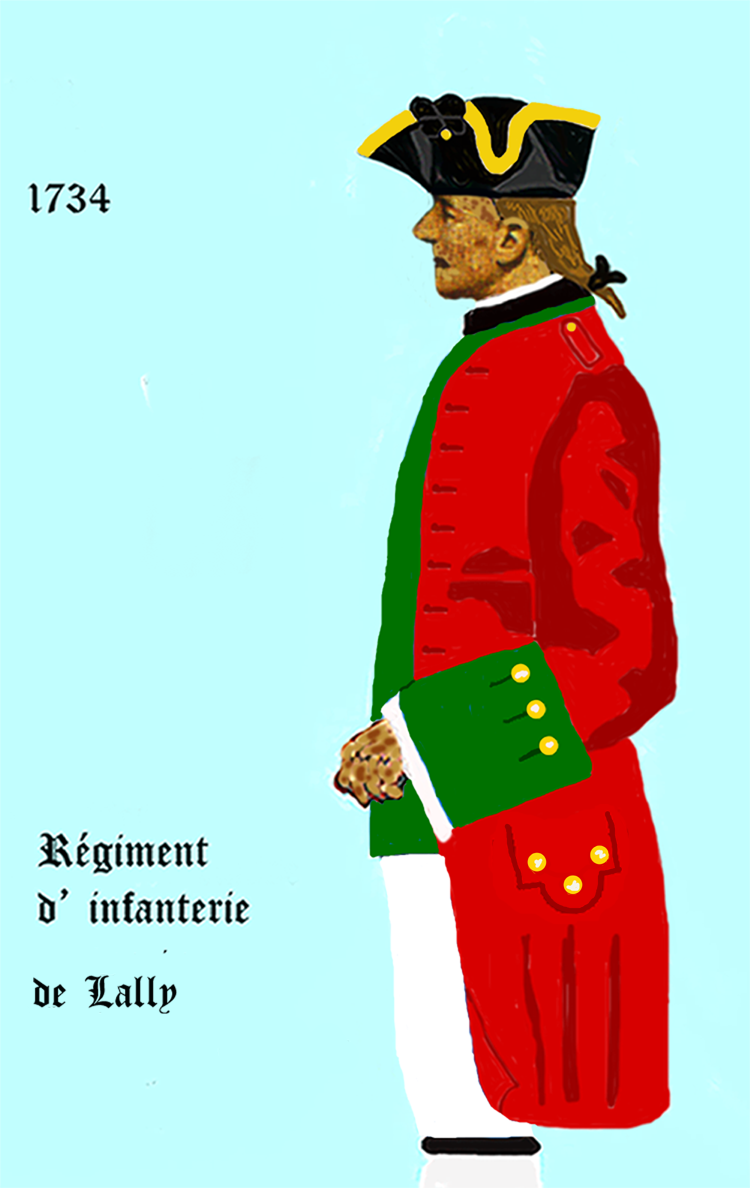
Rég Lally 1744

Régiment d’Ogilvy

Aufgestellt 1747

→ 1770: Eingliederung in Régiment de Clare 104 RI

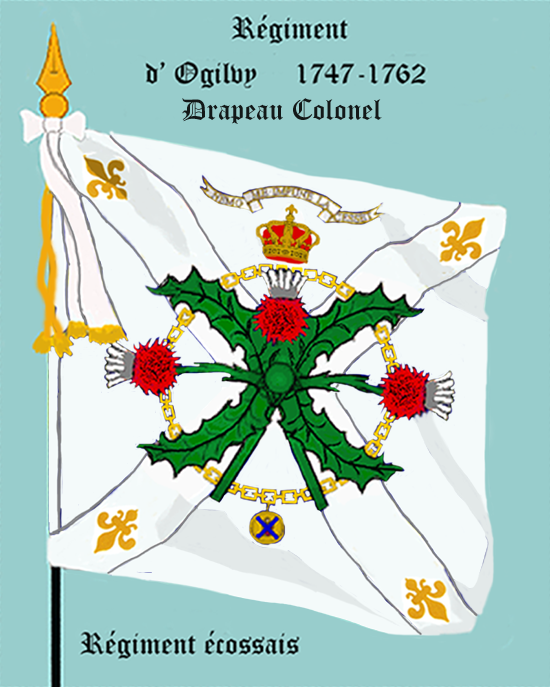
Rég d Ogilvy Leibfahne
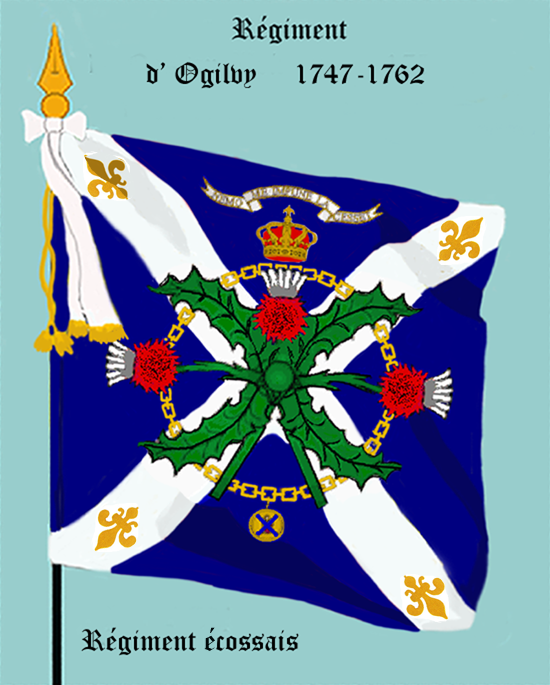
Rég d Ogilvy Ordonnanzfahne
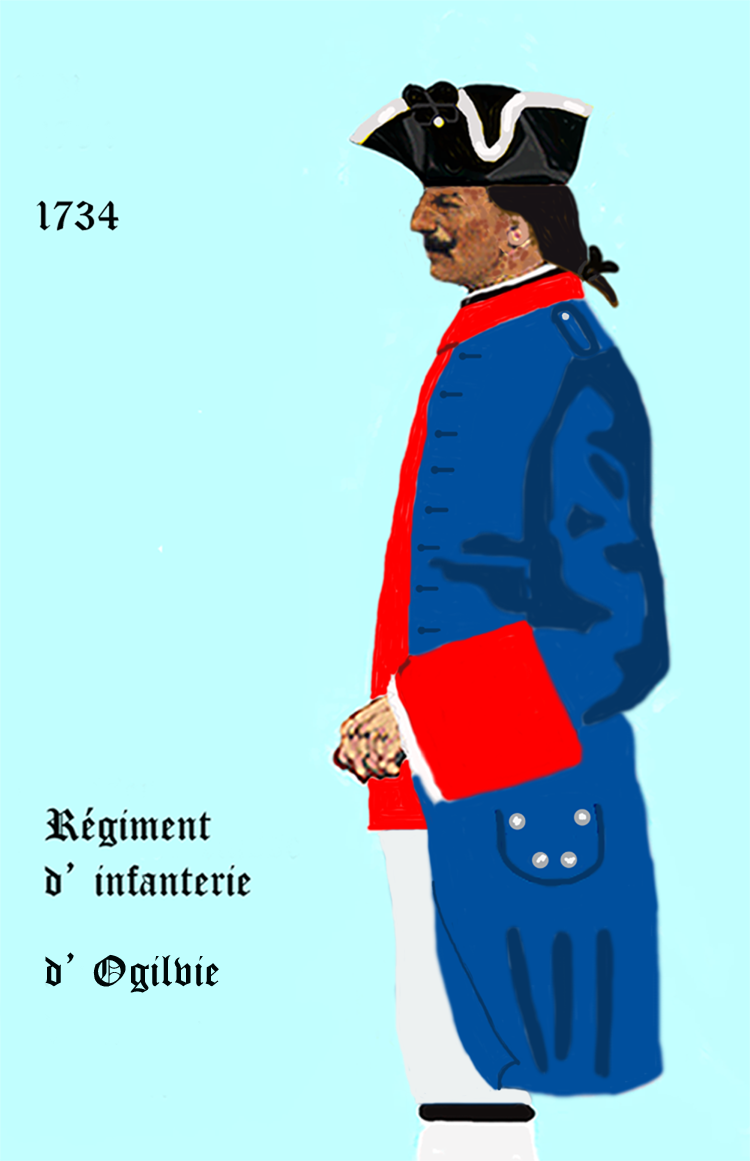
Ogilvy 1747

Régiment de Royal Écossais

Aufgestellt 1743/44

→ 1762: Eingliederung in Régiment de Bulkeley 77e RI

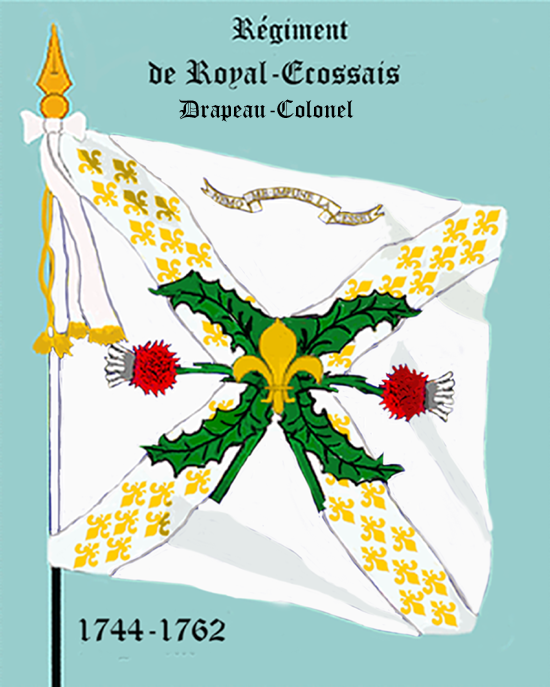
Royal Ecossais Leibfahne
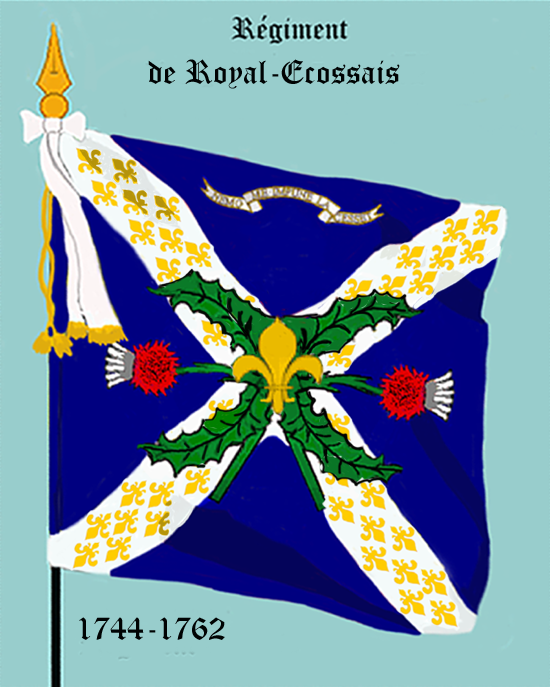
Royal Écossais Ordonnanzfahne
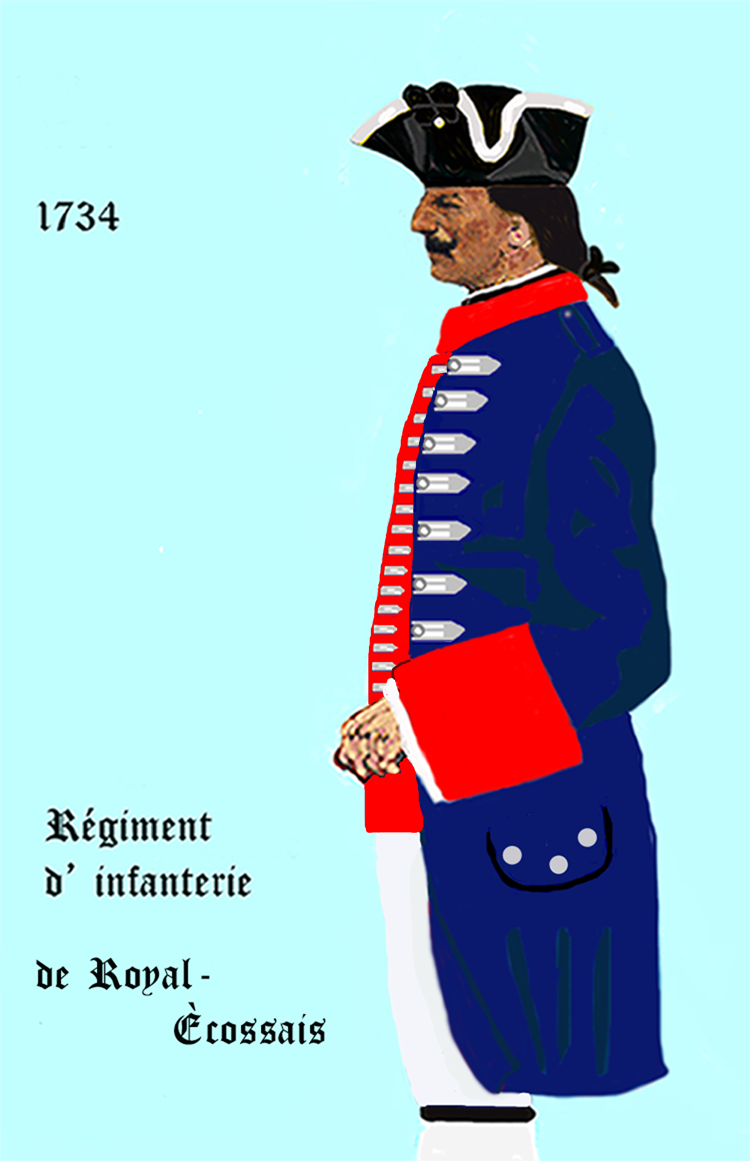
Royal Écossais 1743/44–1757

## Wallonische Regimenter
Régiment de Solre

Aufgestellt 1698

→ 1711: Régiment de Beaufort

→ 1721: Régiment de Boufflers 98e RI

→ 1727: Régiment de La Valliére 98e RI

→ 1741: Régiment de Guise 98e RI

→ 1747: Régiment d’Escars 98e RI

→ 1749: Eingliederung in Régiment de Tournaisis (Régiment français)

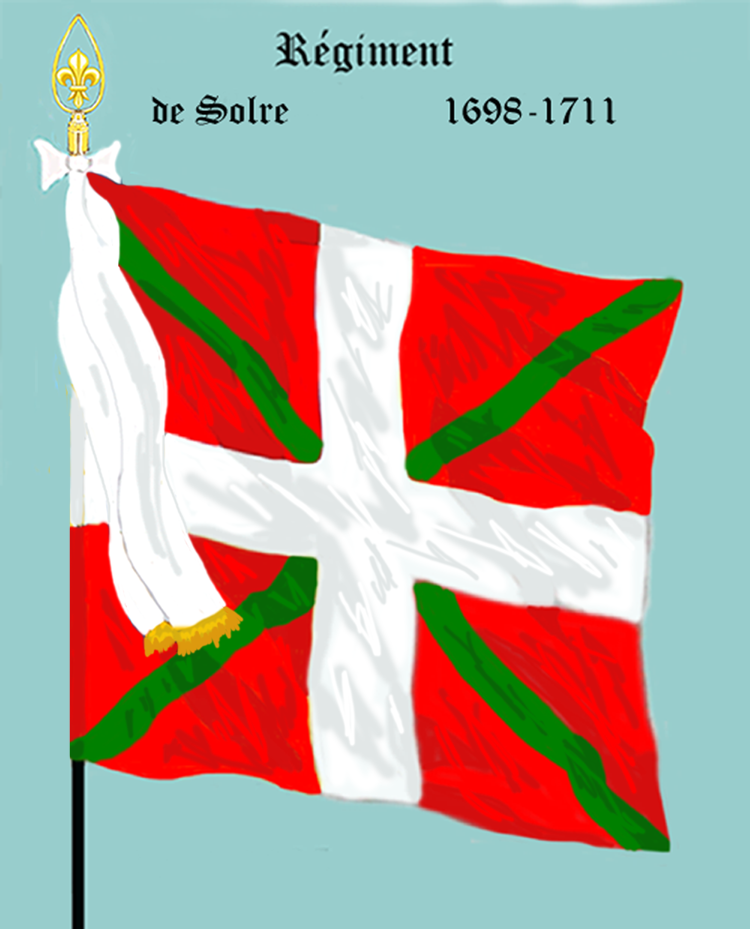
Rég Solre bis Rég La Valliére
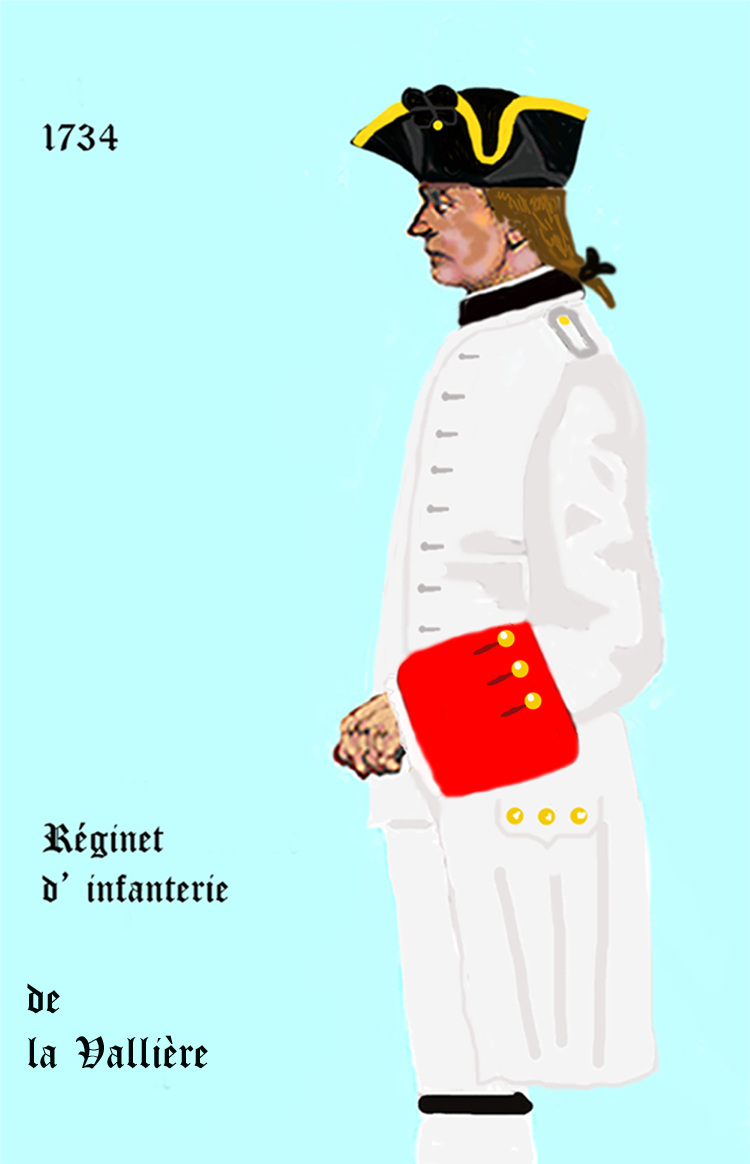
La Valliére
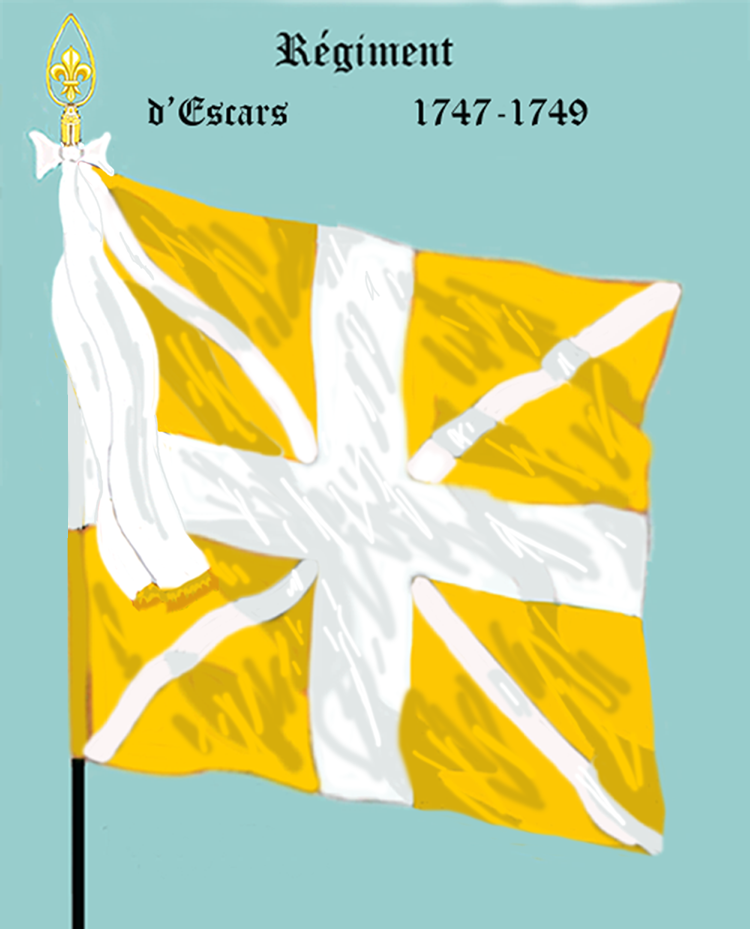
Rég Guise und Rég Escars

Régiment de Boufflers-Wallon

Aufgestellt 1744: 128e RI (1748 aufgelöst)

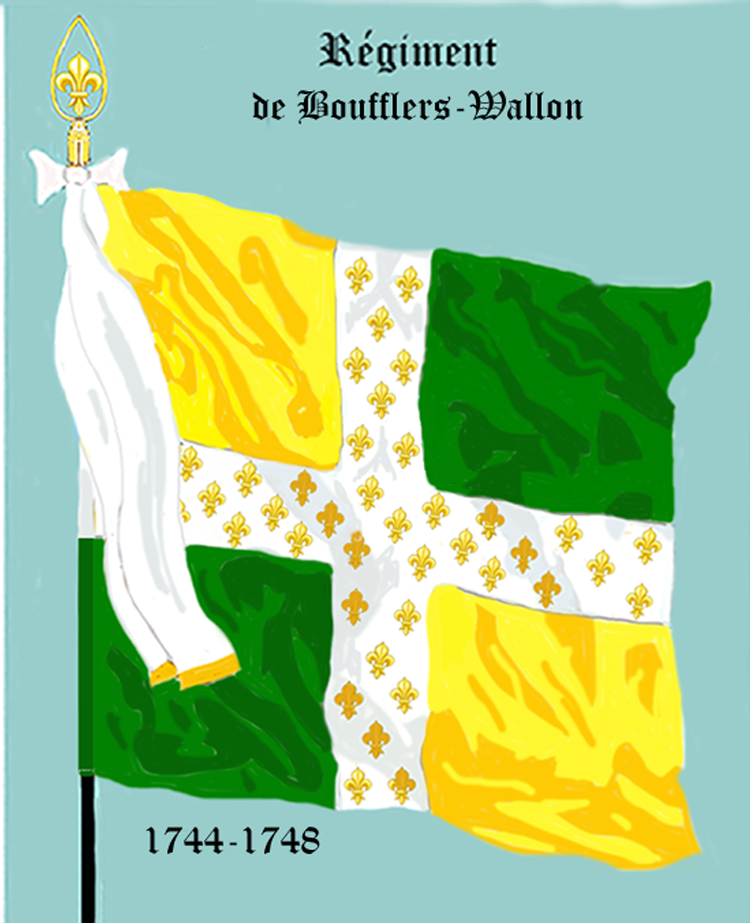
Boufflers-Wallon
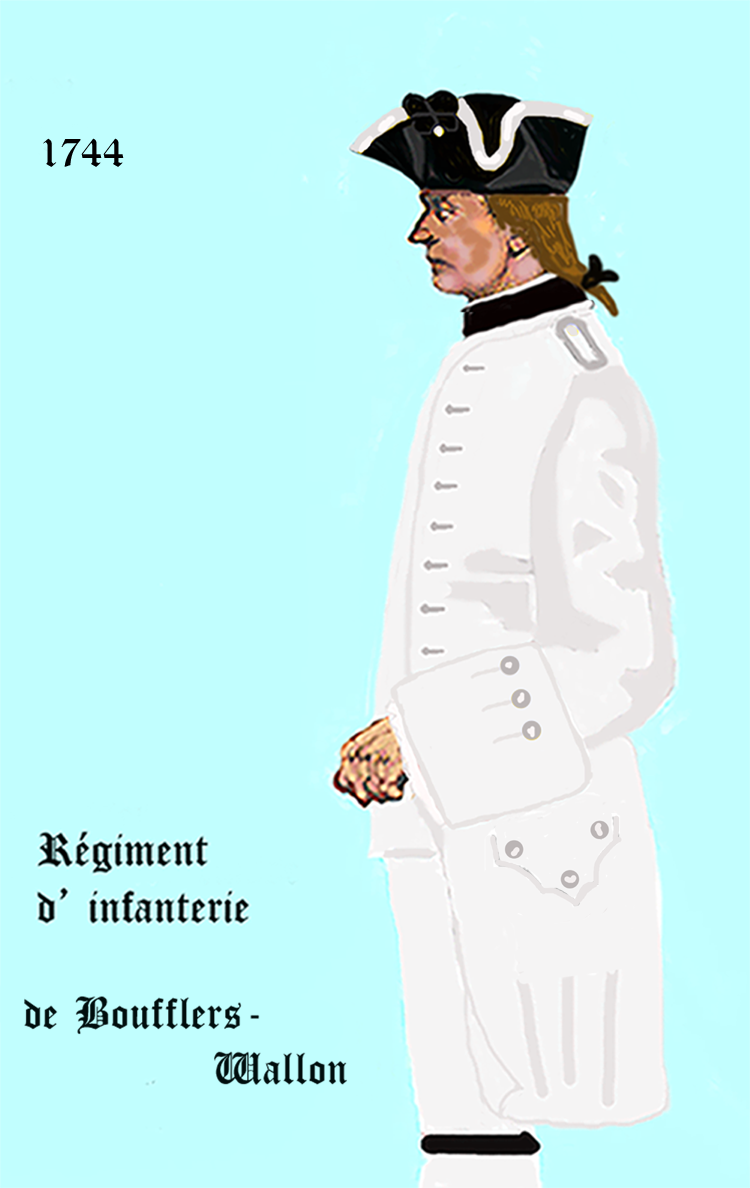
Boufflers-Wallon 1744
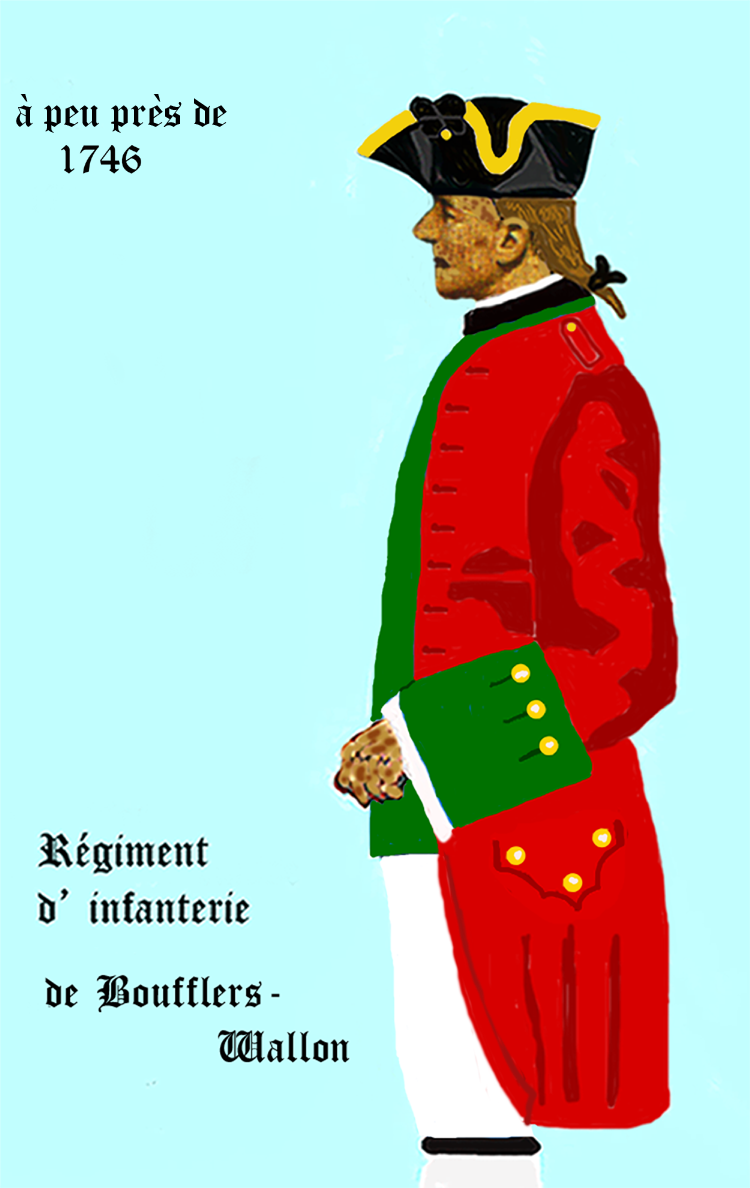
Boufflers Wallon etwa ab 1746

Régiment de Horion

Aufgestellt 1757 – Aufgelöst: 1762

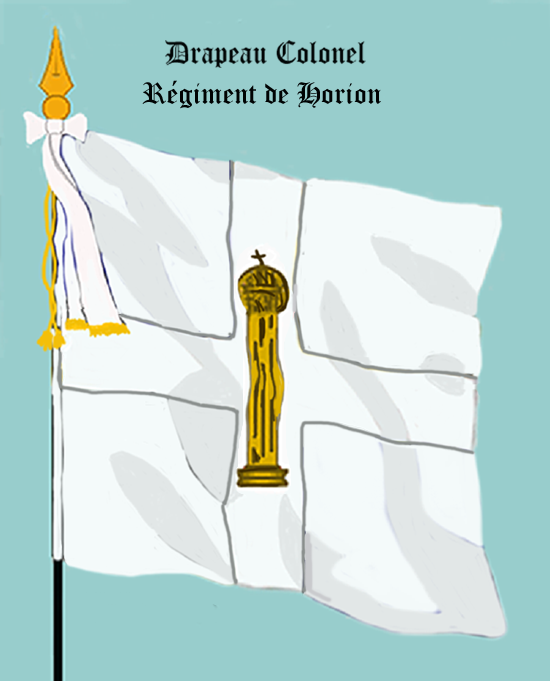
Leibfahne
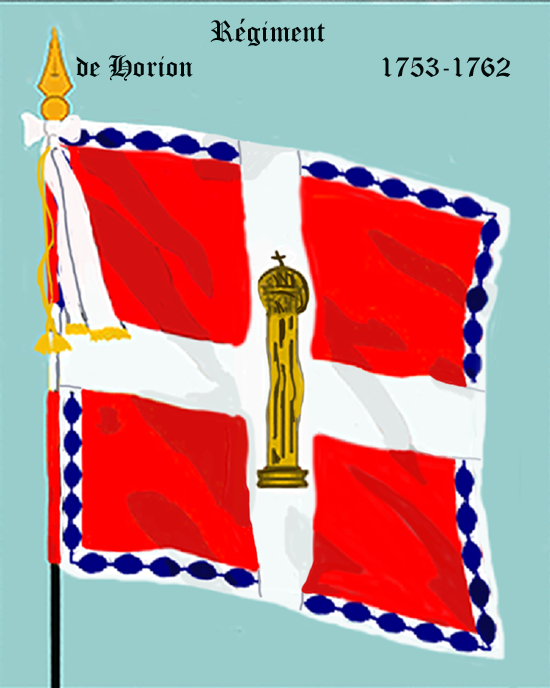
Ordonnanzfahne

Régiment de Mesle (liégeois – wallonisch)

Aufgestellt 1629 durch den Baron de Mesle

→ 1630 Rég de Hautepenne (tritt in französischen Dienst)

→ 1631 Inaktiv

→ 1633 als französisches Regiment de la Bloquiere wieder aktiviert

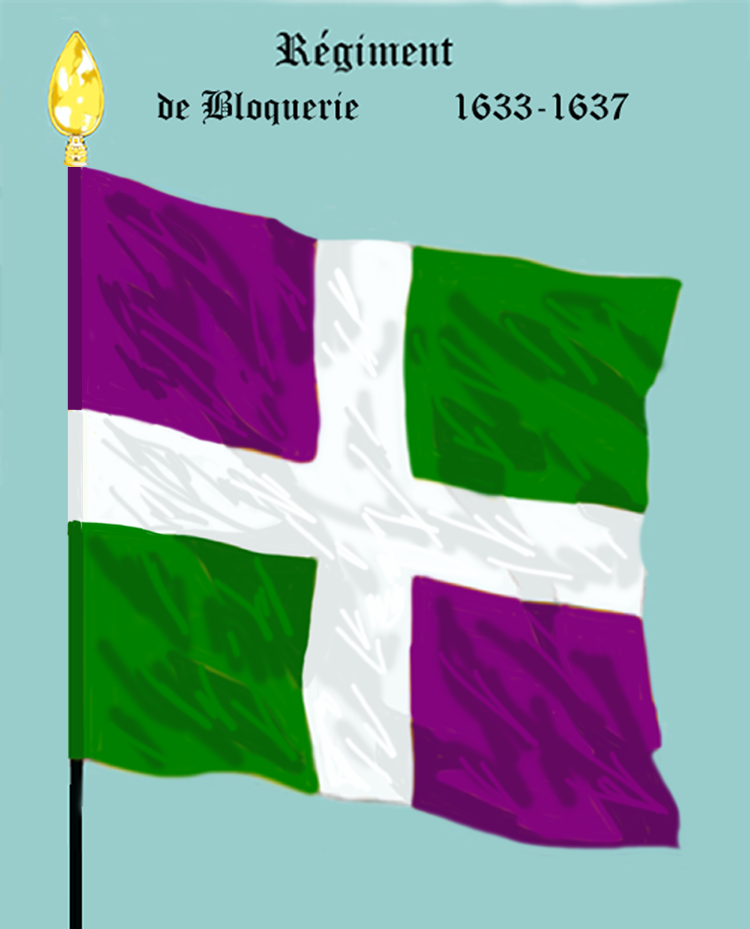
Régiment de la Bloquerie

Régiment de Miromesnil

Aufgestellt: 1664 – Aufgelöst: 1714

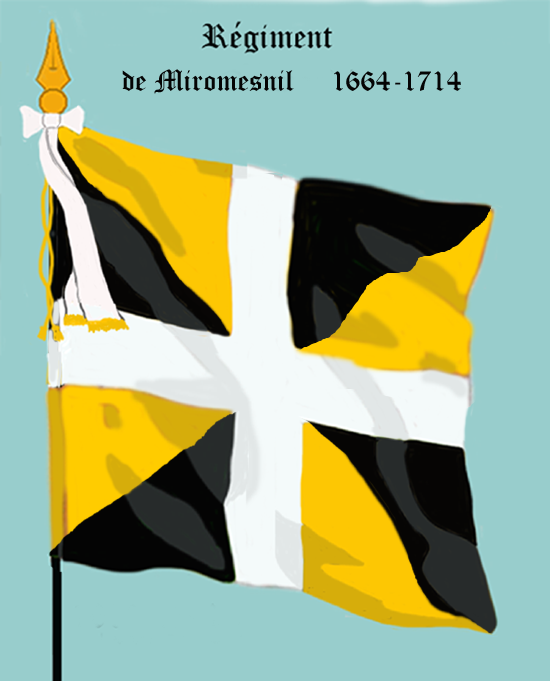
Rég de Miromesnil

Régiment de Royal Liégeois

Aufgestellt: 1787

→ 1791 101ème régiment d’infanterie de ligne

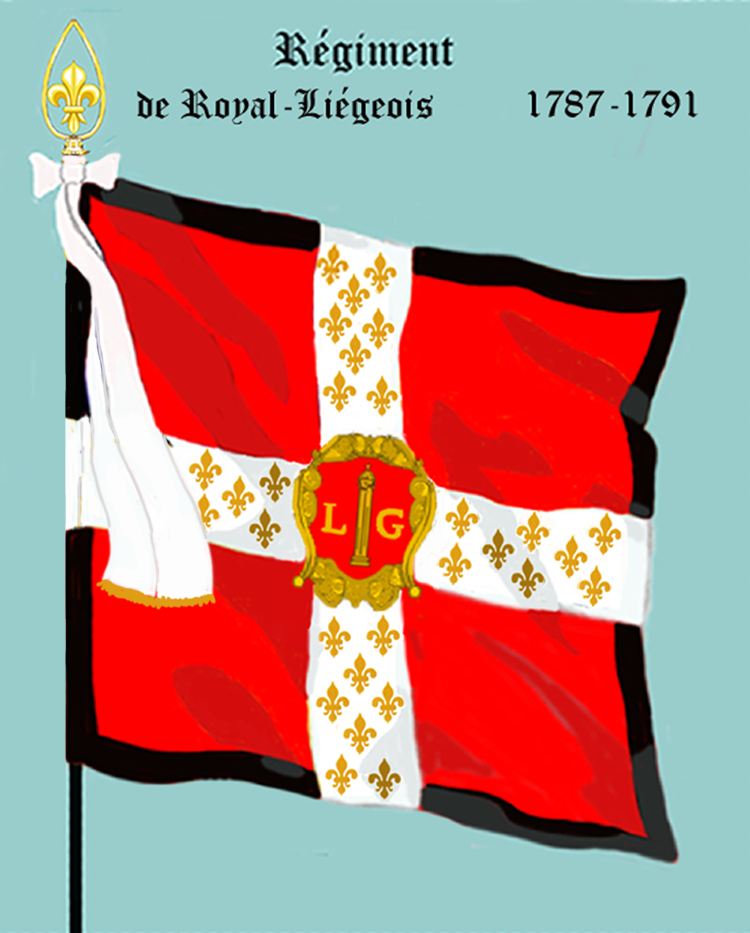
Rég Royal Liégeois

Régiment de Vierzet (liégeois)

Aufgestellt: 1757 – Aufgelöst: 1762

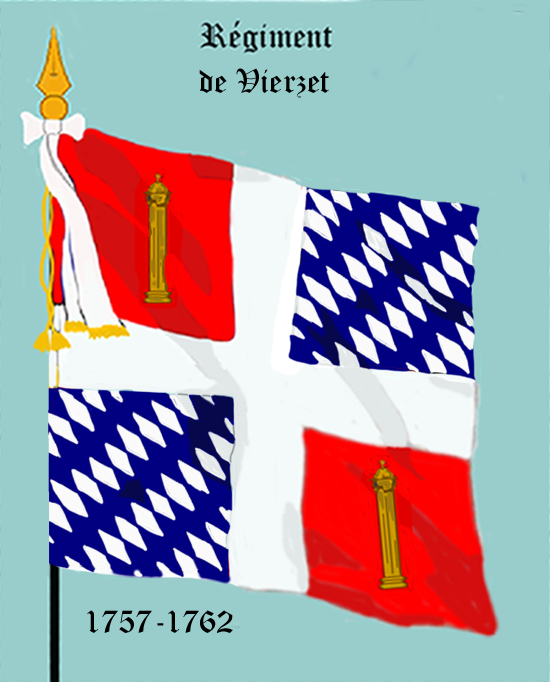
Rgt de Vierzet

Régiment de Royal-Wallon

Aufgestellt 1734 127e RI – Aufgelöst 1748

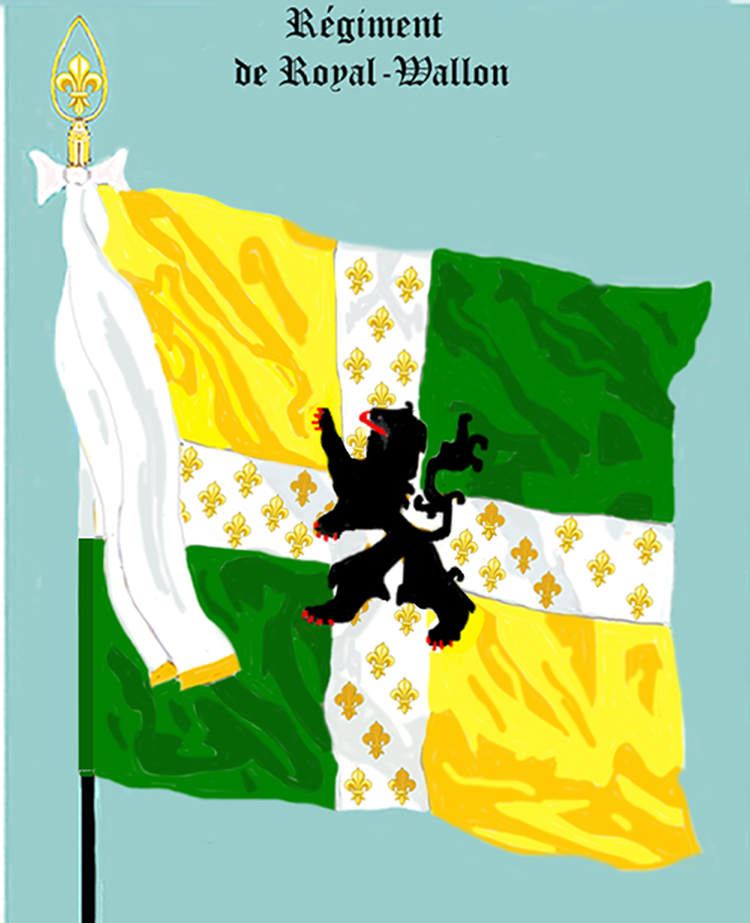
Royal Wallon
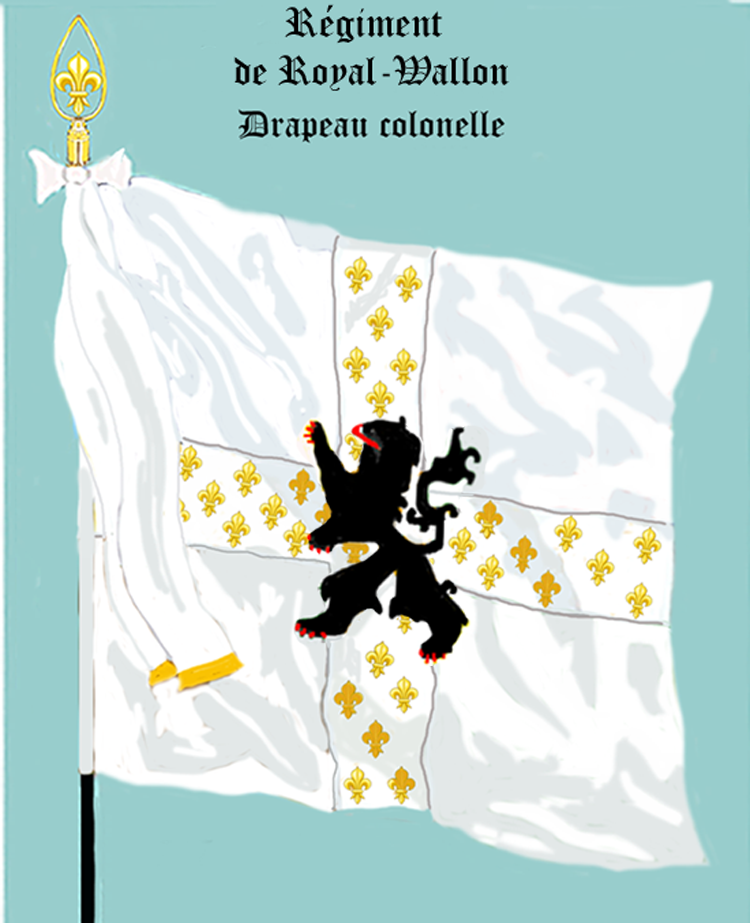
Royal Wallon (Leibfahne)
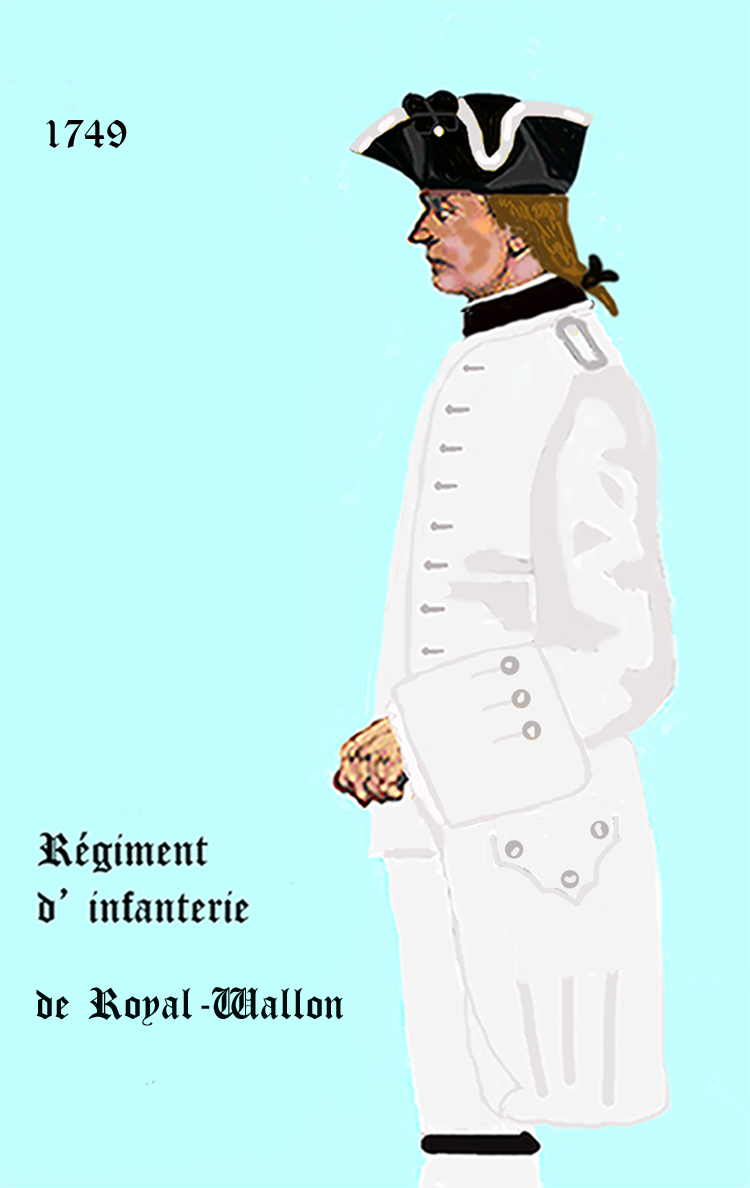
Royal Wallon 1749
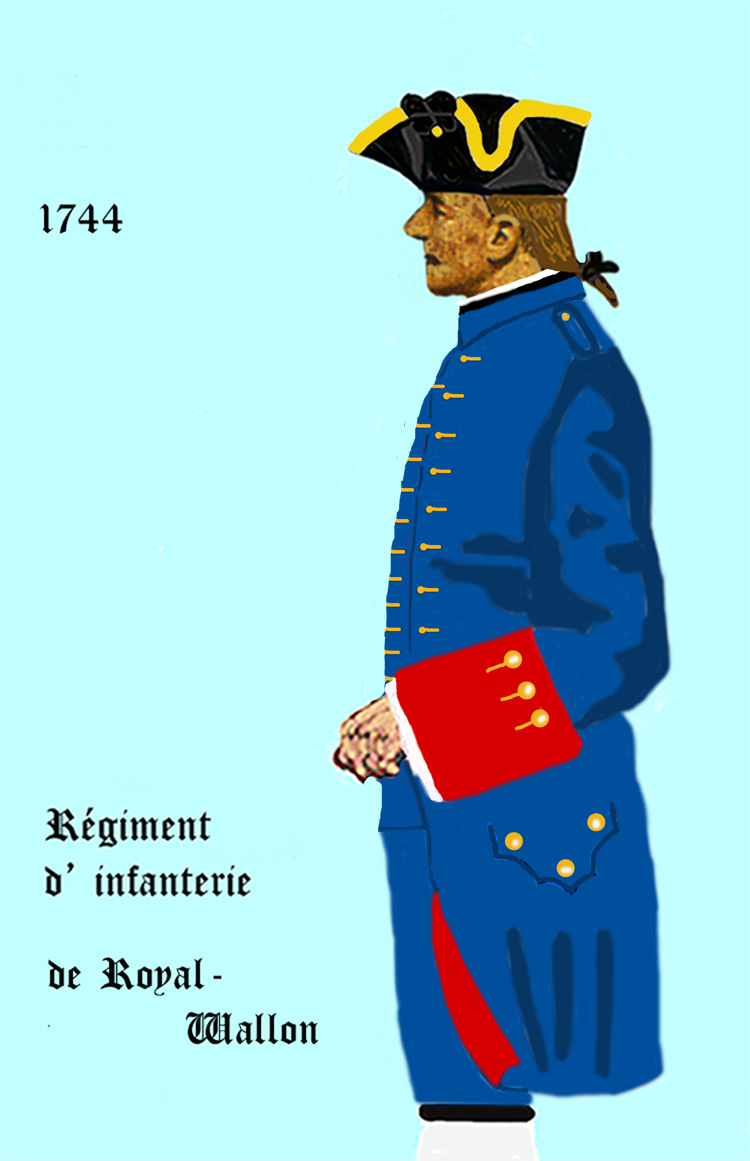
Royal Wallon 1754

## Deutsche Regimenter
Régiment d’Alsace

Aufgestellt 1656

→ 1791: 53e régiment d’infanterie de ligne

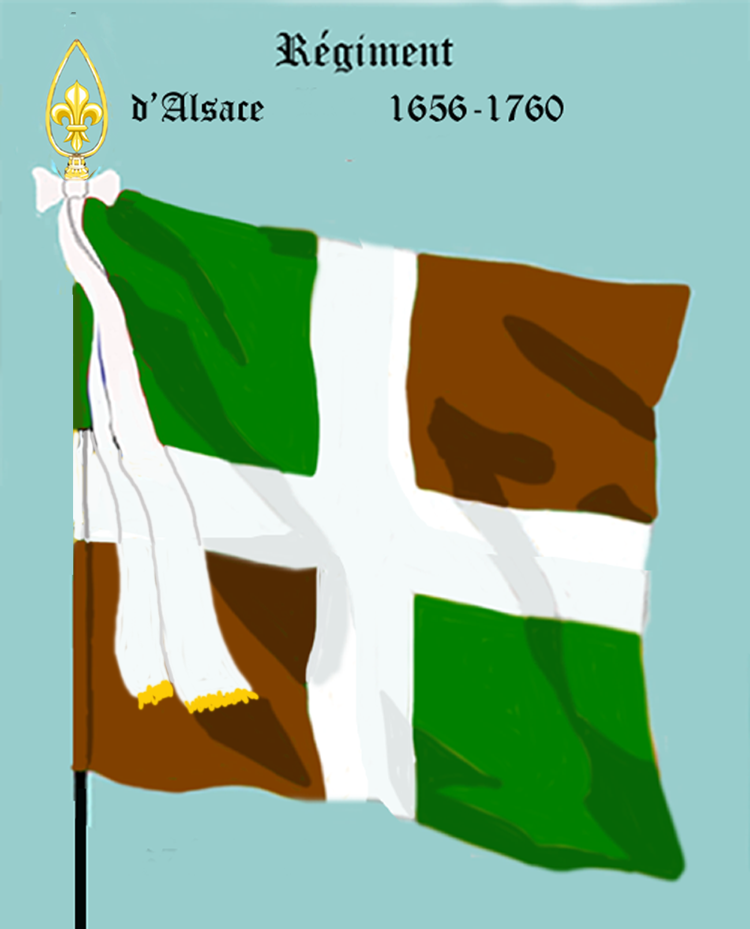
Alsace 1656–1760
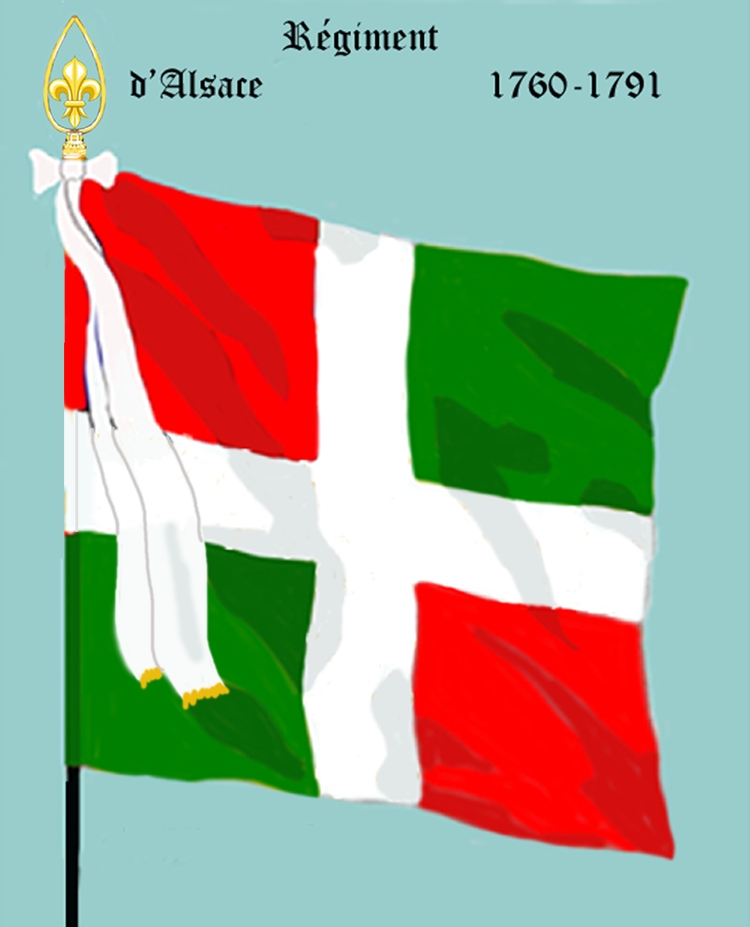
Alsace 1760–1791
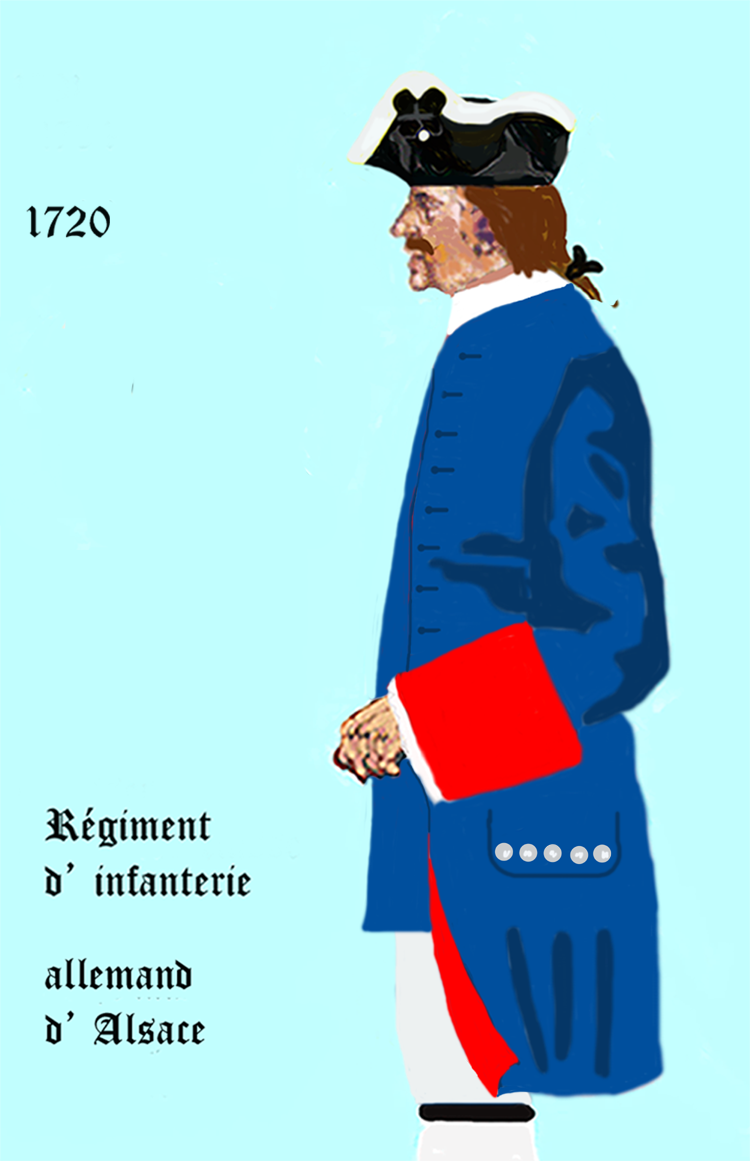
Alsace 1720
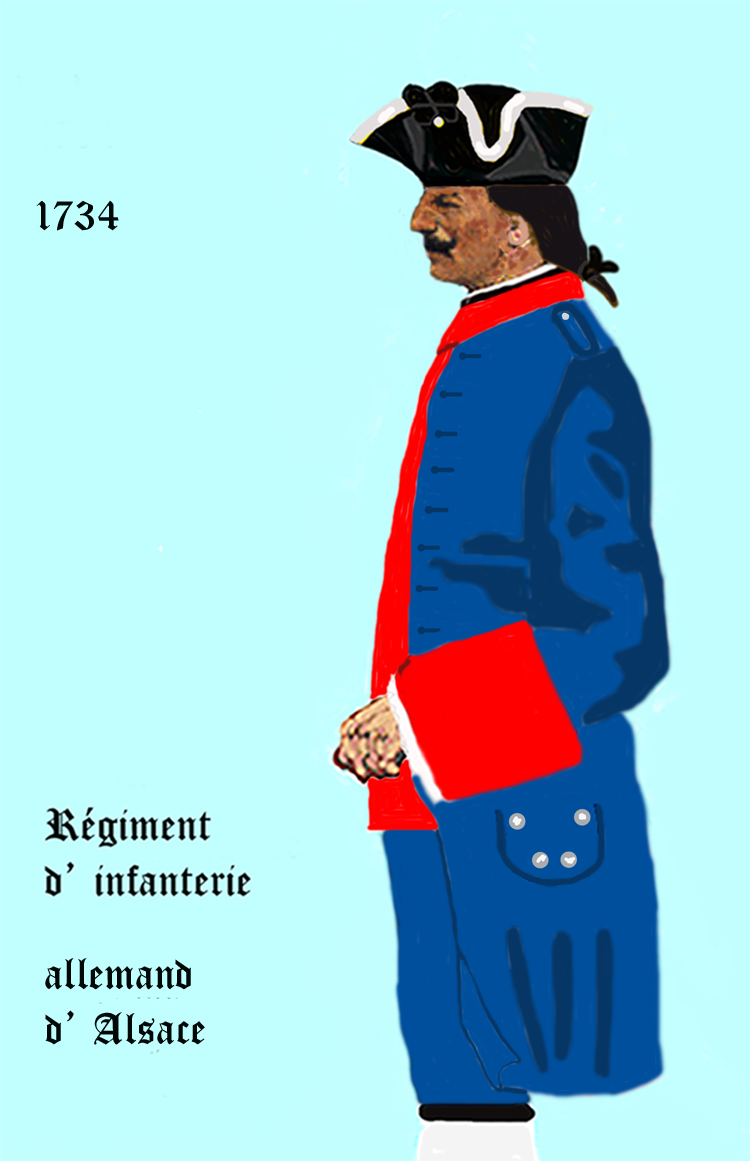
Alsace 1734
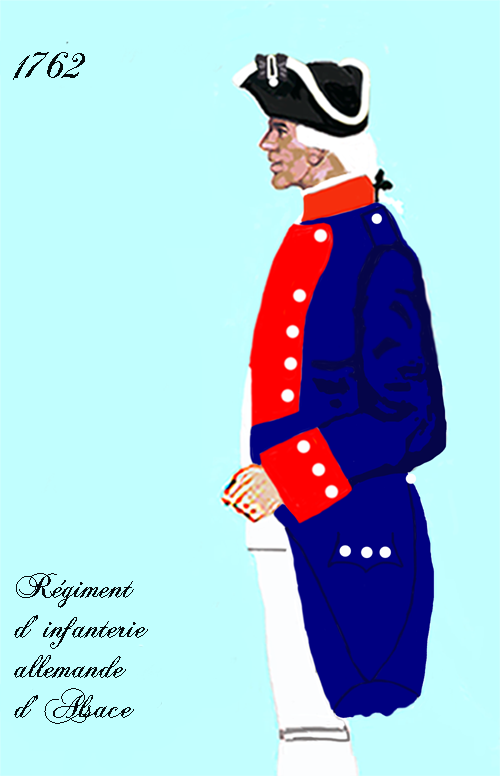
Alsace 1762–1767
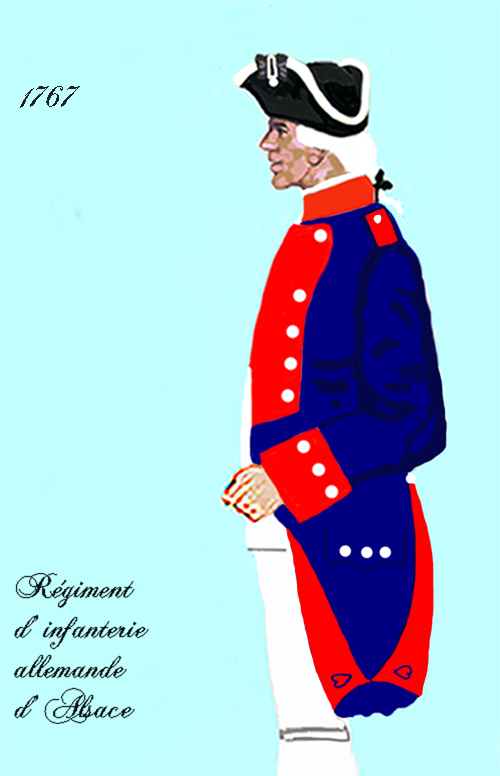
Alsace 1767–1776
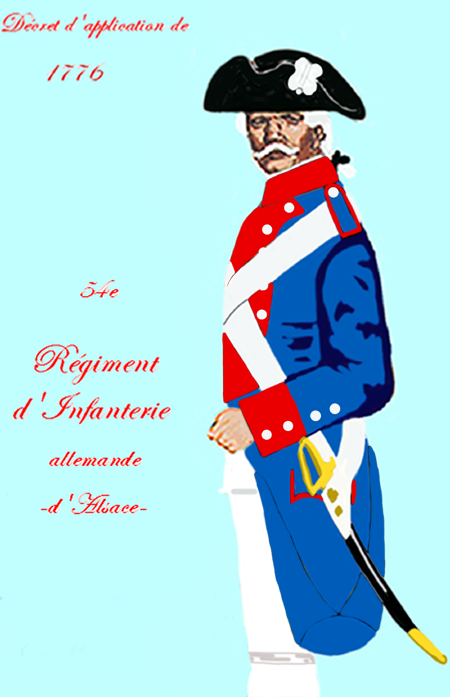
Alsace 1776–1791
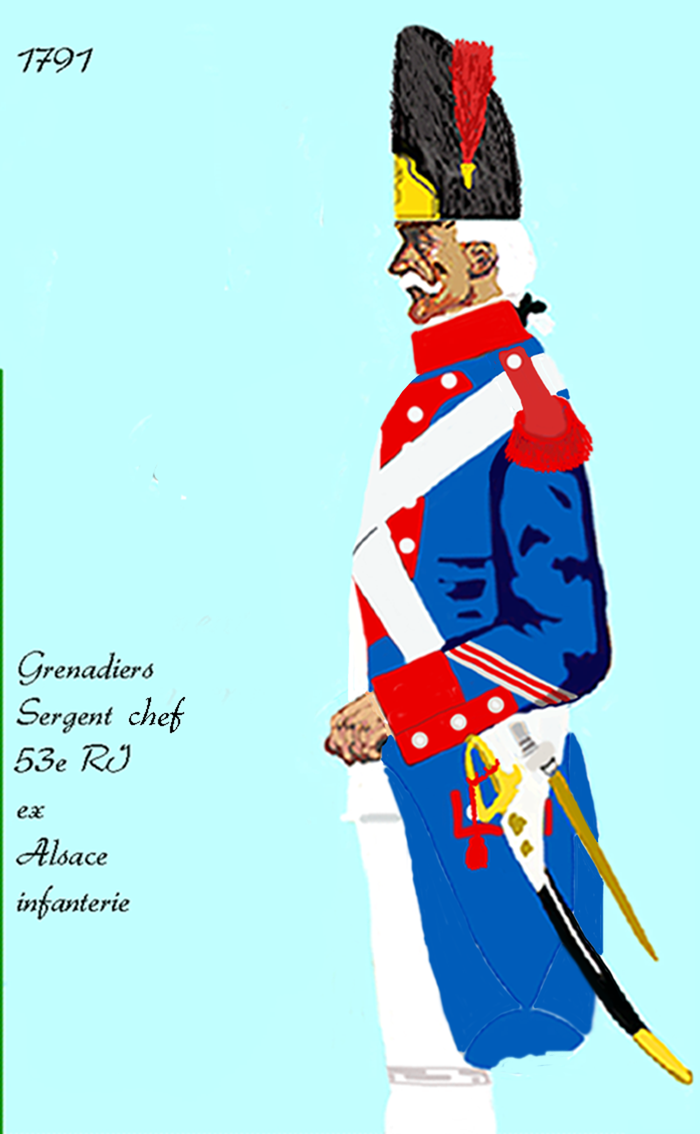
ex Alsace 1791–1792

Régiment de Lowendahl

Aufgestellt 1743

→ 1759: Eingliederung:
- ein Bataillon in das Régiment d’Anhalt 46e RI
- ein Bataillon in das Régiment de La Marck 77e RI

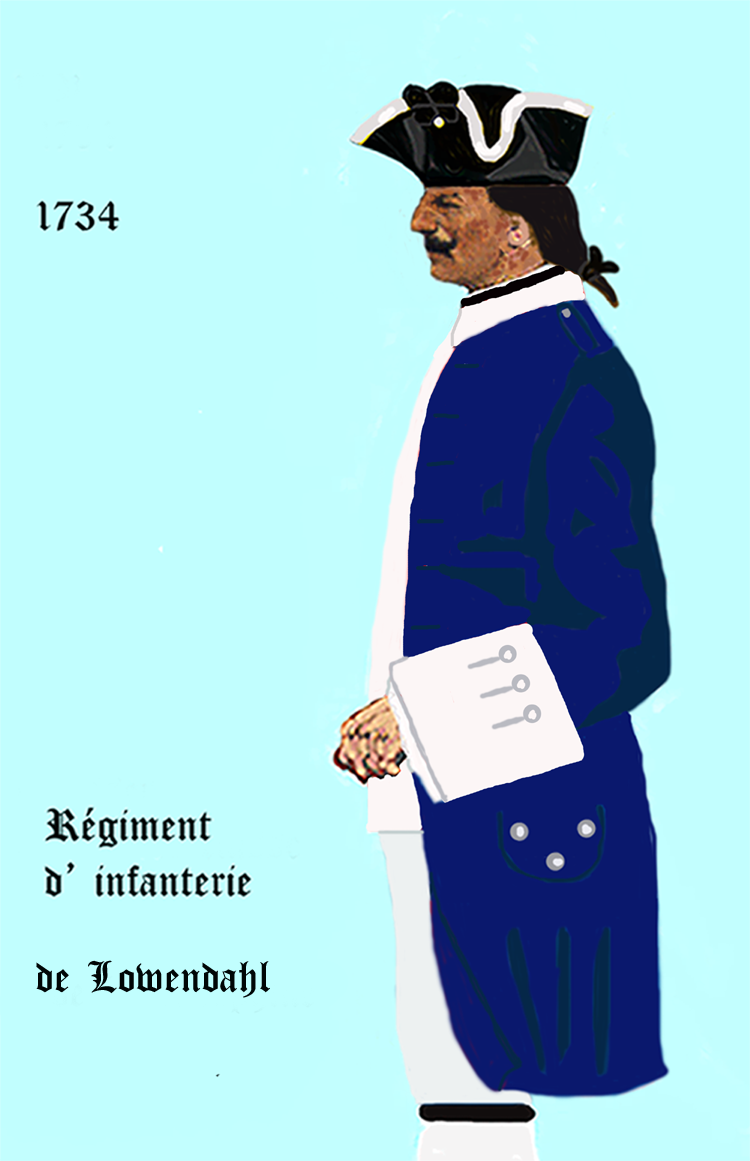
Rgt de Lowendahl

Régiment de Fürstenberg

Aufgestellt 1668

→ 1686: Régiment de Greder

→ 1716: Régiment de Sparre

→ 1720: Régiment de Saxe 45e RI

→ 1751: Régiment de Bentheim 46e RI

→ 1759: Régiment d’Anhalt 46e RI (Fürst v. Anhalt-Köthen-Pleß)

→ 1783: Régiment de Salm-Salm

→ 1791: 62e régiment d’infanterie de ligne

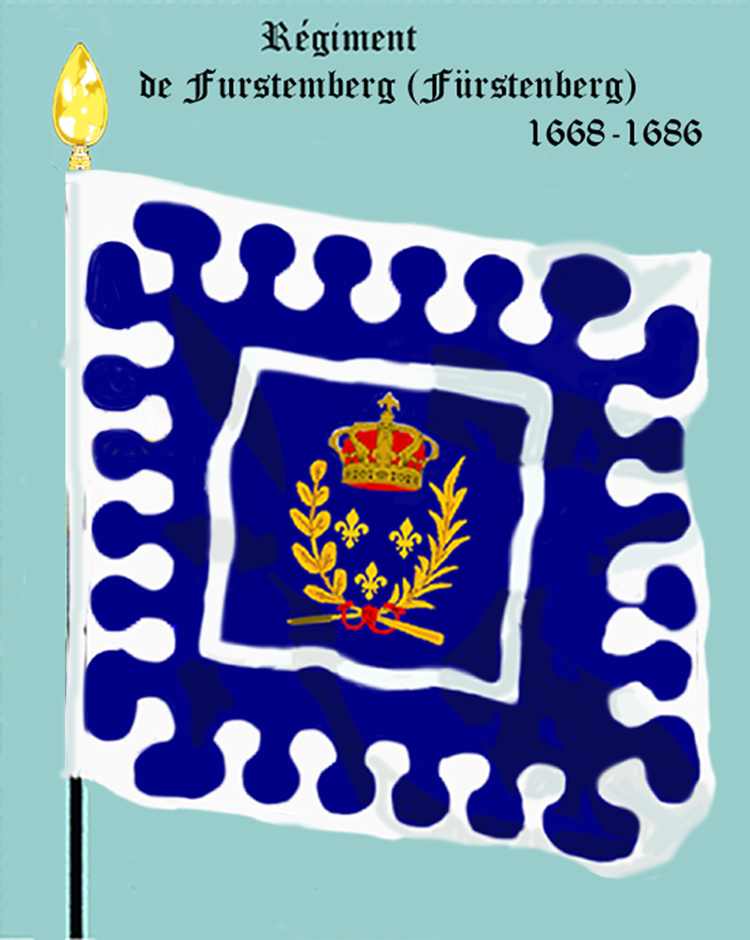
Fürstenberg
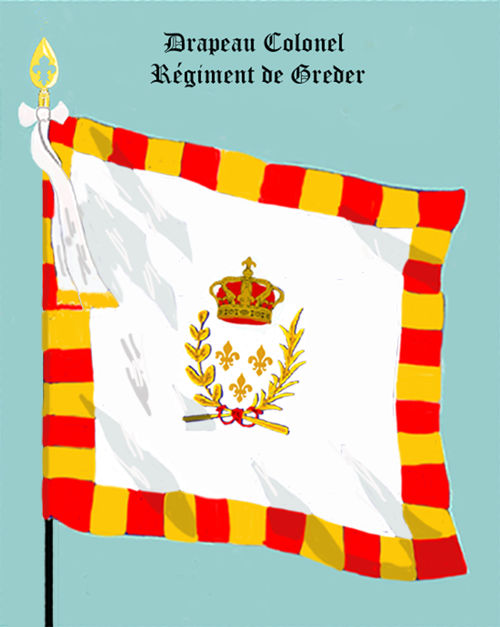
Rég Greder Leibfahne
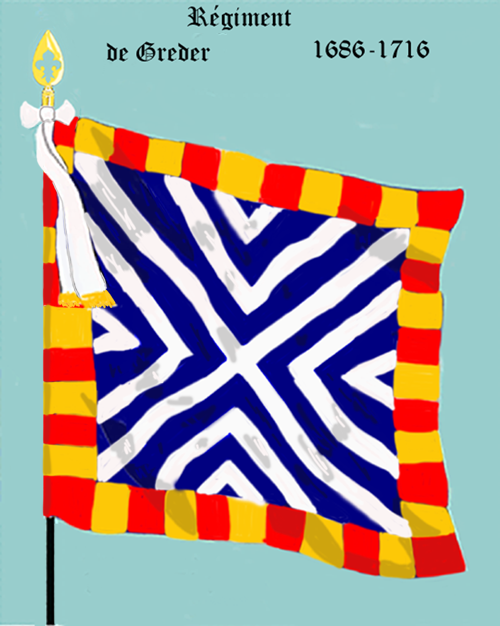
Greder 1. Modell
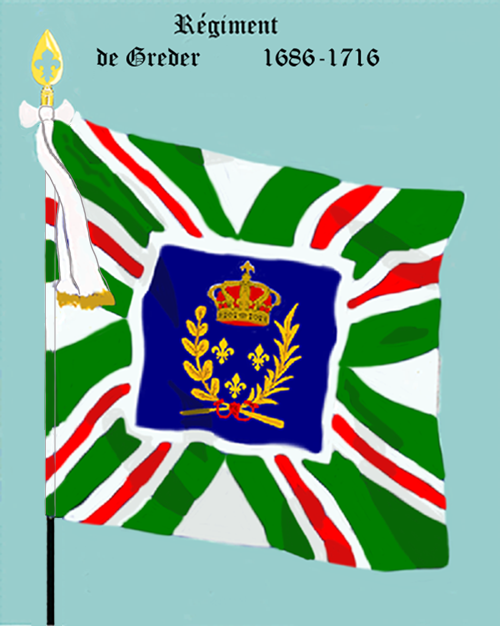
Greder 2. Modell
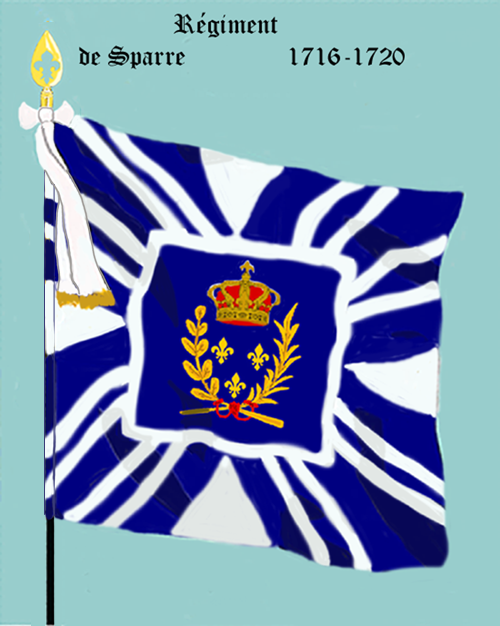
Rég Sparre, Bentheim und Salm-Salm
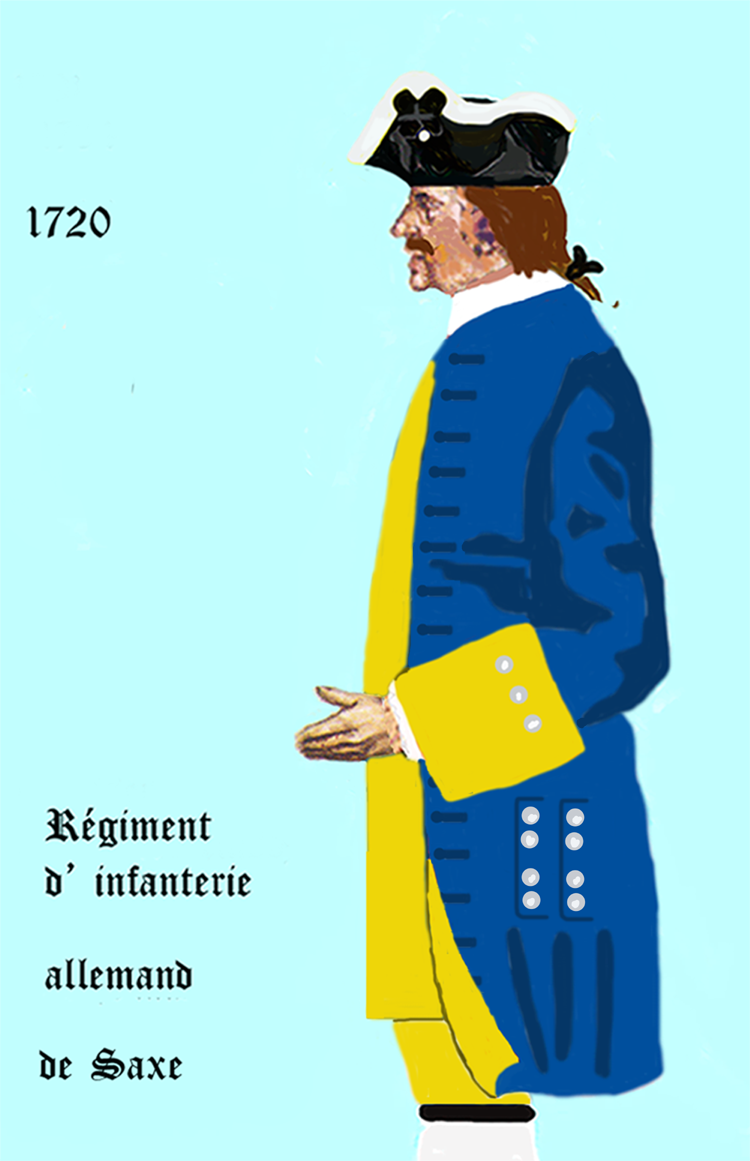
Saxe 1720
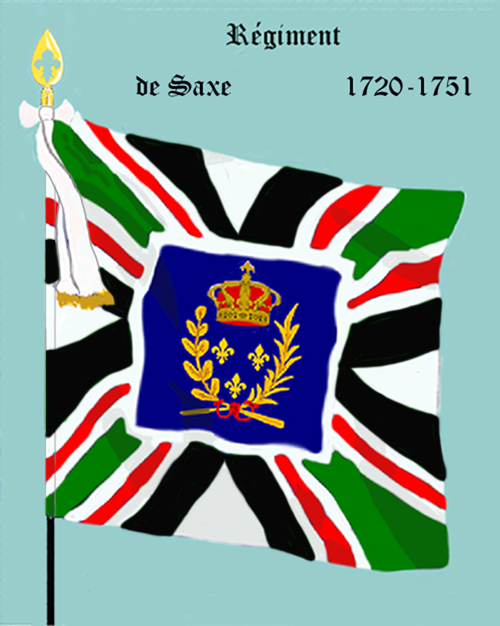
Saxe
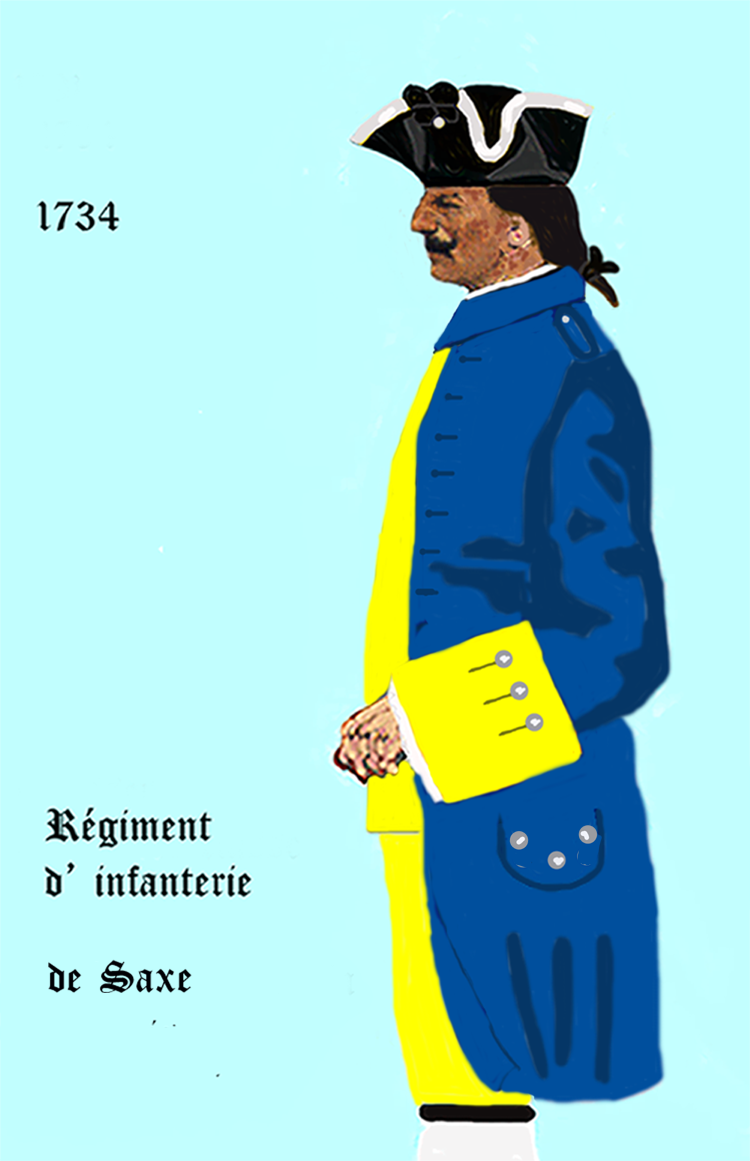
Saxe 1734
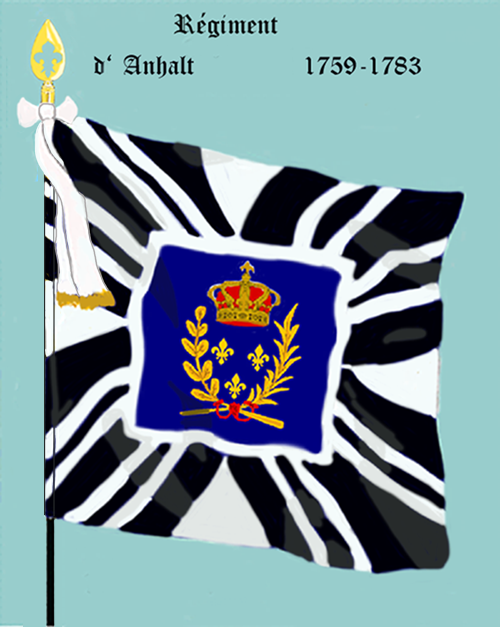
Anhalt
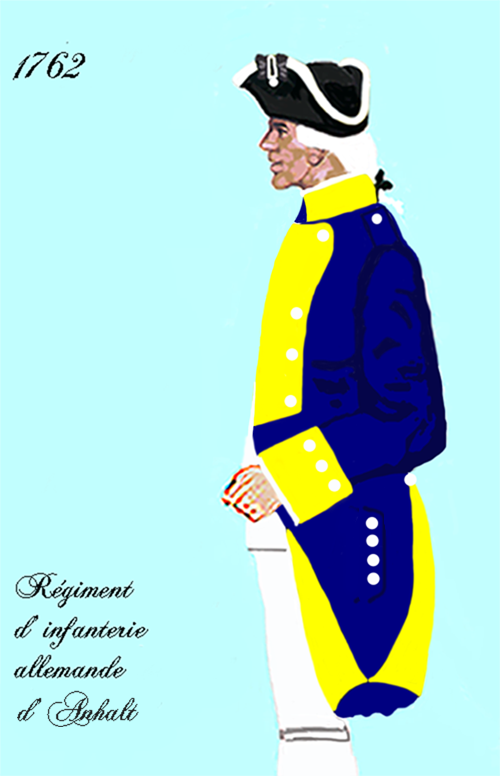
Anhalt 1762

Régiment de Bergh 125e RI

Aufgestellt 1744

→ 1760: Eingliederung in Régiment d’Alsace 53e RI

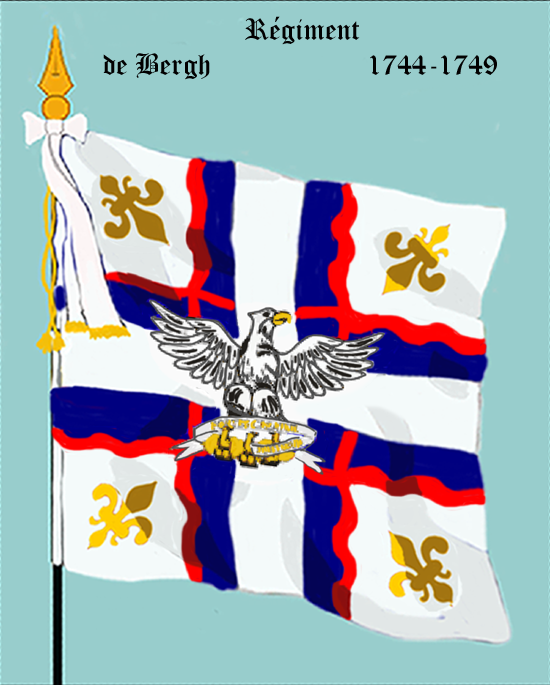
Rég de Bergh
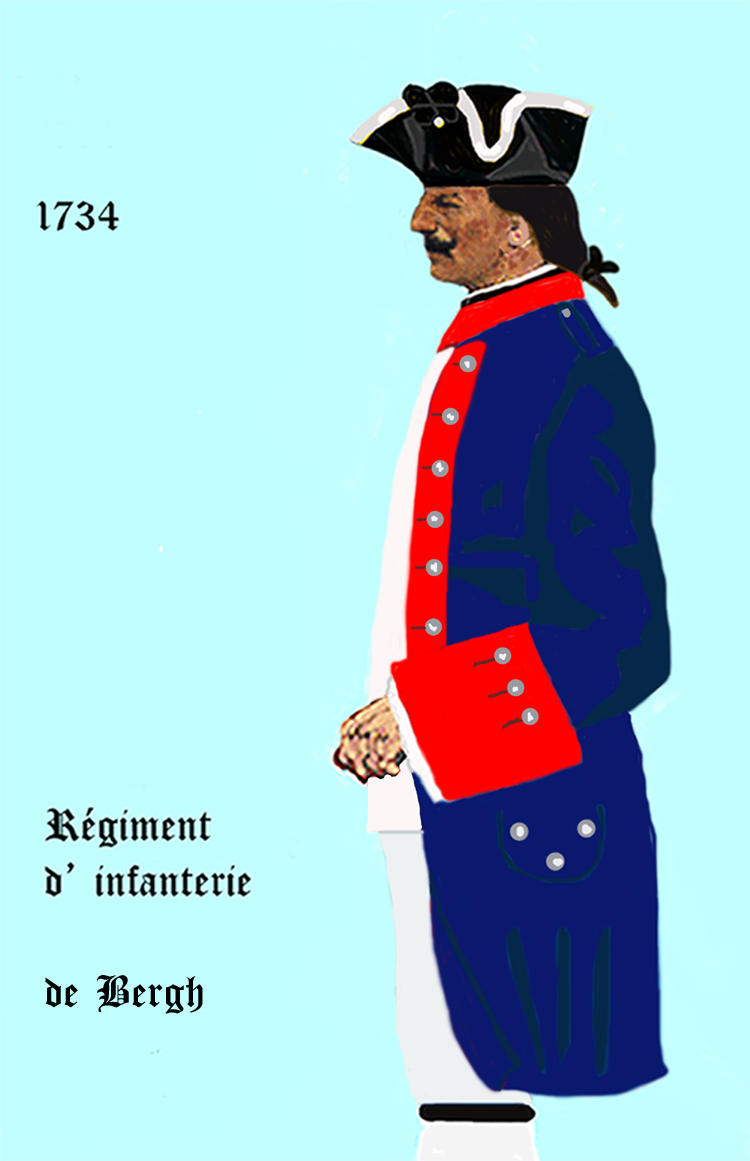
Rég de Bergh

Régiment de Bouillon 103e RI

Aufgestellt 1757

→ 1791: 98e régiment d’infanterie de ligne

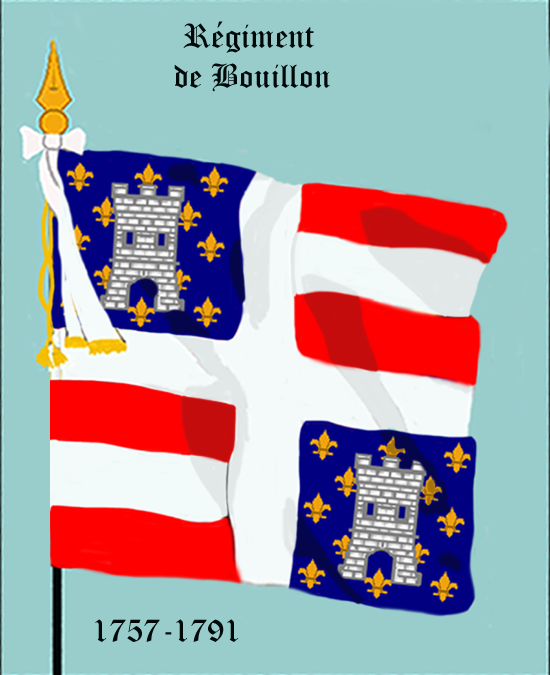
Bouillon
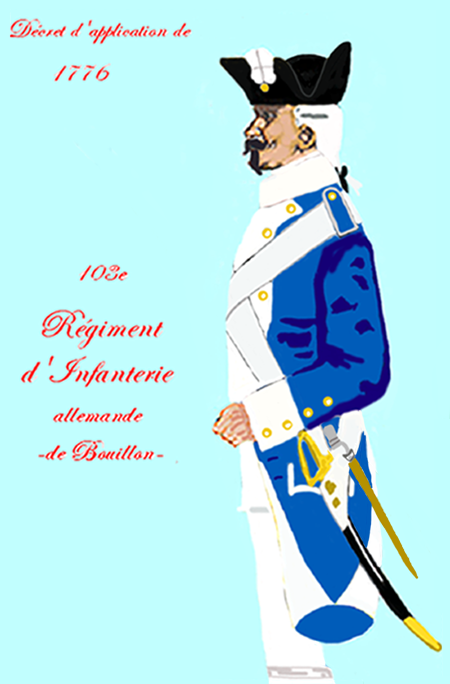
Bouillon

Régiment de Fersen 130e RI

Aufgestellt 1745

→ 1754: Régiment de Nassau-Usingen 130e RI

→ 1758: Eingliederung in Régiment de Nassau 88e RI
Régiment de Saint-Germain 134e RI
Aufgestellt 1747

→ 1760: Eingliederung in Régiment de Nassau 88e RI
Régiment de Nassau-Sarrebruck 131e RI

Aufgestellt 1745

→ 1758: Régiment de Nassau 88e RI

→ 1791: 96e régiment d’infanterie de ligne

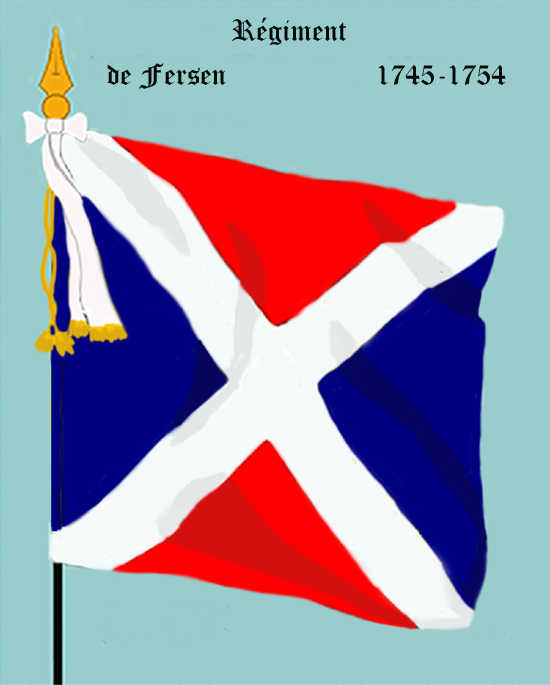
Rég Fersen und Rég Nassau-Usingen
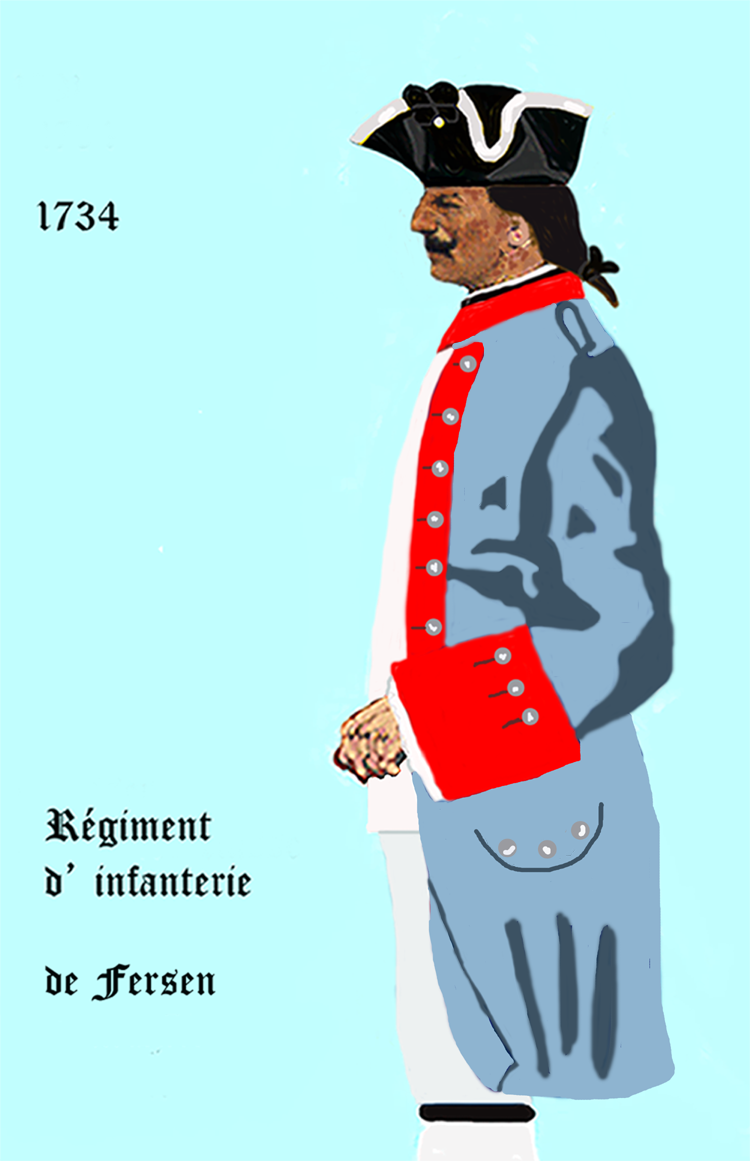
Fersen 1734
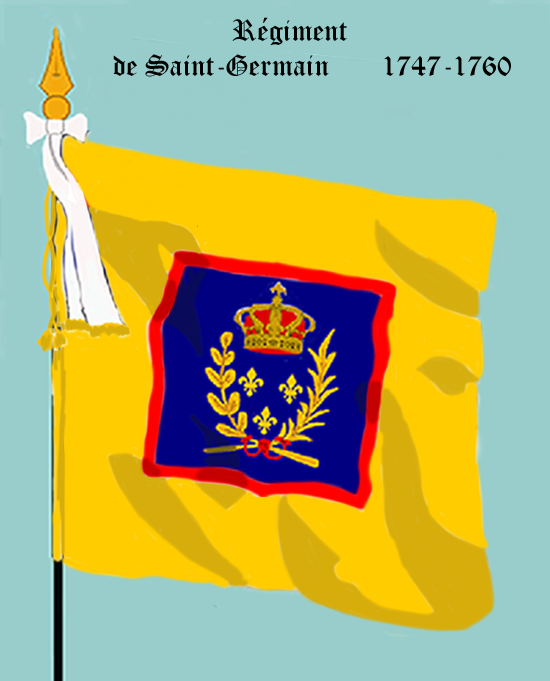
Saint Germain
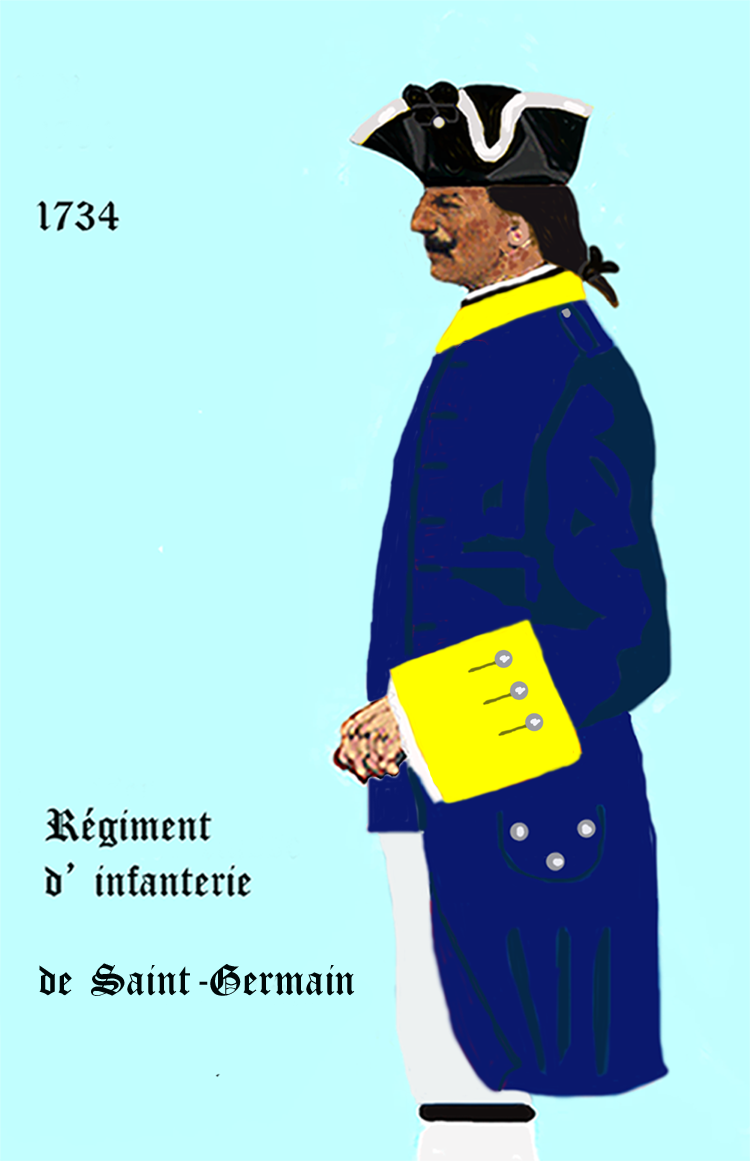
Saint Germain 1734
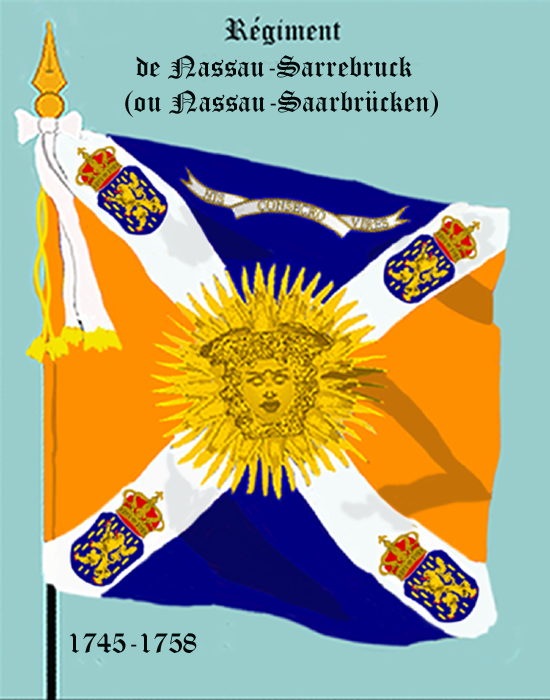
Rég Nassau-Saarbrücken und Rég Nassau
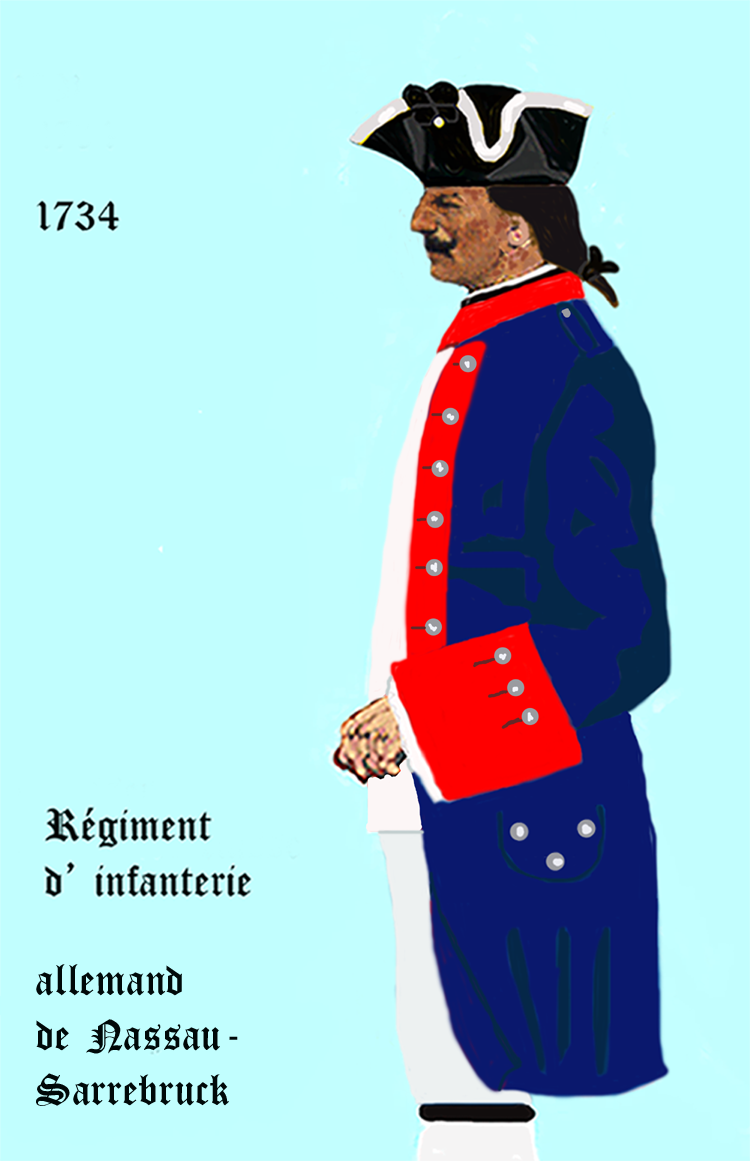
Nassau-Saarbrücken 1734
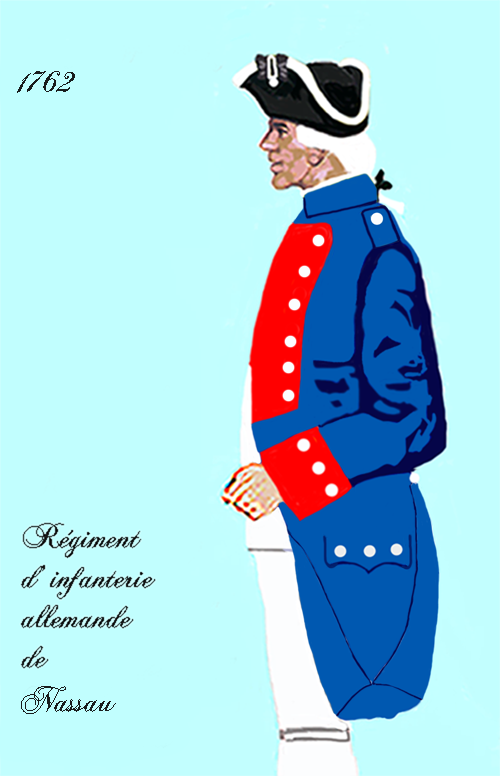
Nassau 1762–1767
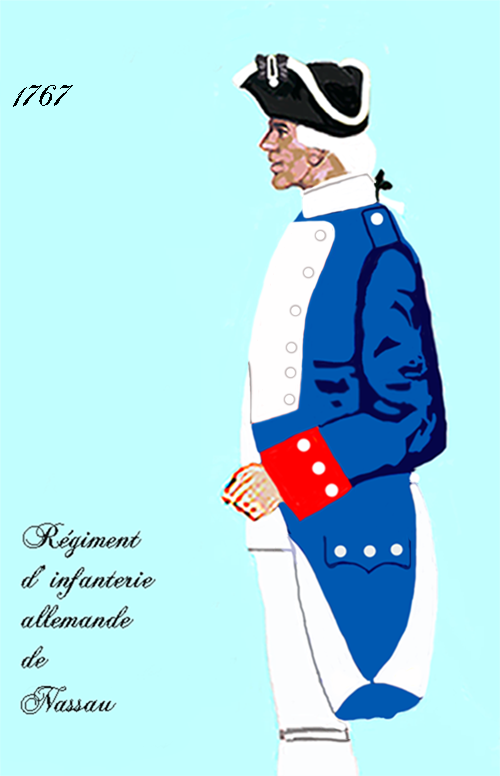
Nassau 1767–1779
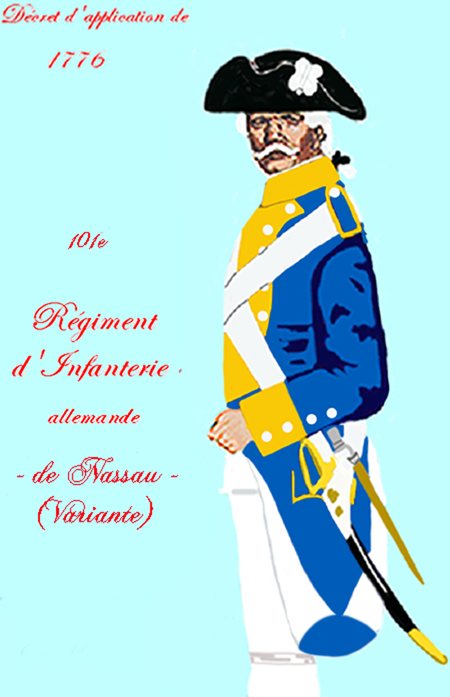
Nassau 1776
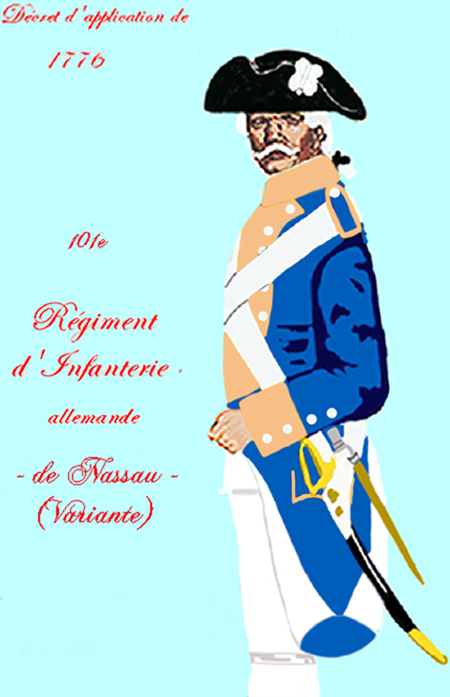
Nassau 1776–1791
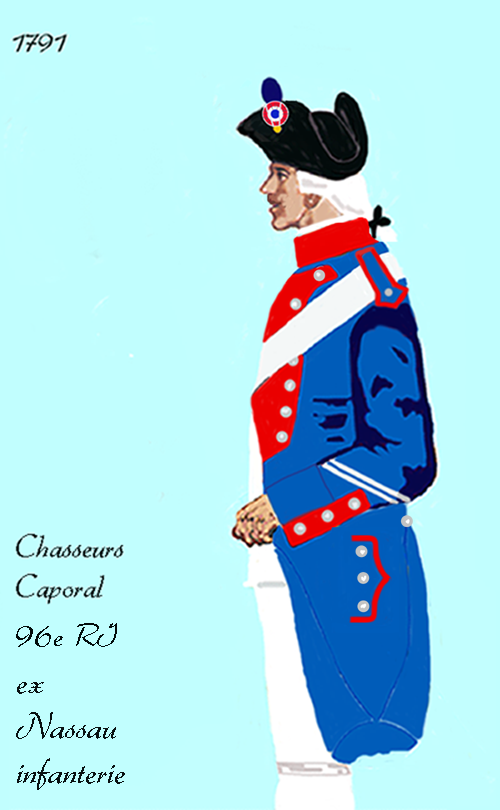
ex Nassau 1791–1792

Régiment de Leisler

Aufgestellt 1690

→ 1694: Rég de Sparre

→ 1714: Régiment de Lenck

→ 1734: Régiment d’Appelgrehn 105e RI

→ 1742: Régiment de Royal Suèdois

→ 1791: 89e régiment d’infanterie de ligne

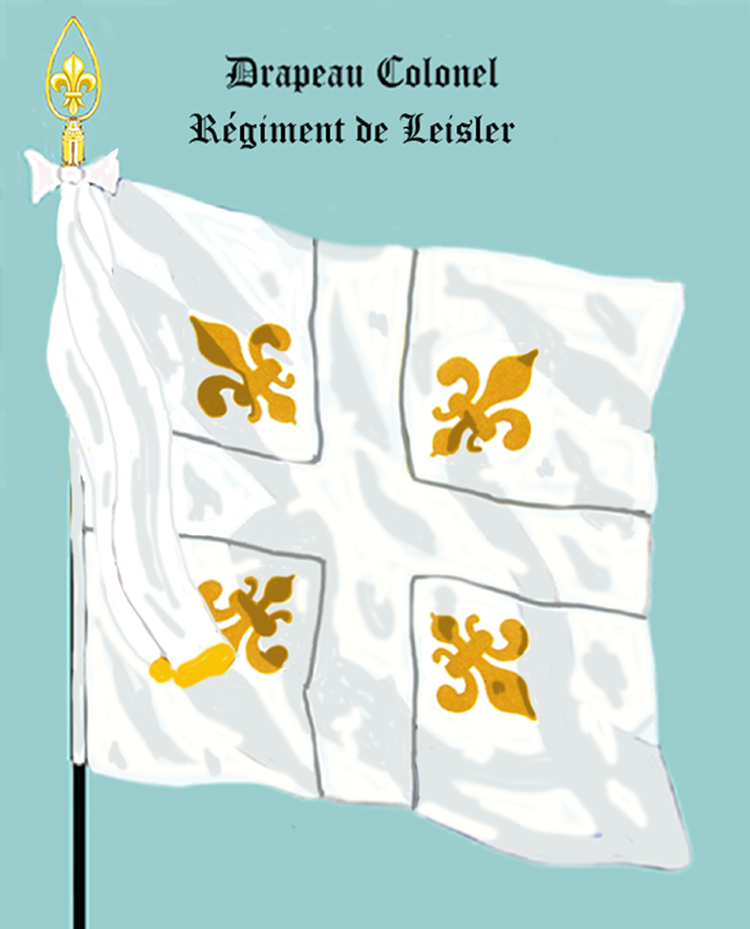
Leibfahne bis 1760
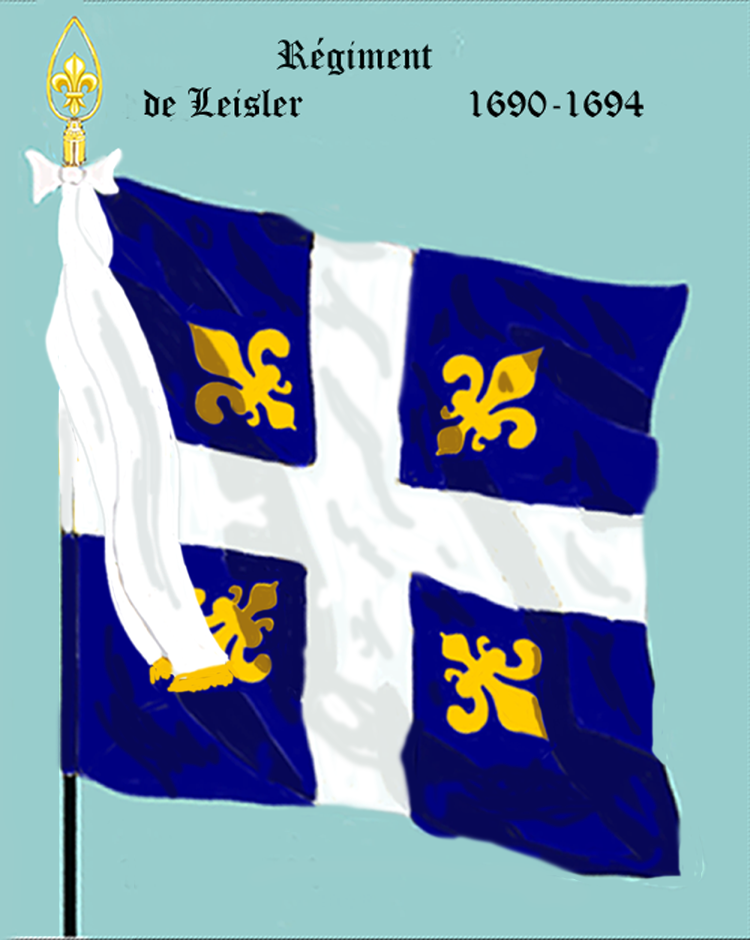
Rég Leisler bis Royal-Suédois 1742
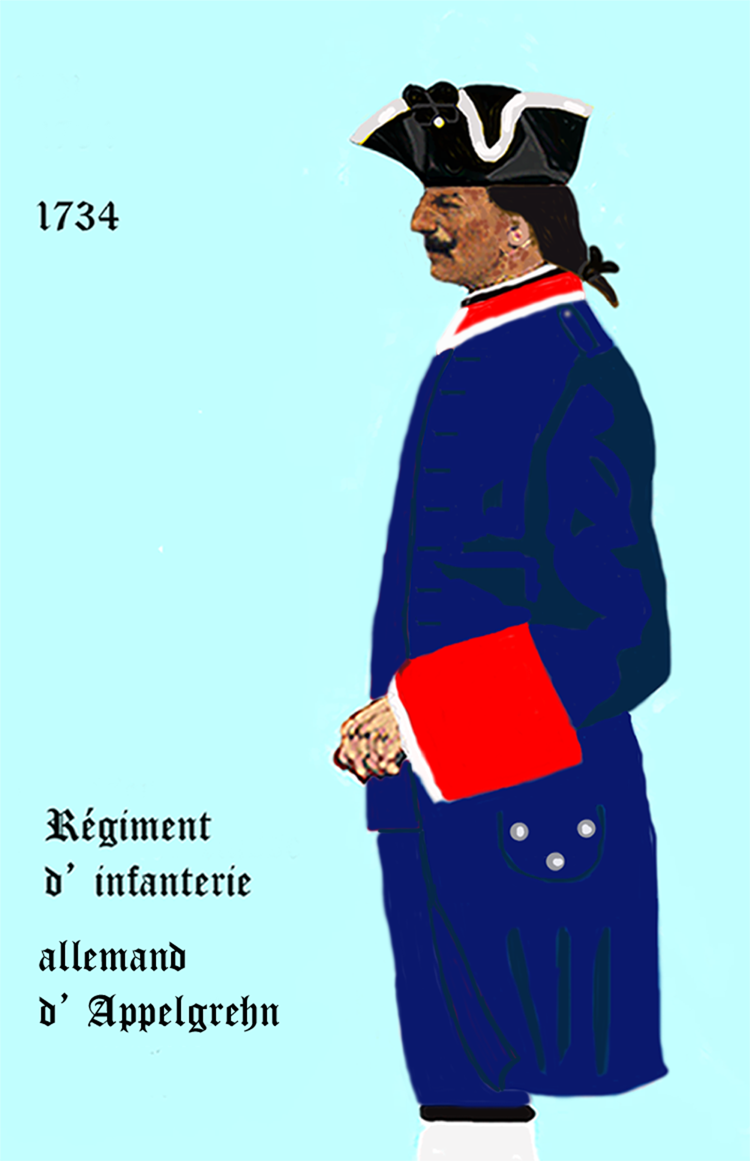
Rég Appelgrehn 1734
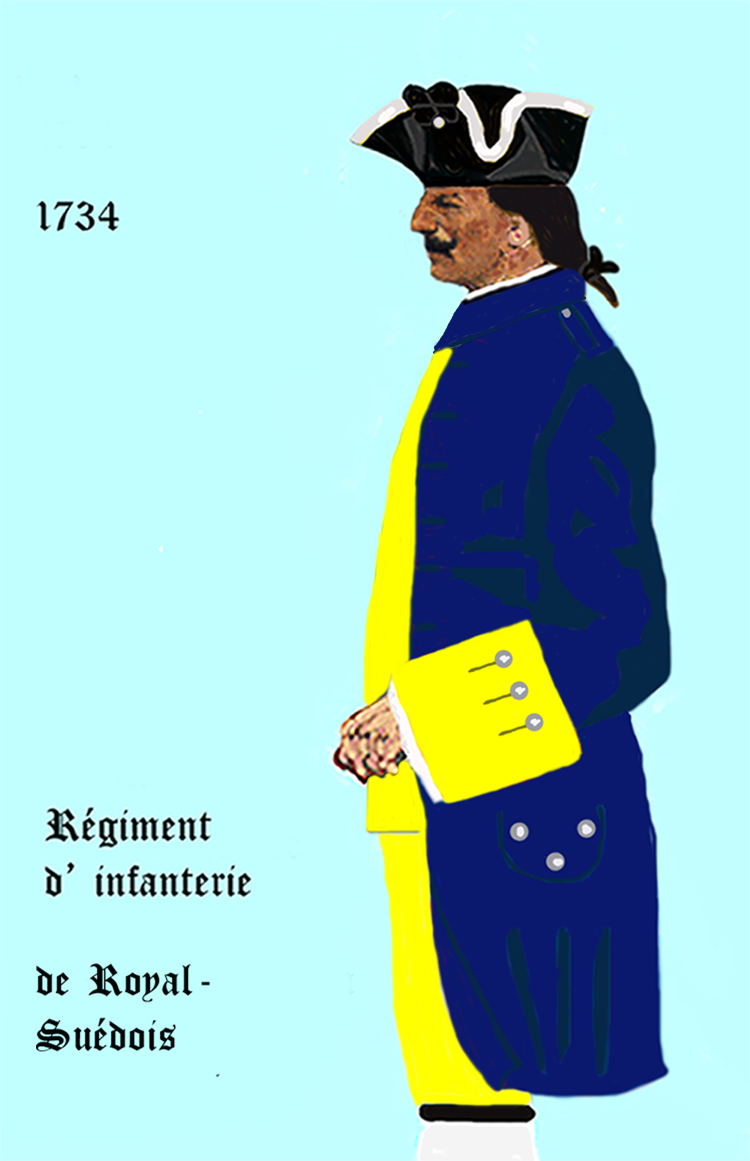
Rég Royal Suédois 1749
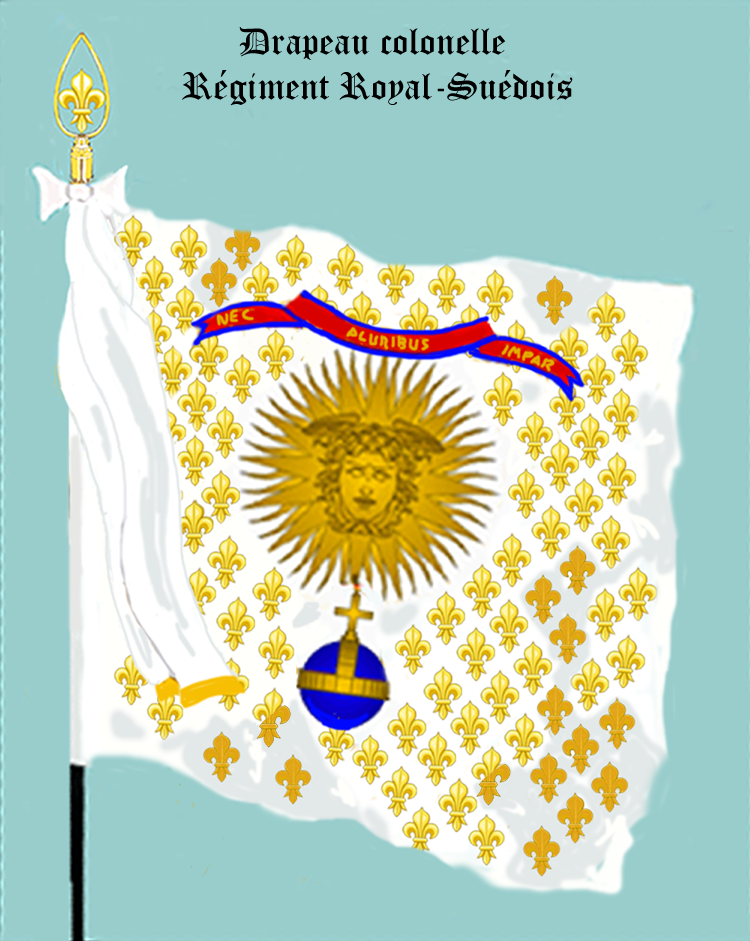
Leibfahne Rég Royal Suédois 1760–1790
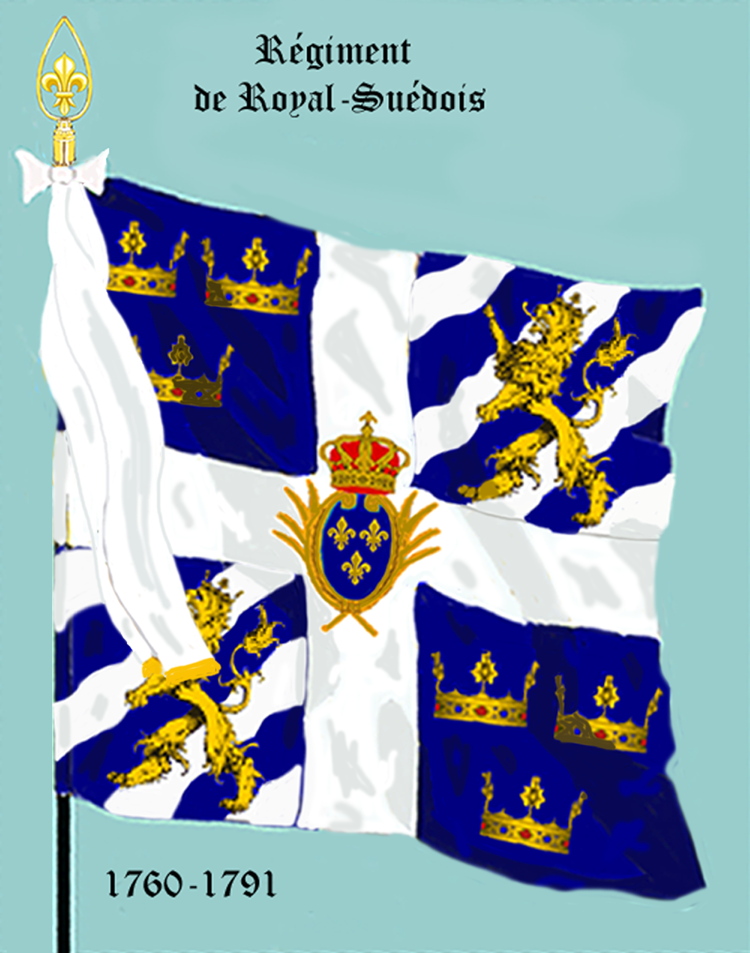
Royal Suédois 1760–1790
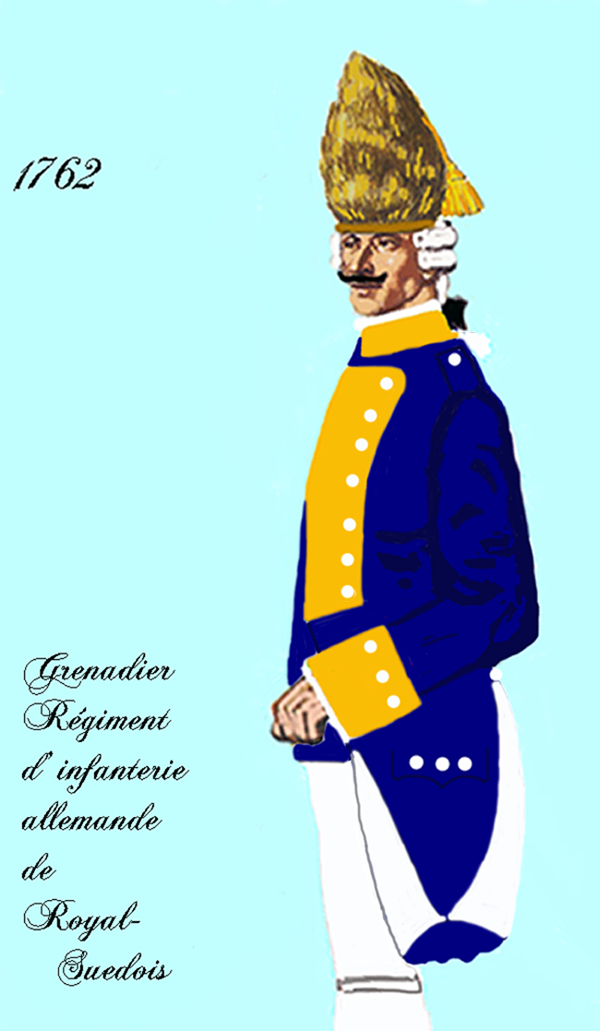
Rég Royal Suédois 1762–1776
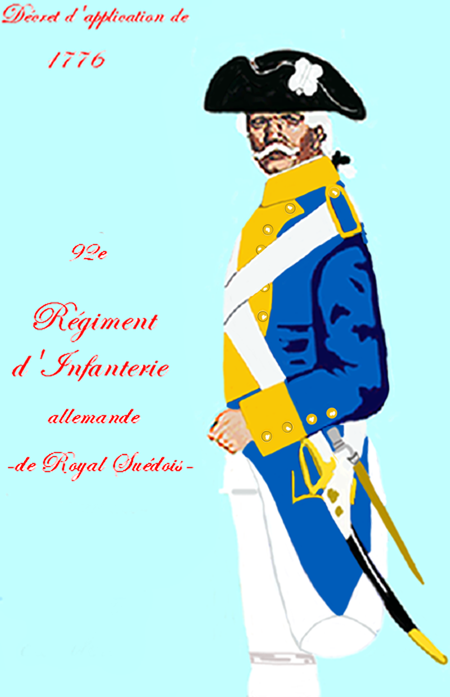
Rég Royal Suédois 1776–1771

Régiment de Königsmarck (Konigsmarck) 63e RI

Aufgestellt 1680

→ 1686: Régiment de Surbeck

→ 1693: Régiment de Fürstemberg (Furstemberg)

→ 1697: Régiment de La Marck

→ 1791: 77e régiment d’infanterie de ligne

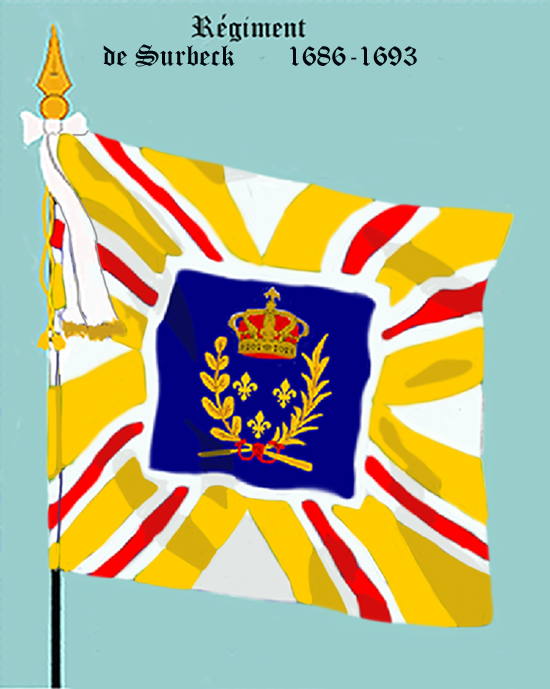
Rég de Surbeck bis Rég de La Marck 1730
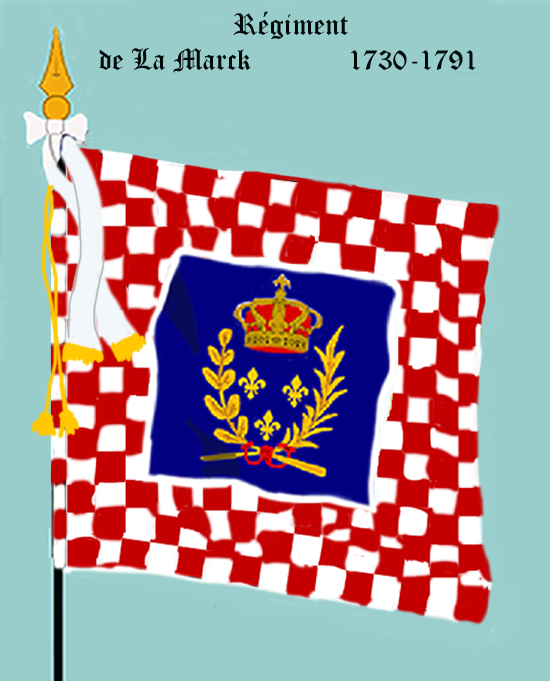
de La Marck 1730–1791
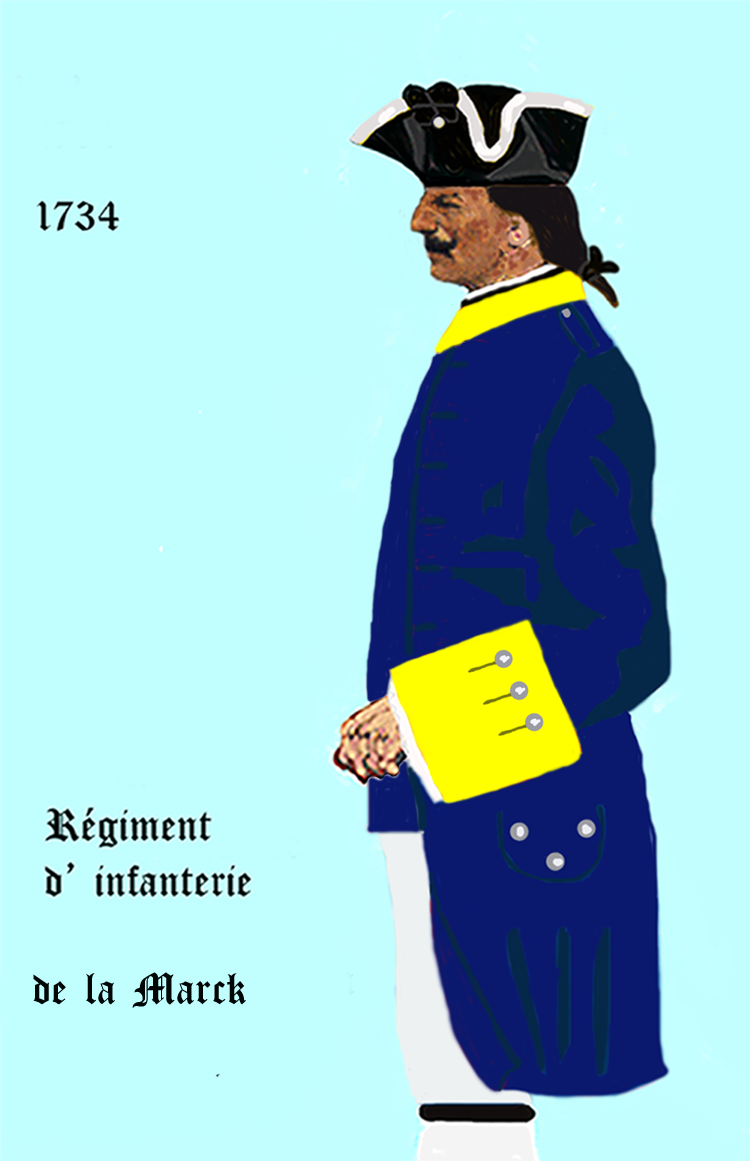
la Marck 1734
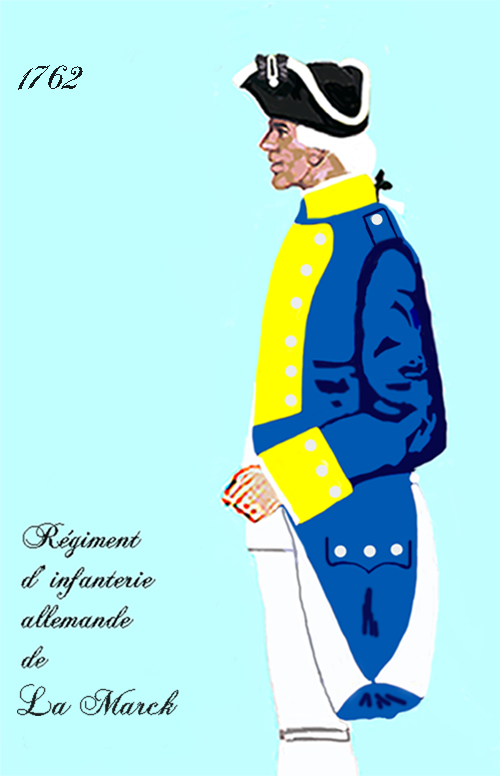
la Marck 1762–1767
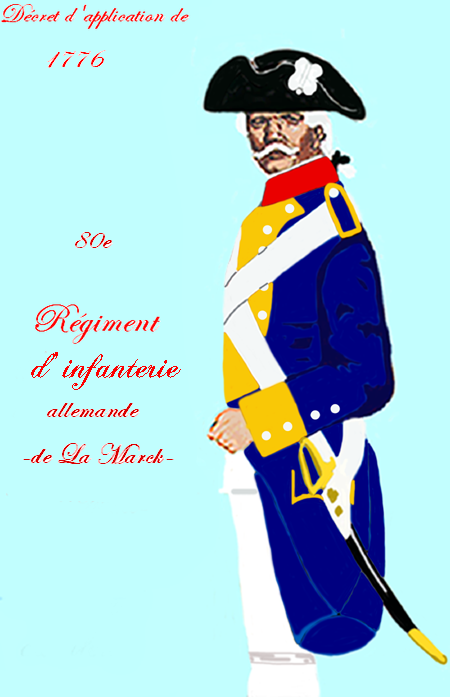
la Marck 1776–1791

Régiment Royal Bavière

Aufgestellt 1709

→ 1780: Règiment Royal Hesse Darmstadt 97e RI

→ 1791: 94e régiment d’infanterie de ligne

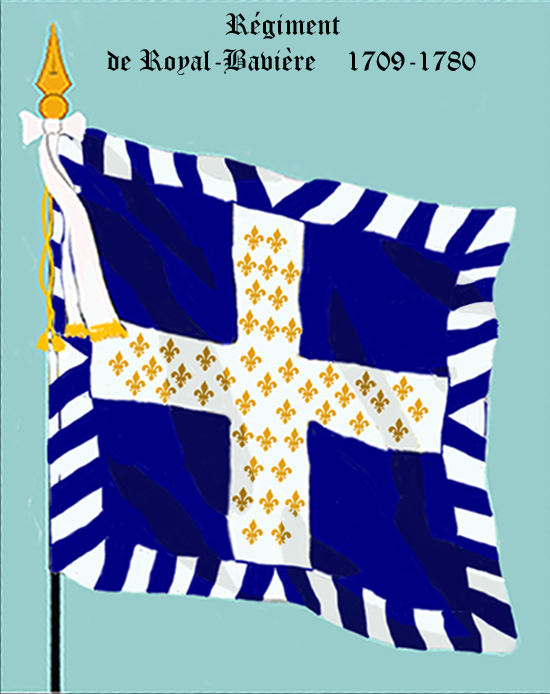
Rég Royal Bavière und Royal Hesse-Darmstadt
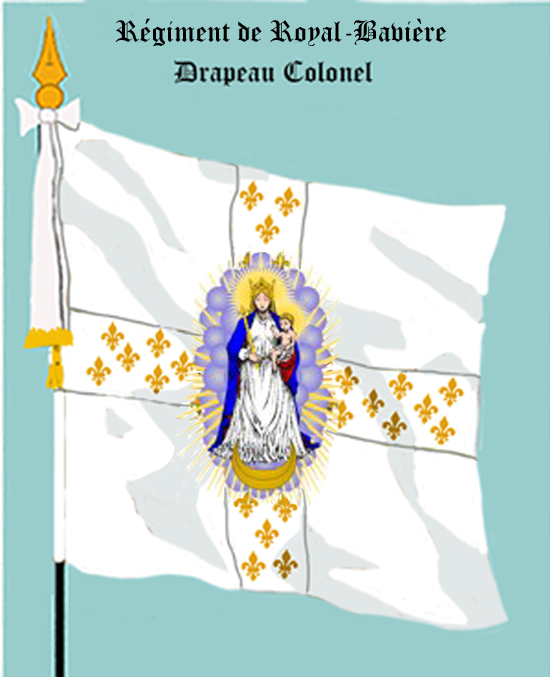
Leibfahne des Rég Royal-Bavière
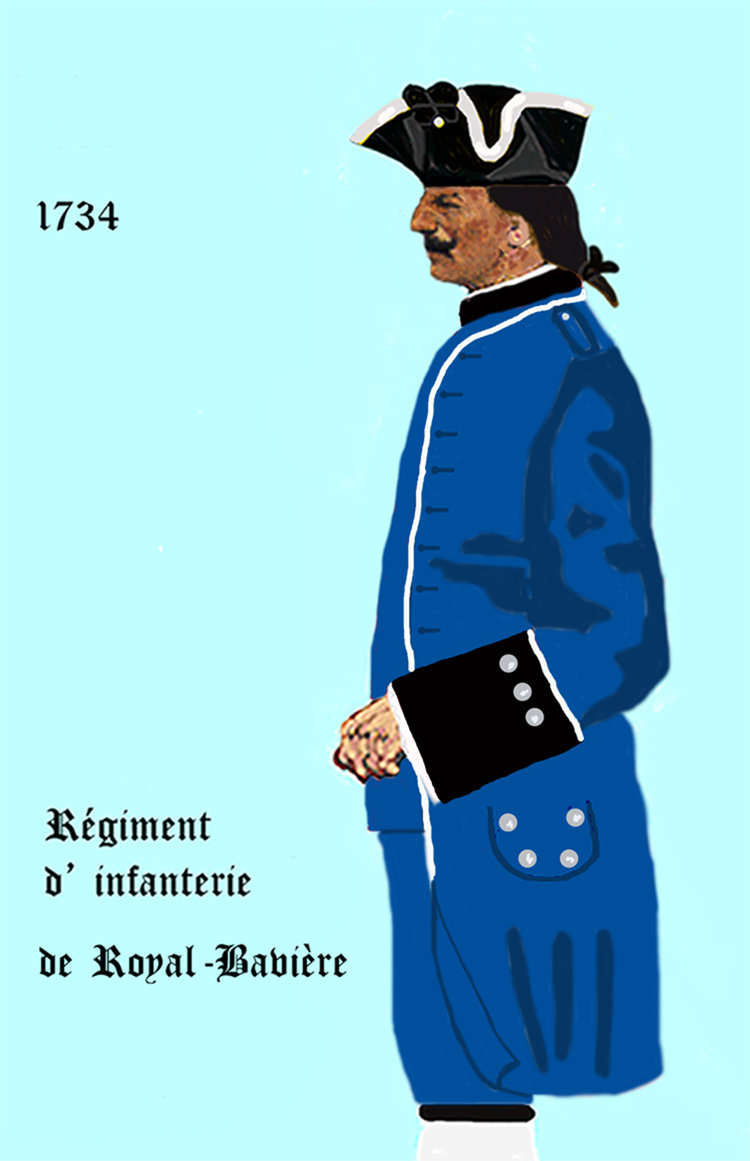
Rég Royal Bavière 1734
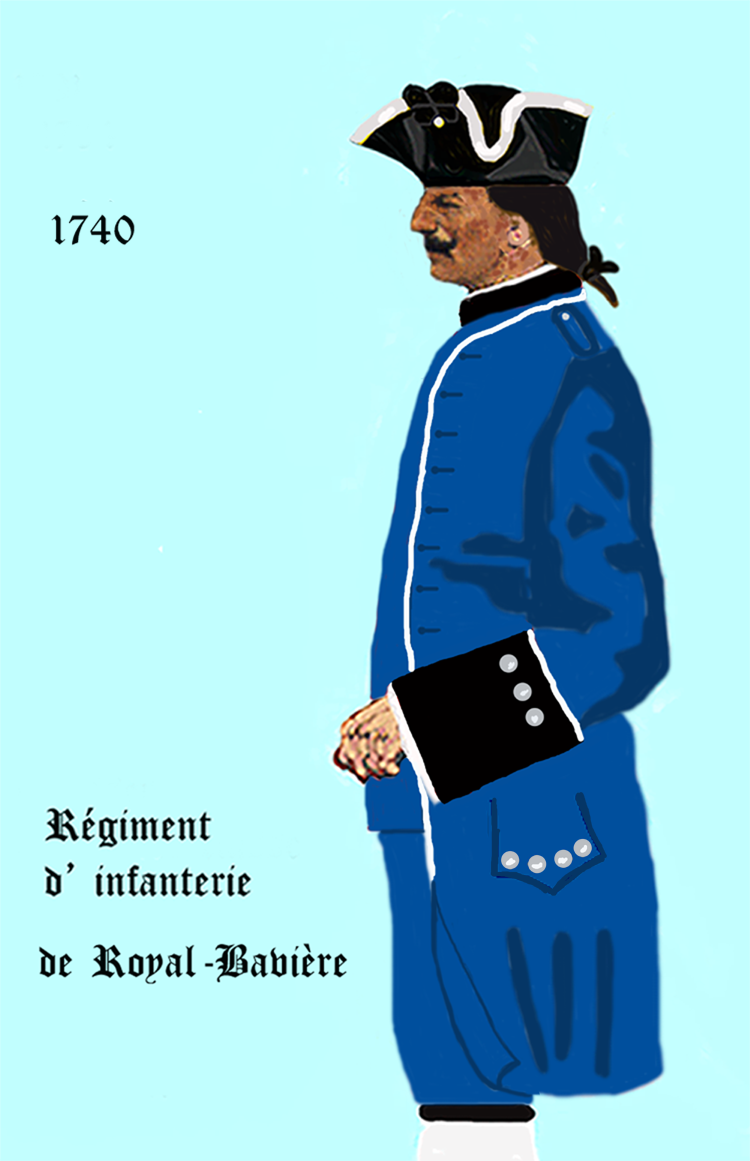
Rég Royal Bavière 1740
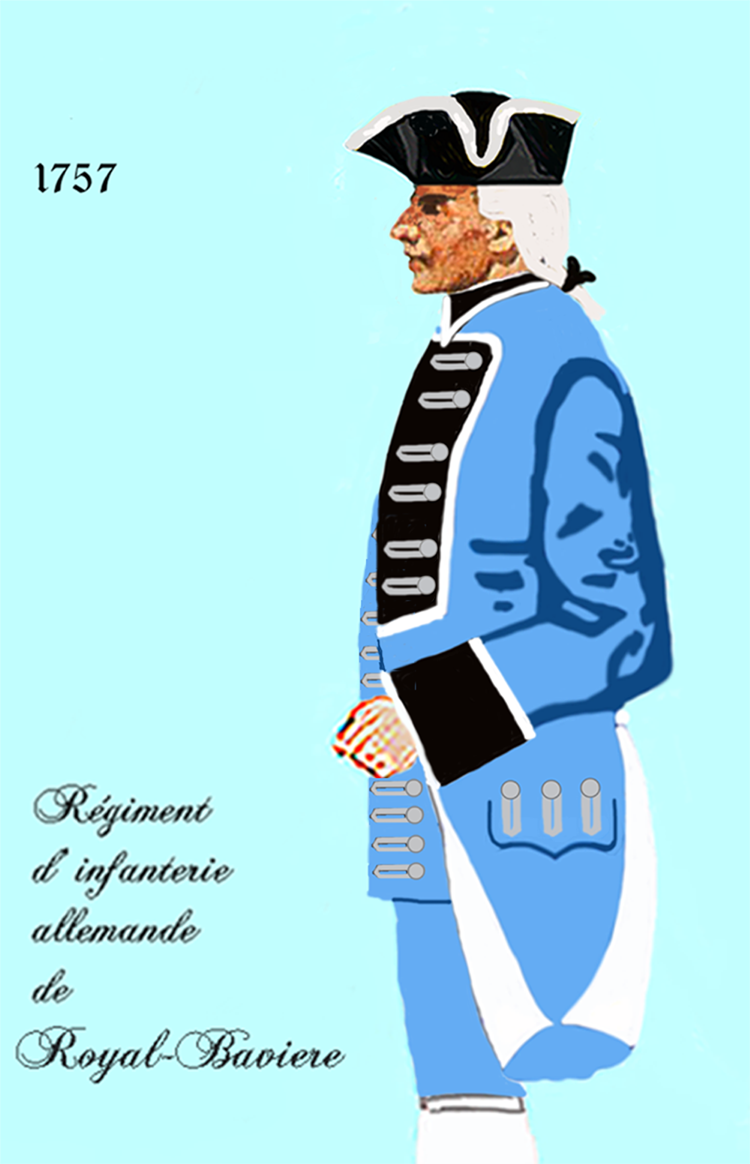
Rég Royal Bavière 1757
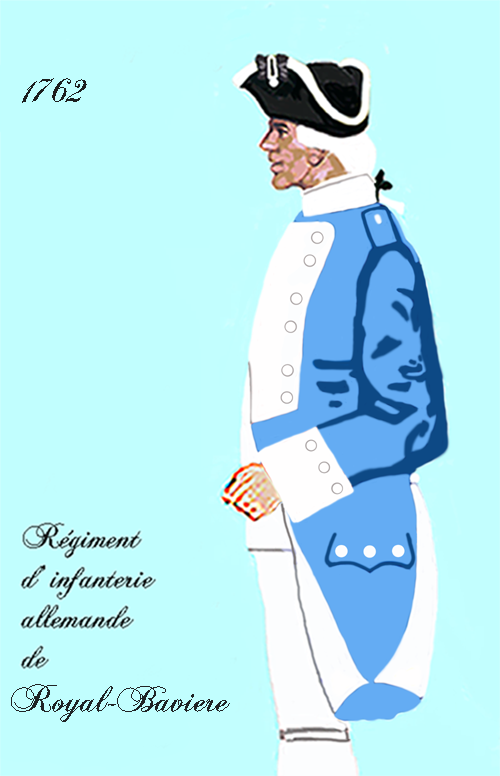
Royal Bavière 1762–1780
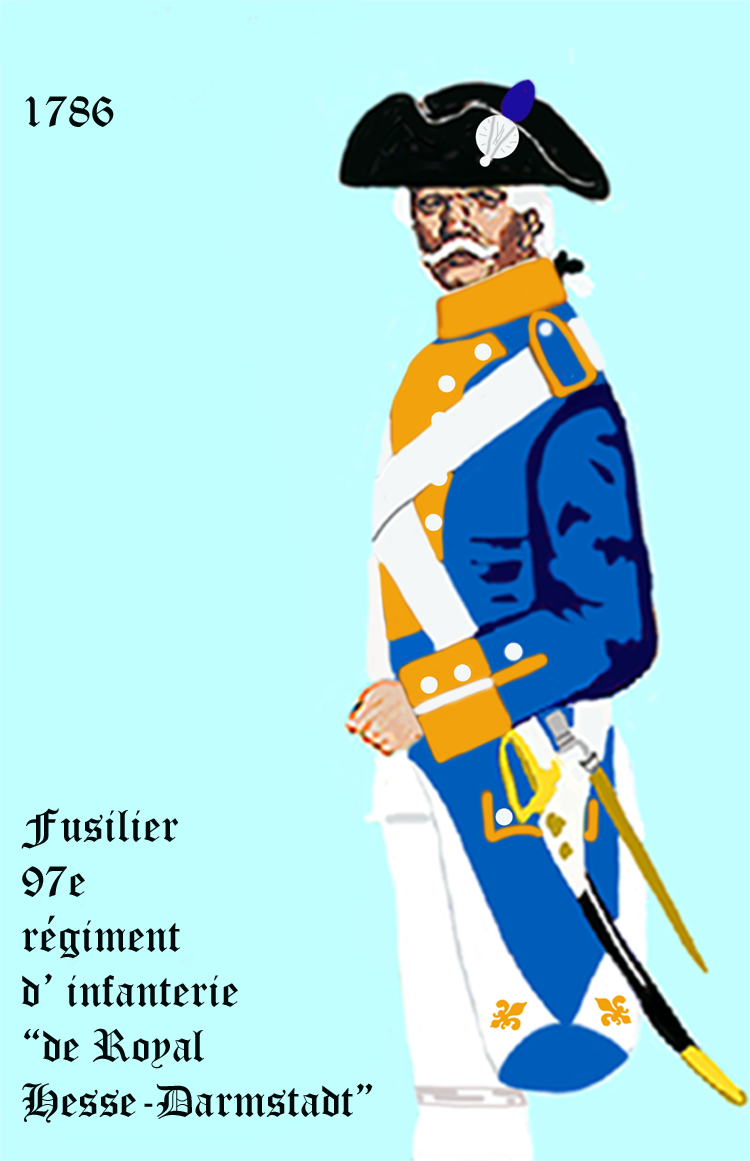
Royal Hessen-Darmstadt 1786

Régiment de Royal Deux Ponts

Aufgestellt 1757

→ 1791: 99e régiment d’infanterie de ligne

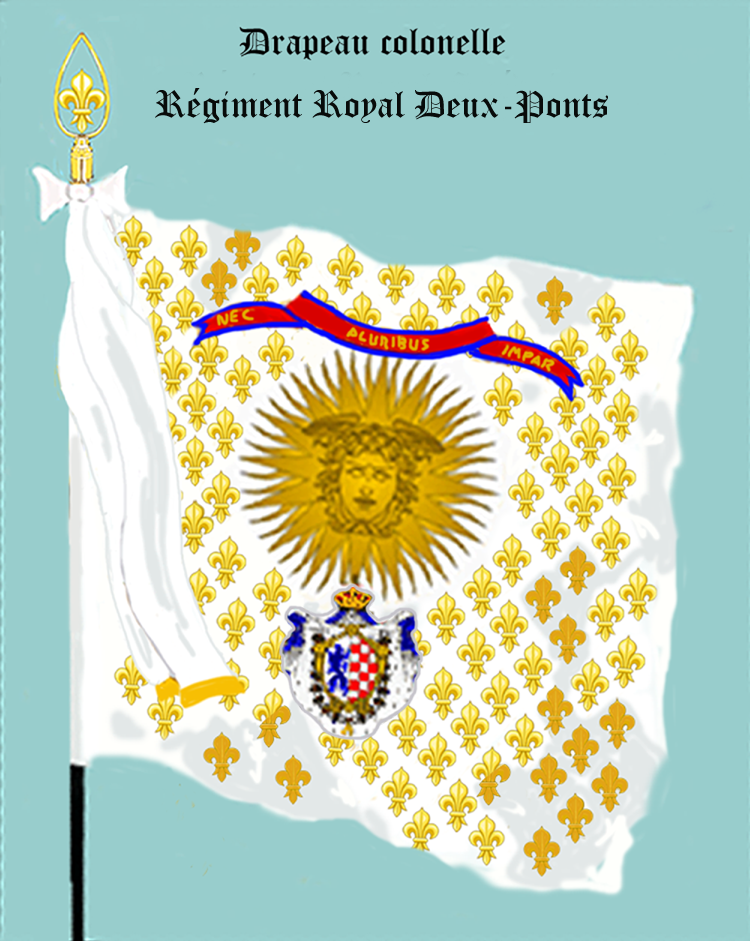
Leibfahne Royal Deux-Ponts
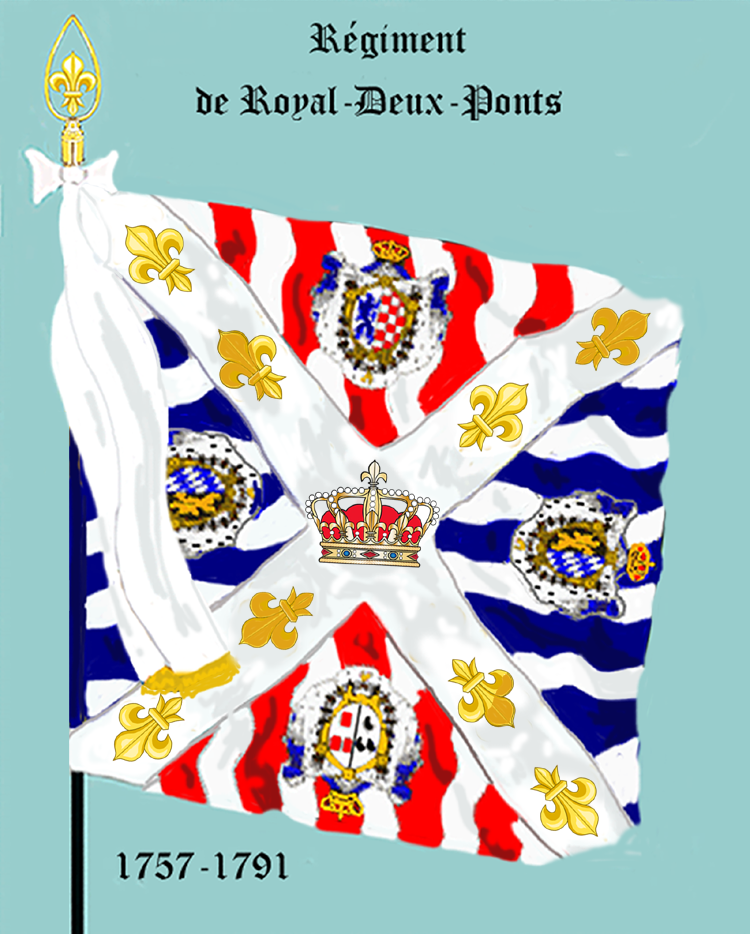
Royal Deux-Ponts
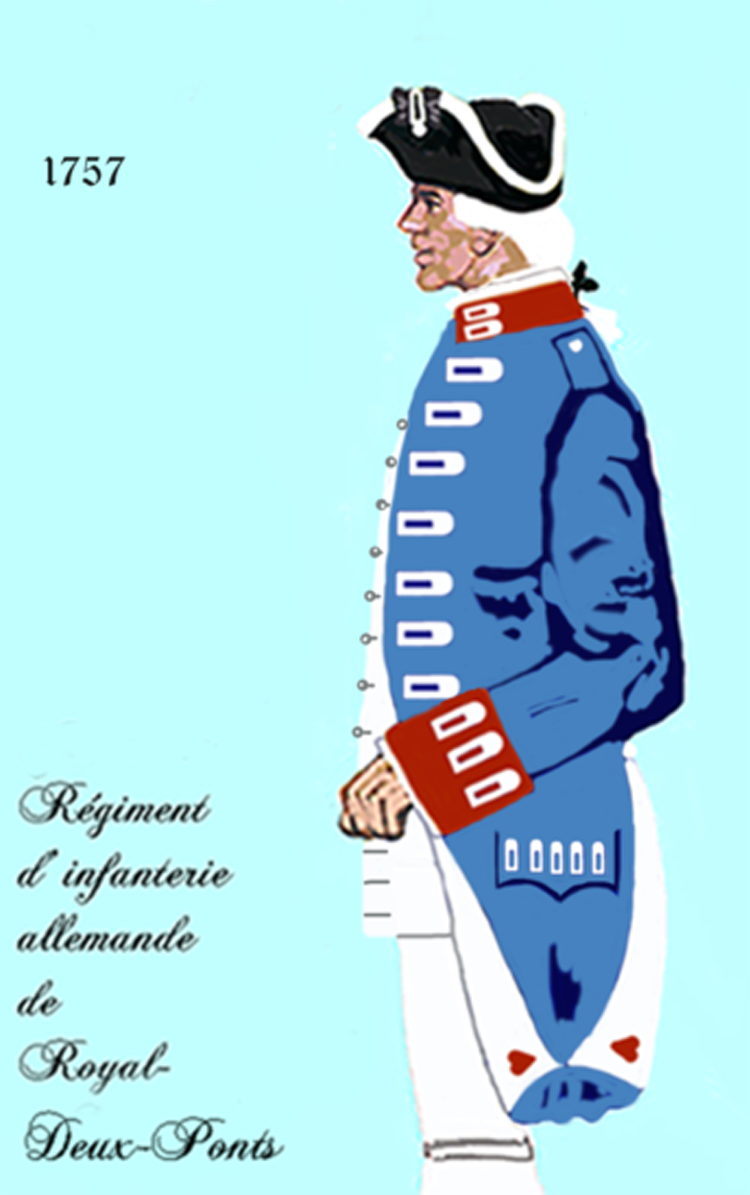
Royal Deux-Ponts 1757
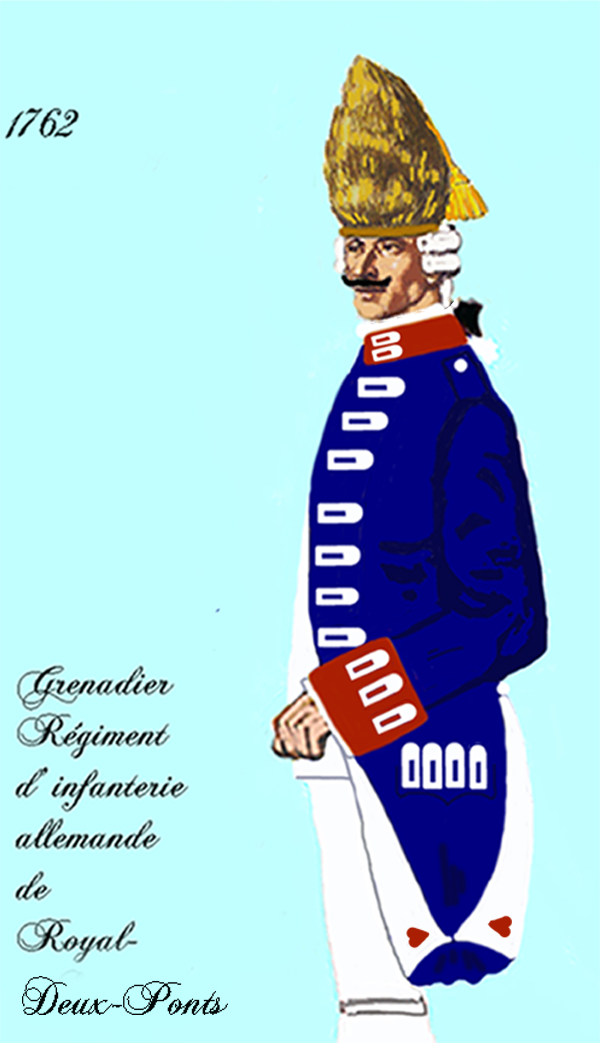
Royal Deux-Ponts 1762–1776
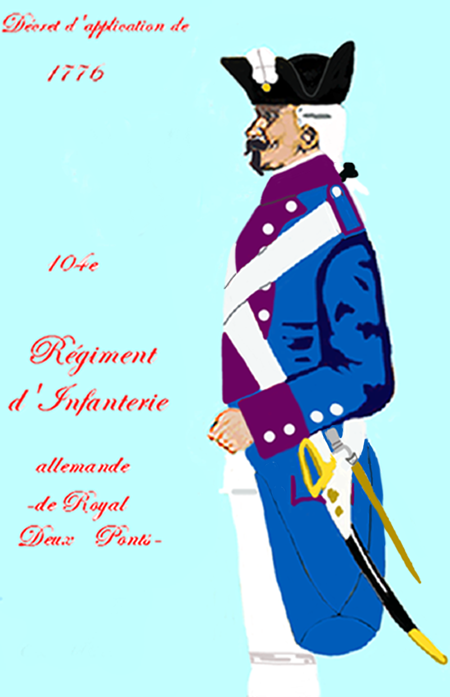
Royal Deux-Ponts 1776–1791

Régiment de Royal-Pologne 136e RI
Aufgestellt 1747 – Aufgelöst 1763

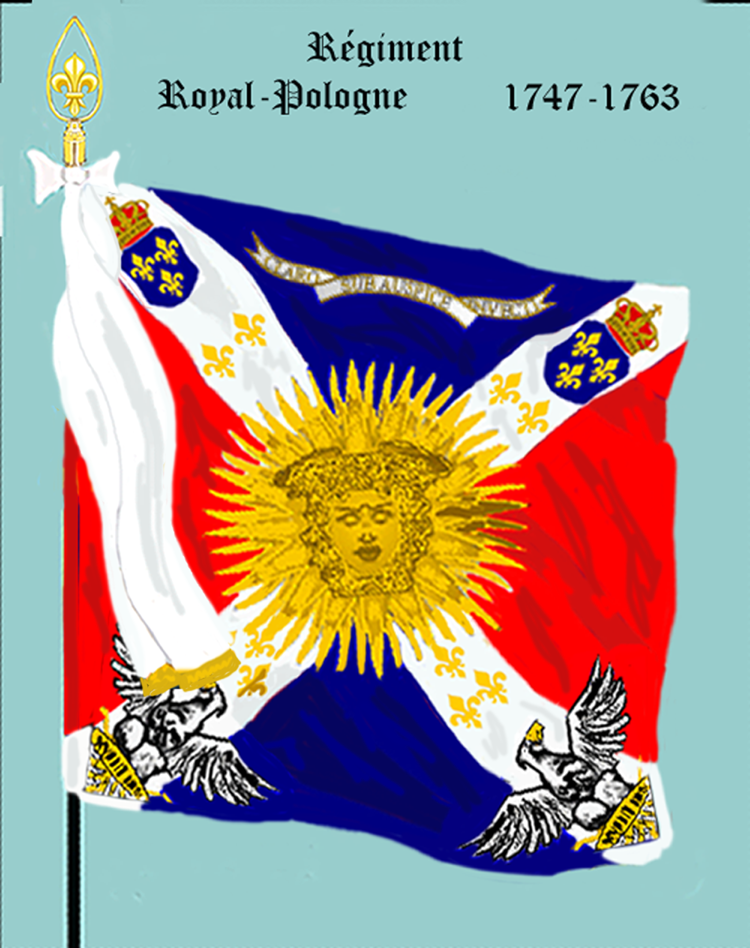
Royal Pologne
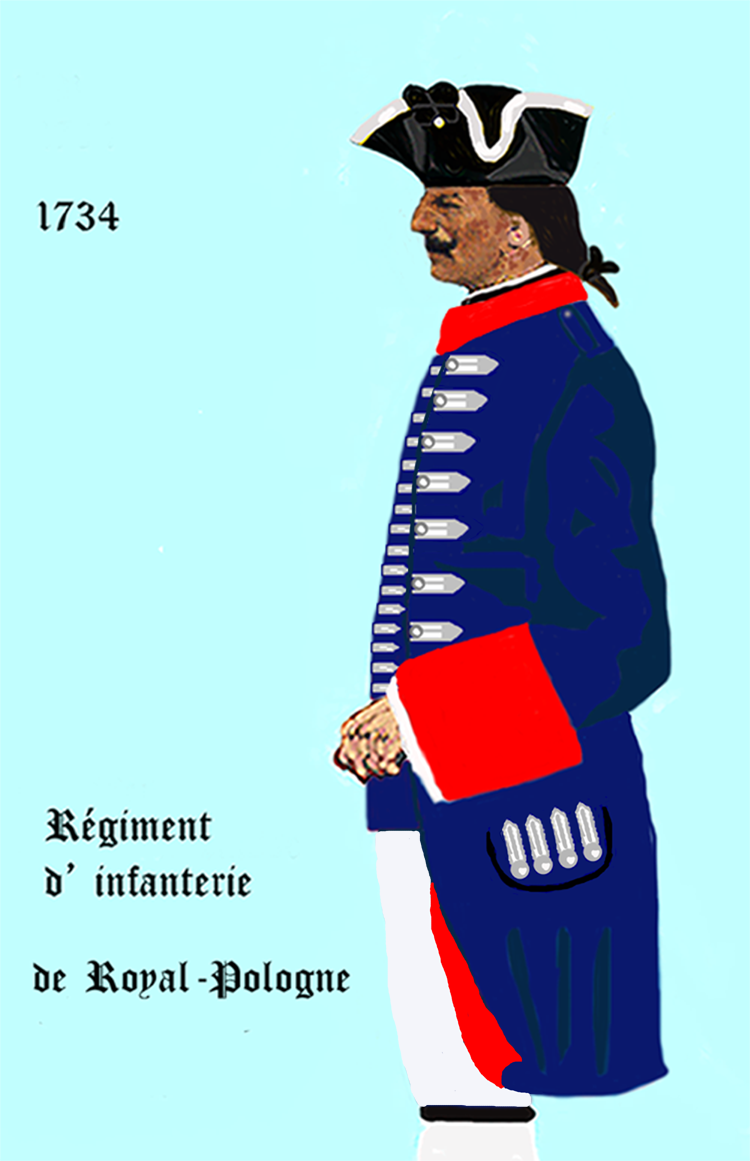
Rgt Royal Pologne 1734

## Schweizer Regimenter
Régiment de Stoppa le Jeune

Aufgestellt 1677

→ 1692: Régiment de Surbeck

→ 1714: Régiment de Hemel 62e RI

→ 1729: Régiment de Besenval 62e RI

→ 1741: Régiment de La Cour au Chantre 62e RI

→ 1749: Régiment de Grandvillars 62e RI

→ 1749: Régiment de Balthazar 62e RI

→ 1754: Régiment de Planta 62e RI

→ 1760: Régiment d’Arbonnier 62e RI

→ 1763: Régiment de Jenner 62e RI

→ 1774: Régiment d’Aubonne 79e RI

→ 1783: Régiment de Châteauvieux 79e  RI

→ 1791: 76e régiment d’infanterie de ligne

→ 1792: Entlassung der Schweizer und mit französischen Soldaten neu aufgestellt

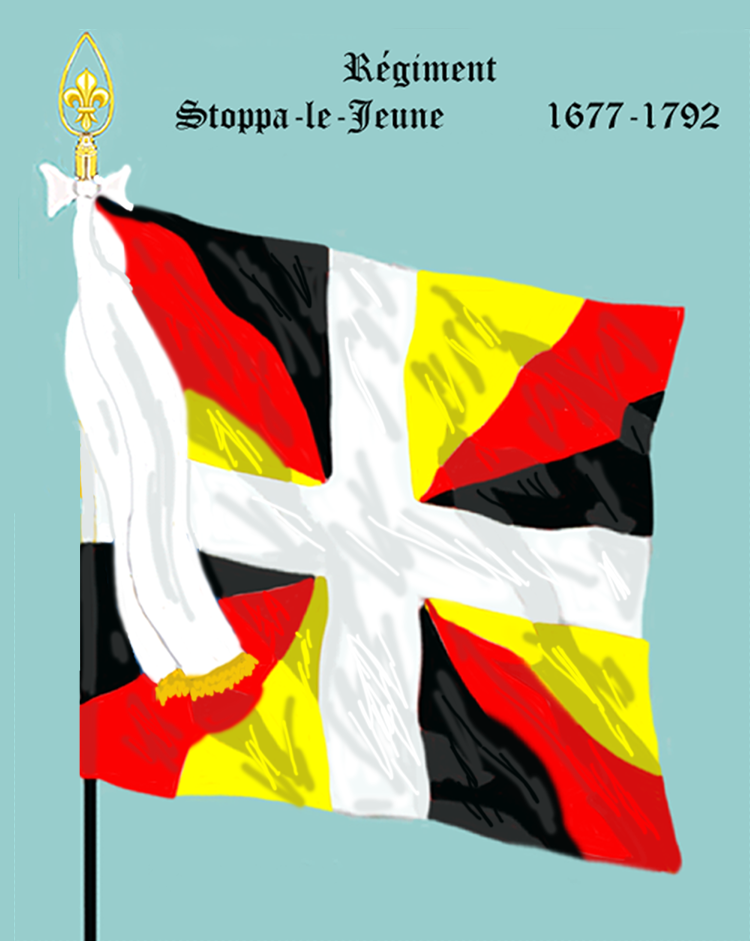
Stoppa le Jeune
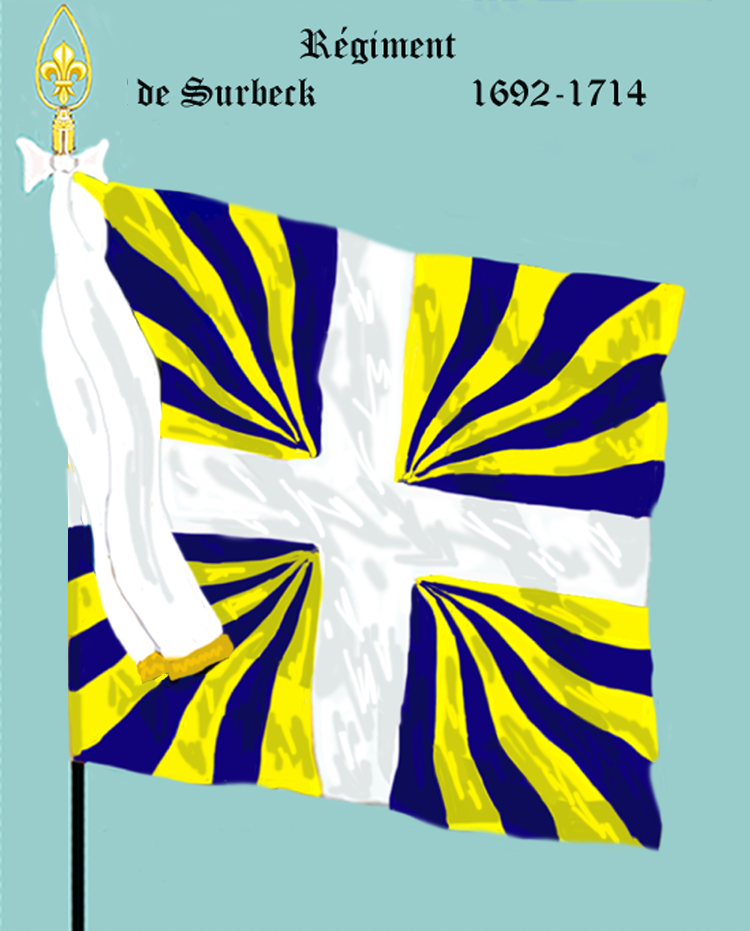
Rég Surbeck, Grandvillars, Balthazar, La Cour au Chantre
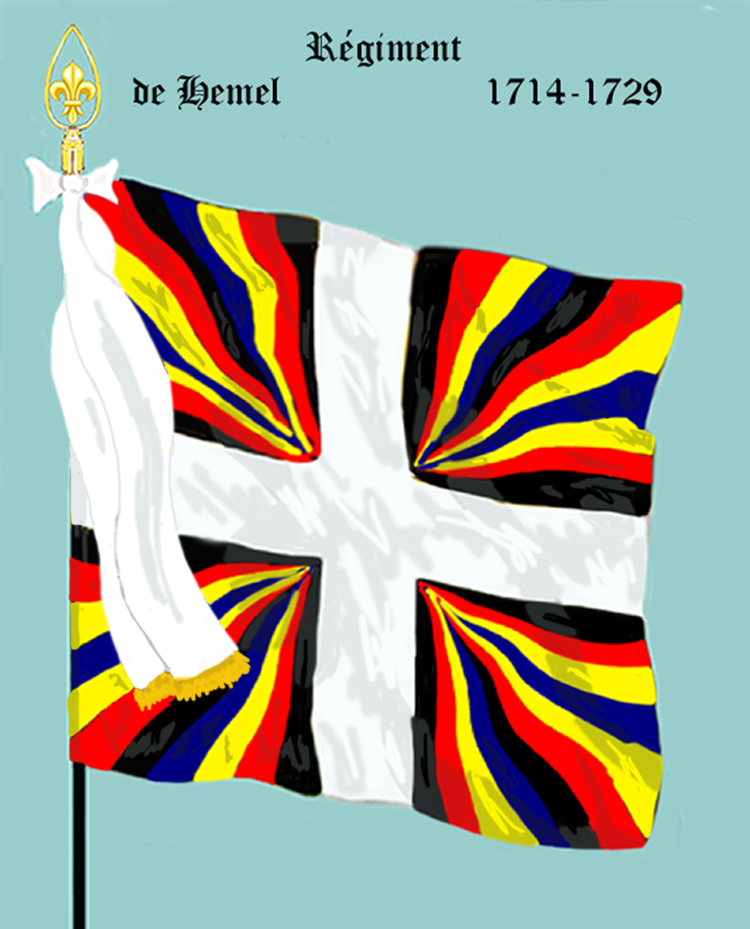
Rég Hemel, Planta, Arbonnier
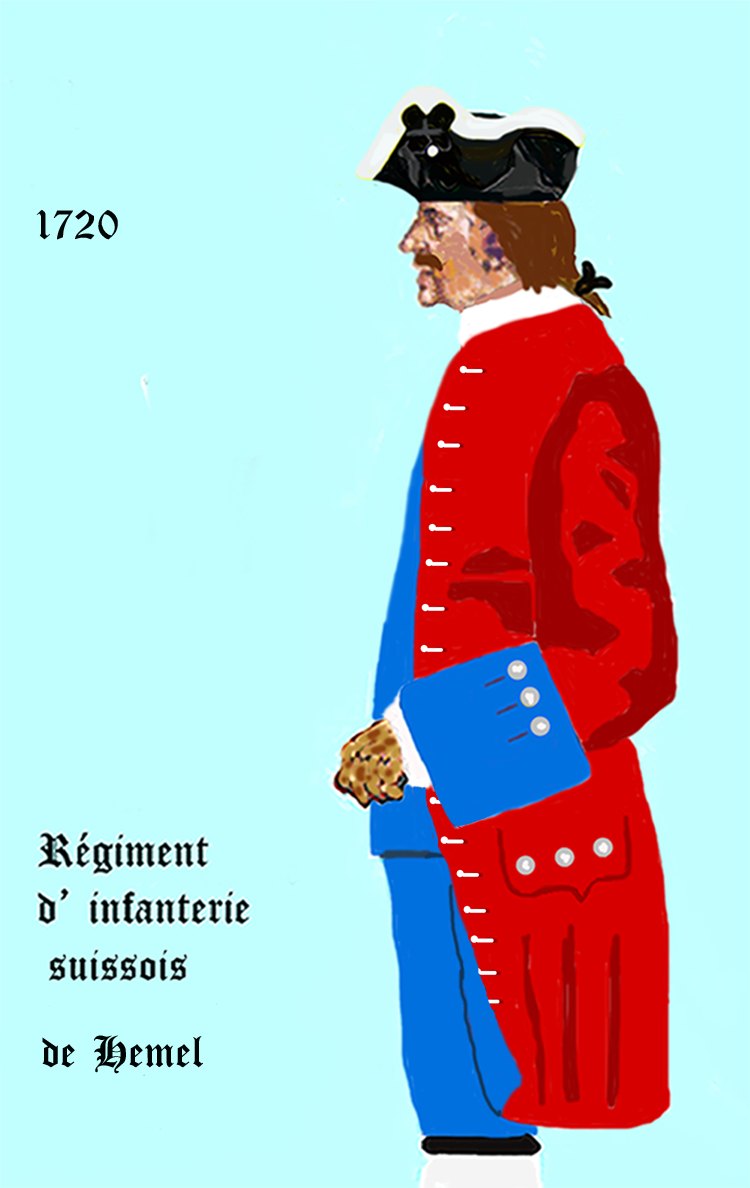
Hemel 1720–1729
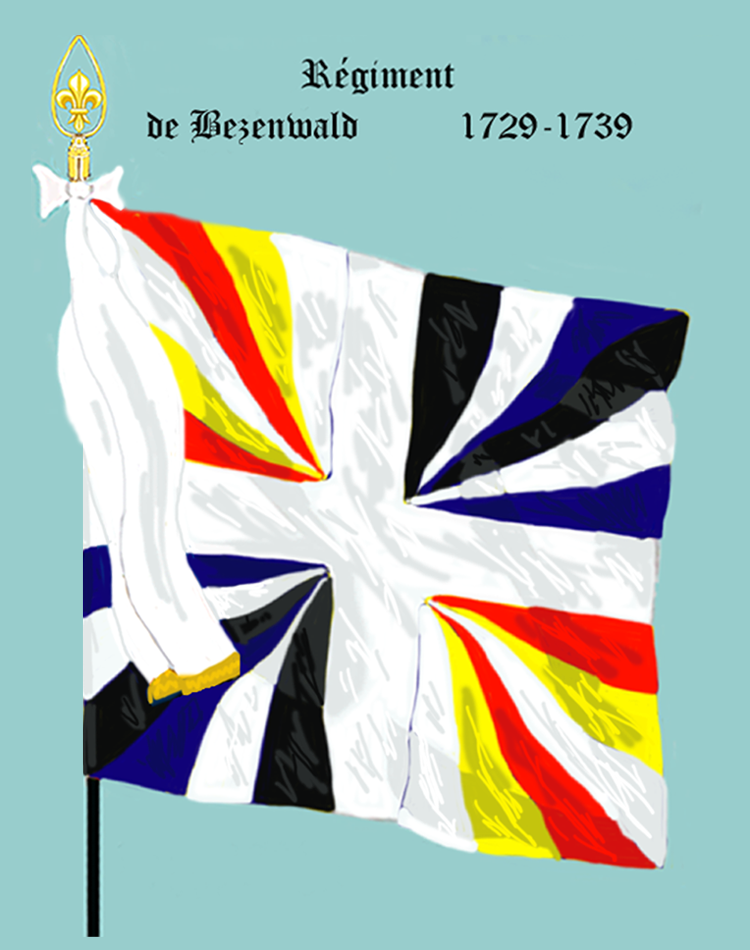
Bezenwald
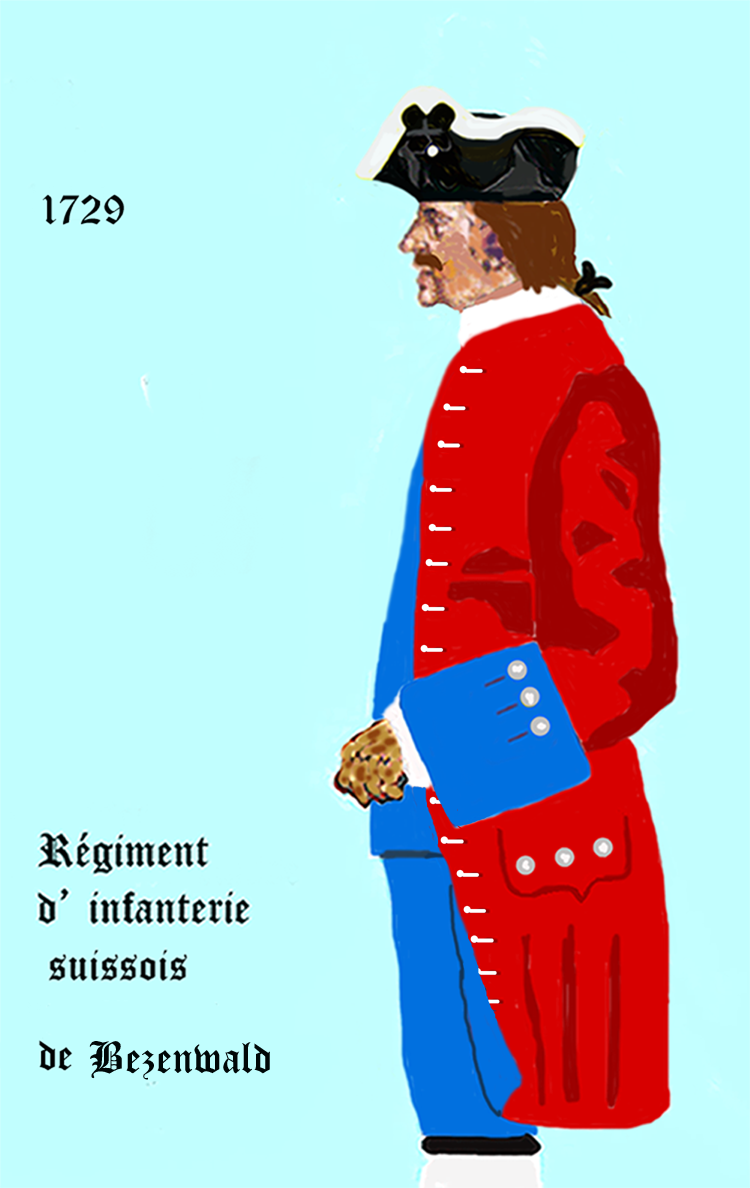
Bezenwald 1729–1734
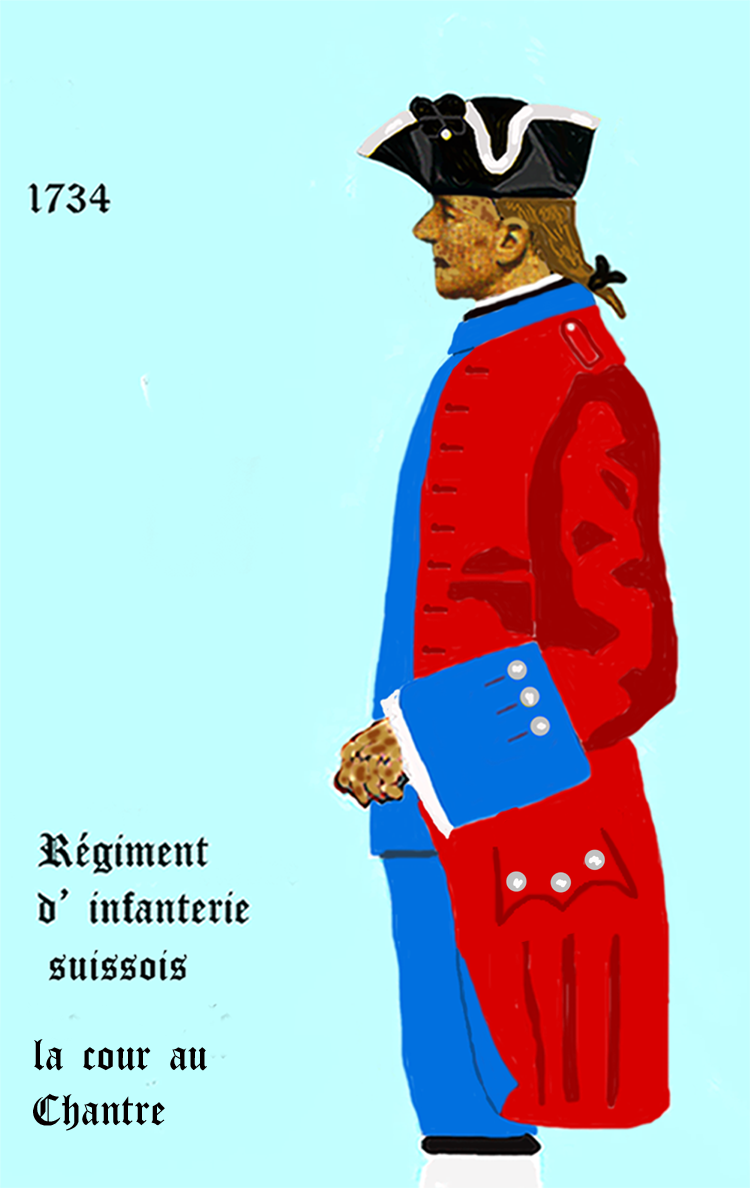
La Cour au Chantre 1734
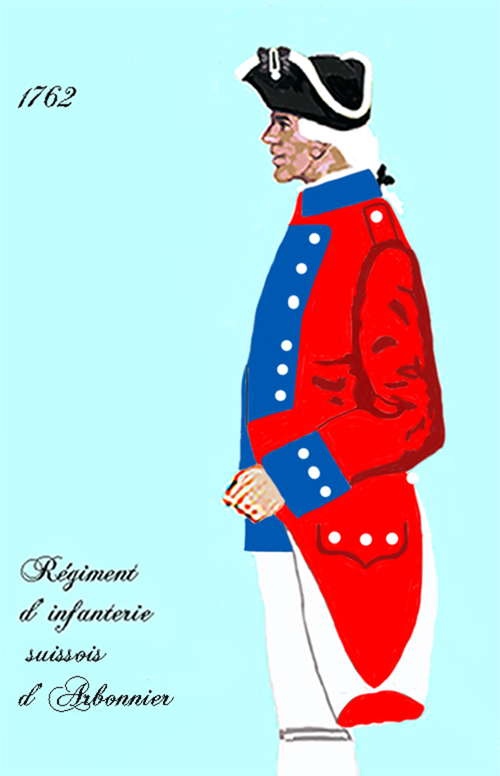
Arbonnier 1762
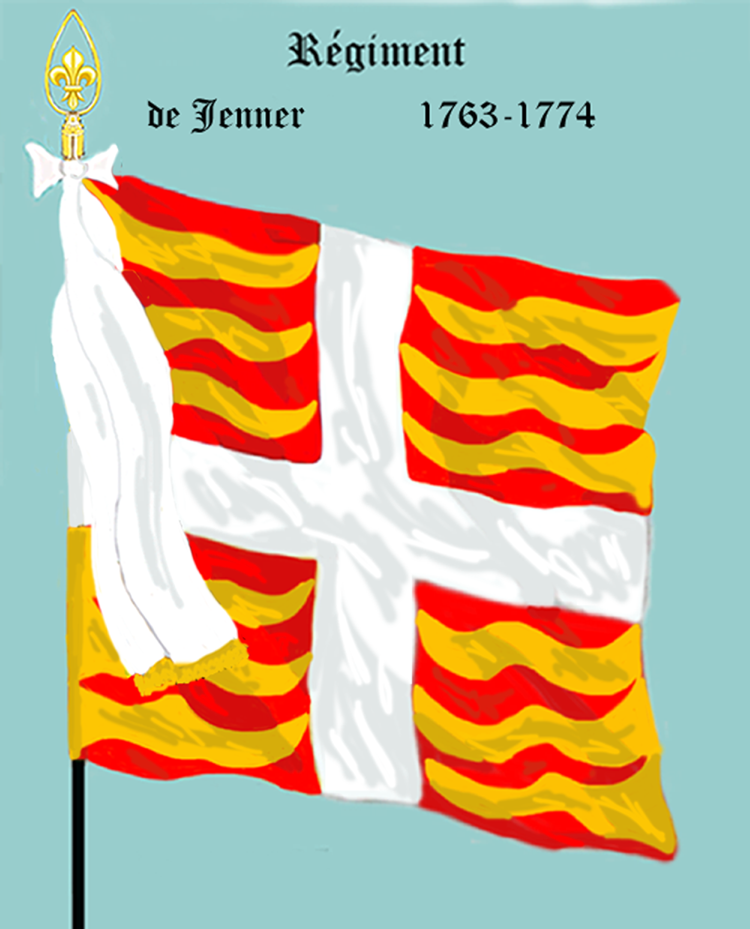
de Jenner, d’Aulbonne & de Châteauvieux
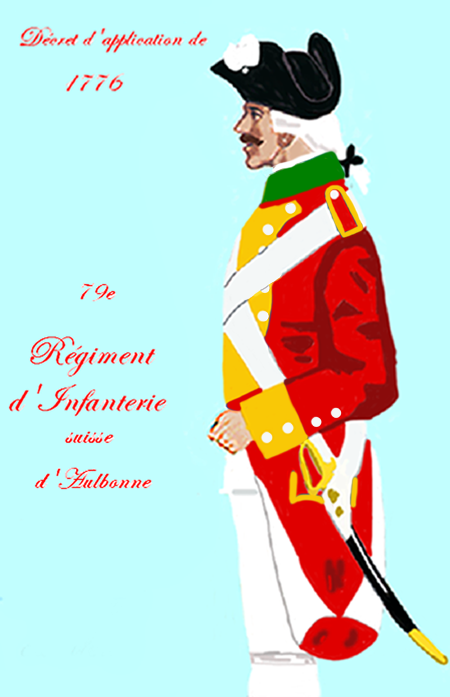
Rég d’Aulbonne 1776–1779
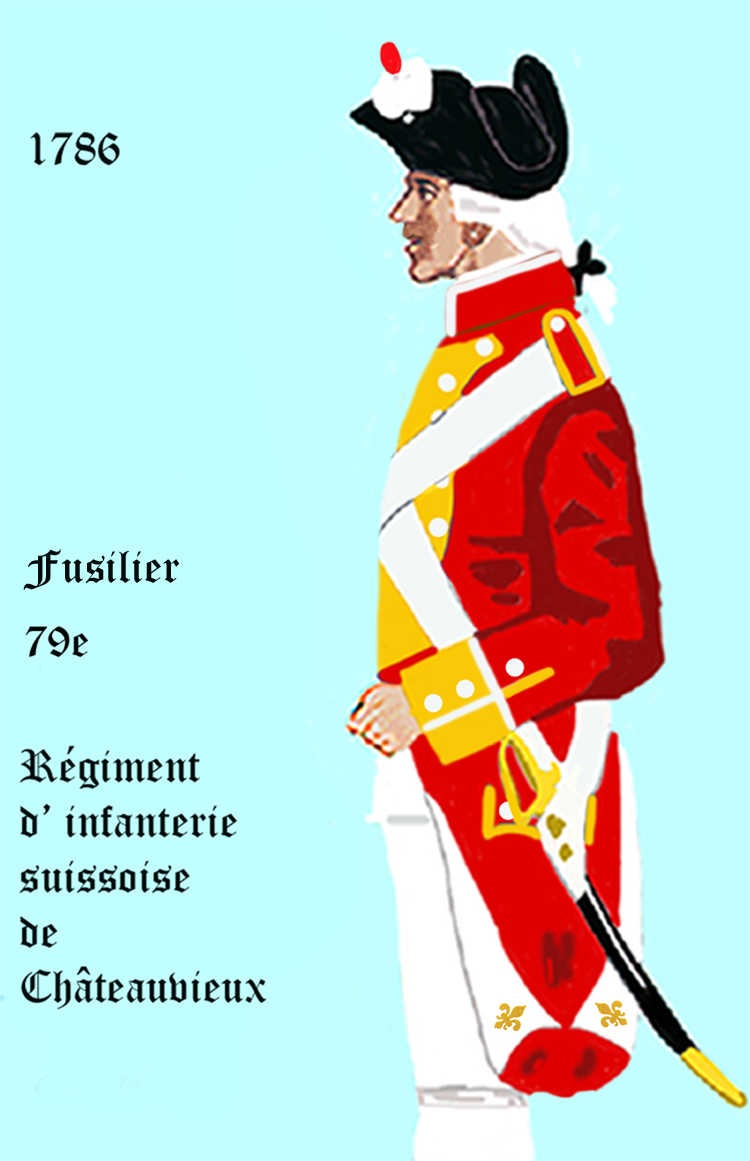
Châteauvieux 1786

Régiment de Greder 54e RI

Aufgestellt 1673

→ 1714: Régiment d’Affry 54e RI

→ 1734: Régiment de Wittmer 54e RI

→ 1757: Régiment de Waldner 55e RI

→ 1783: Régiment de Vigier 51e RI

→ 1791: 69e régiment d’infanterie de ligne

→ 1792: Weiterbestand mit einem Stamm aus freiwilligen Schweizern und mit französischen Soldaten aufgefüllt

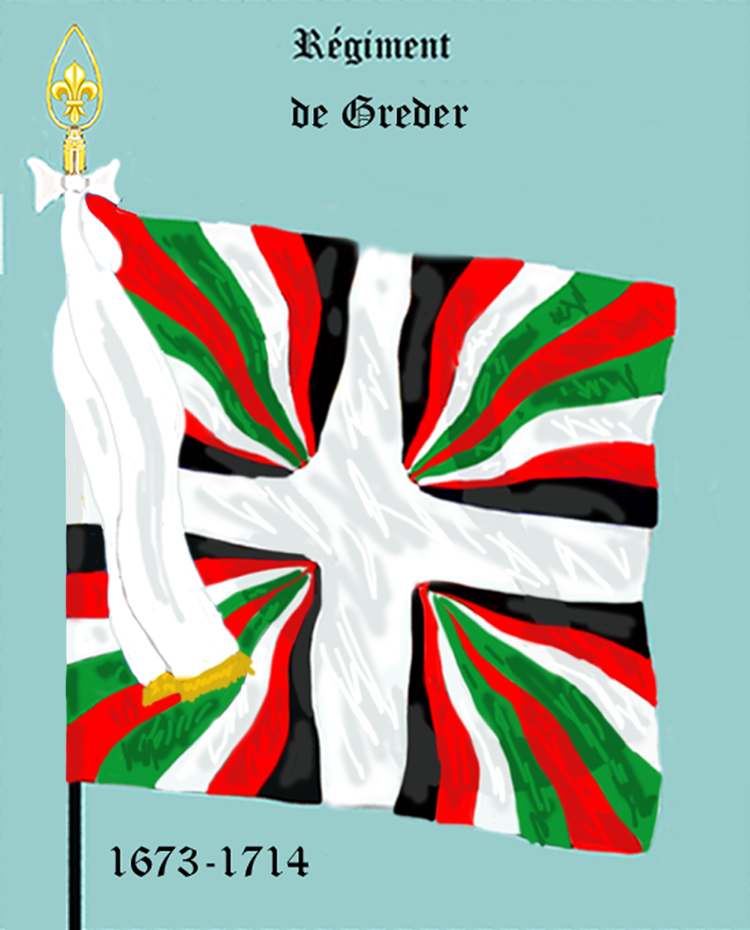
Greder
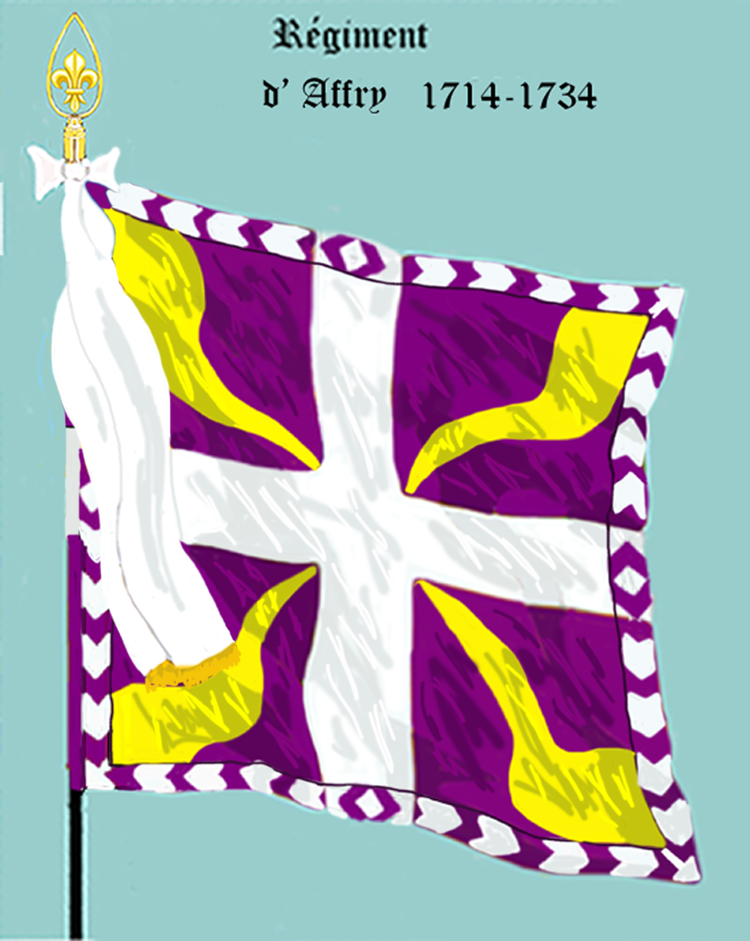
d’Affry
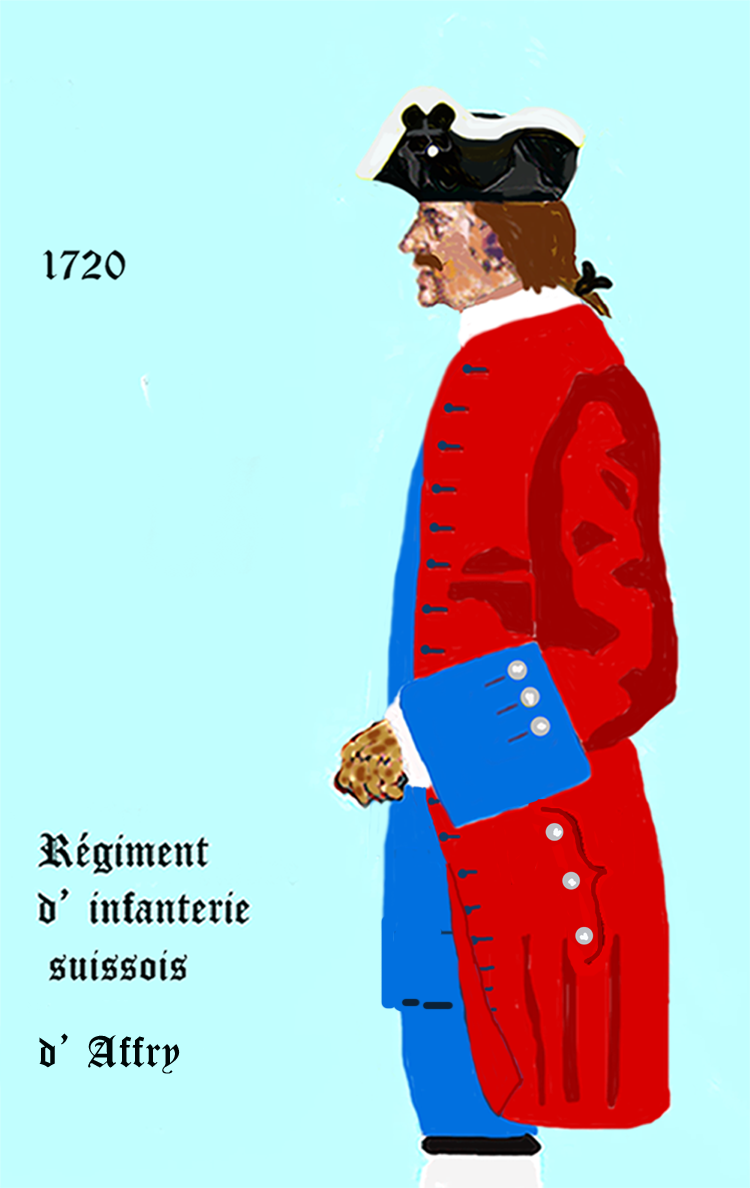
Affry 1720
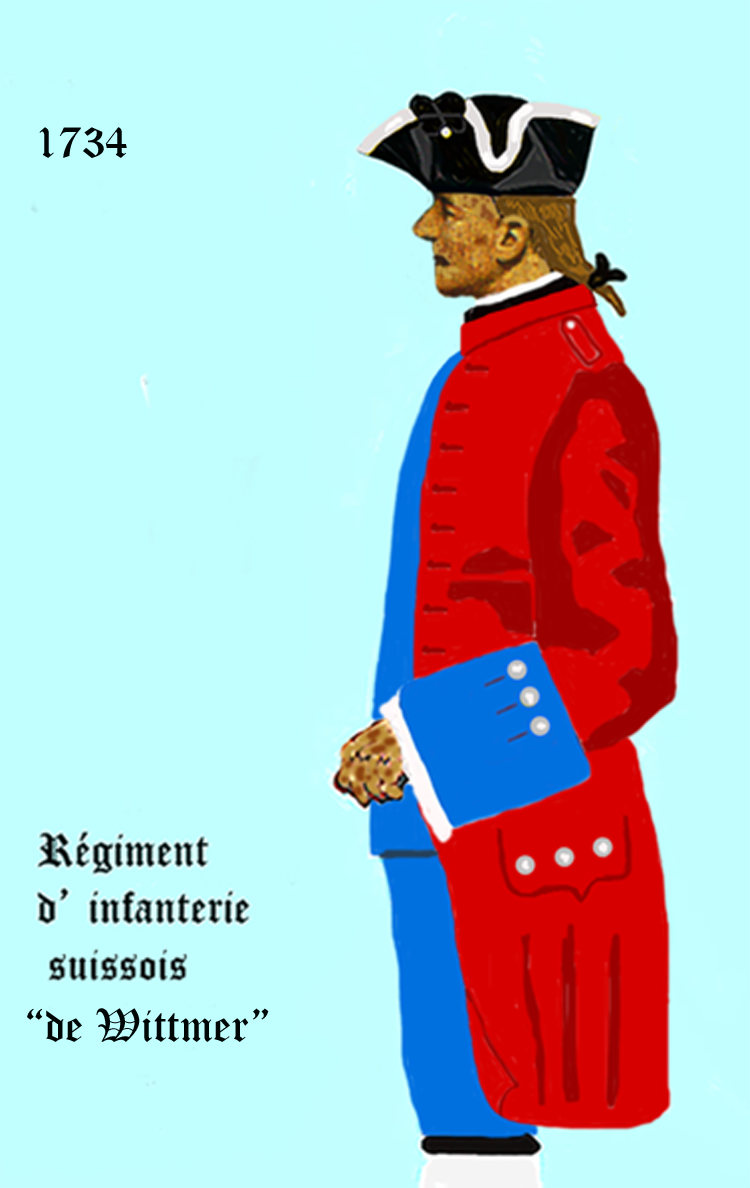
Wittmer 1734
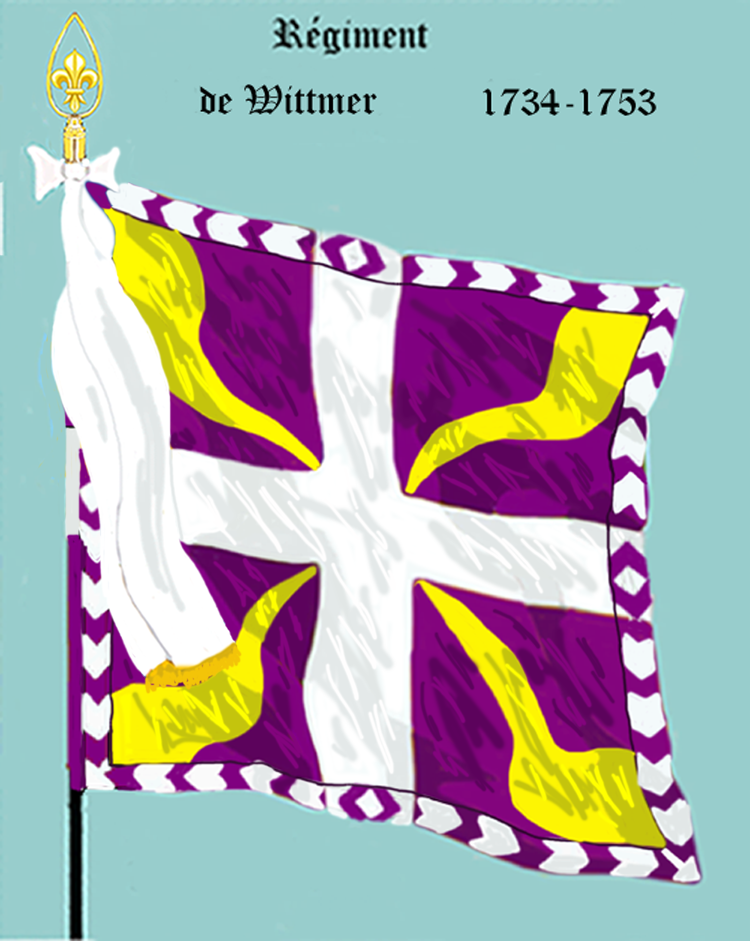
Wittmer 1734
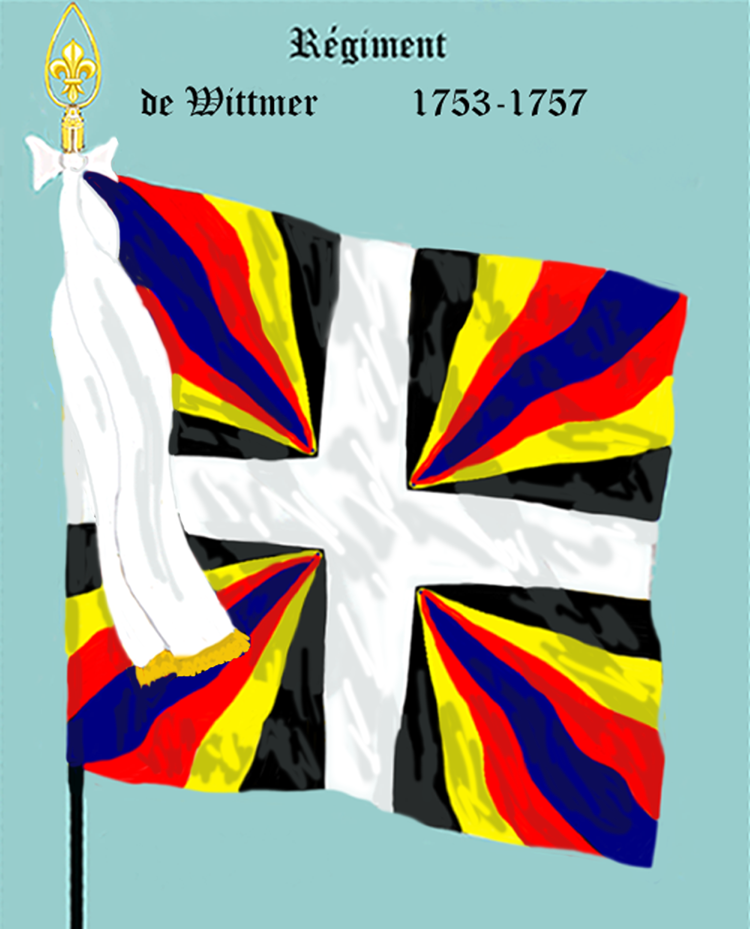
Wittmer 1753
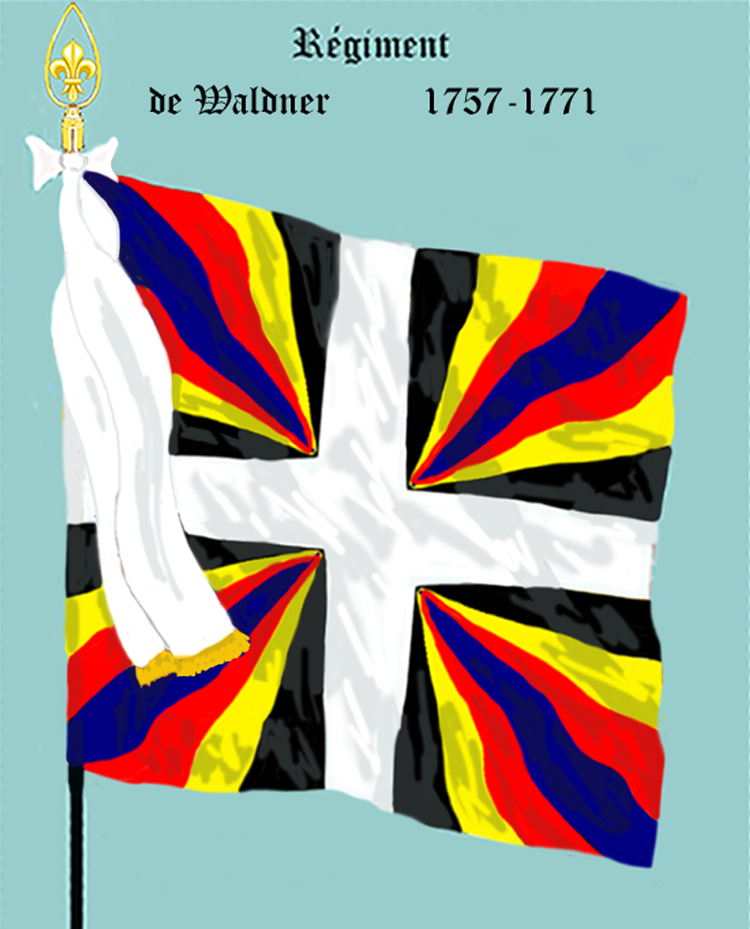
Waldner 1757
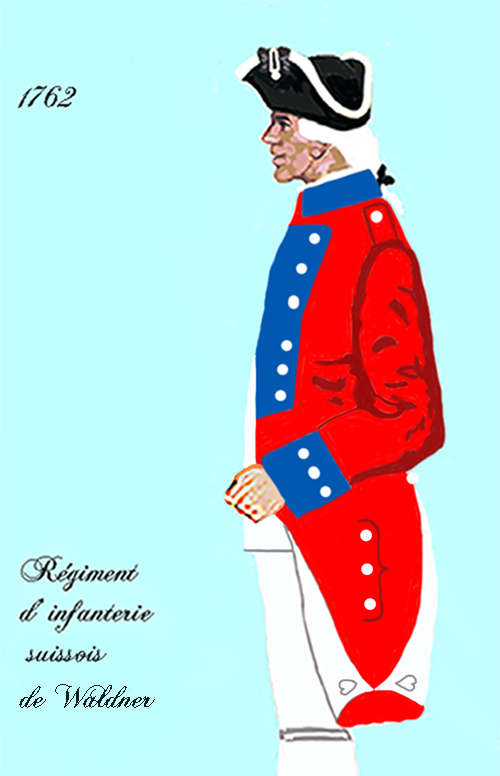
Waldner 1762–1767
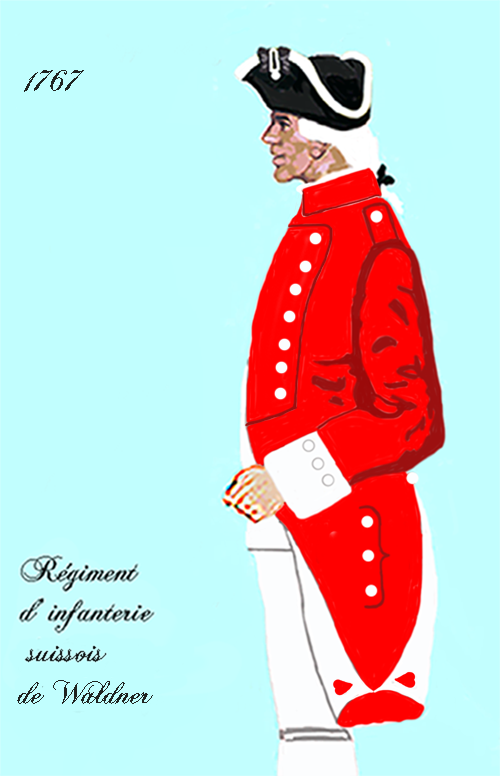
Waldner 1767–1776
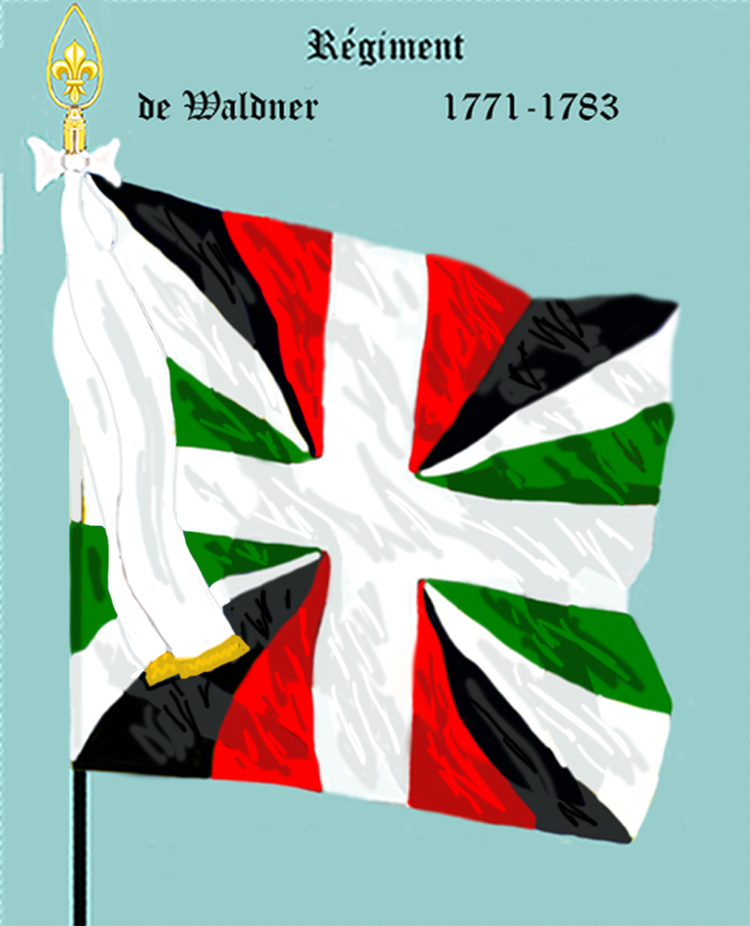
Waldner 1771
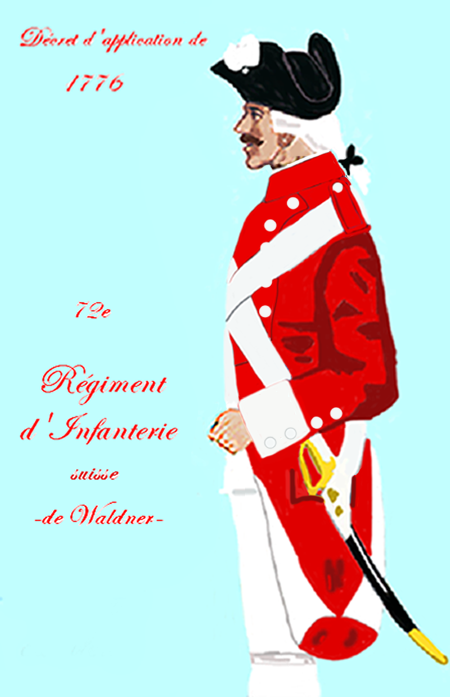
Waldner 1776
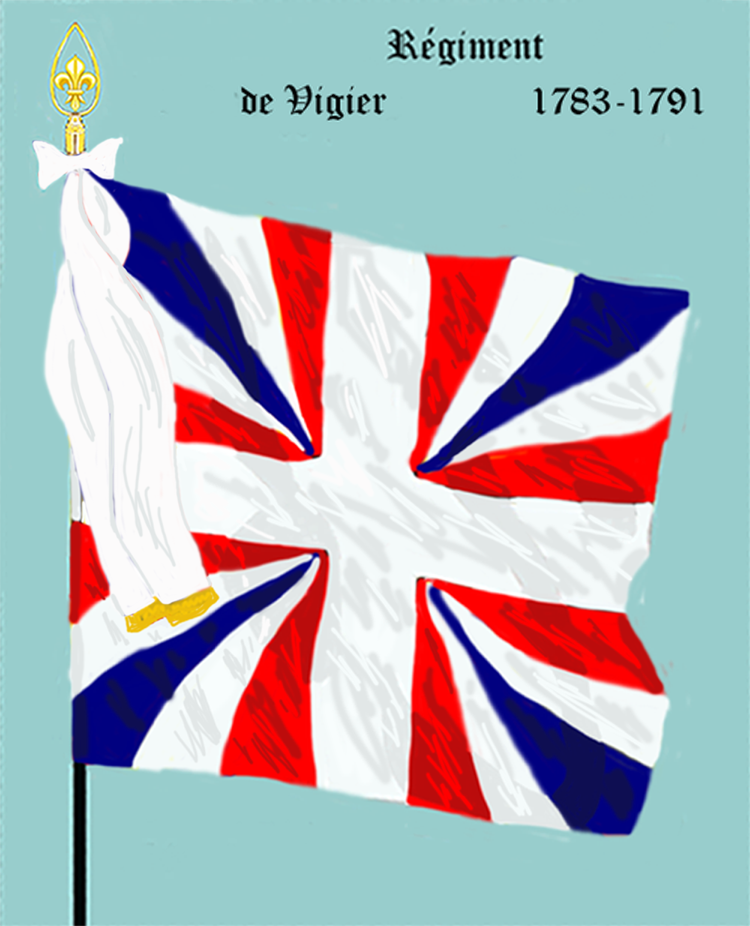
Vigier
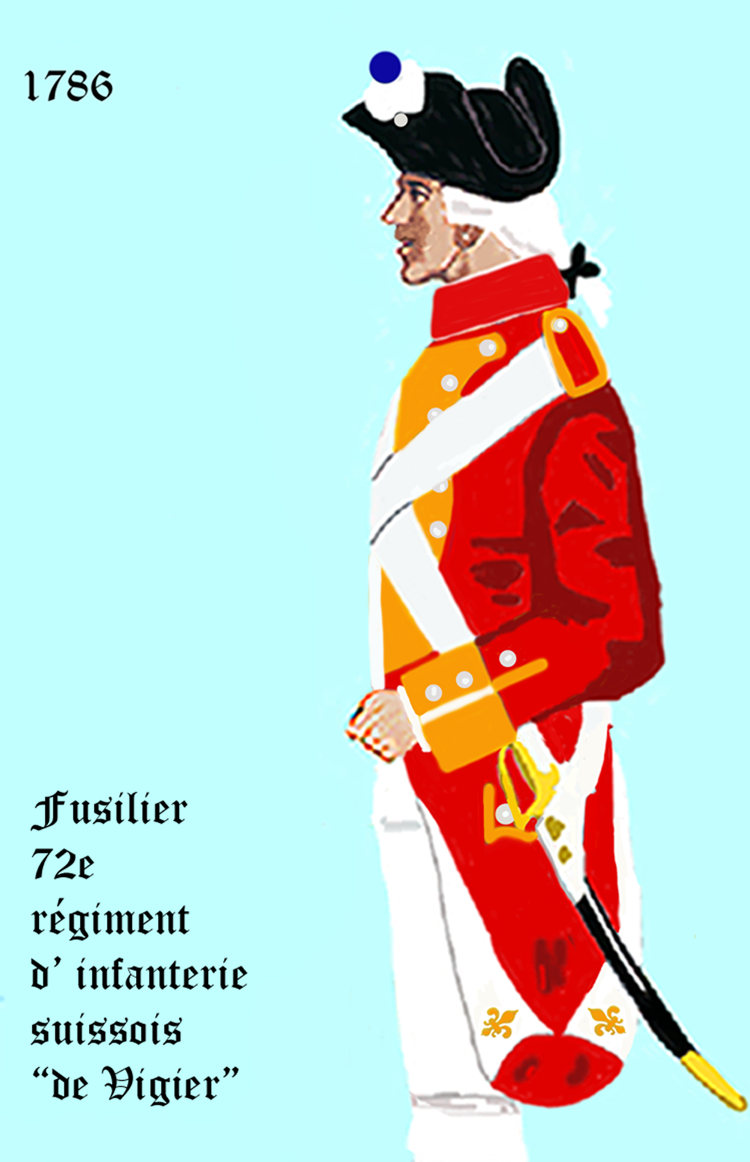
Vigier 1786–1791

Régiment de Salis

Aufgestellt 1672

→ 1690: Régiment de Pollier

→ 1692: Régiment de Reynold

→ 1702: Régiment de Castellas (Castella) 49e RI

→ 1722: Régiment de Bettens 48e RI

→ 1739: Régiment de Monnin 50e RI

→ 1756: Régiment de Reding 51e RI

→ 1763: Régiment de Pfyffer 51e RI

→ 1768: Régiment de Sonnenberg 68e RI

→ 1791: 65e régiment d’infanterie de ligne

→ 1792: Entlassung der Schweizer und mit französischen Soldaten neu aufgestellt

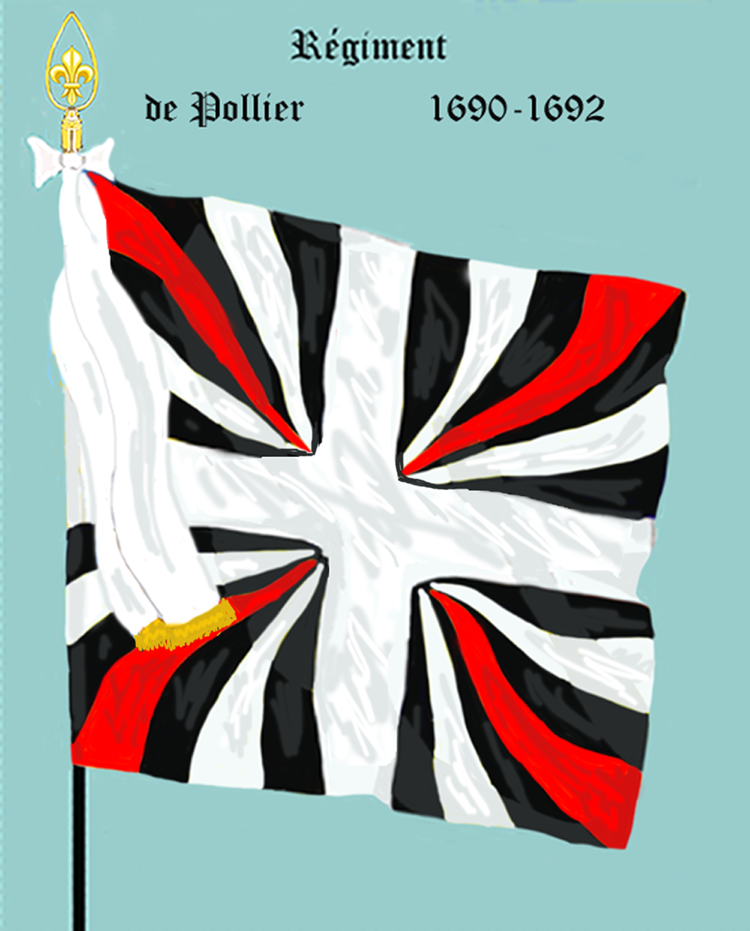
Pollier
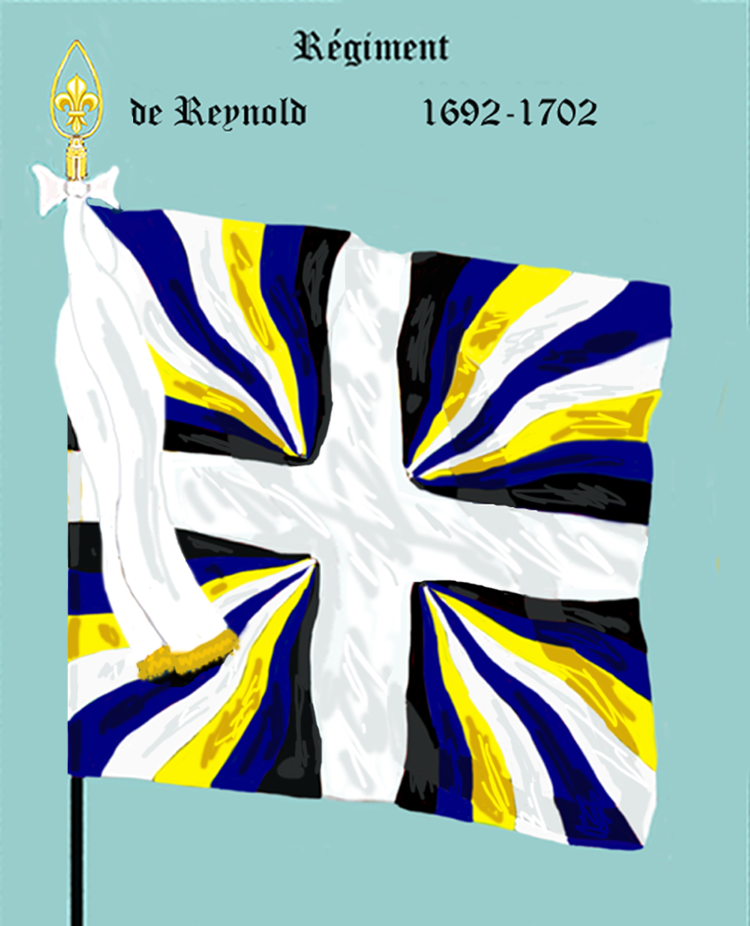
Reynold
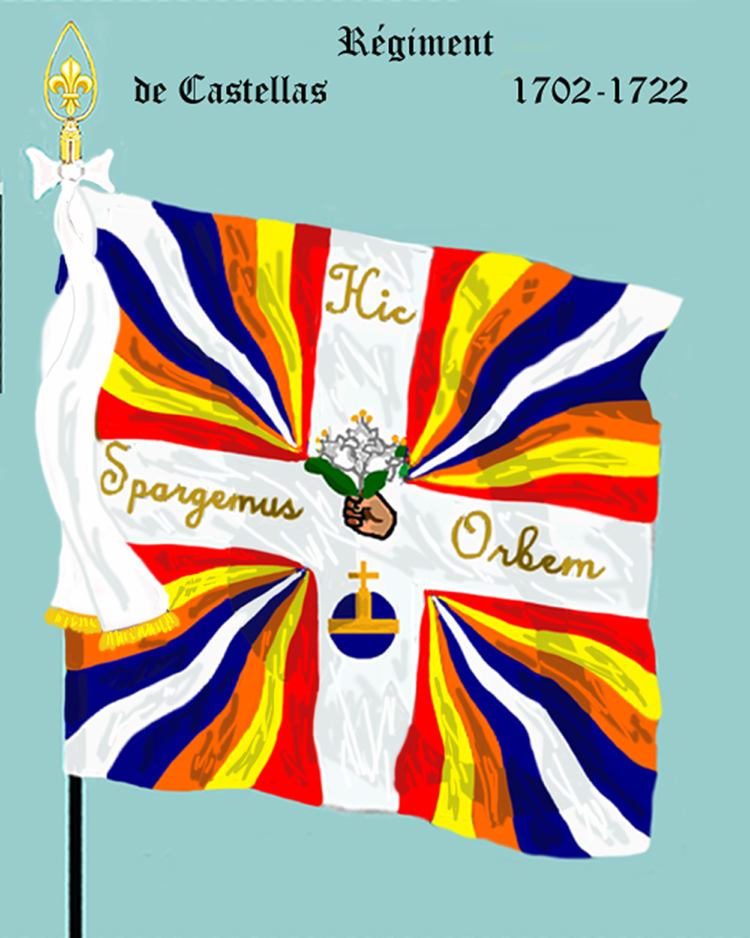
Castellas
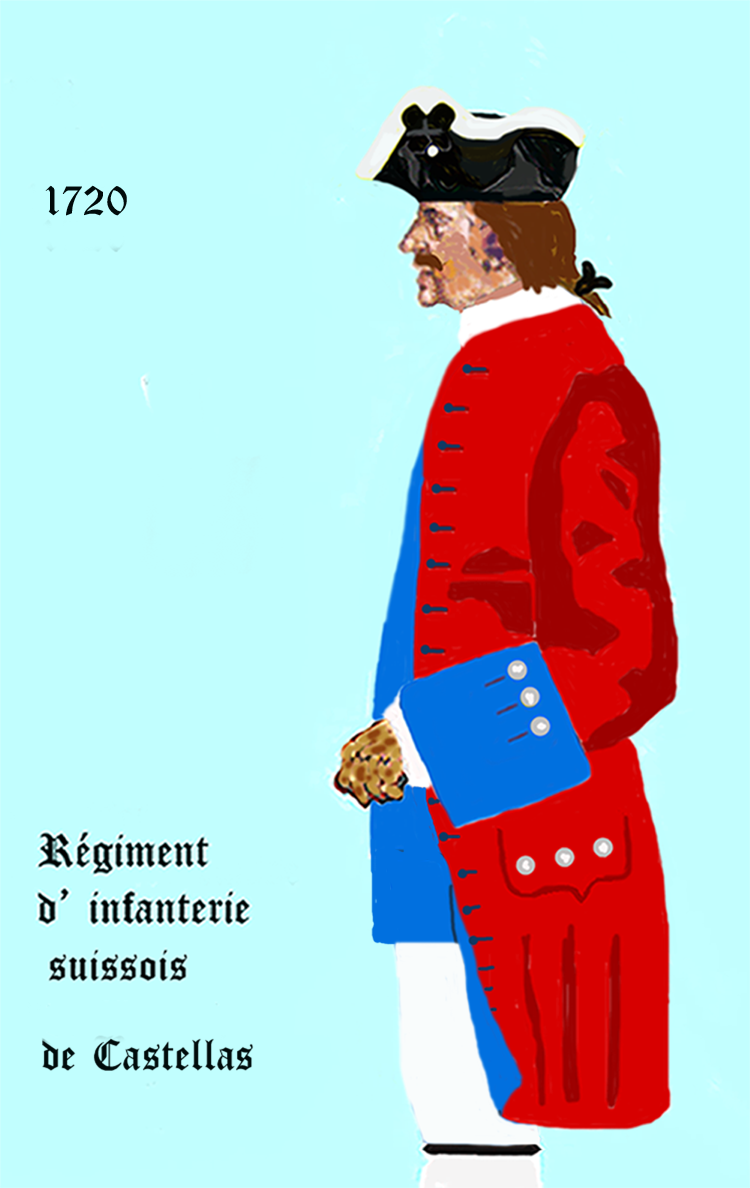
Castellas 1720
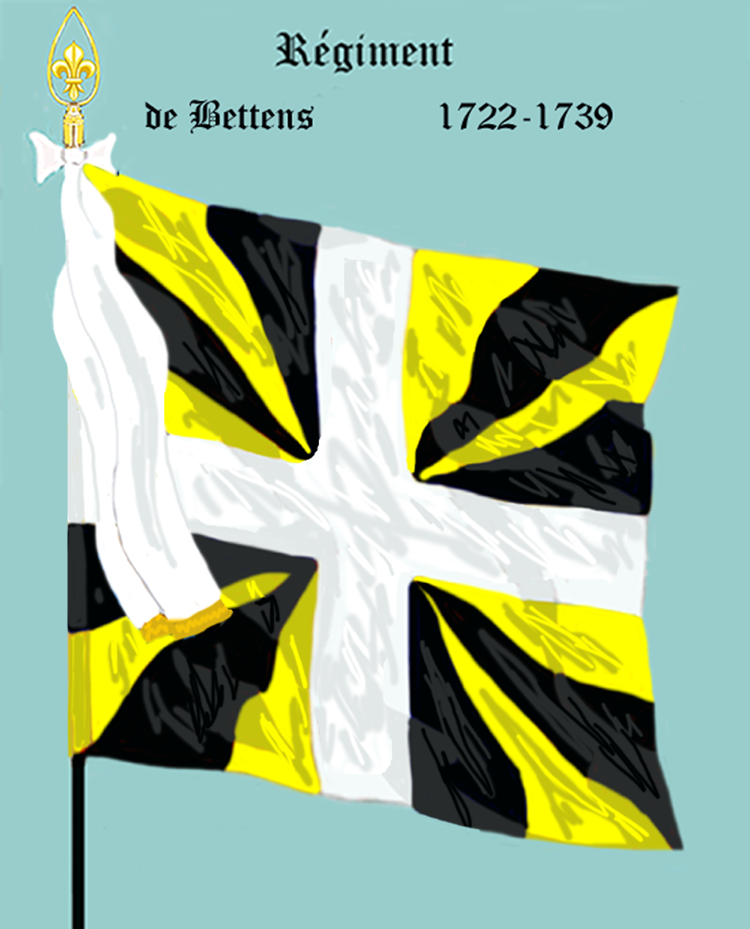
Bettens
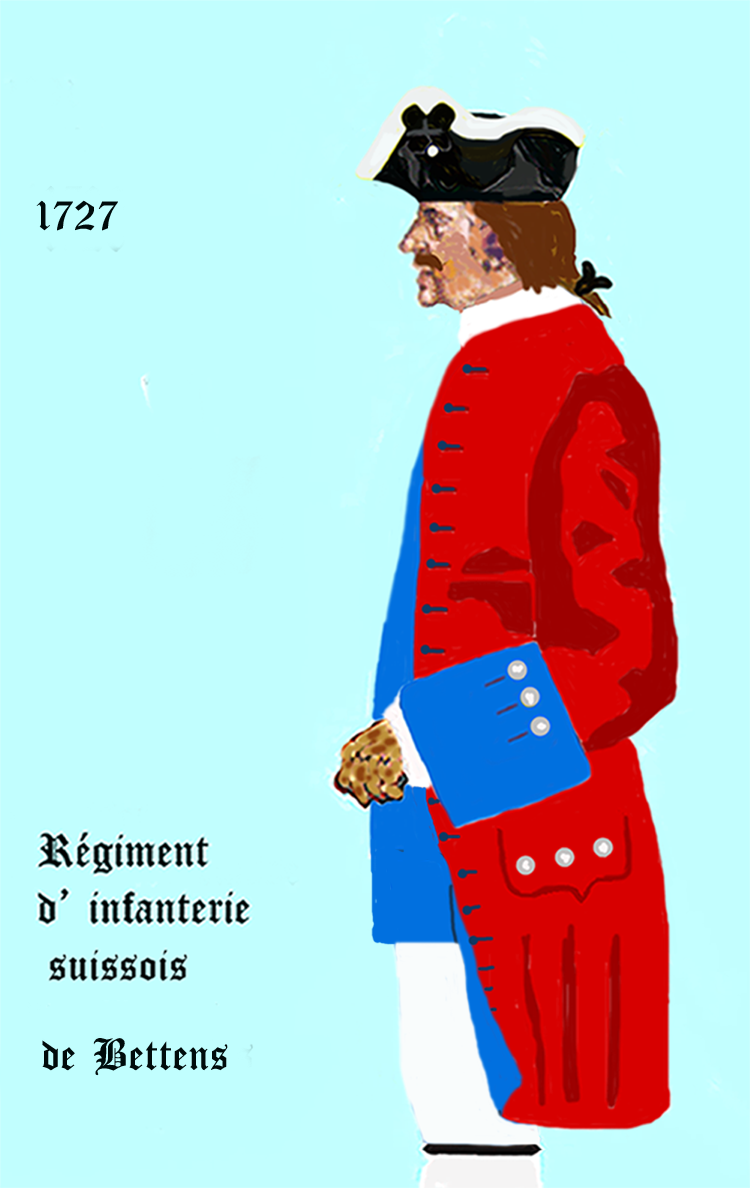
Bettens 1727
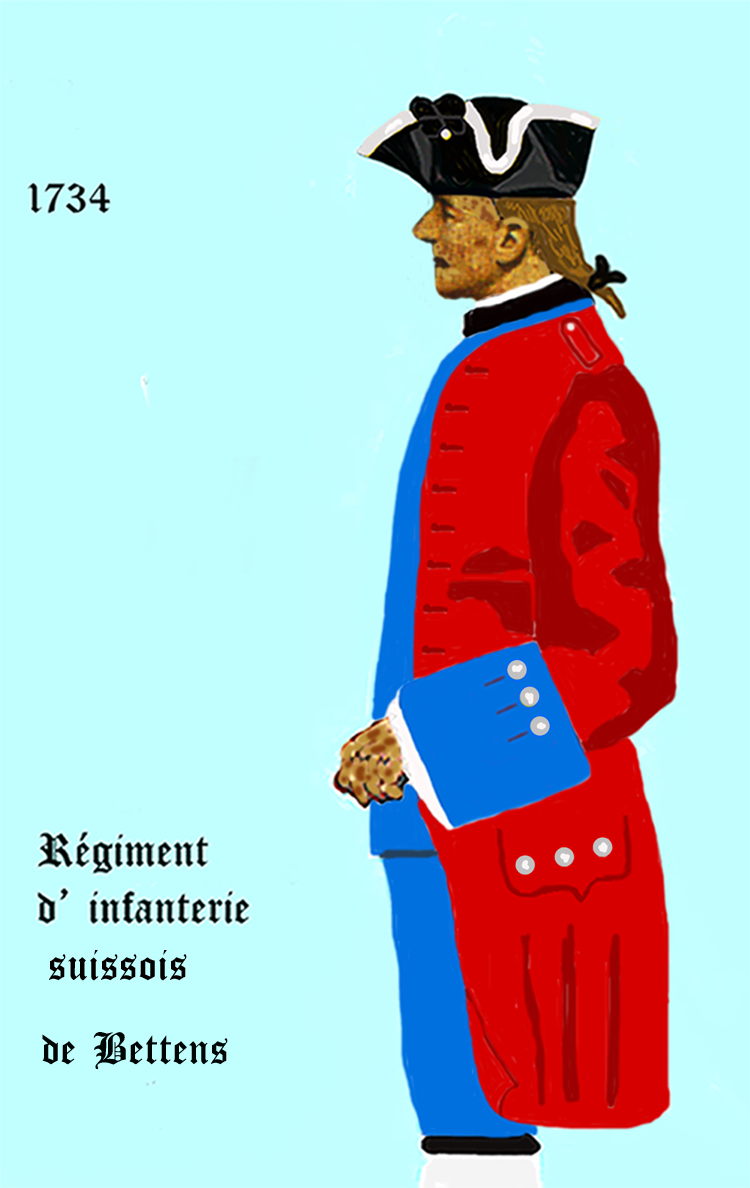
Bettens 1734
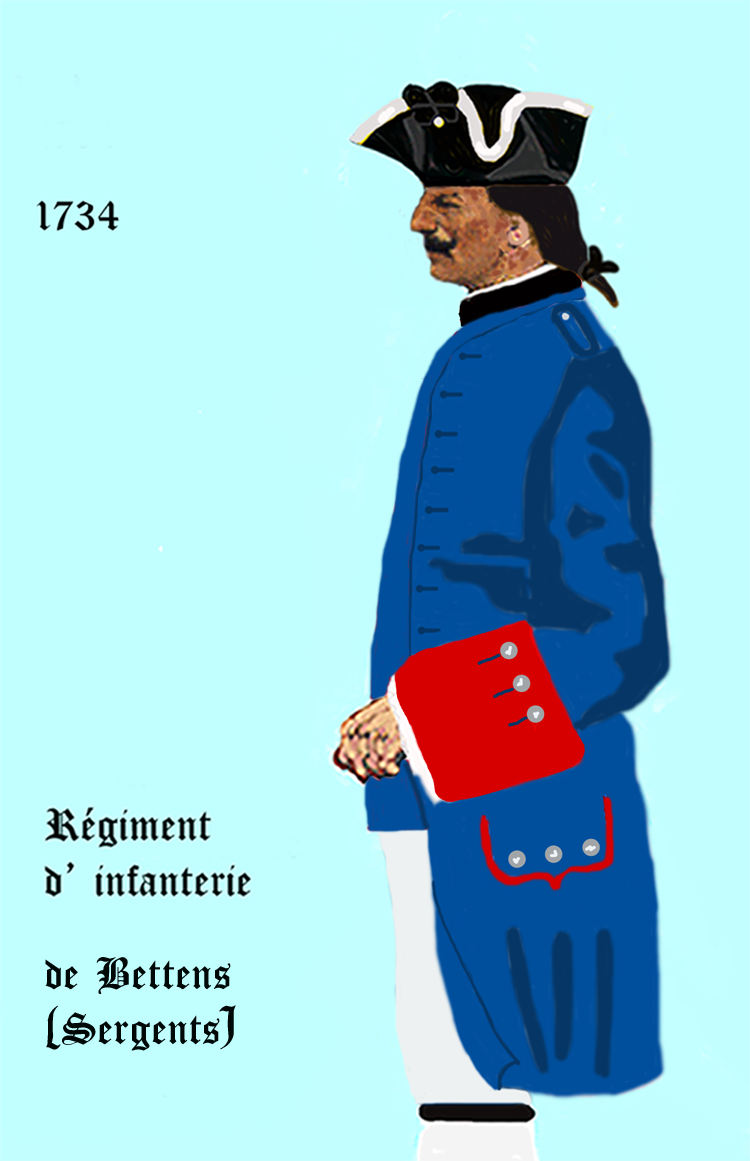
Bettens (Sergeants) 1734
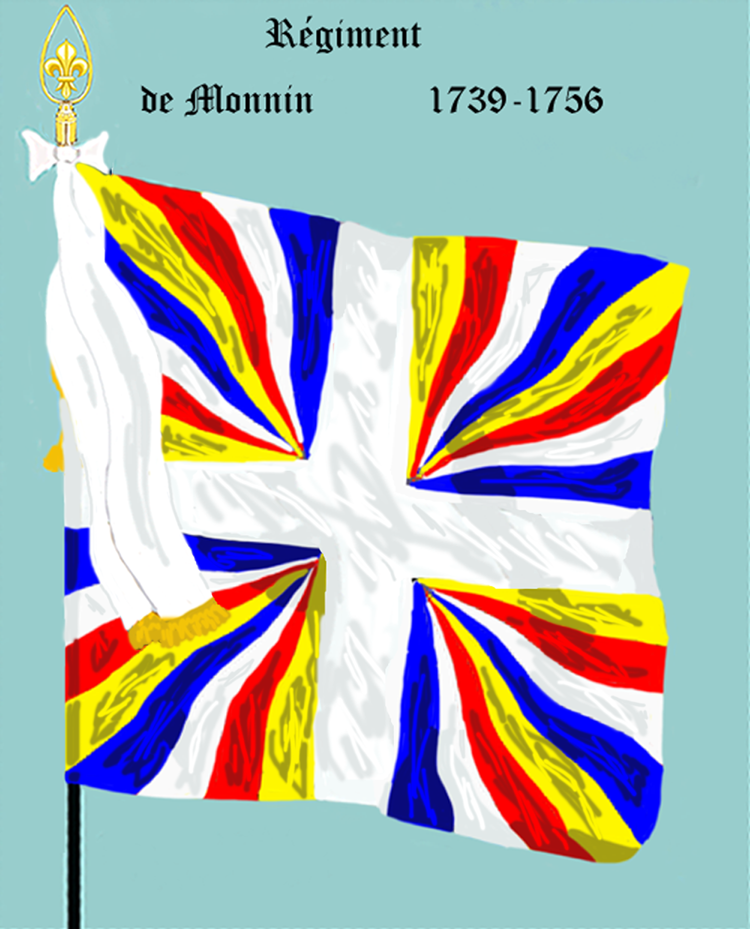
Monnin
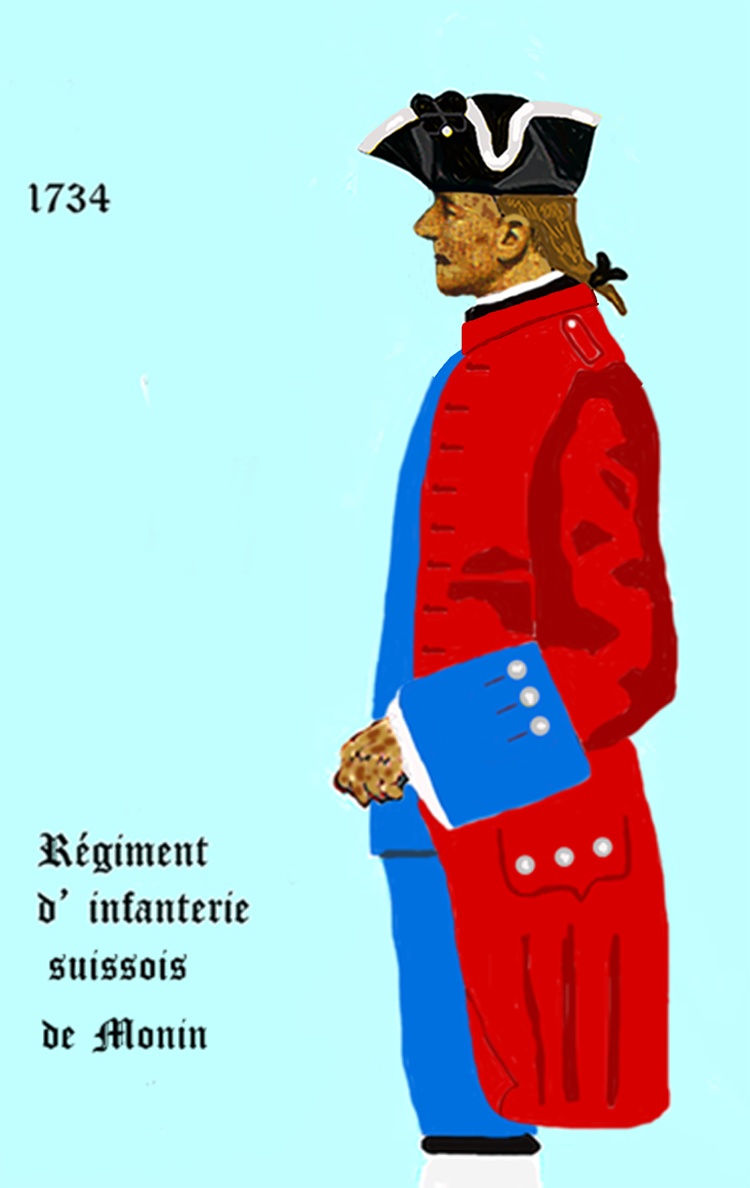
Monin 1739
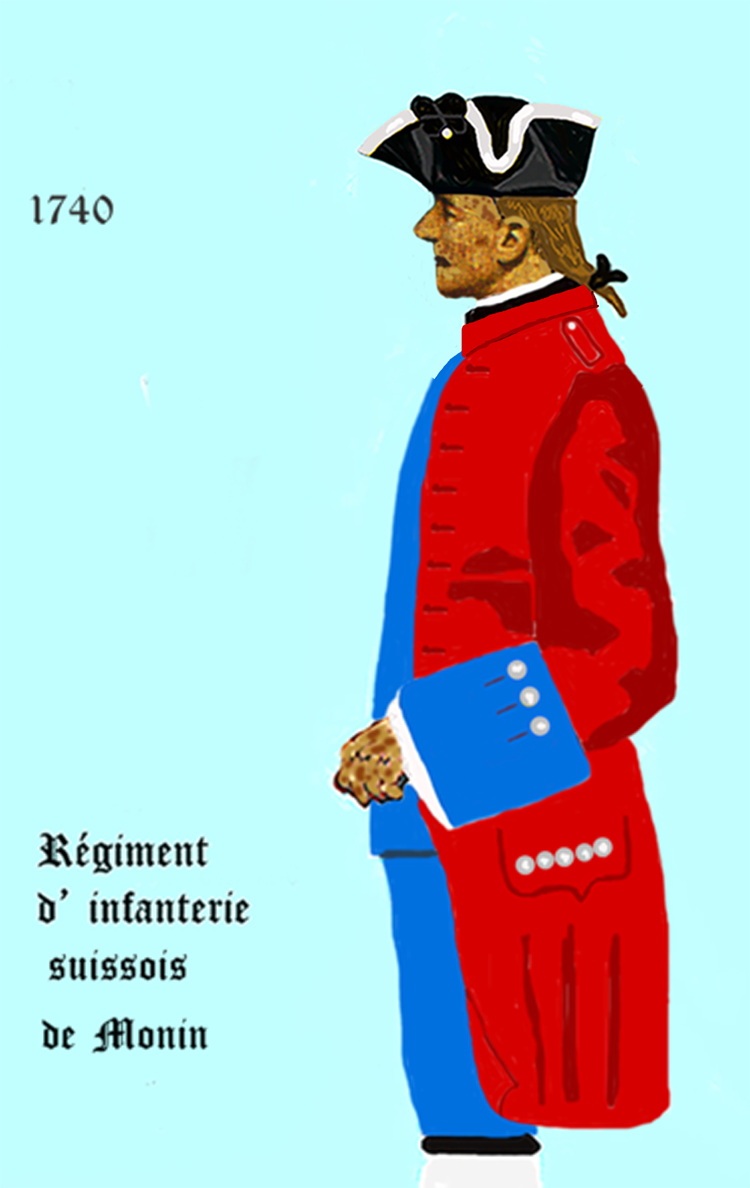
Monin 1740
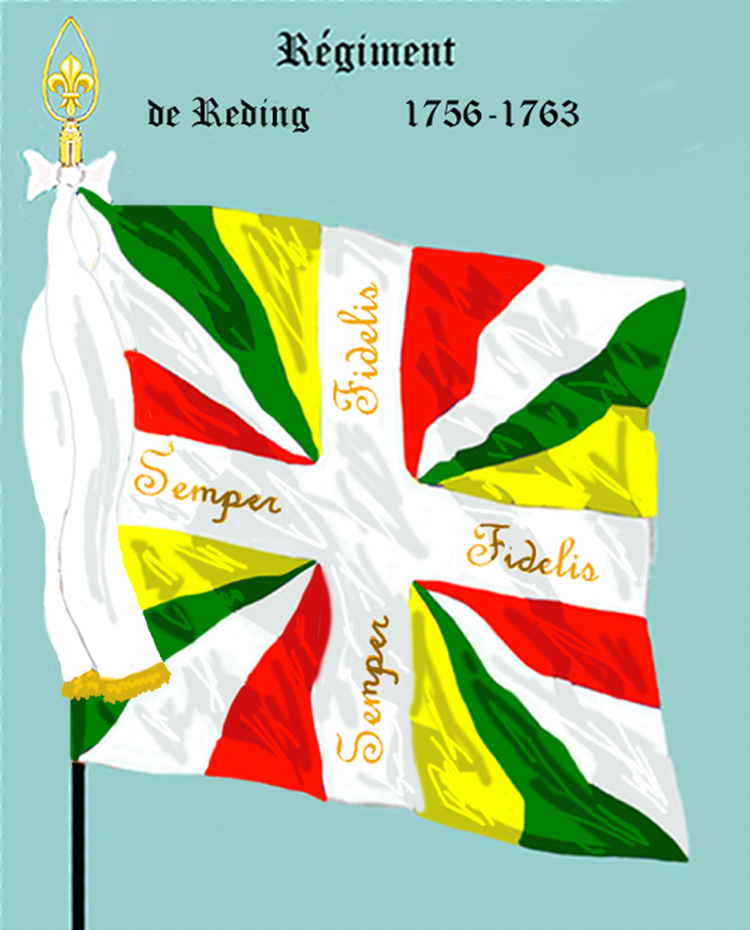
de Reding 1756
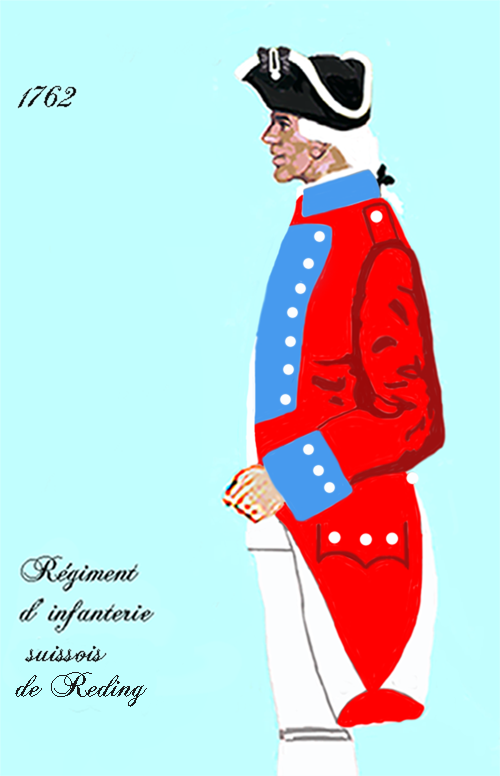
de Reding 1762
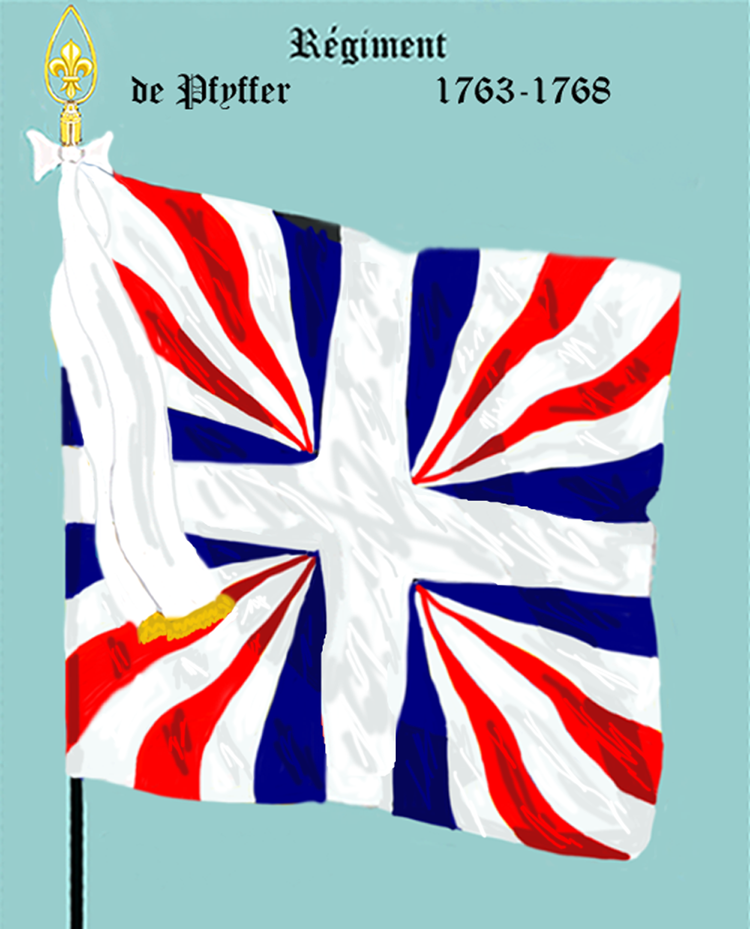
de Pfyffer 1763
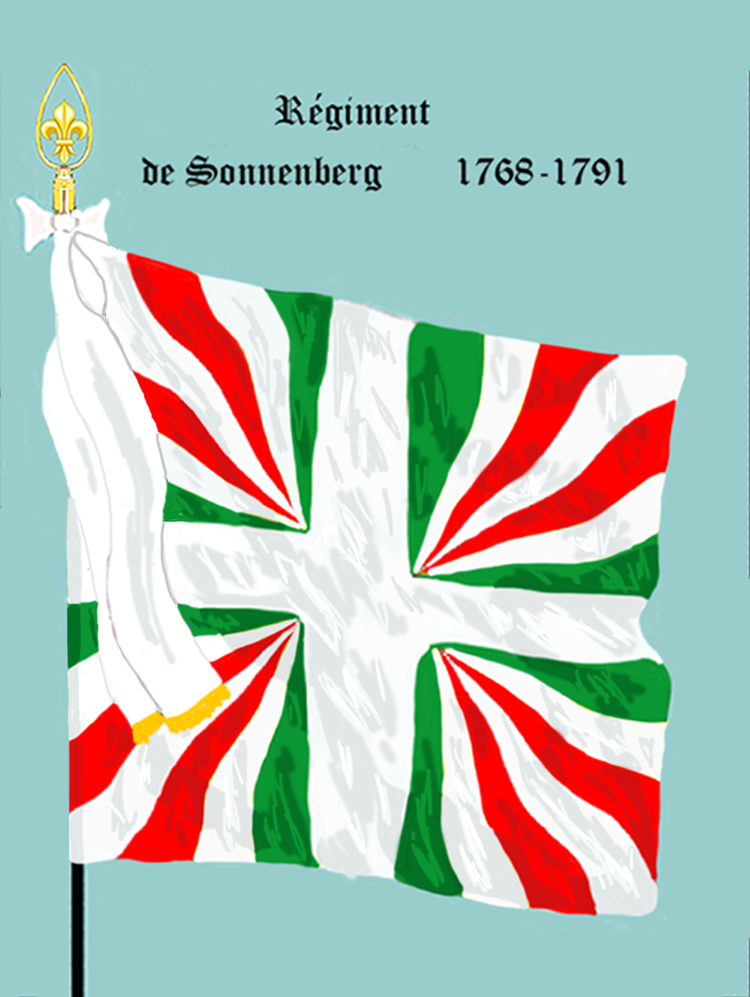
Sonnenberg
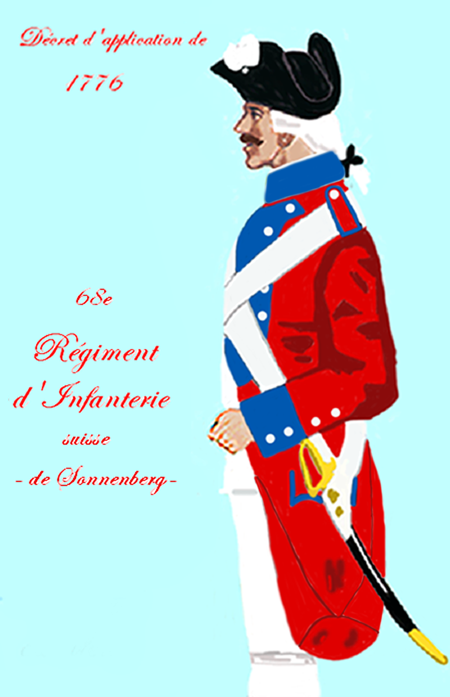
Sonnenberg 1776
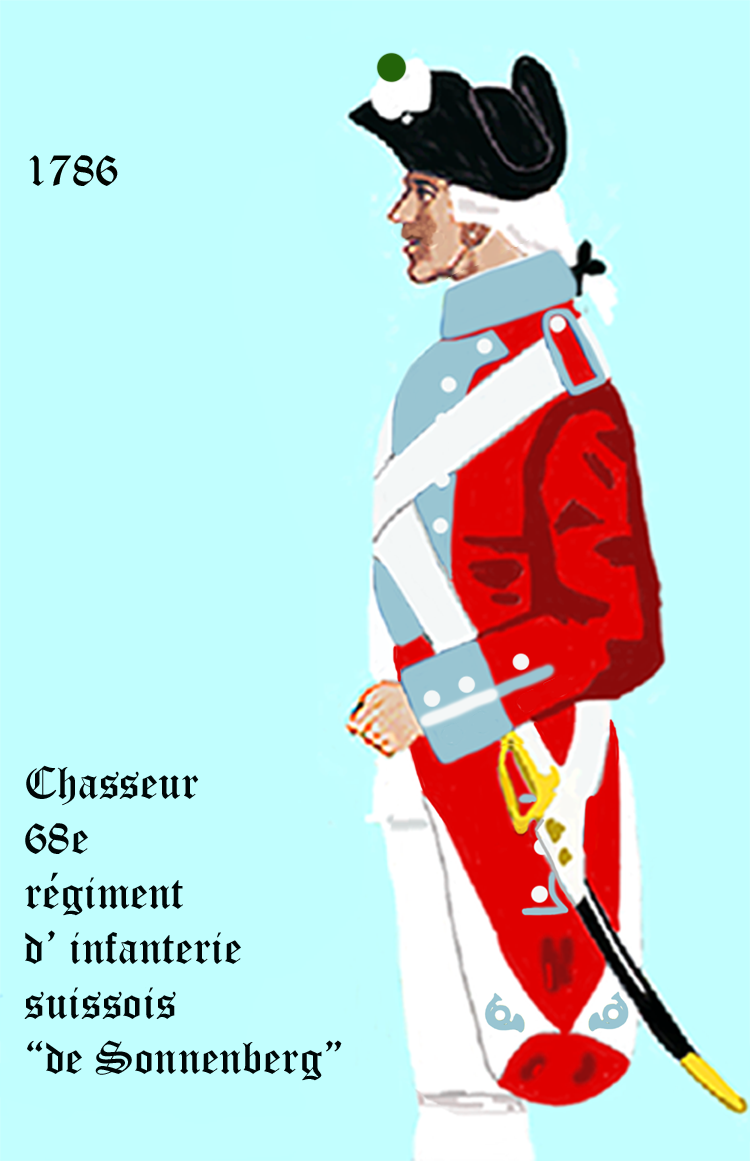
Sonnenberg 1786

Régiment d’Erlach 49e RI

Aufgestellt 1671

→ 1694: Régiment de Manuel 49e RI

→ 1701: Régiment de Villars-Chandieu

→ 1728: Régiment de May

→ 1739: Régiment de Bettens 49e RI

→ 1751: Régiment de Jenner 49e RI

→ 1762: Régiment d’Erlach 49e RI

→ 1782: Régiment d’Ernest 49e RI

→ 1791: 63e régiment d’infanterie de ligne

→ 1792: Entlassung der Schweizer und mit französischen Soldaten neu aufgestellt

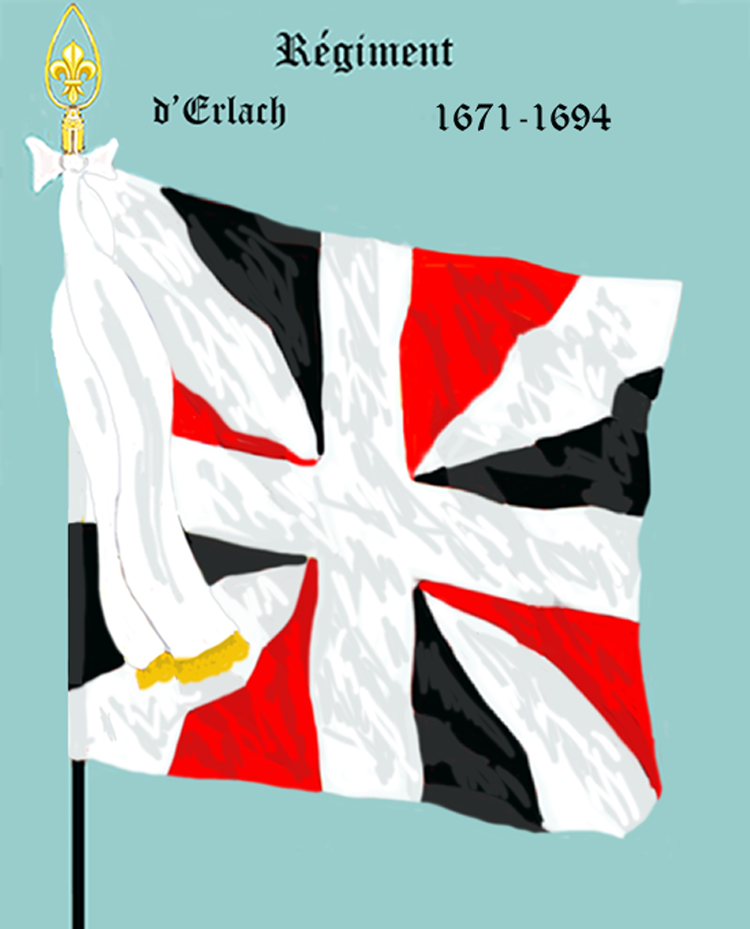
d’Erlach 1671
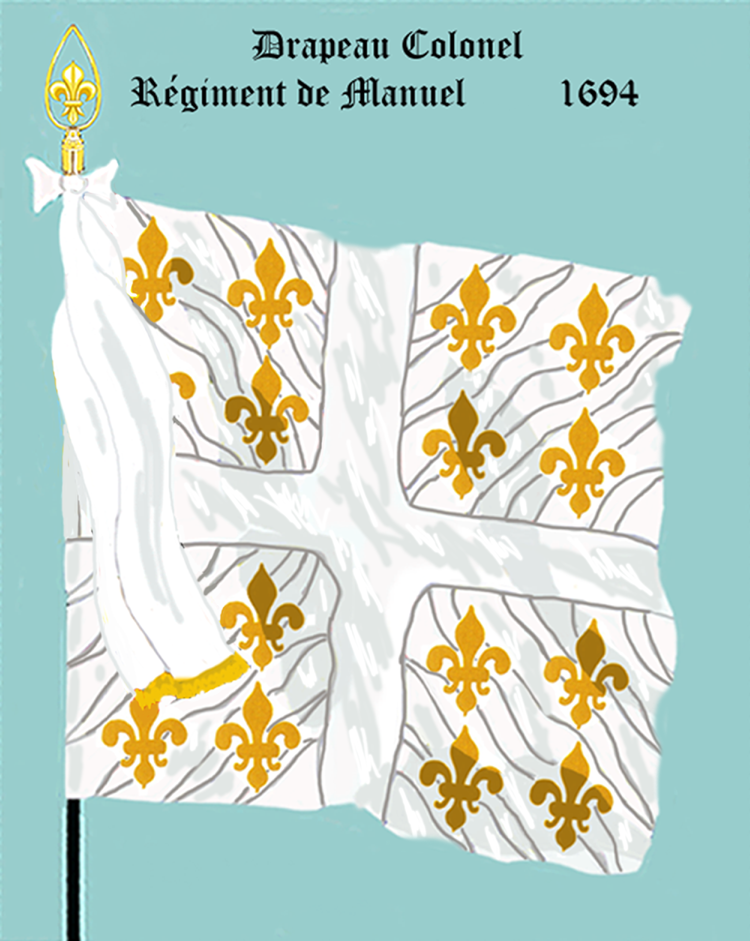
de Manuel – Leibfahne
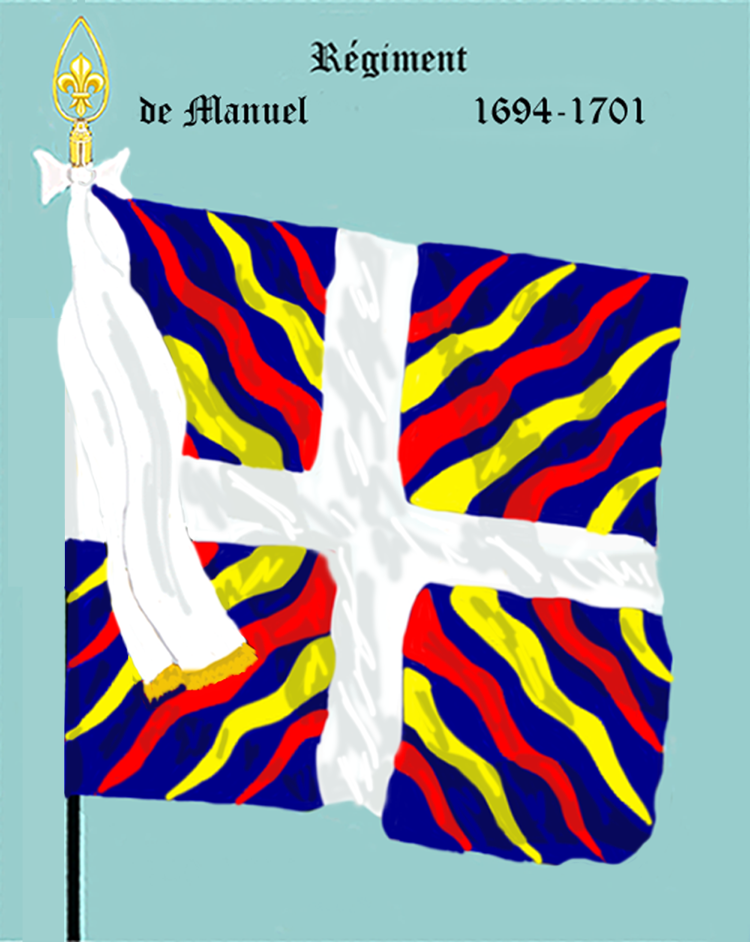
de Manuel
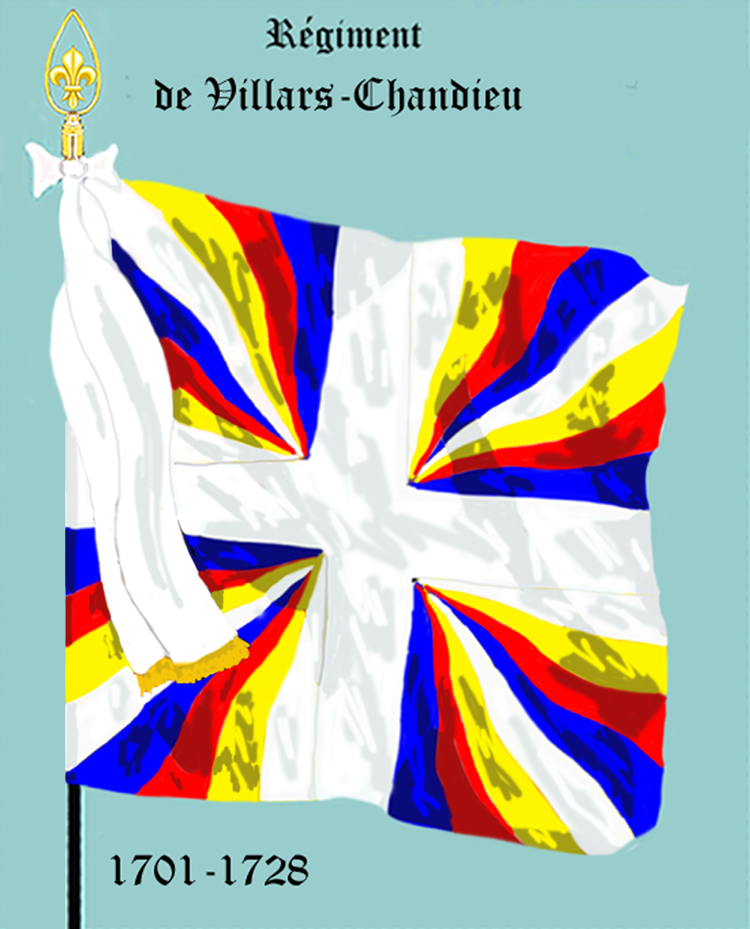
de Villars-Chandieu
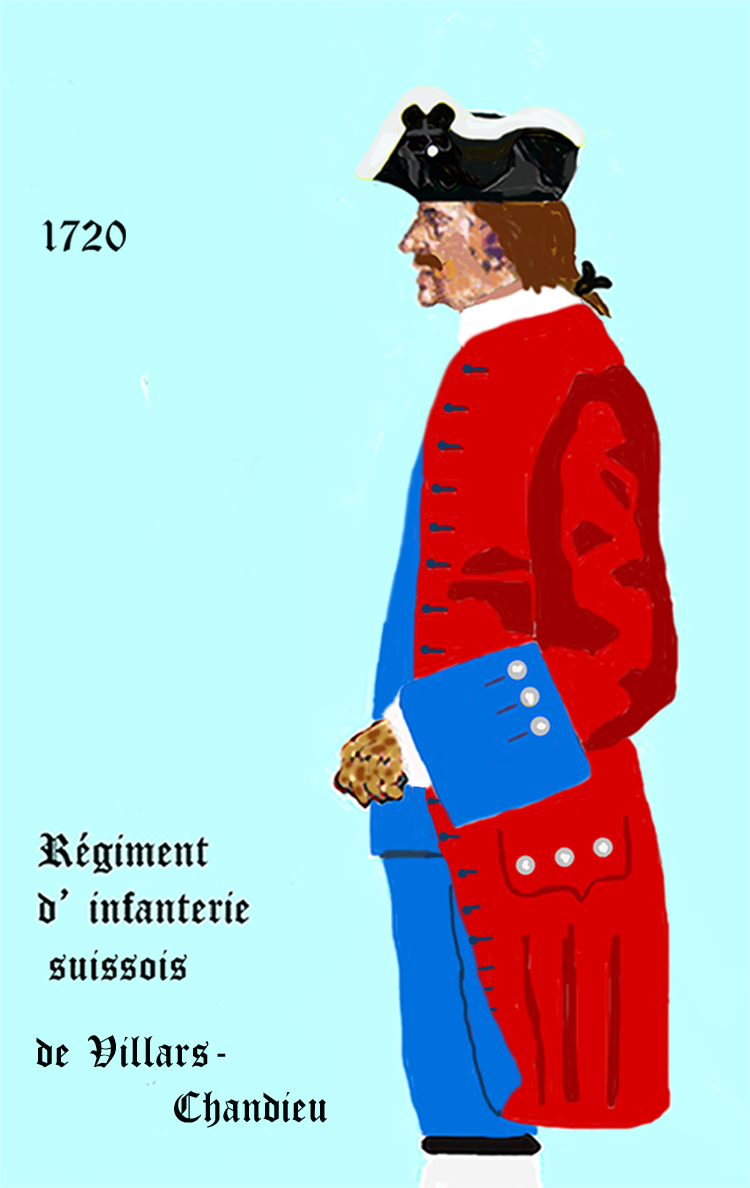
de Villars-Chandieu 1720–1729
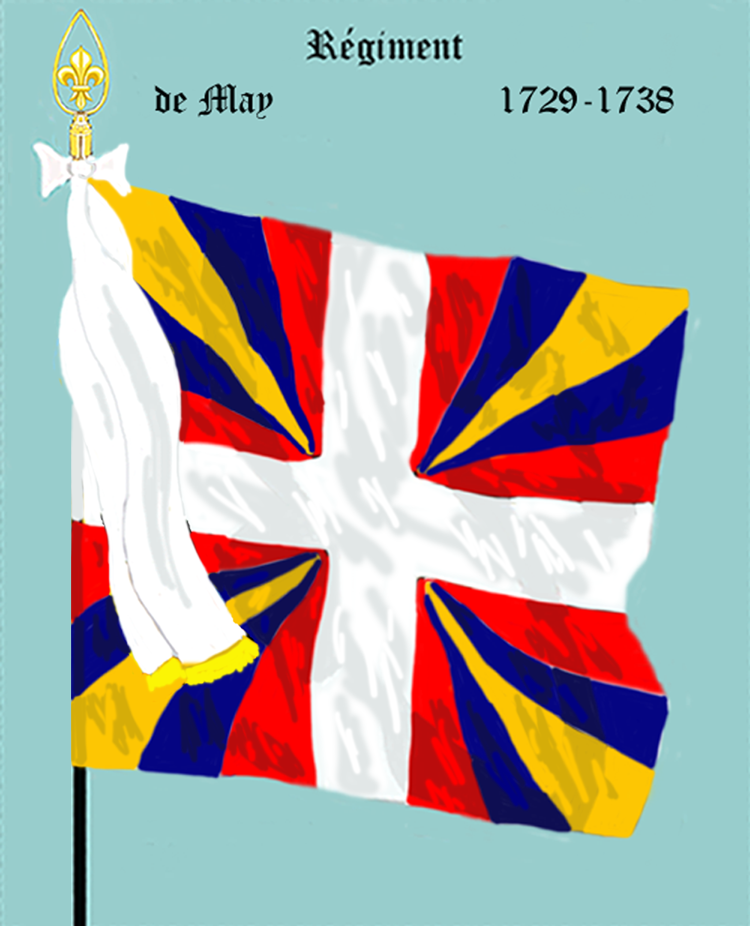
de May
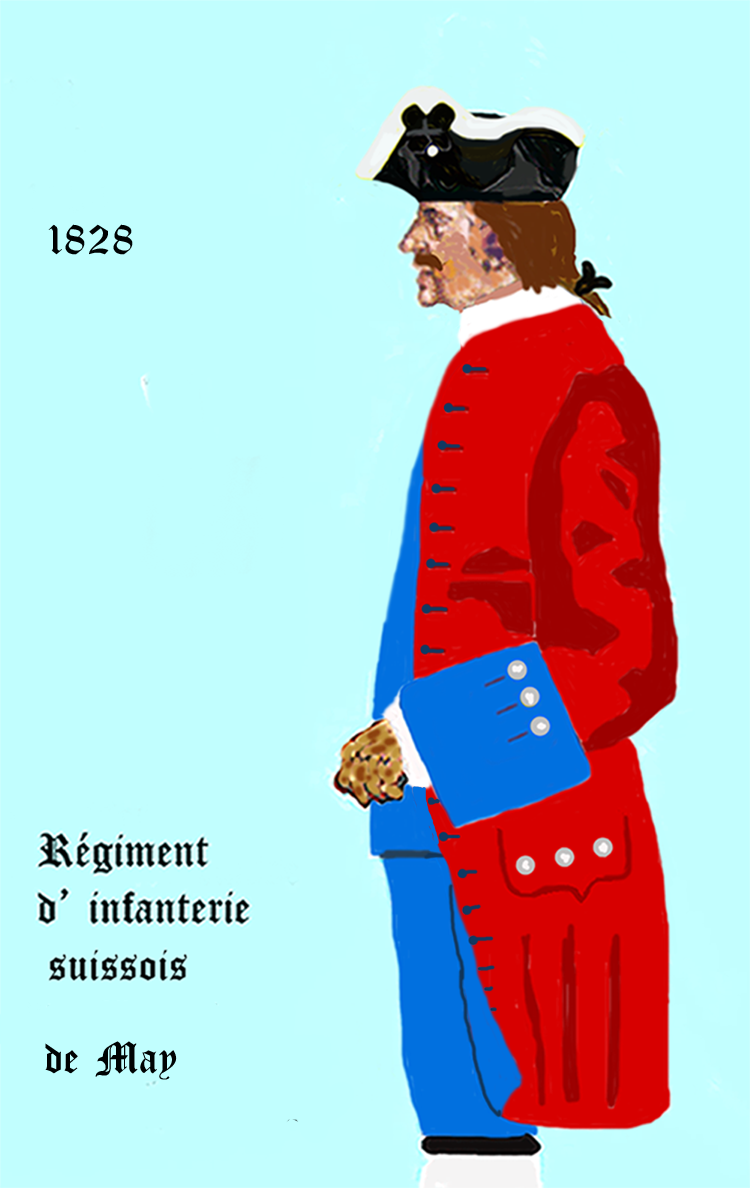
de May 1729
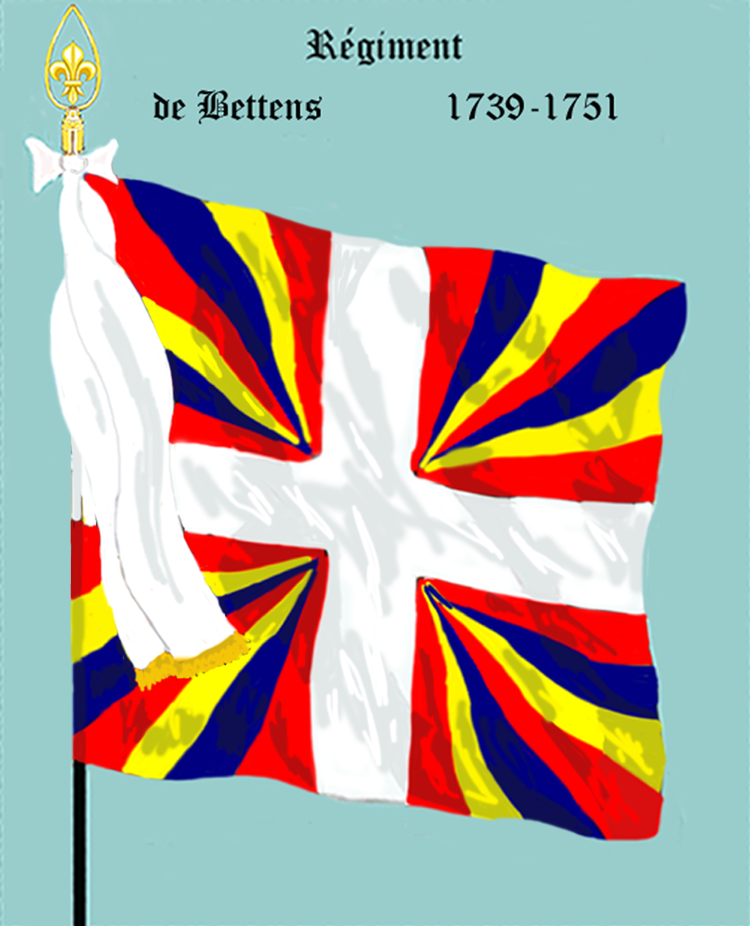
de Bettens 1739
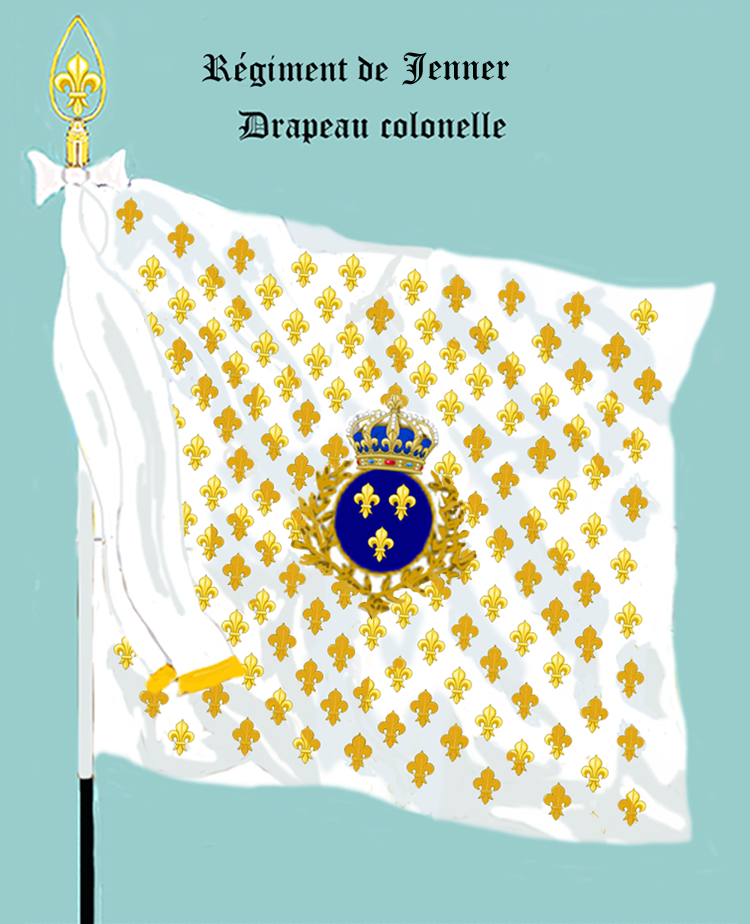
de Jenner – Leibfahne 1751
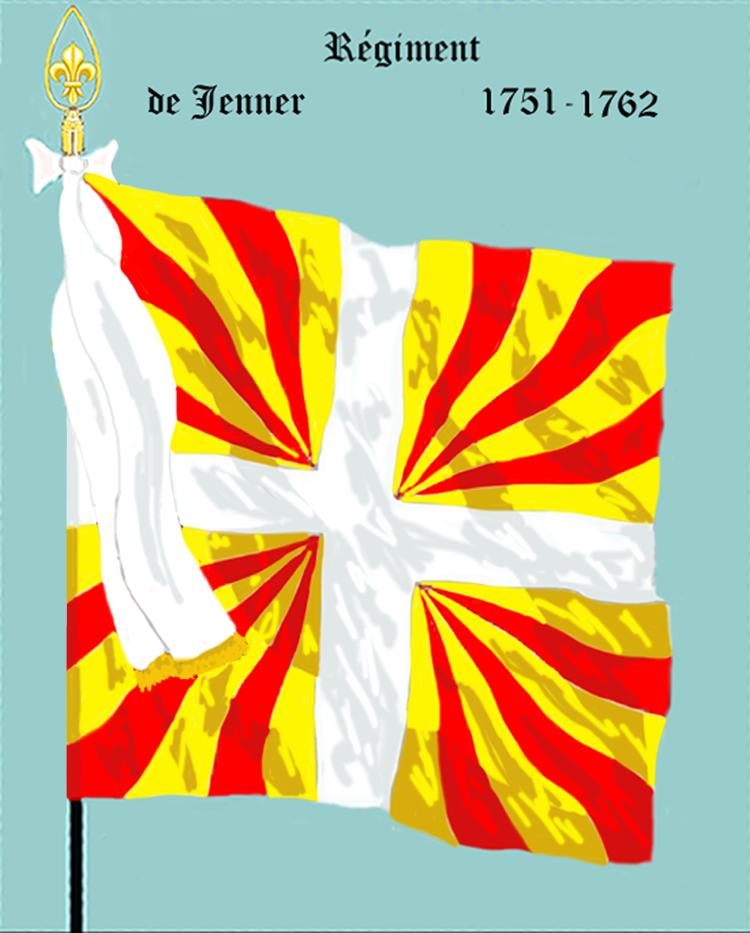
de Jenner 1751–1762
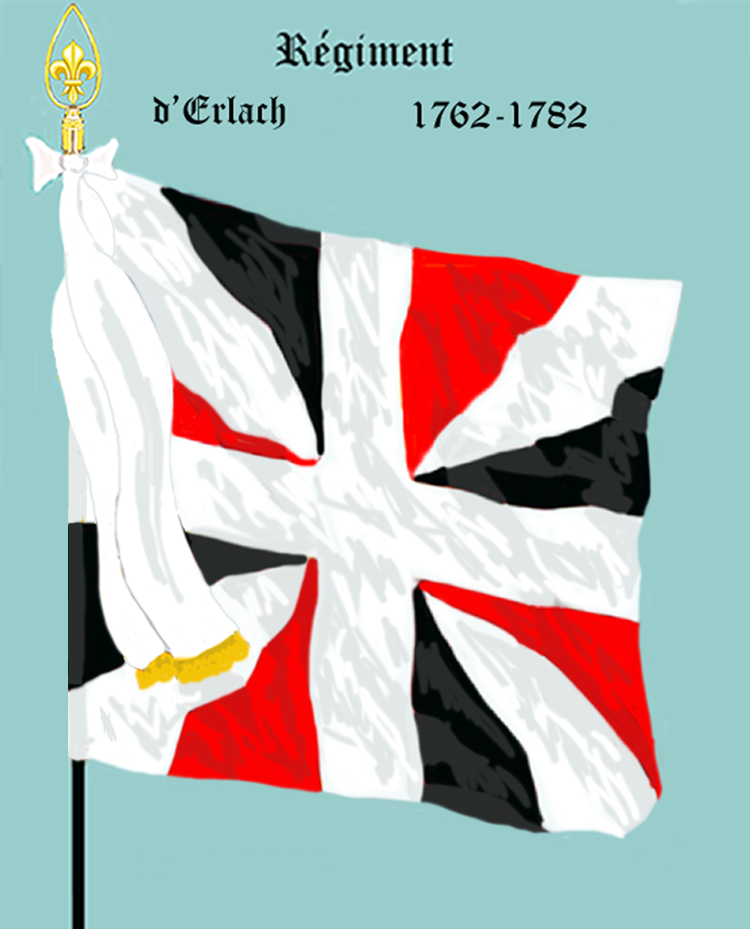
d’Erlach 1762
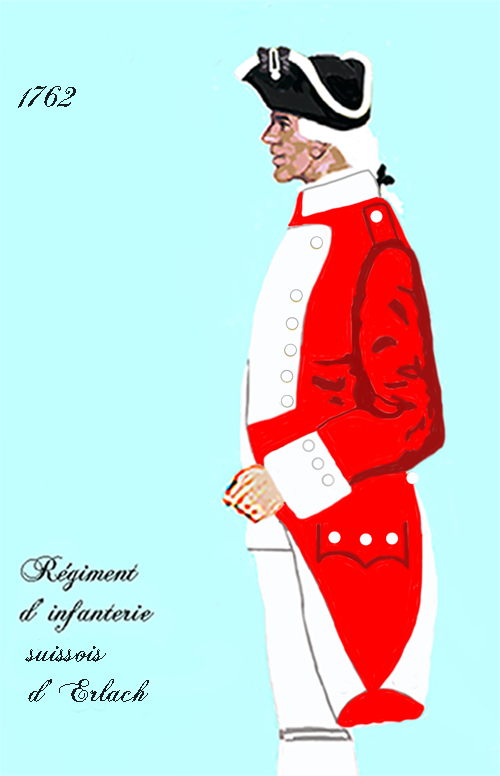
d’Erlach 1762–1776
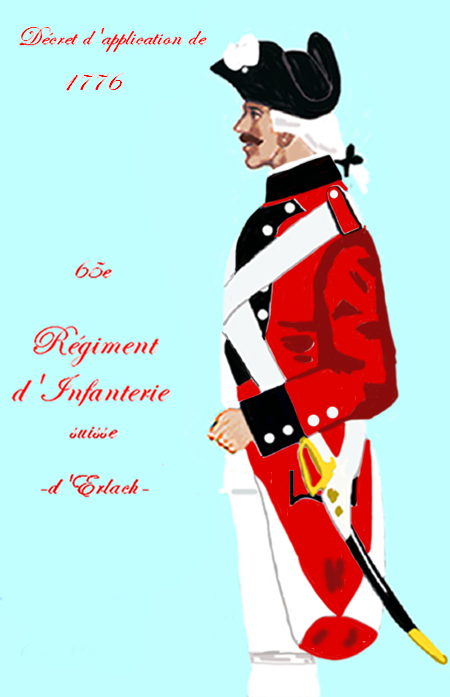
d’Erlach 1776–1791
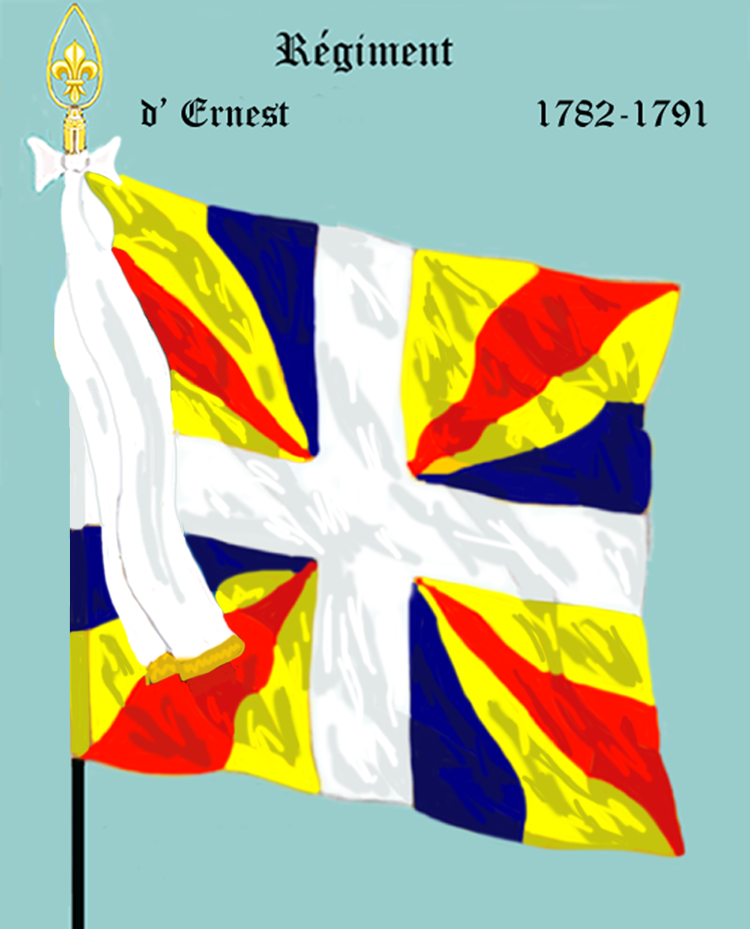
d’Ernest

Régiment de Stoppa le Vieux

Aufgestellt 1672

→ 1701: Régiment de Brendle 49e RI

→ 1738: Régiment de Seedorf

→ 1752: Régiment de Boccard

→ 1782: Régiment de Salis-Samade

→ 1791: 64e régiment d’infanterie de ligne

→ 1792: Entlassung der Schweizer und mit französischen Soldaten neu aufgestellt

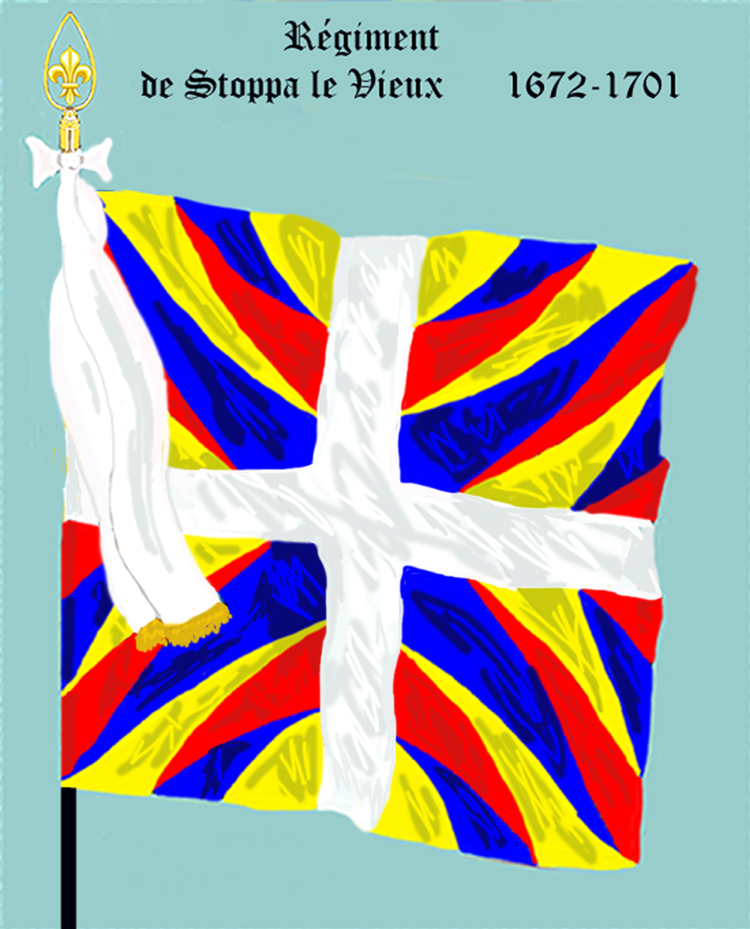
Stoppa le Vieux
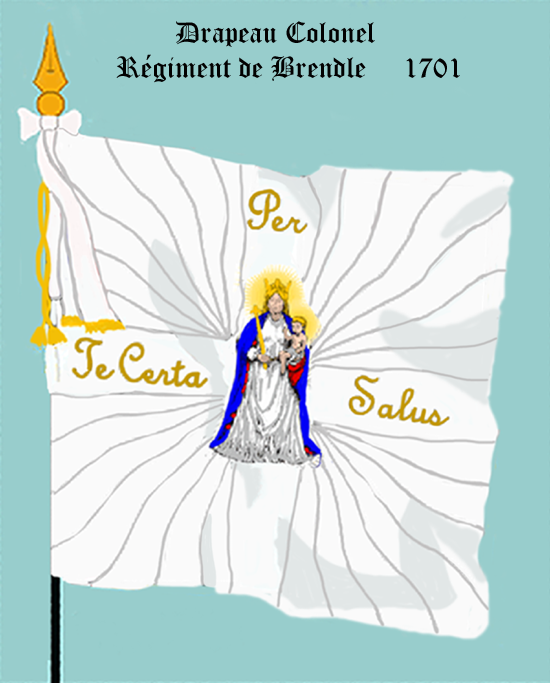
de Brendle – Leibfahne
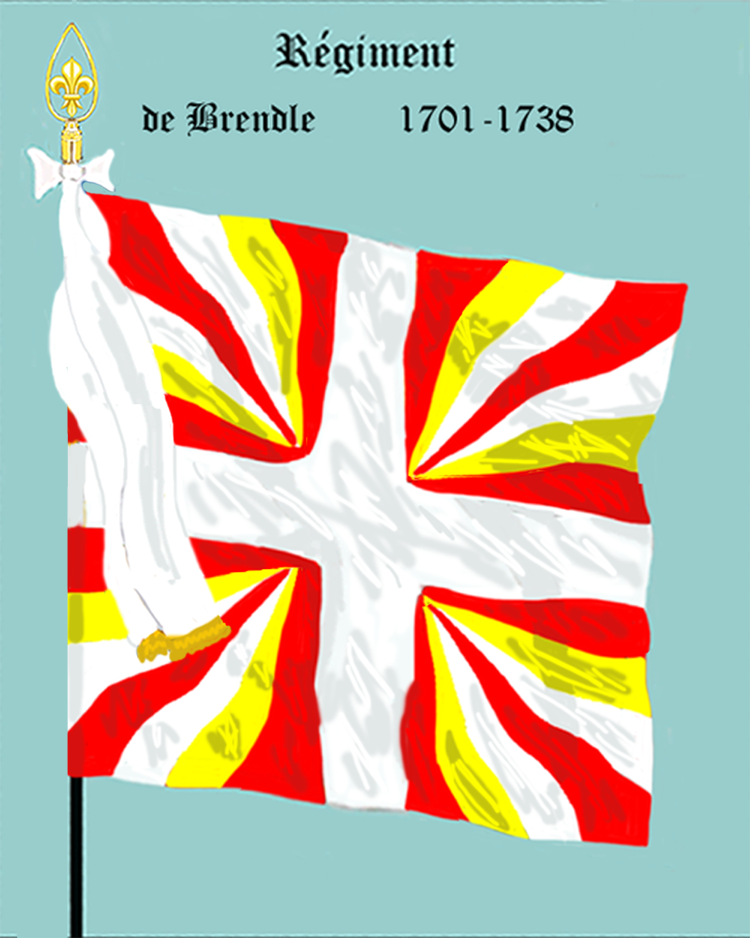
de Brendle
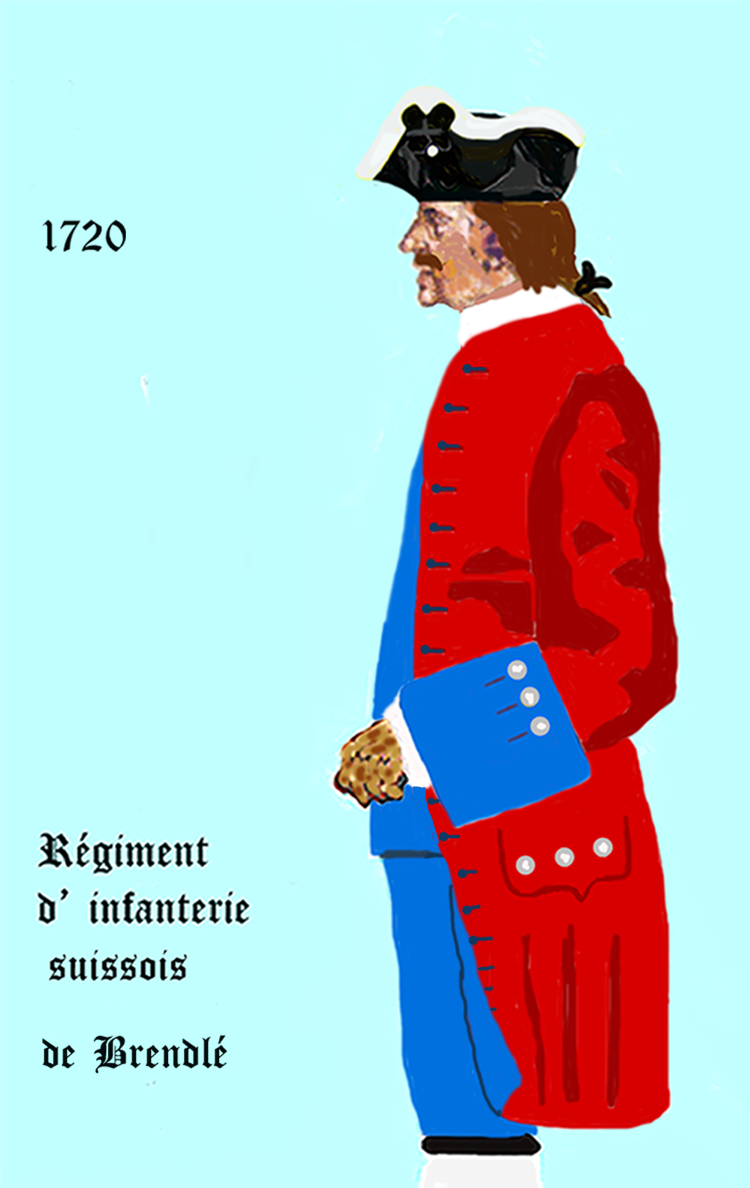
Brendle 1720–1734
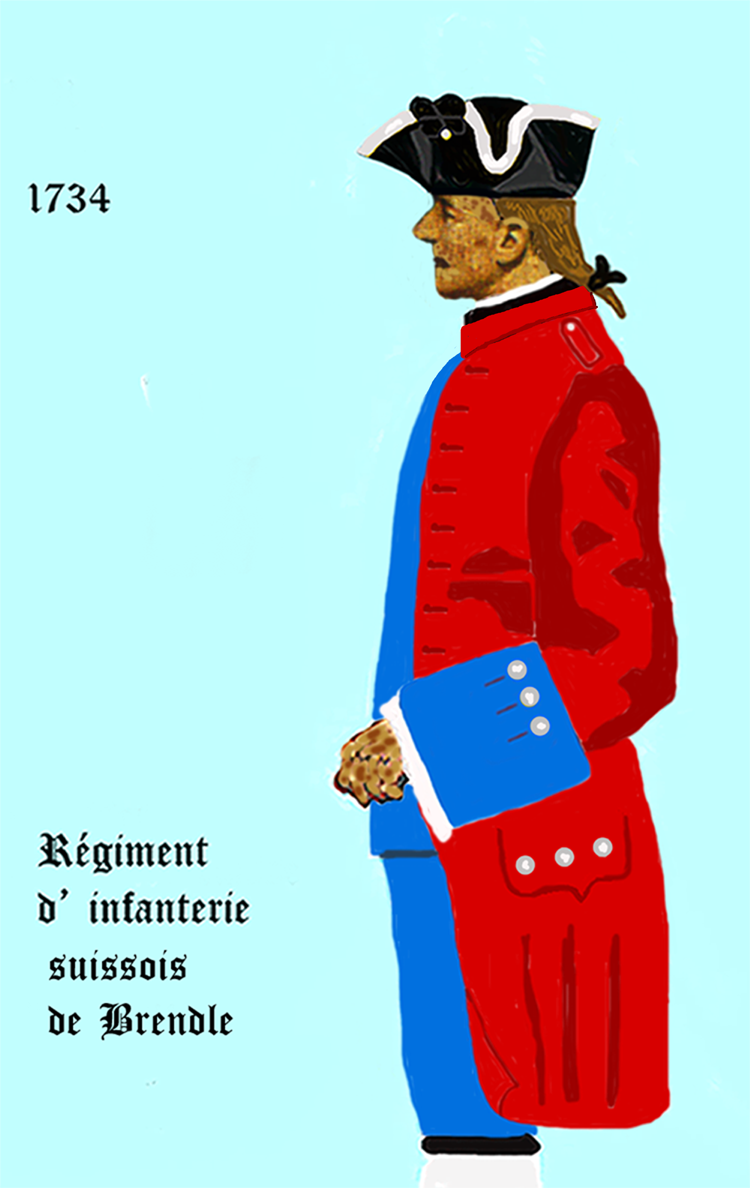
Brendle 1734
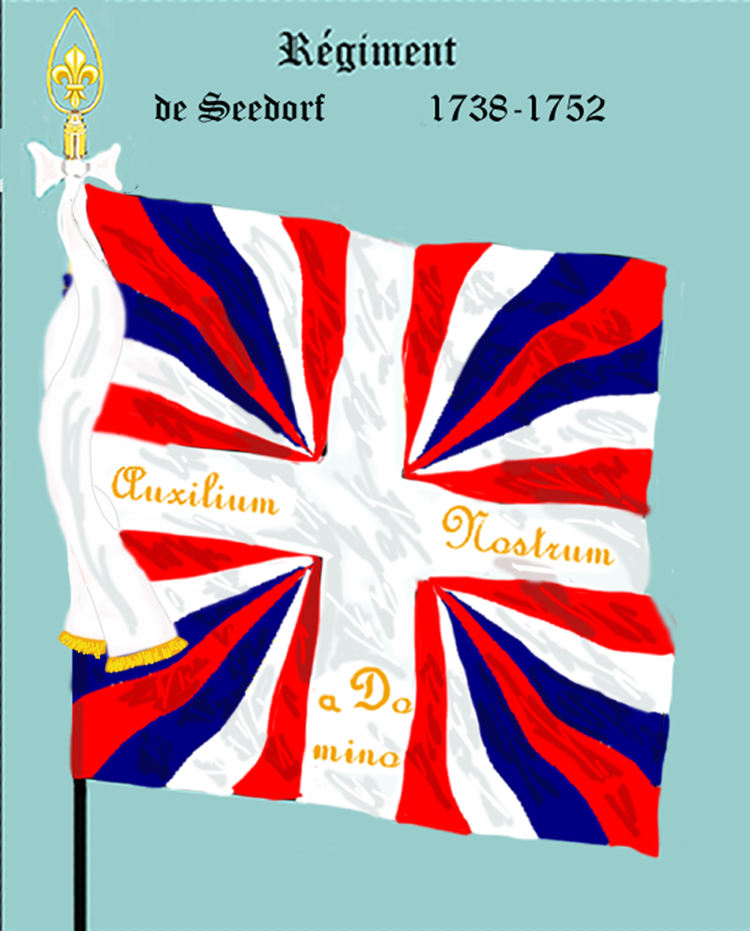
Seedorf
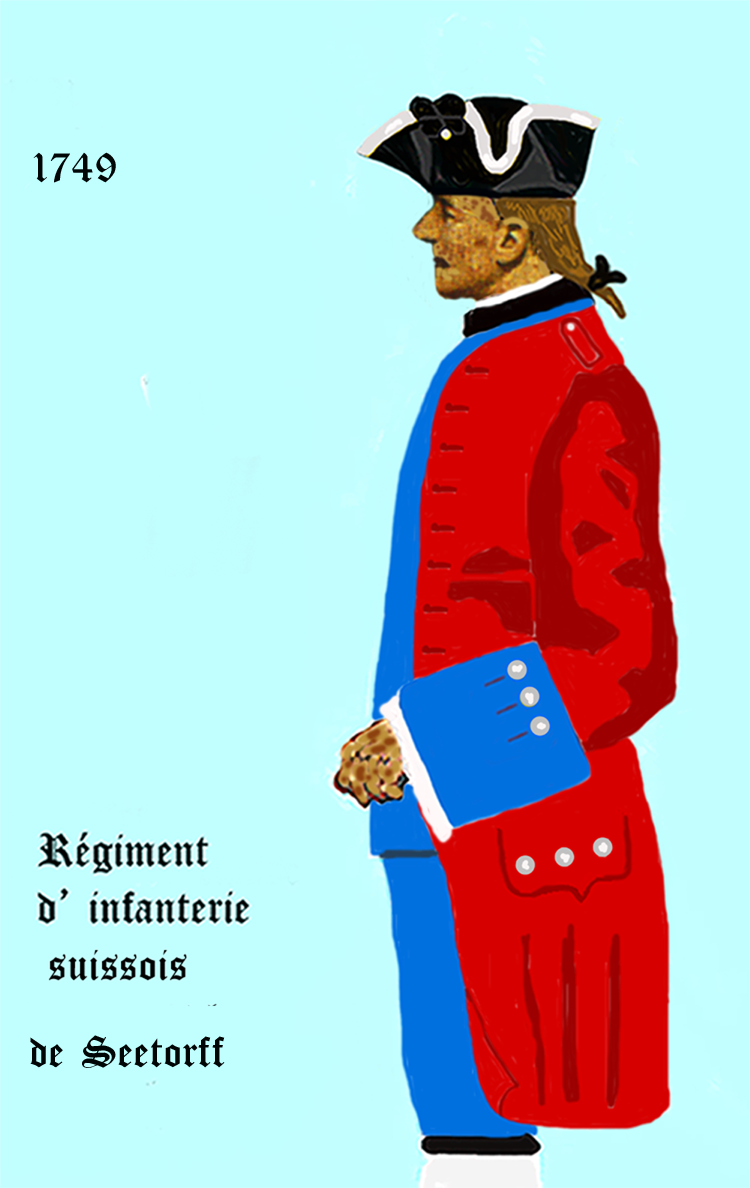
Seedorf 1749
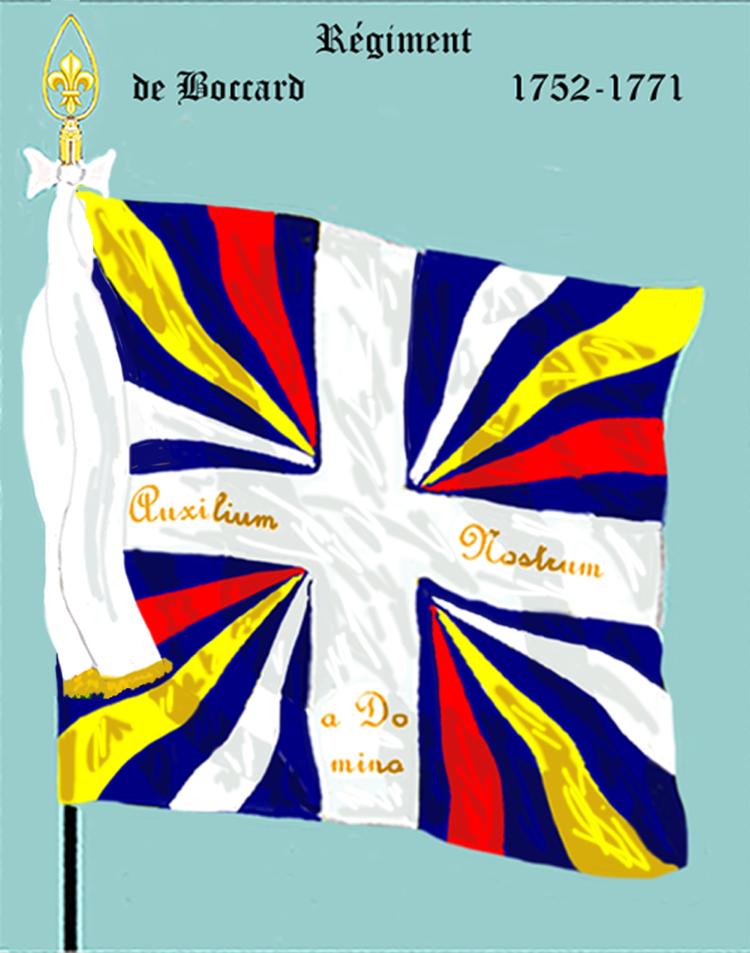
de Boccard 1752
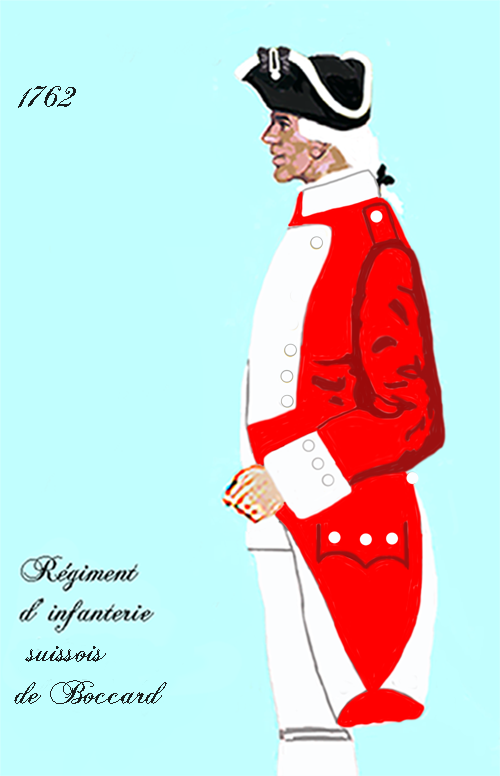
de Boccard 1762–1776
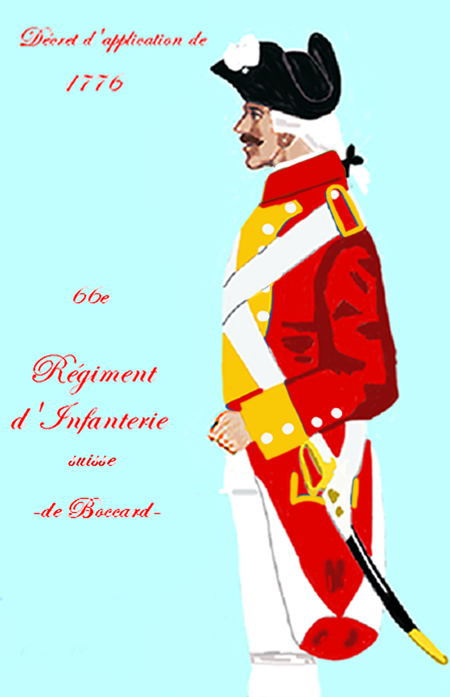
Rég deBoccard 1776–1779
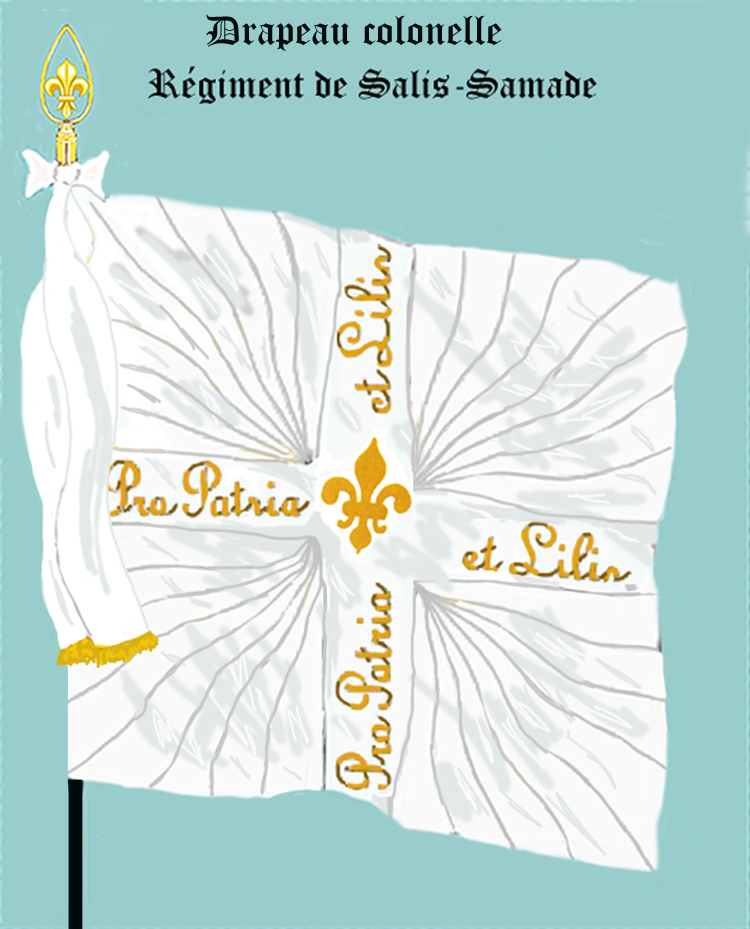
de Salis-Samade – Leibfahne
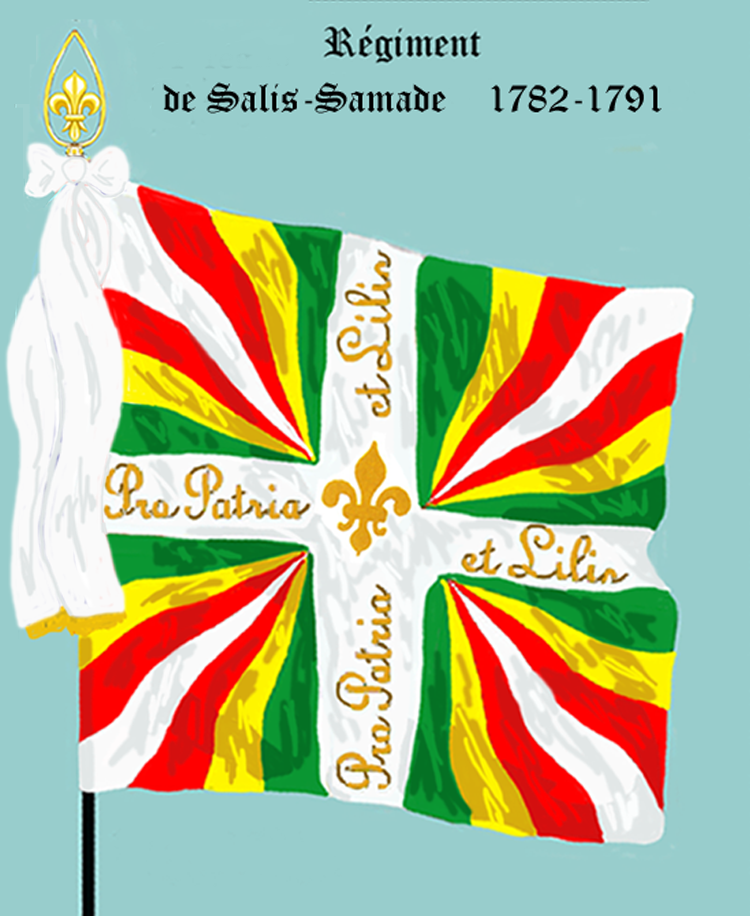
de Salis-Samade

Régiment de Salis-Soglio

Aufgestellt 1690

→ 1702: Régiment de May 75e RI

→ 1715: Régiment du Buisson 75e RI

→ 1721: Régiment de Diesbach 75e RI

→ 1791: 85e régiment d’infanterie de ligne

→ 1792: Entlassung der Schweizer und mit französischen Soldaten neu aufgestellt

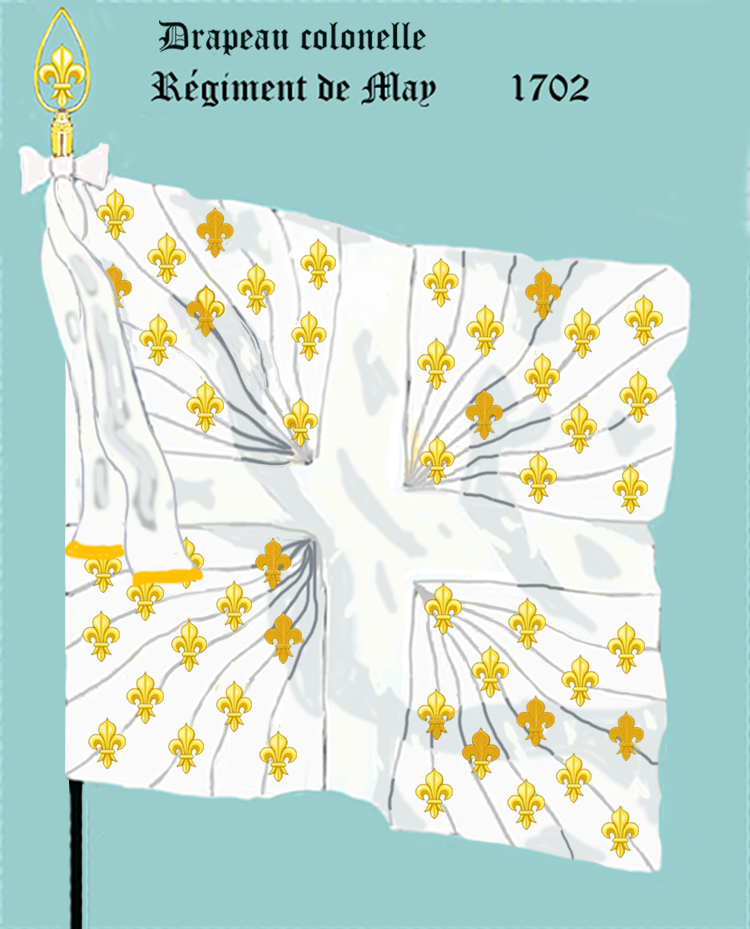
de May – Leibfahne
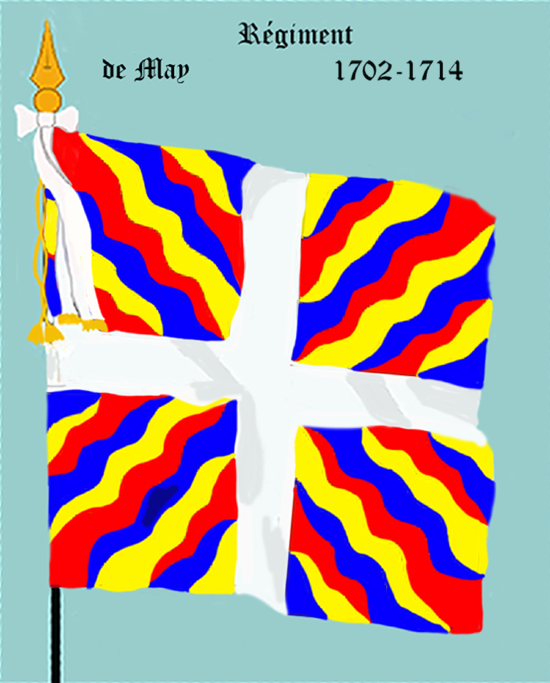
de May
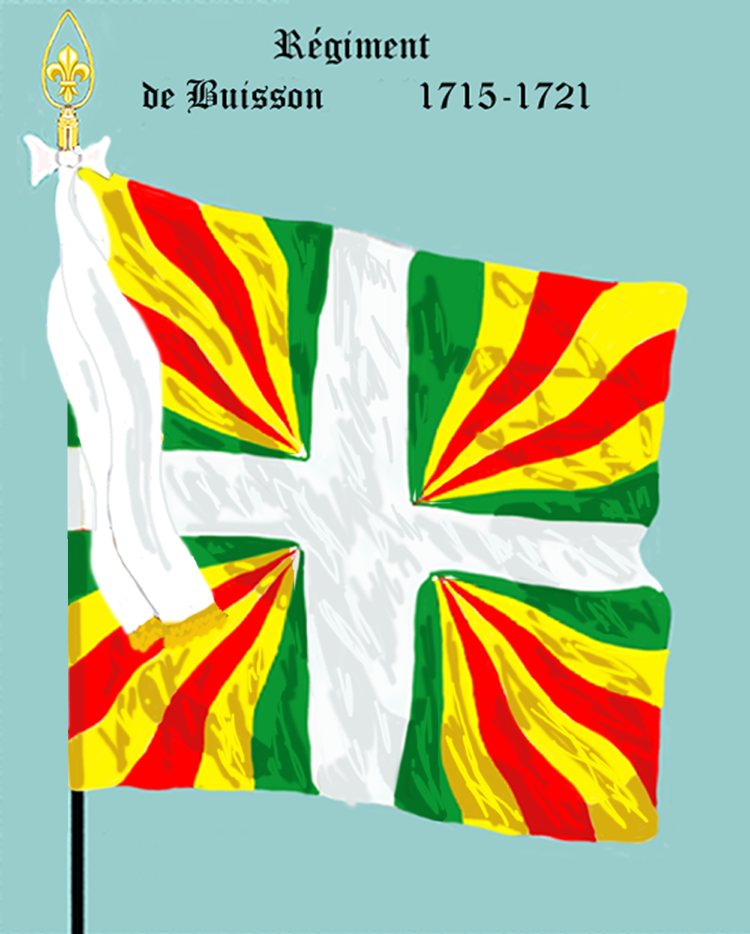
Buisson
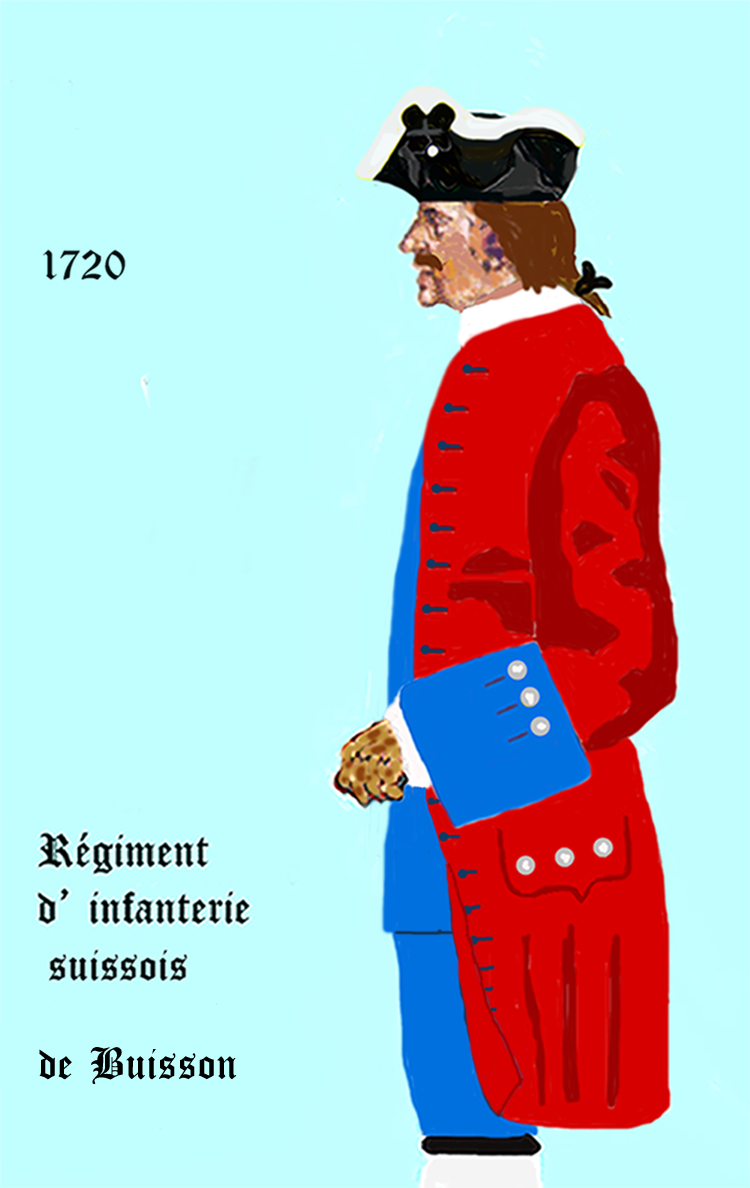
Buisson 1720–1721
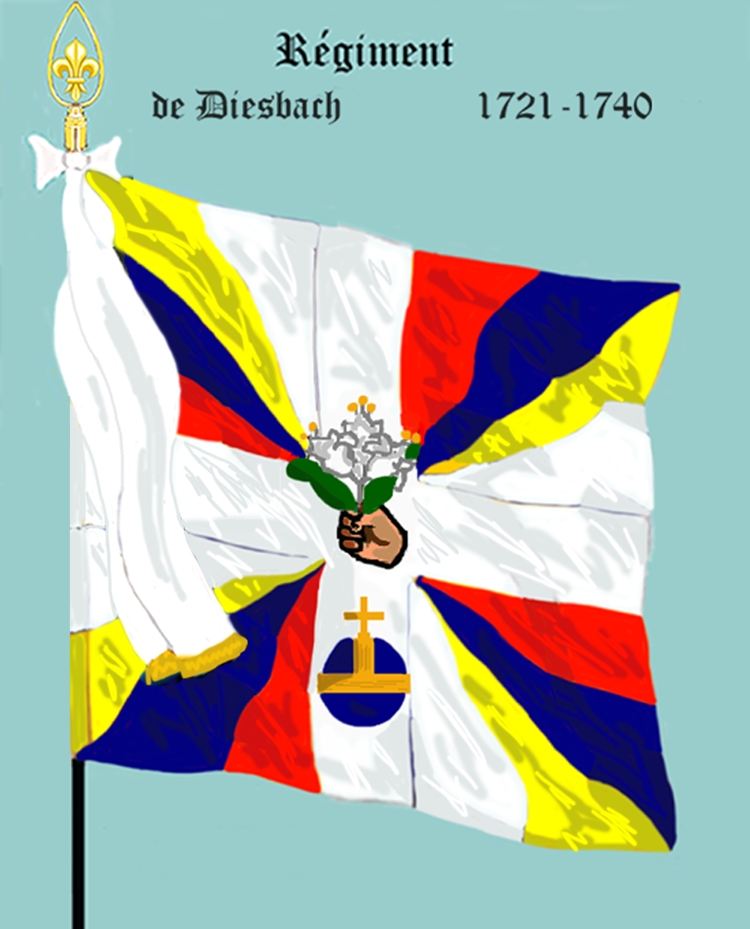
de Diesbach 1721–1740
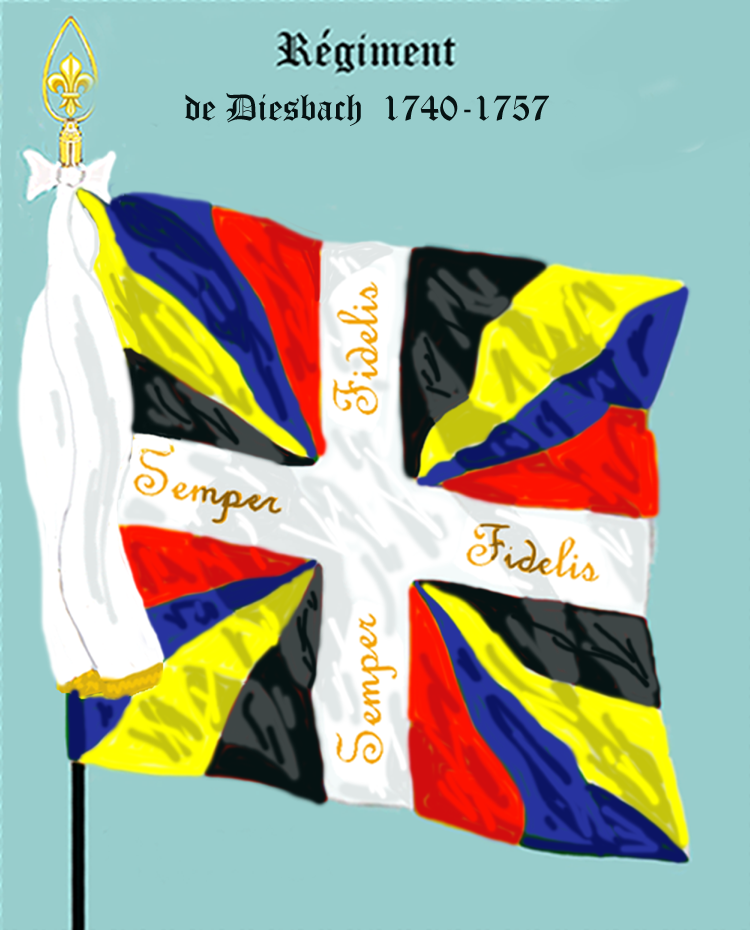
de Diesbach 1740–1757
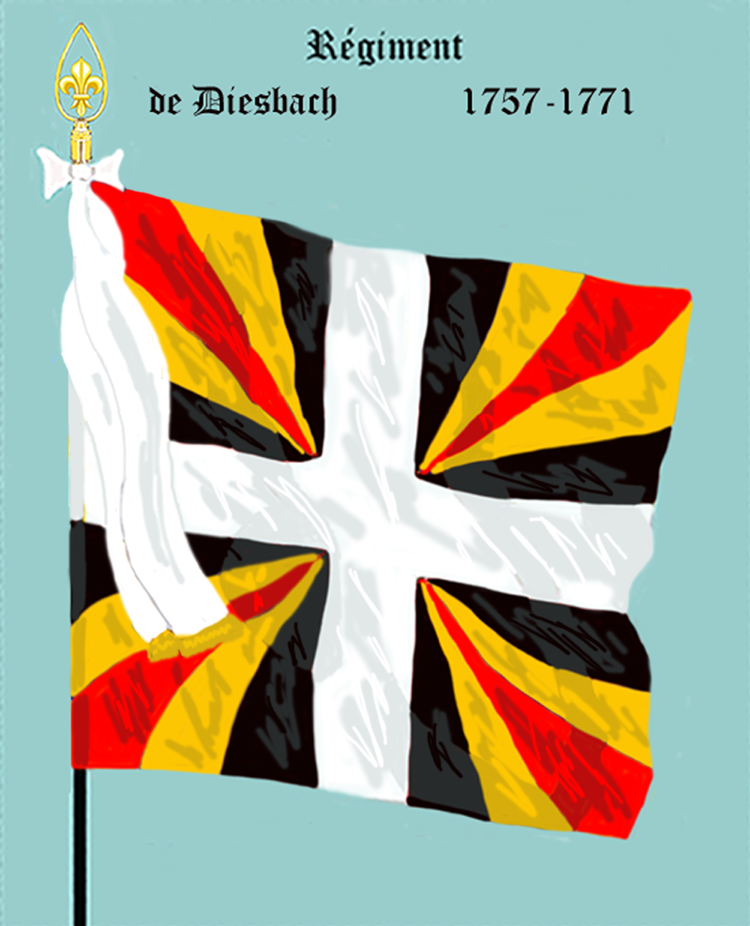
de Diesbach 1757–1771
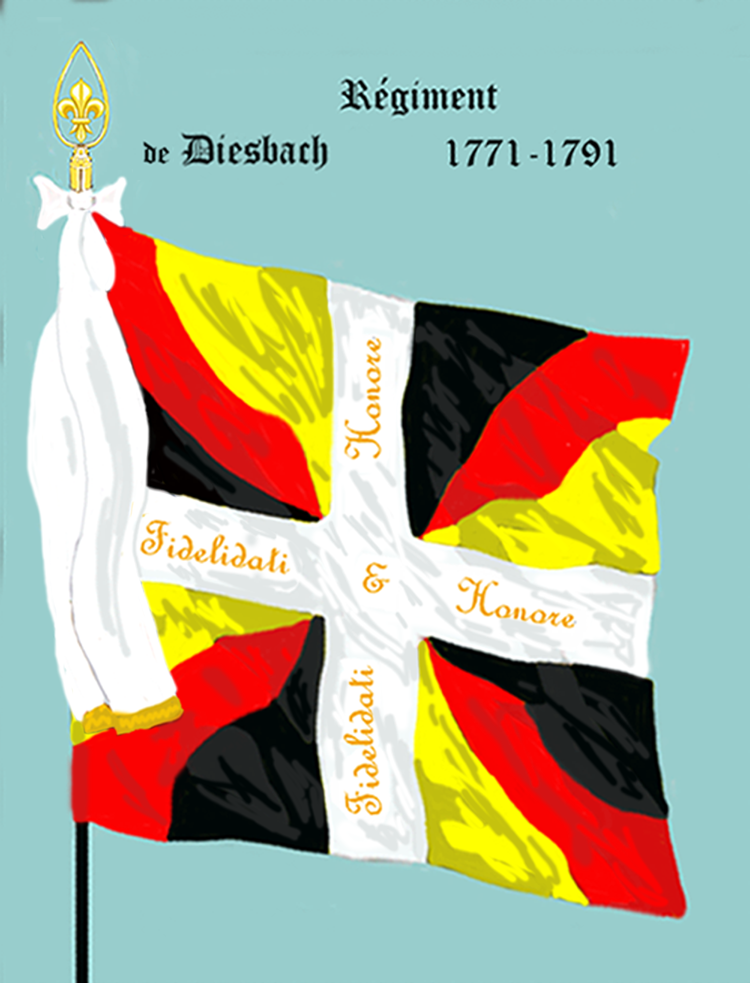
de Diesbach 1771
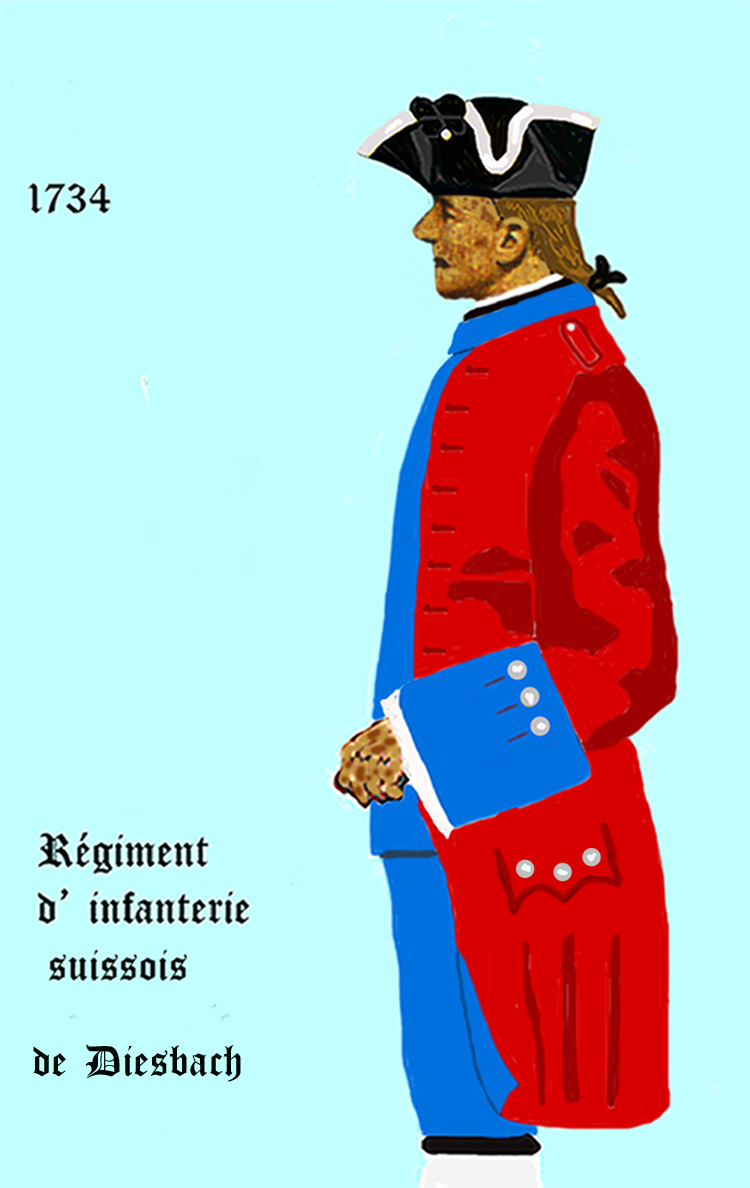
de Diesbach 1734
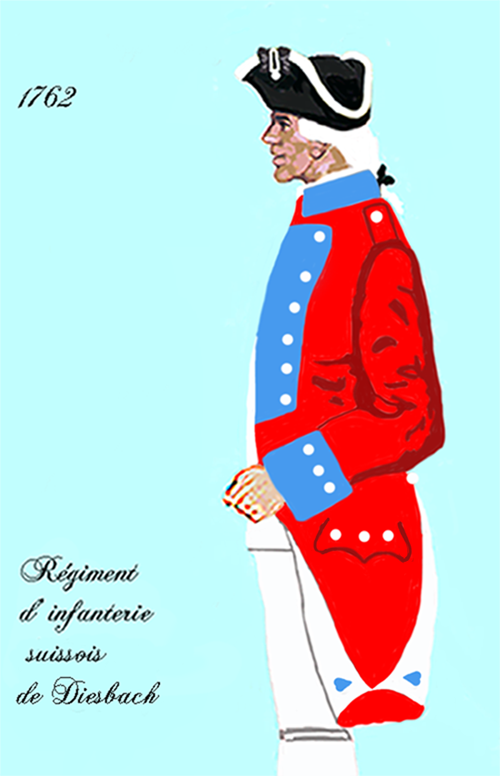
de Diesbach 1762
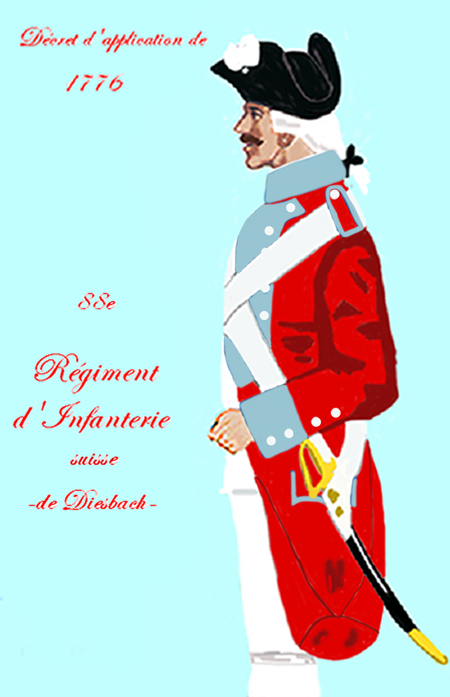
de Diesbach 1776
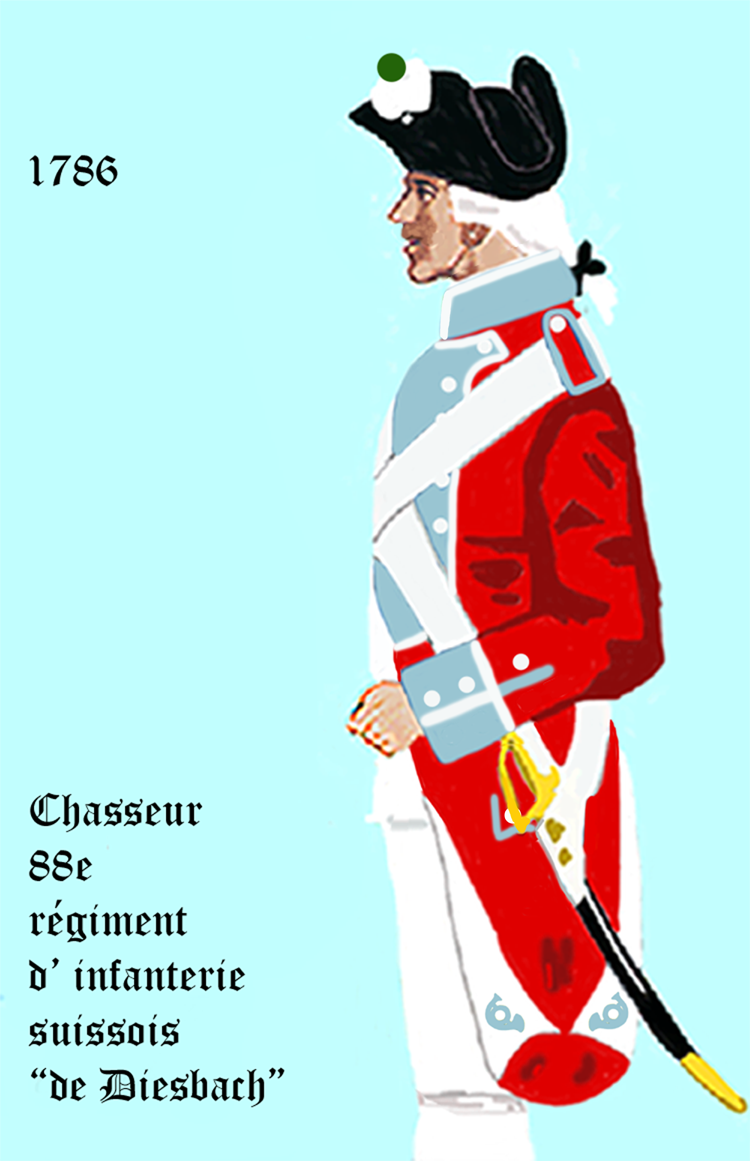
Diesbach 1786

Régiment de Pfyffer

Aufgestellt 1672

→ 1689: Régiment d’Hessy

→ 1729: Régiment de Burky 51e RI

→ 1737: Régiment de Tschudy 51e RI

→ 1740: Régiment de Vigier 51e RI

→ 1756: Régiment de Castellas 51e RI

→ 1791: 66e  régiment d’infanterie de ligne

→ 1792: Entlassung der Schweizer und mit französischen Soldaten neu aufgestellt

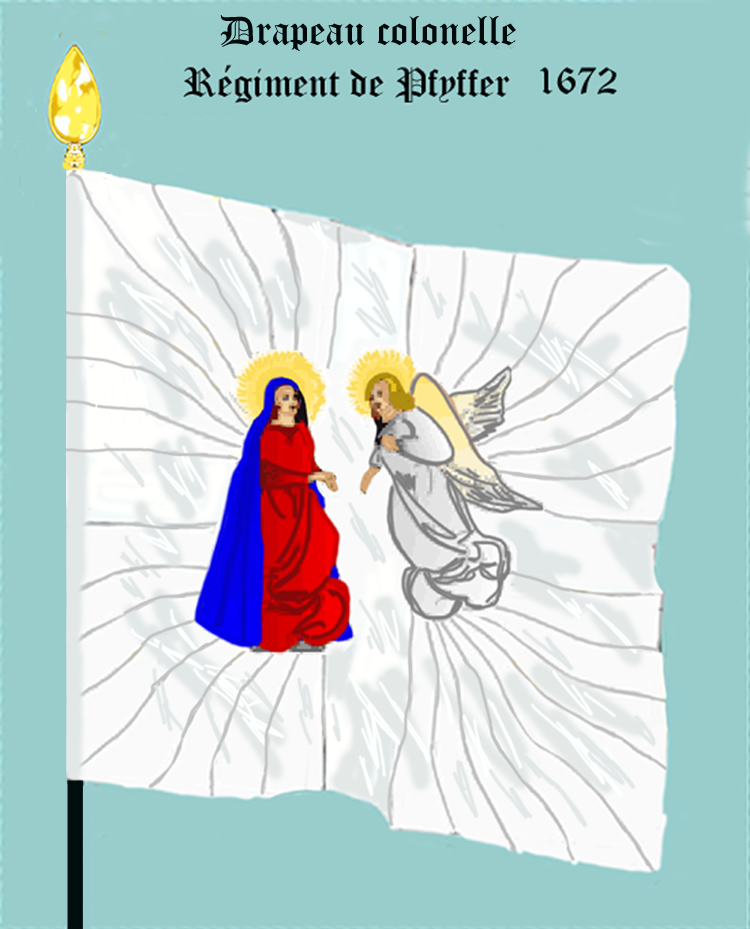
Leibfahne des Régiment de Pfyffer 1672 (Vorderseite)
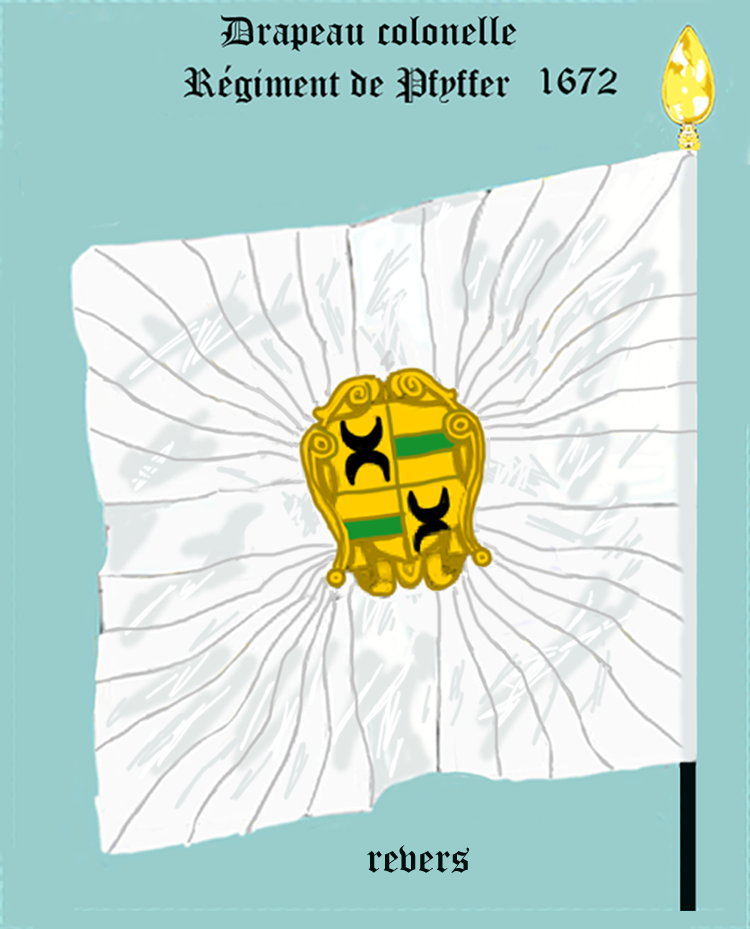
Leibfahne des Régiment de Pfyffer 1672 (Rückseite)
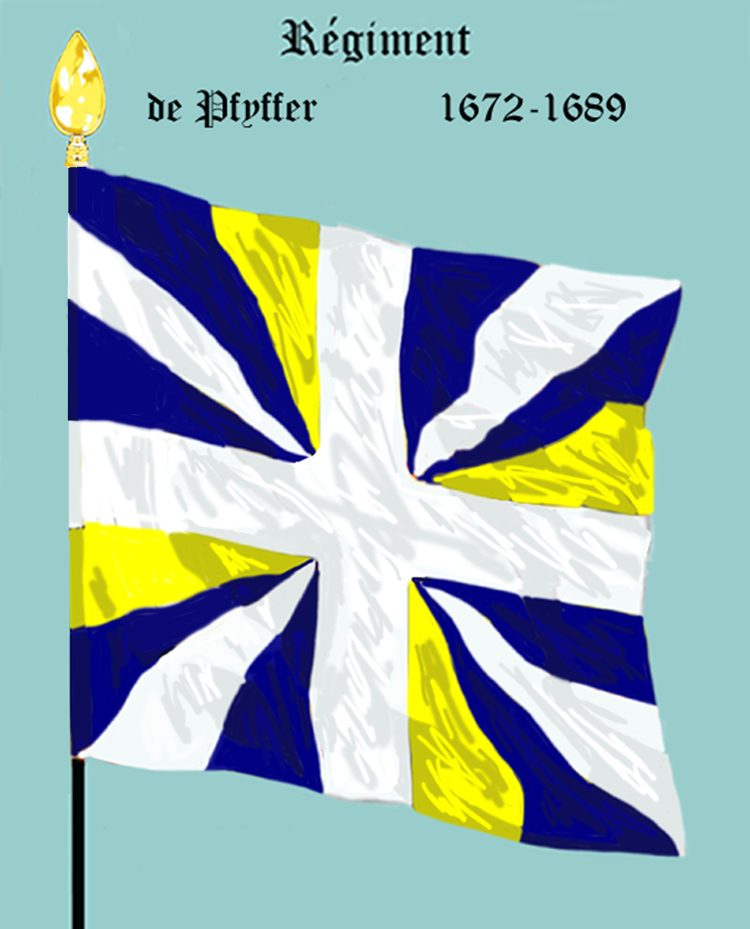
Pfyffer
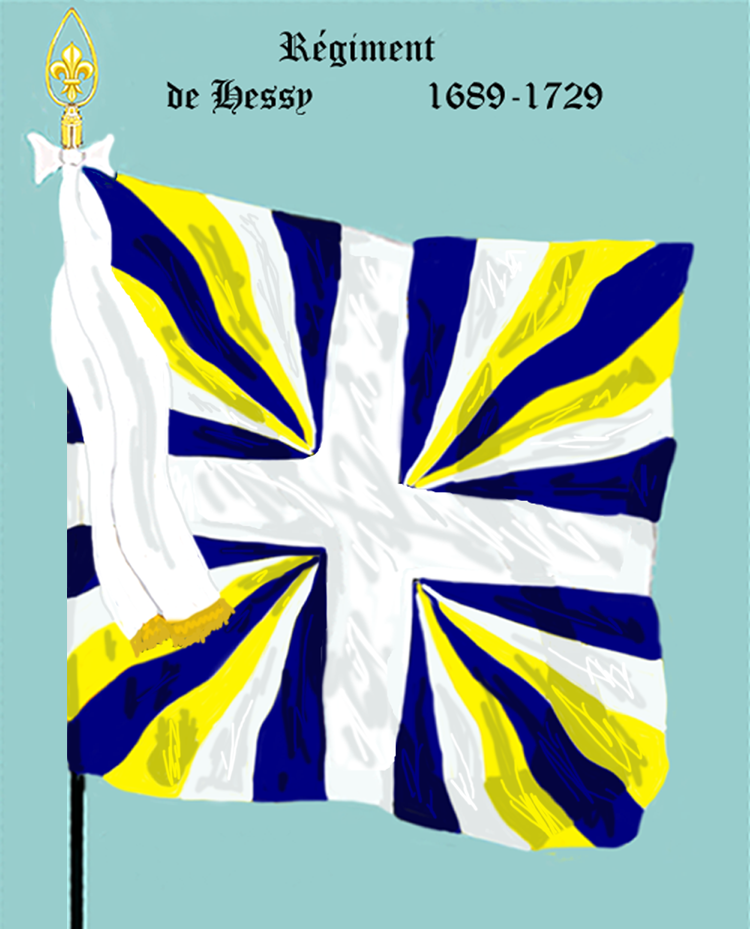
de Hessy 1689–1729
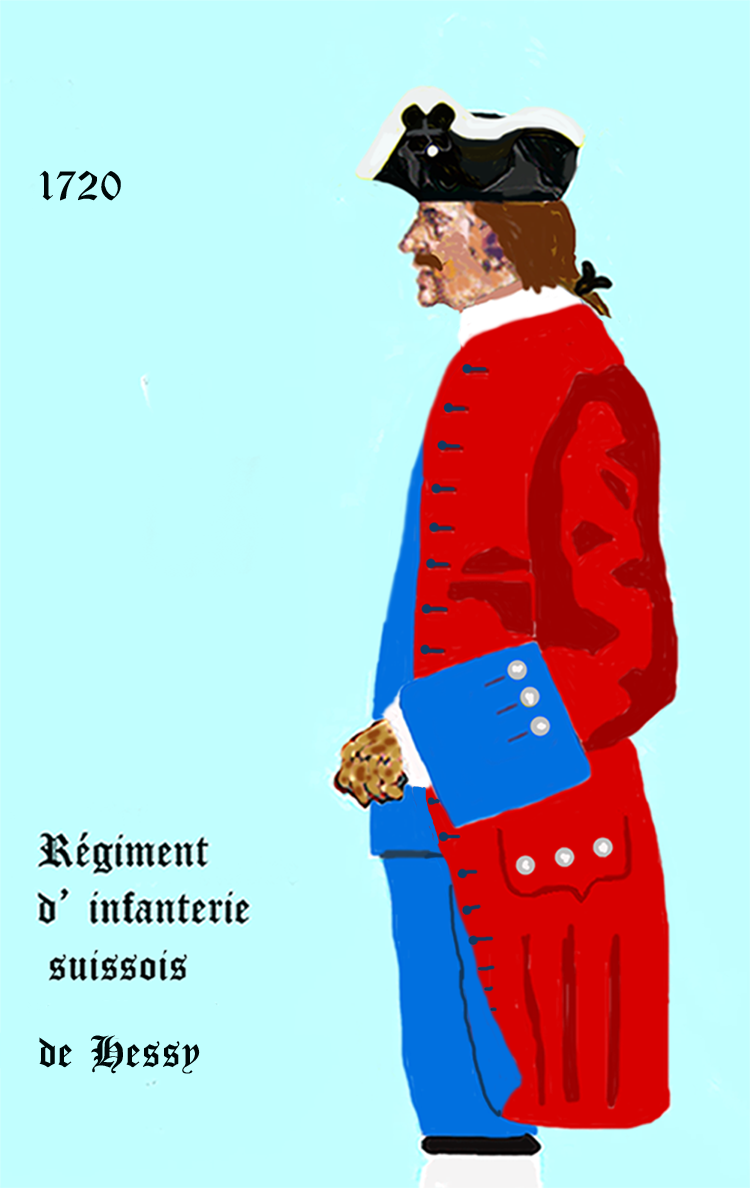
Hessy 1720–1729
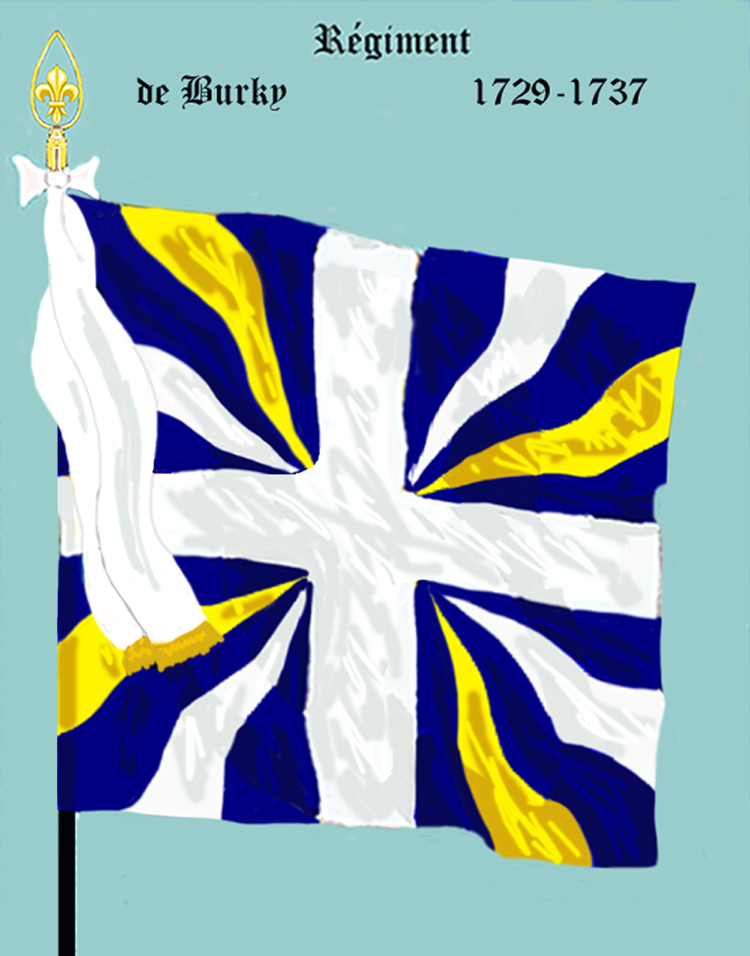
Burky
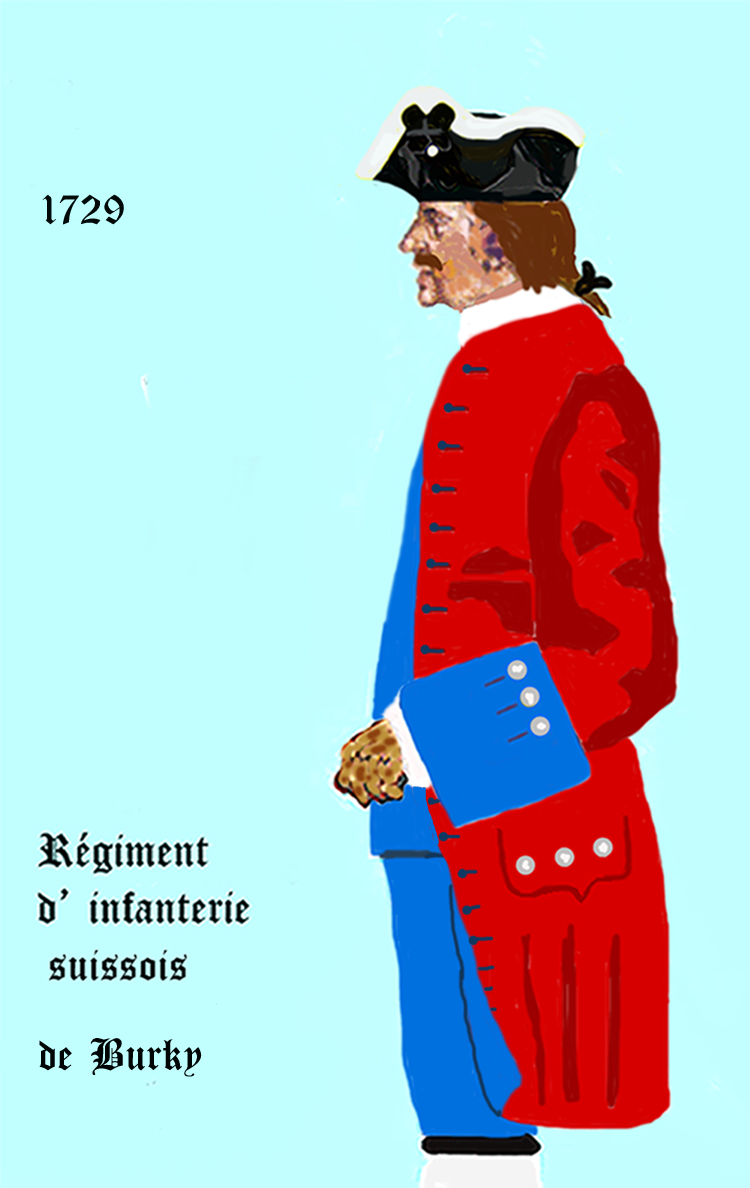
Burky 1729
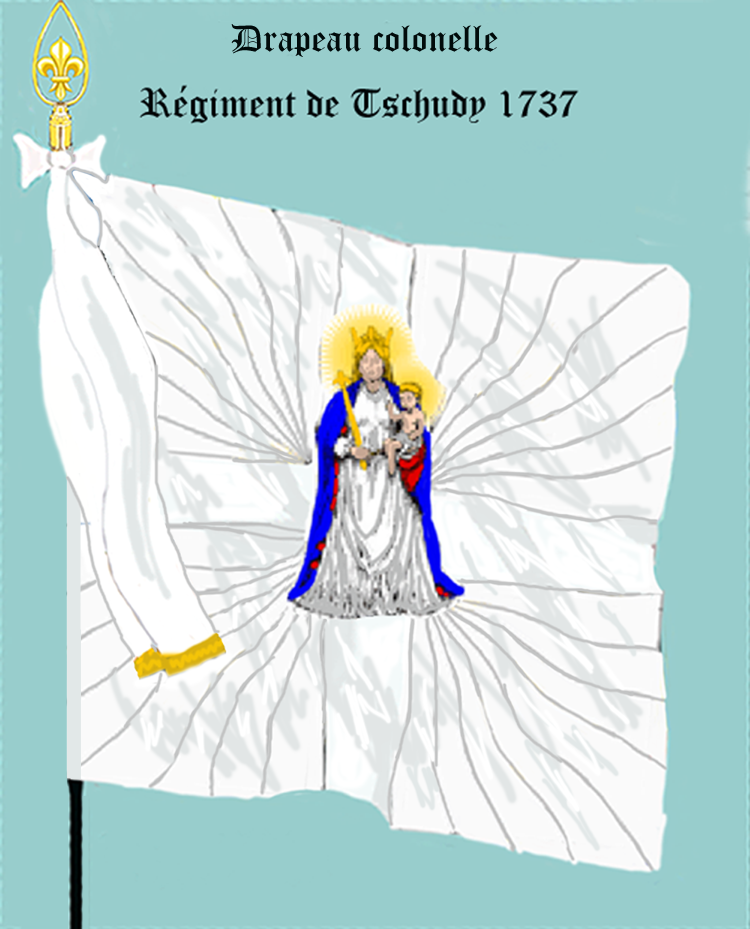
Rég de Tschudy – Leibfahne
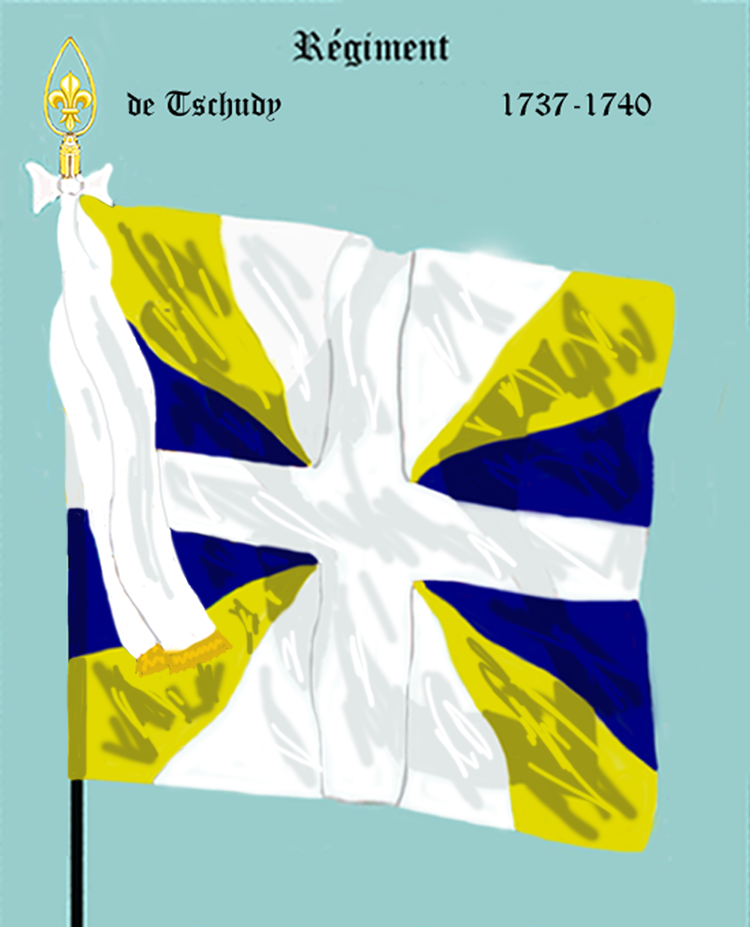
Tschudy
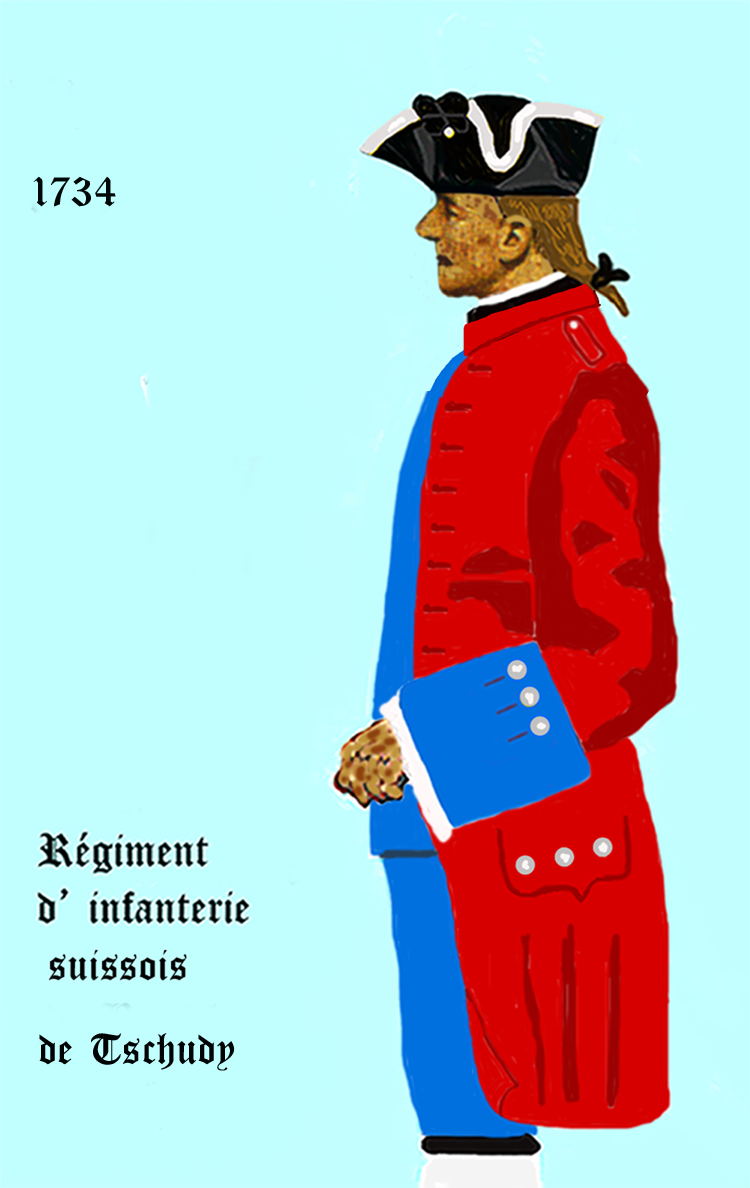
Tschudy 1734
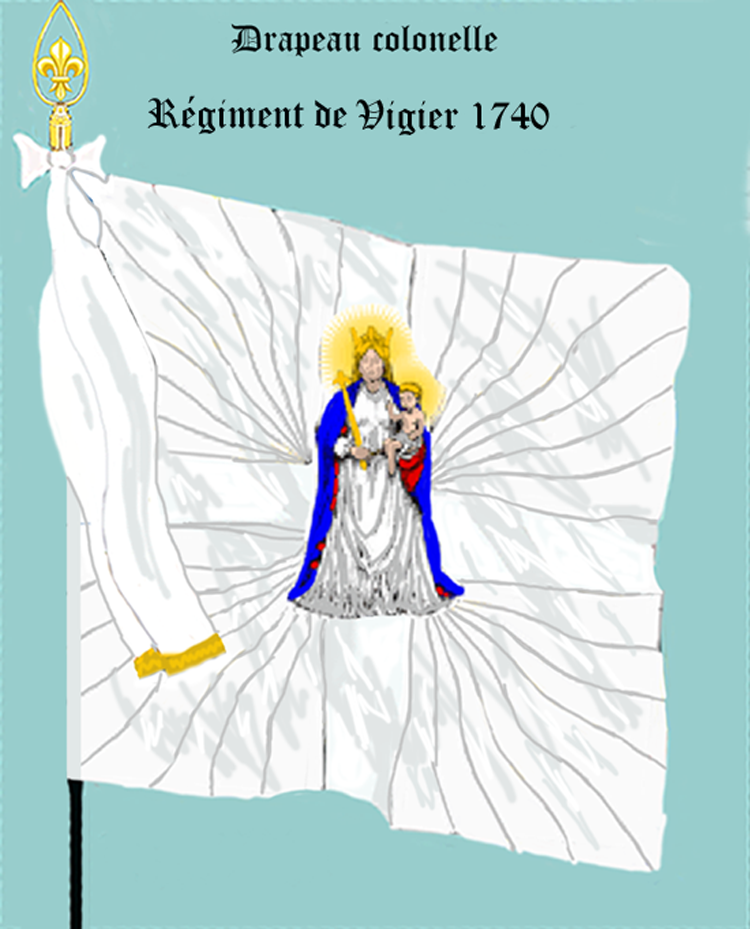
de Vigier – Leibfahne 1740–1753
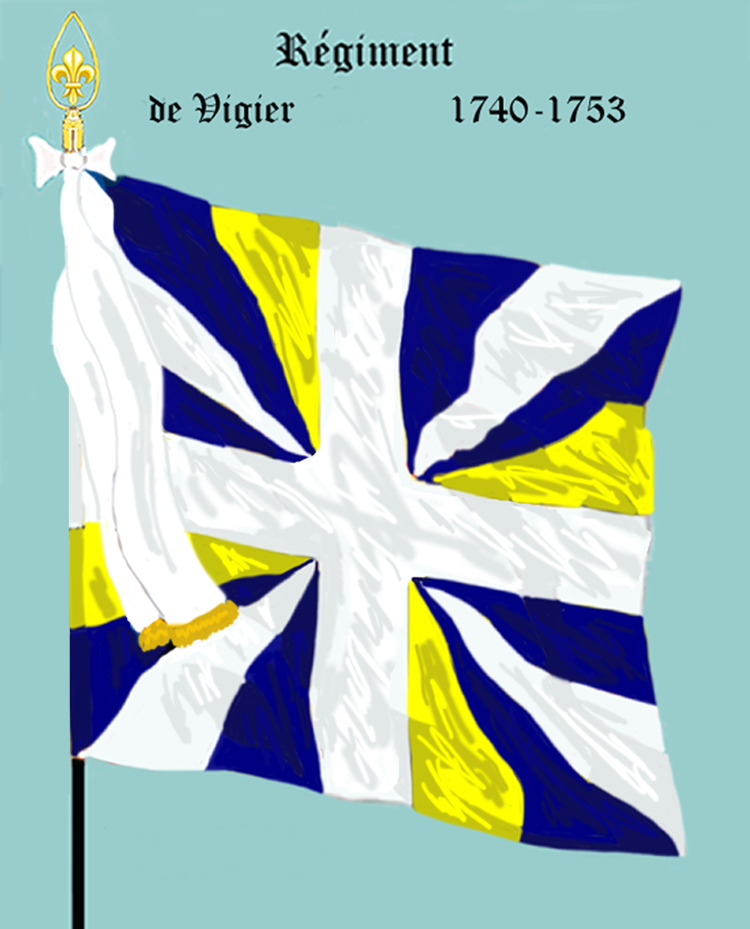
de Vigier 1740–1756
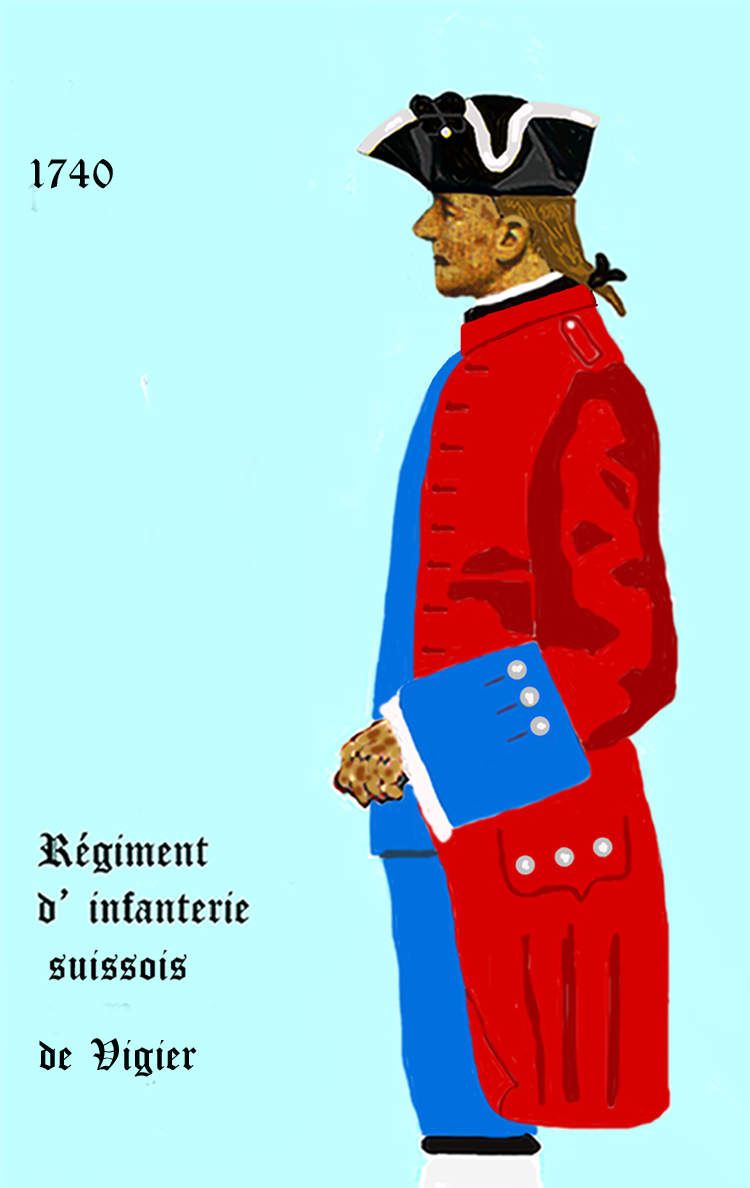
de Vigier 1740
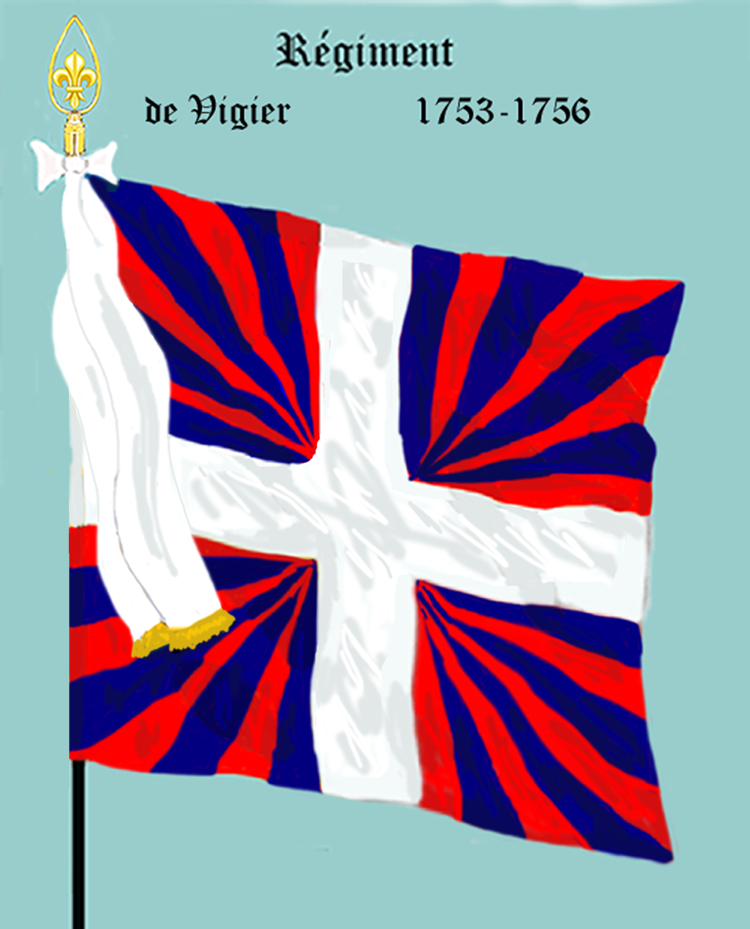
de Vigier 1753–1756
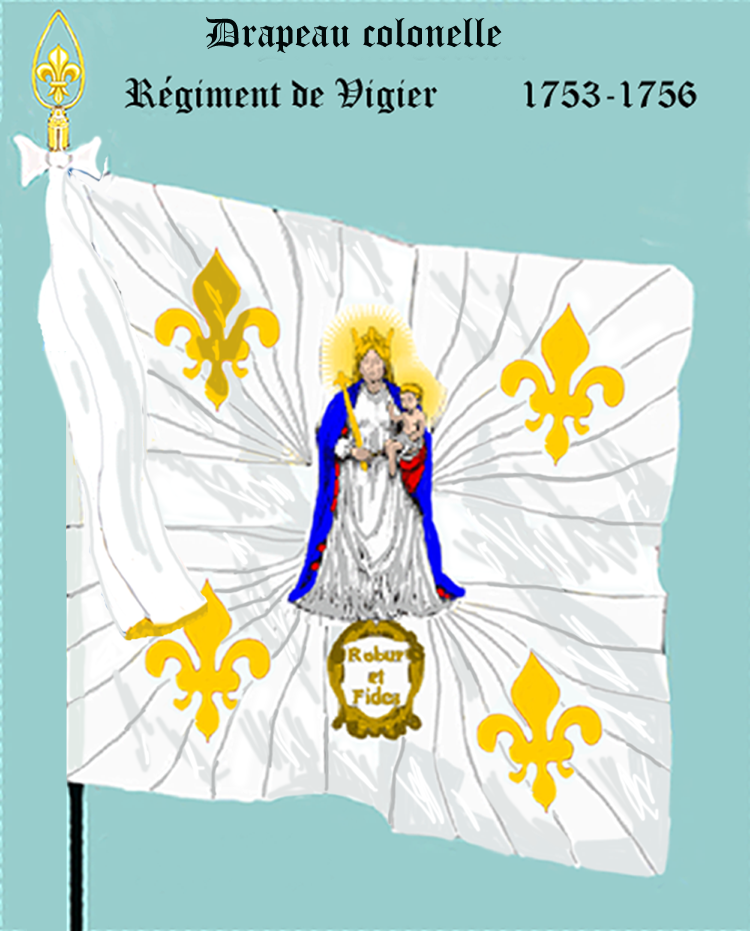
de Vigier – Leibfahne 1753–1756
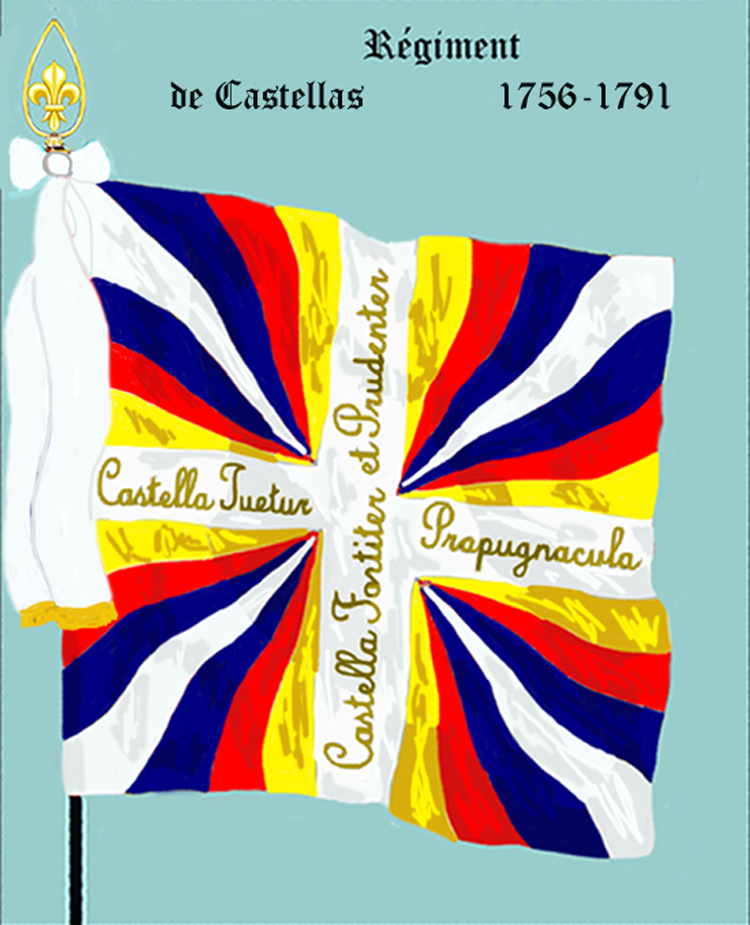
de Castellas
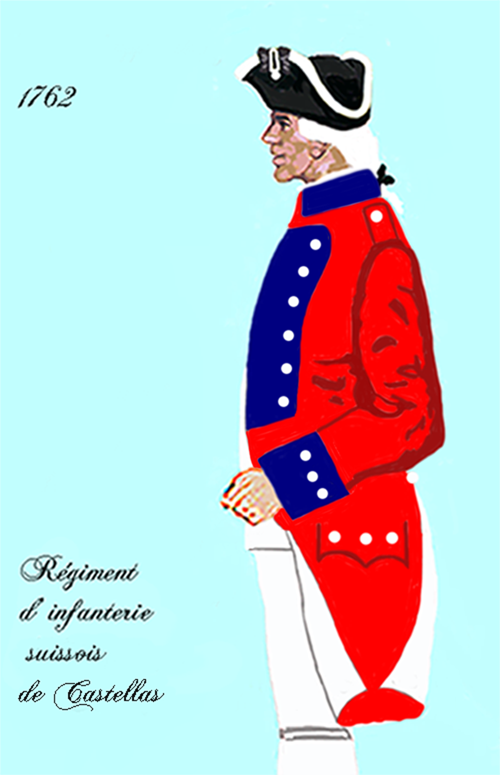
de Castellas 1762
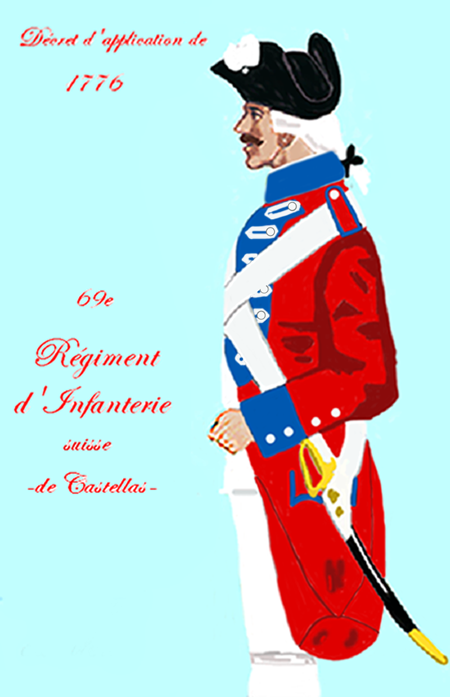
de Castellas 1776

Régiment de Courten 76e RI

Aufgestellt 1690

→ 1791: 86e régiment d’infanterie de ligne

→ 1792: Weiterbestand mit einem Stamm aus freiwilligen Schweizern und mit französischen Soldaten aufgefüllt

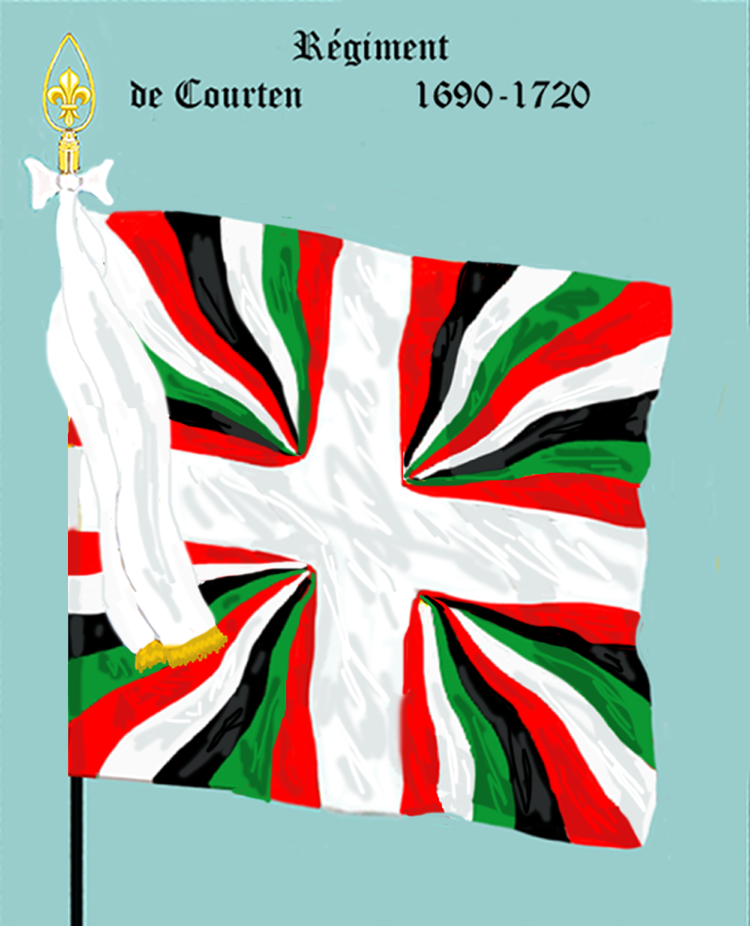
de Courten 1690–1720
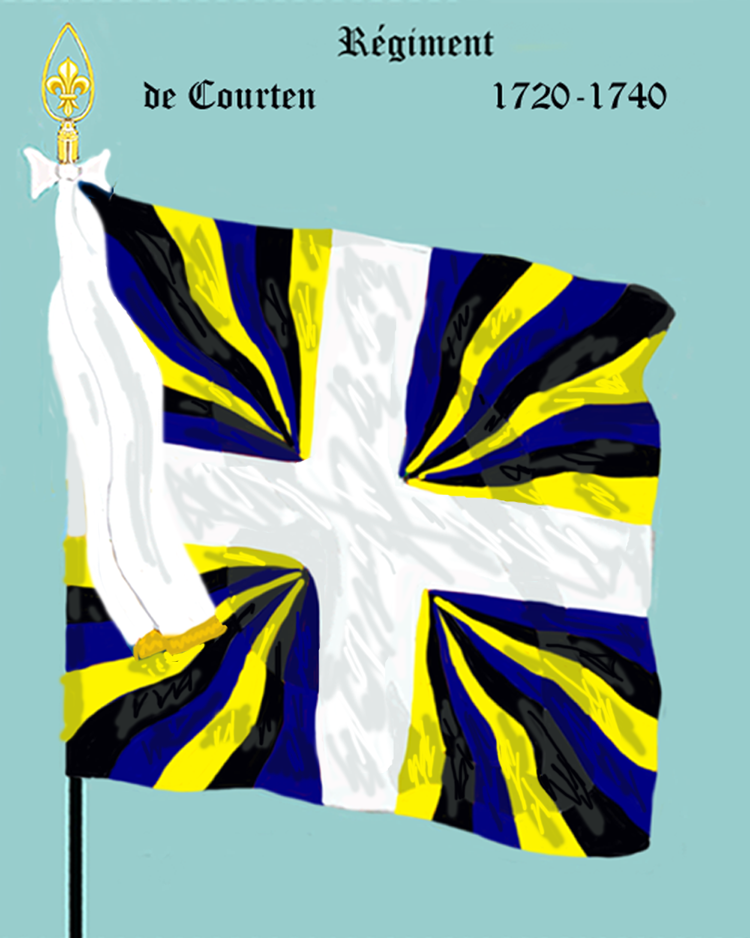
de Courten 1720–1740
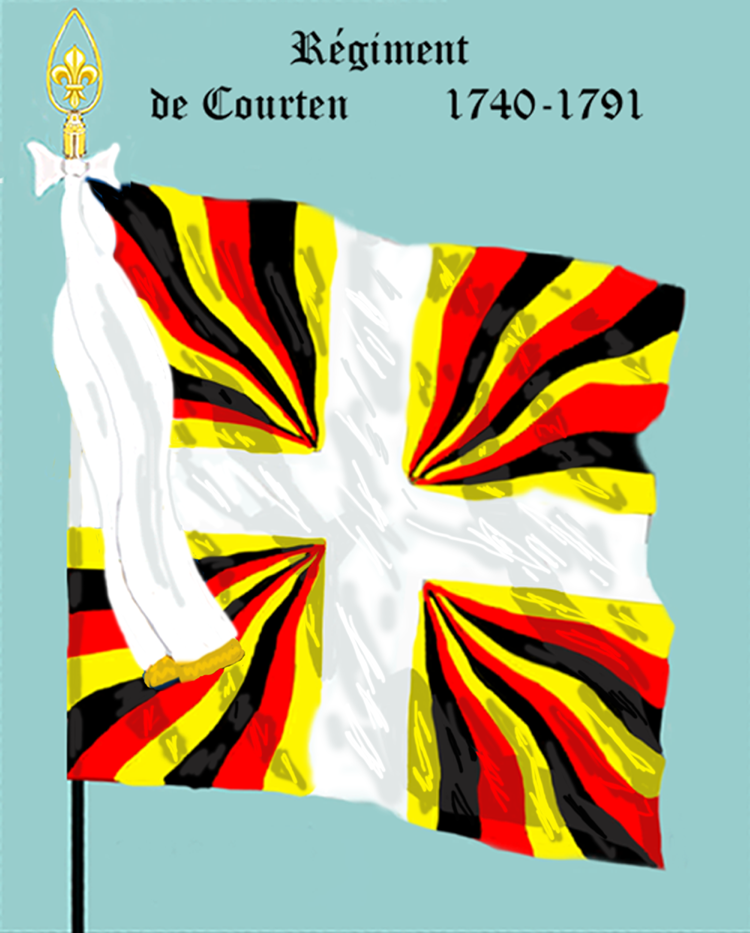
de Courten 1740–1791
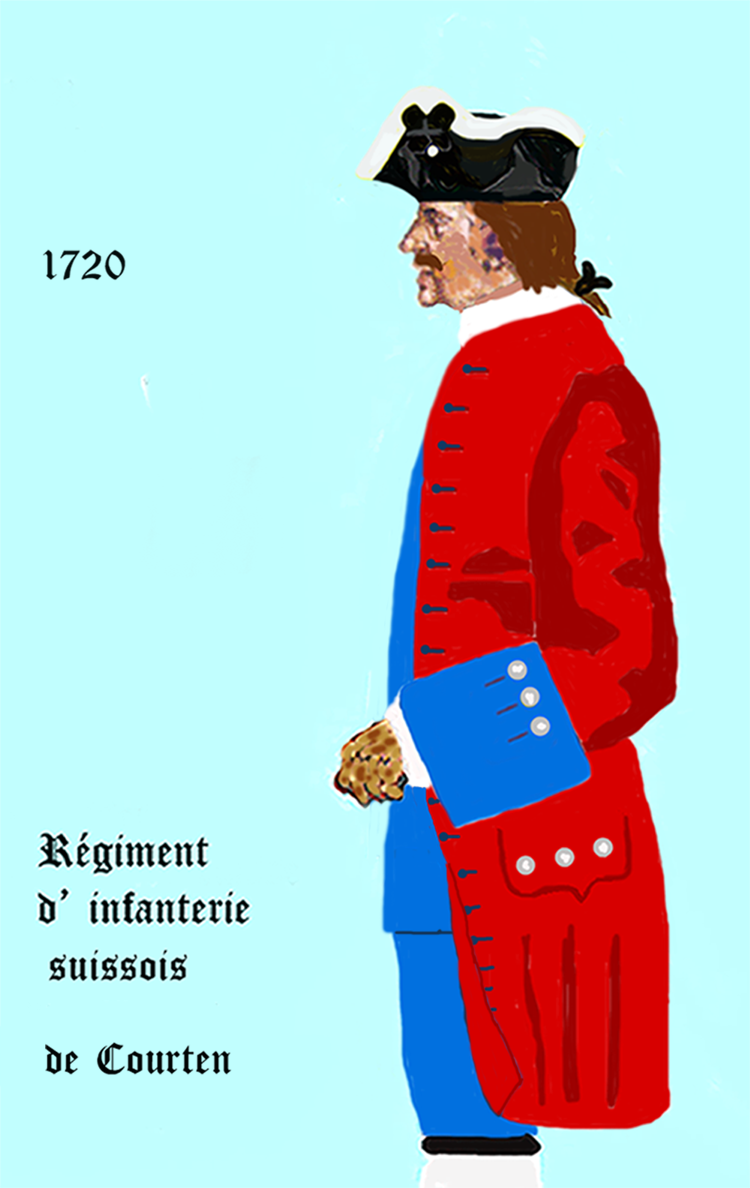
de Courten 1729
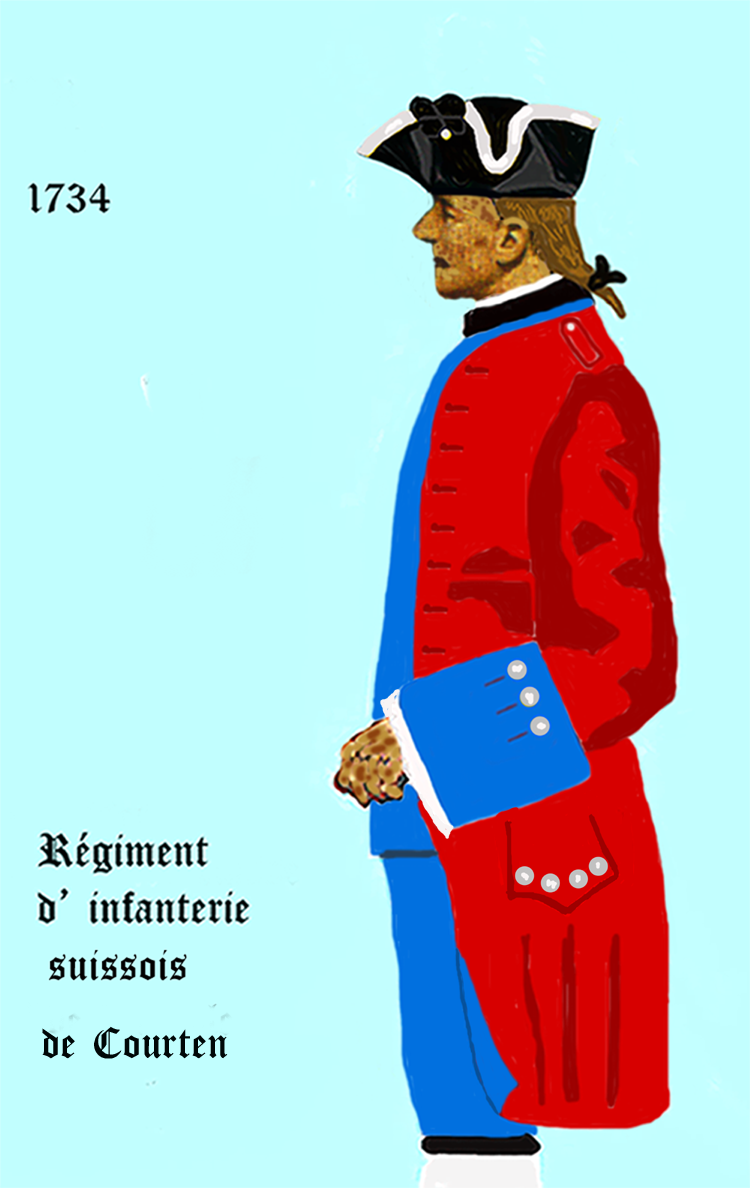
de Courten 1734
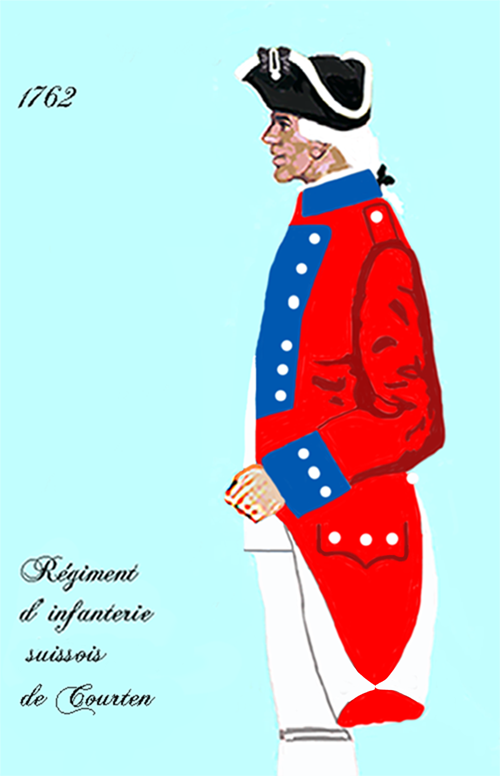
de Courten 1762
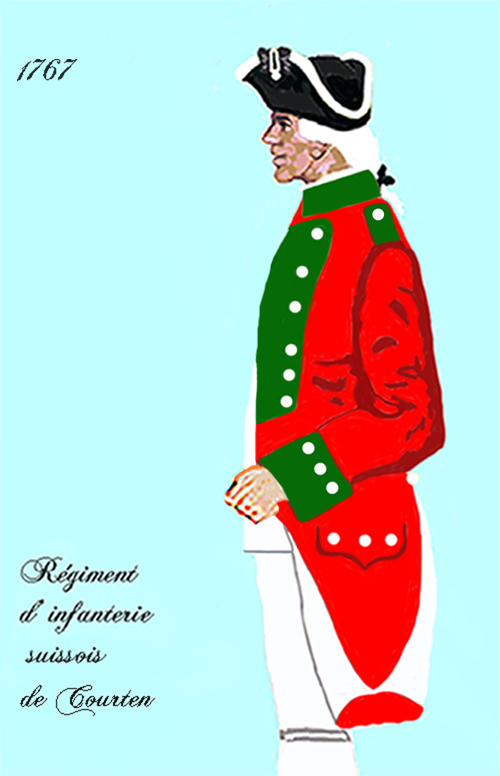
de Courten 1767
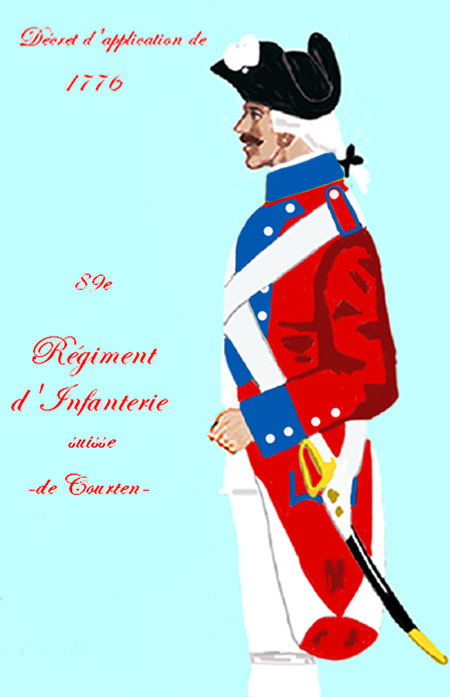
de Courten 1776

Régiment d’Eptingen 105e RI

Aufgestellt 1758

→ 1783: Régiment de Schönau (Schonau)

→ 1786: Régiment de Reinach

→ 1791: 100e régiment d’infanterie de ligne

→ 1792: Entlassung der Schweizer und mit französischen Soldaten neu aufgestellt

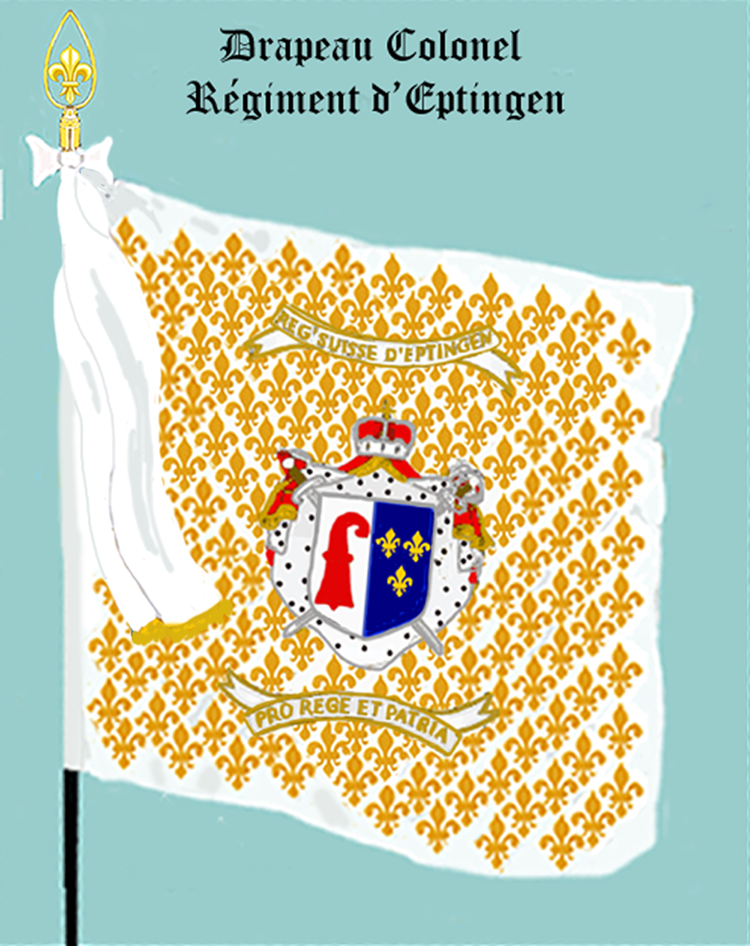
d’Eptingen – Leibfahne
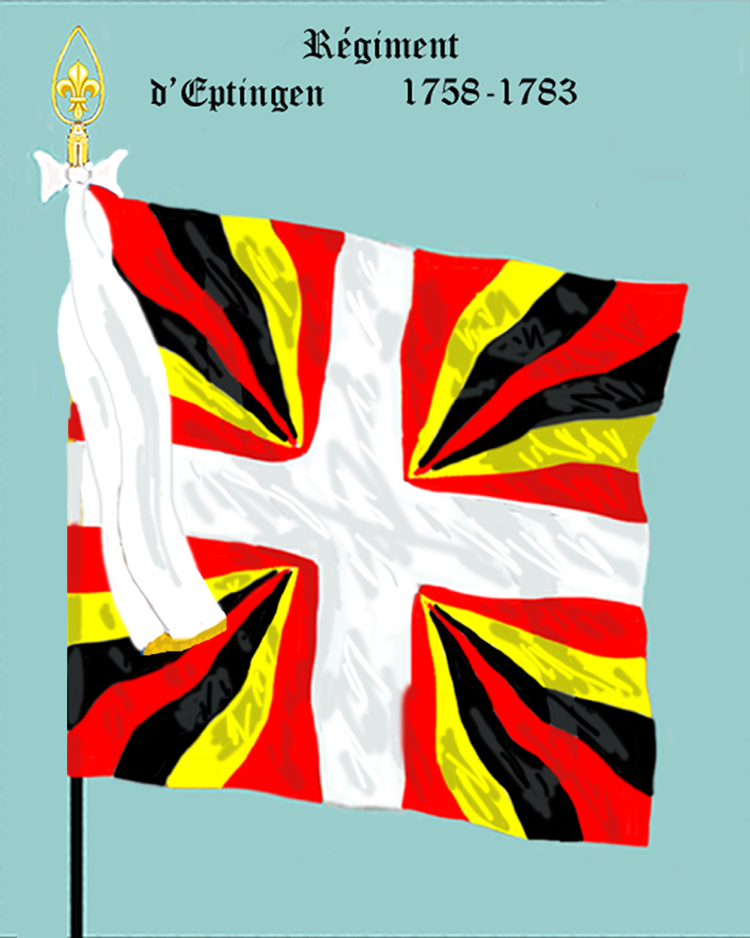
Eptingen
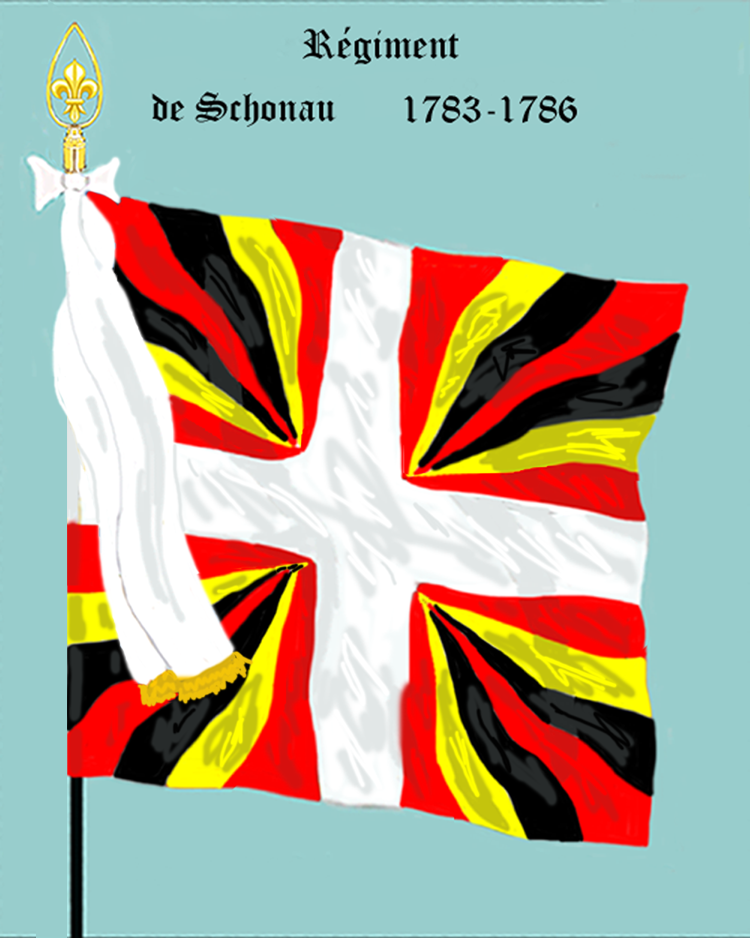
von Schönau (Schonau)
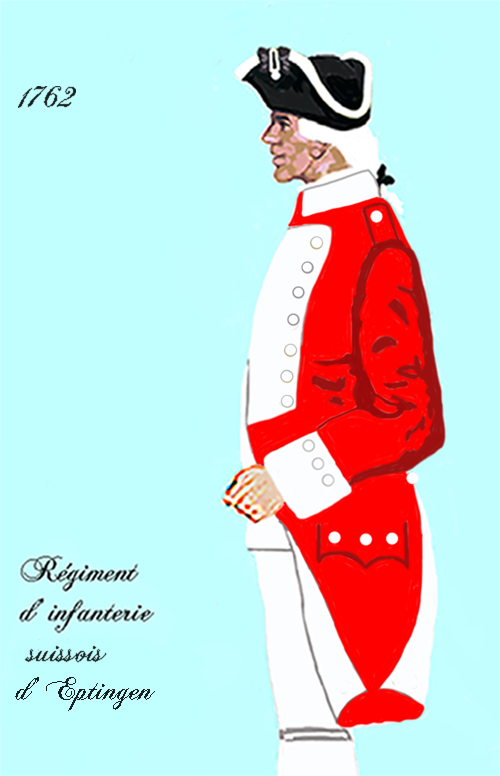
Eptingen 1762
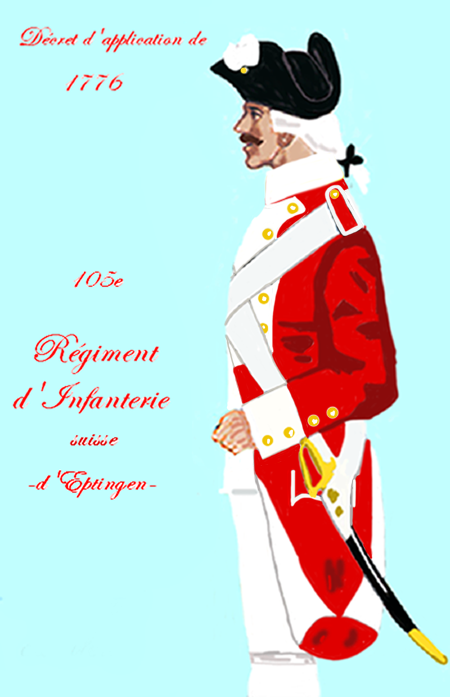
Eptingen 1776
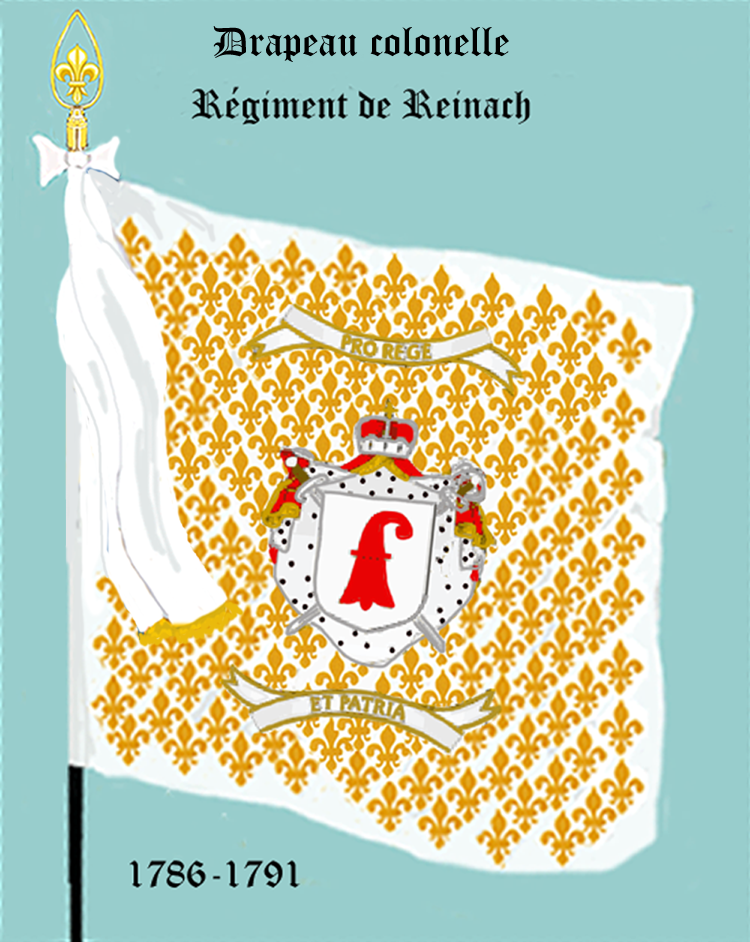
de Reinach – Leibfahne 1786–1791
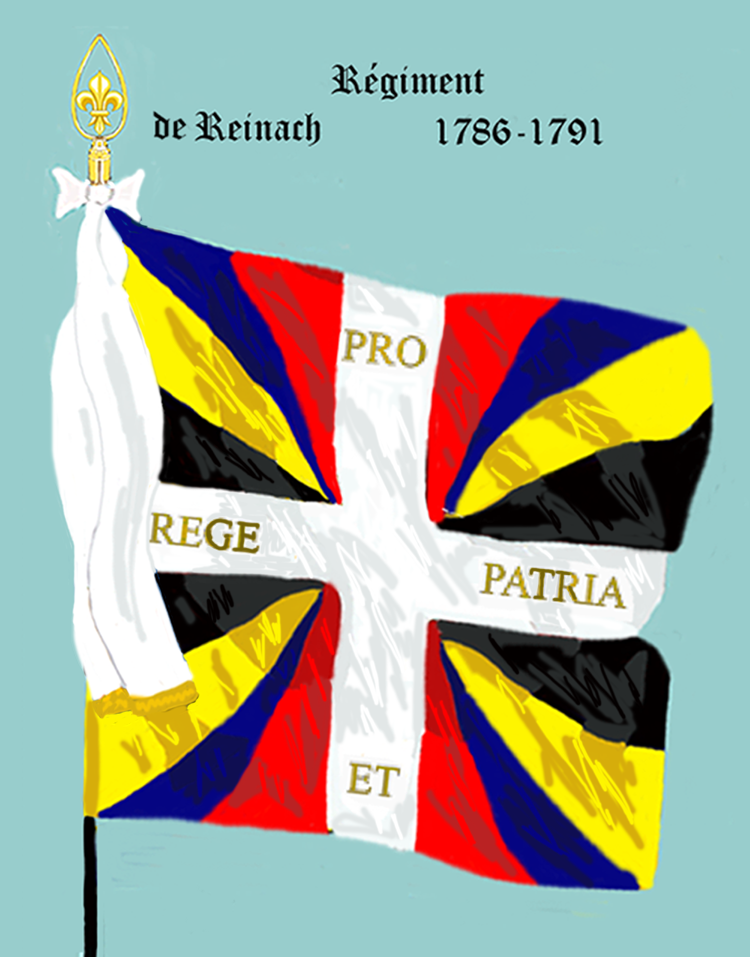
de Reinach 1786
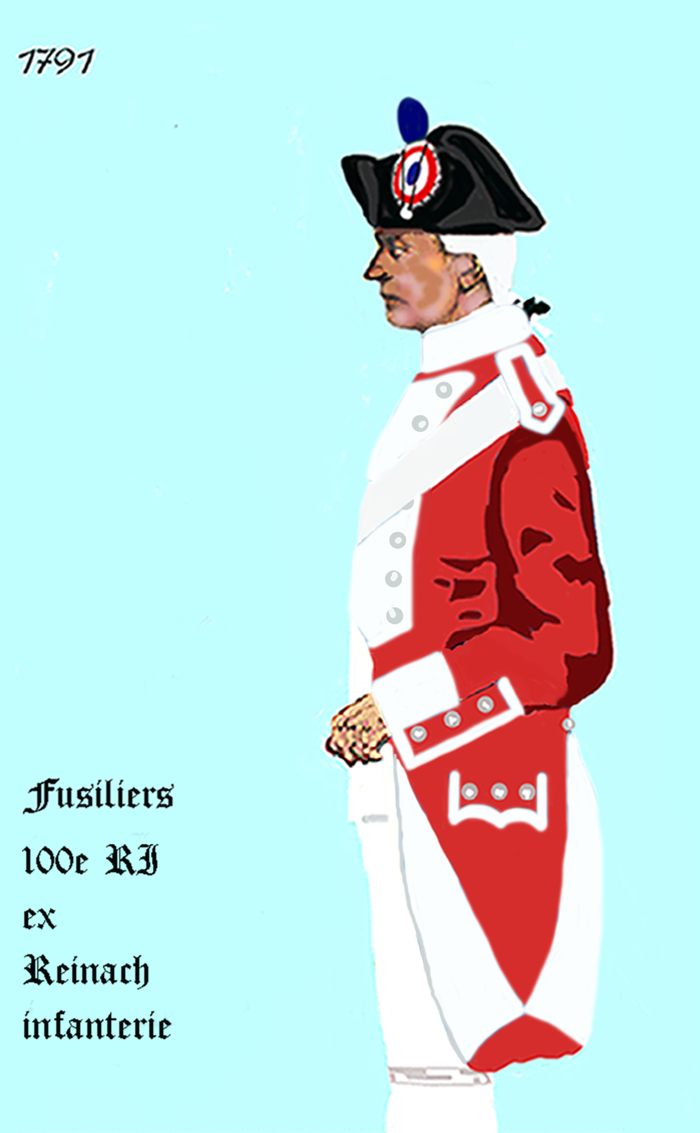
Rég Reinach 1791

Régiment de Karrer

Aufgestellt 1719

→ 1753: Régiment de Hallwyl

→ 1763: in das Régiment de Béarn (Régiment français) eingegliedert

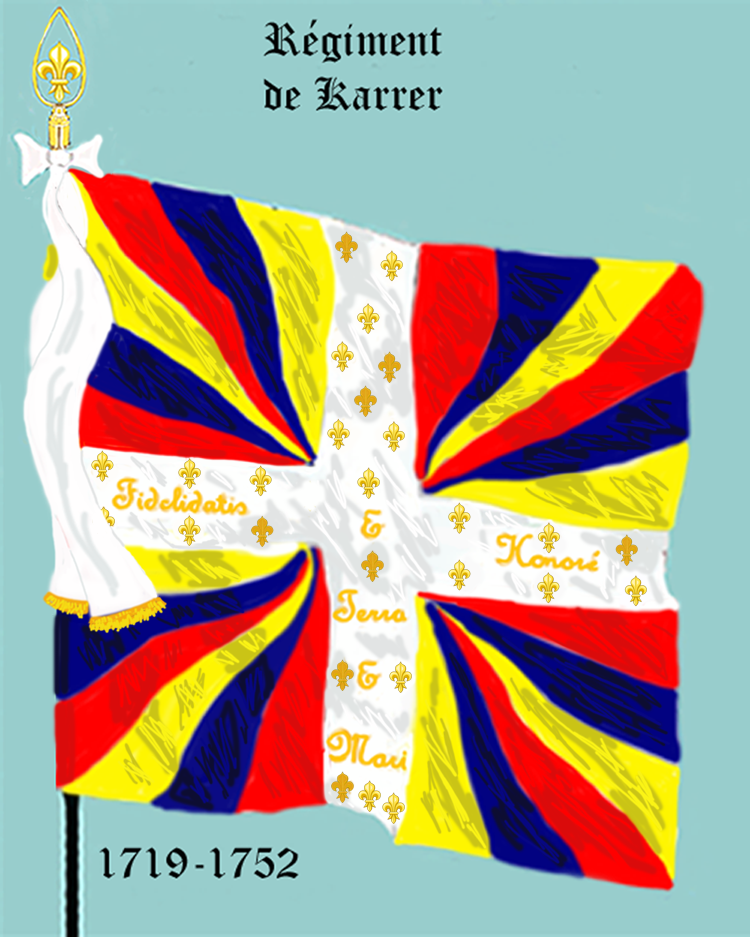
Rég de Karrer und Rég de Hallwyl
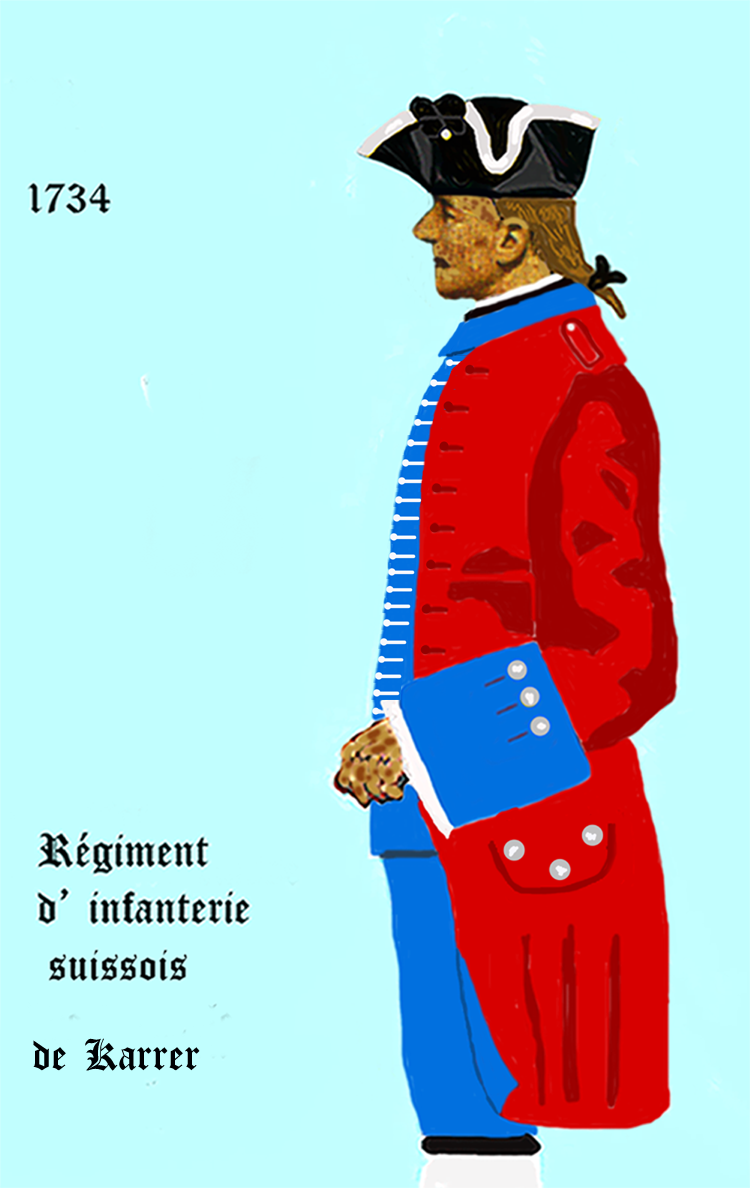
Karrer 1734
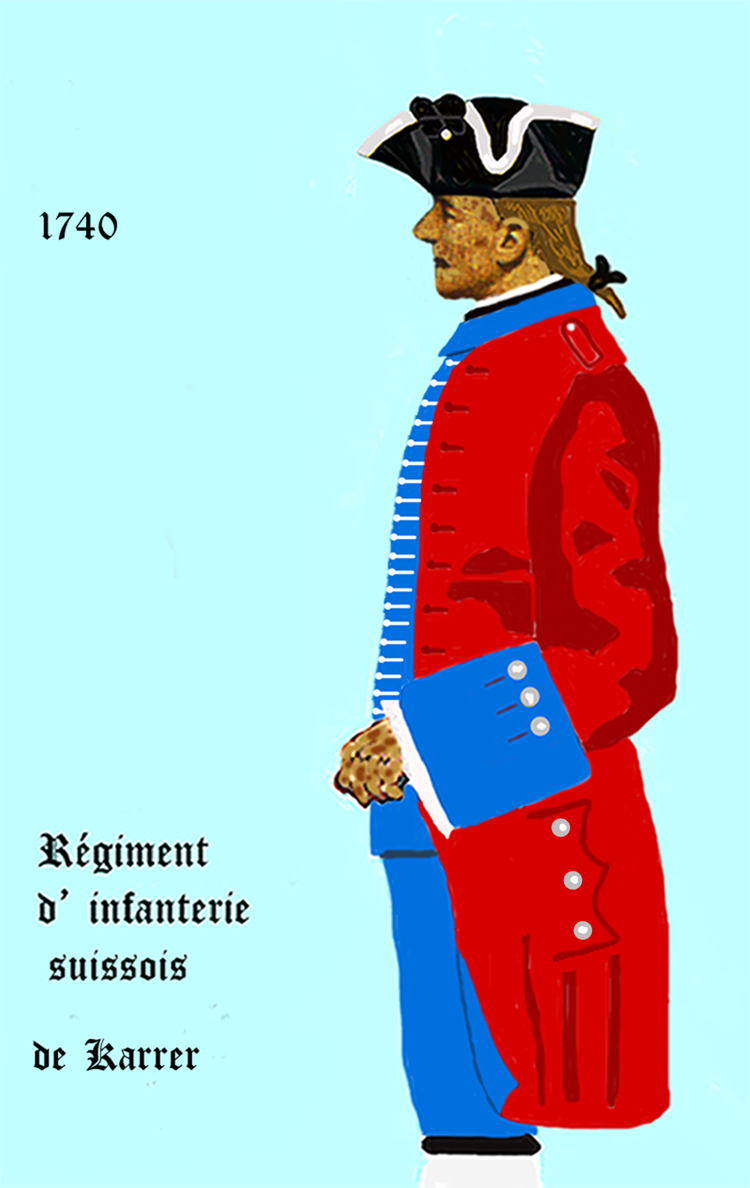
Karrer 1740

Régiment de Lochmann

Aufgestellt 1758

→ 1777: Régiment de Muralt

→ 1782: Régiment de Steiner

→ 1791: 97e régiment d’infanterie de ligne

→ 1792: Entlassung der Schweizer und mit französischen Soldaten neu aufgestellt

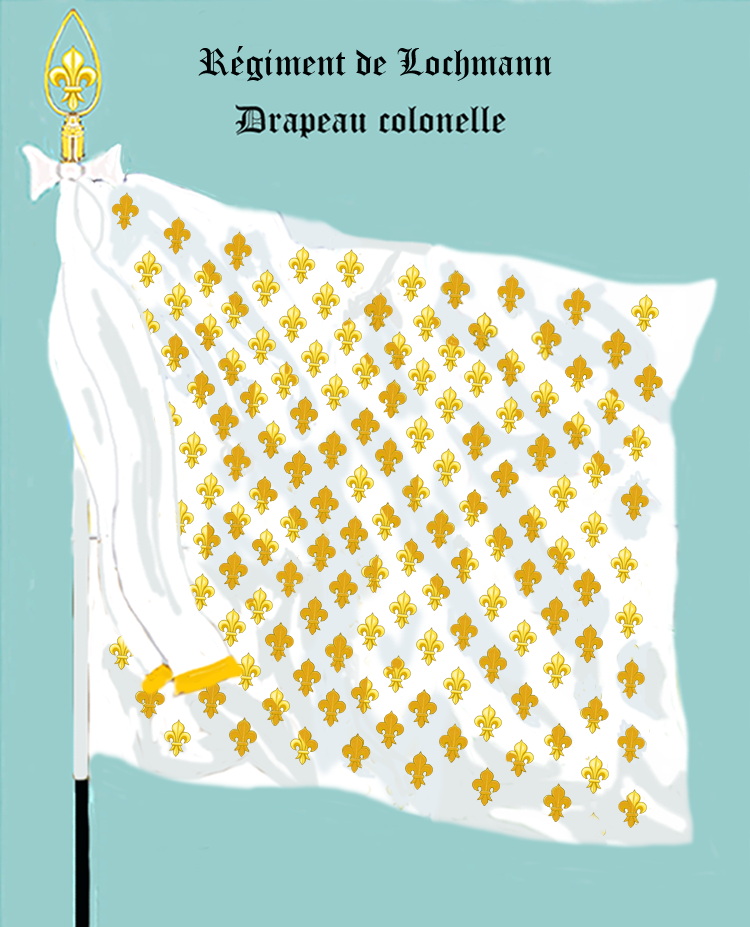
de Lochmann – Leibfahne
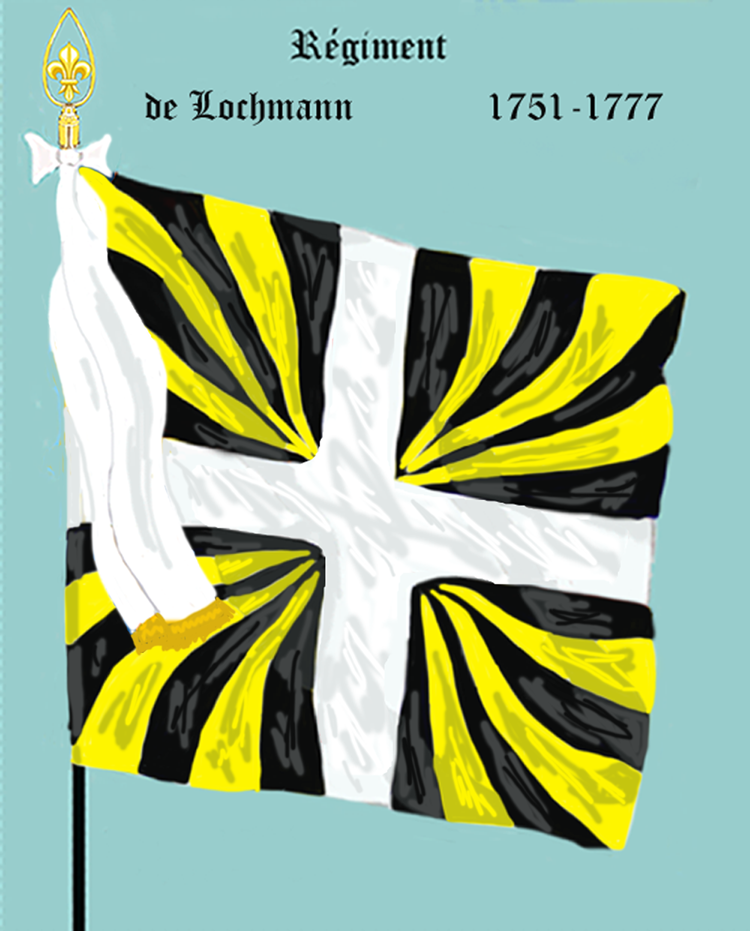
de Lochmann
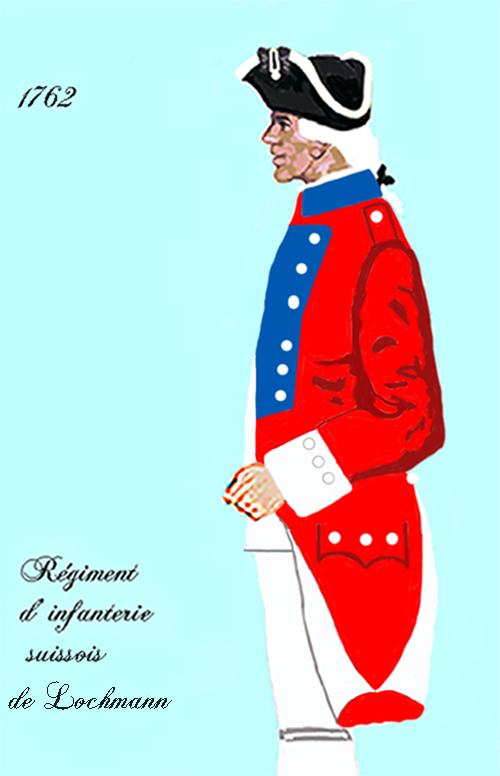
Lochmann 1762
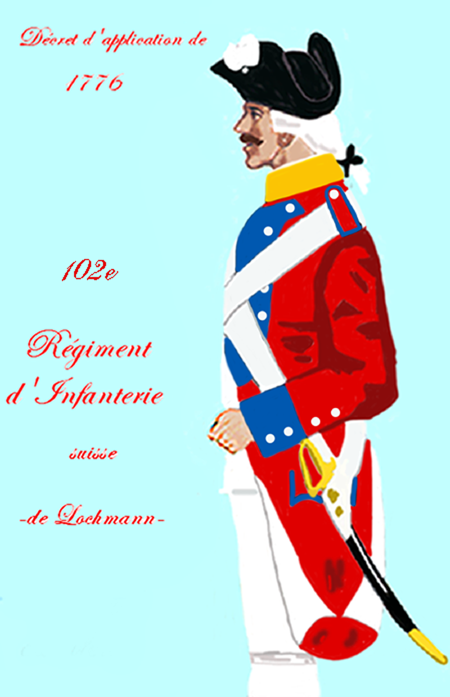
Lochmann 1776
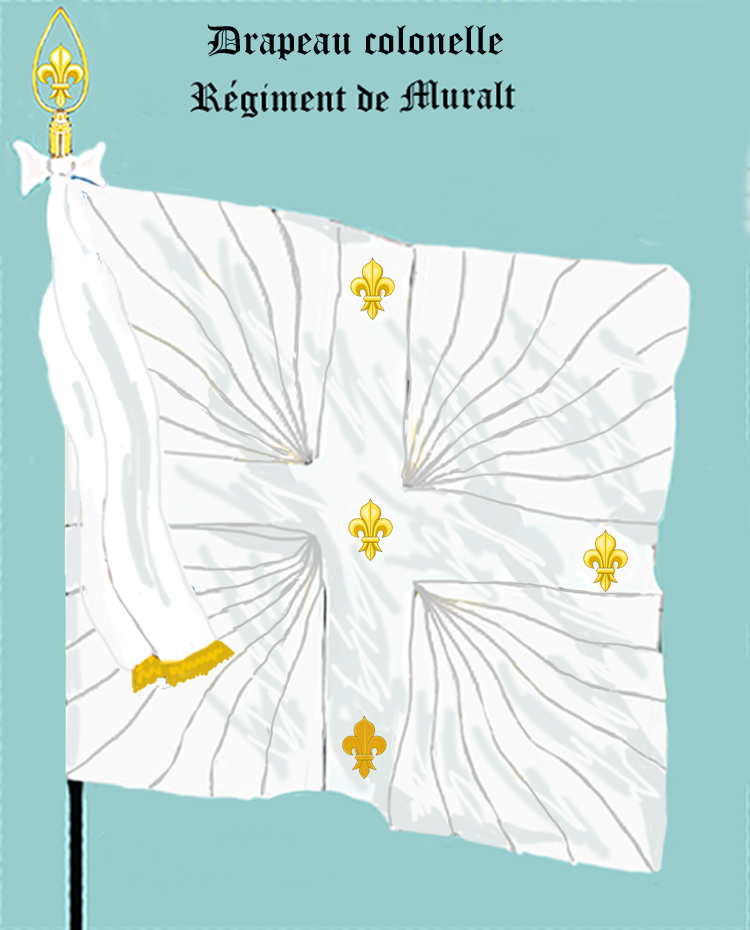
de Muralt – Leibfahne
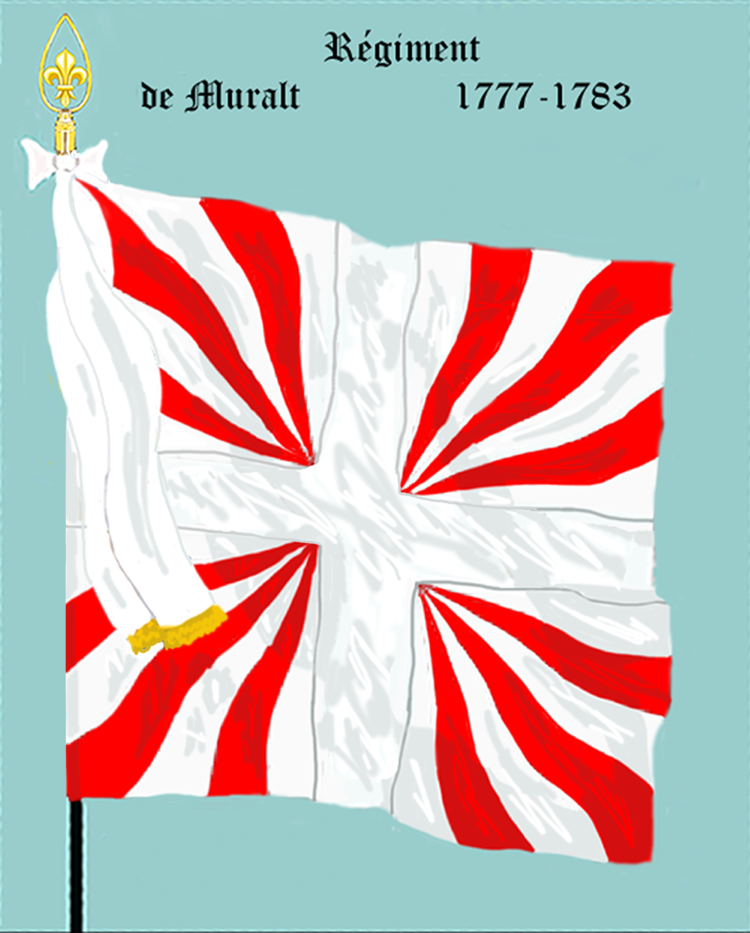
de Muralt
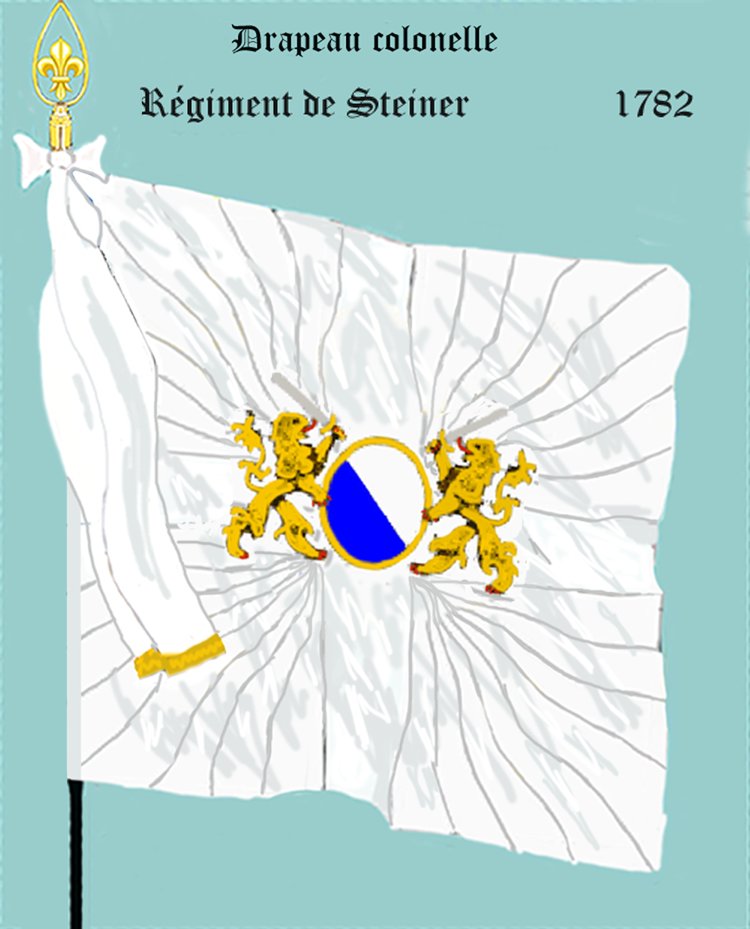
de Steiner – Leibfahne
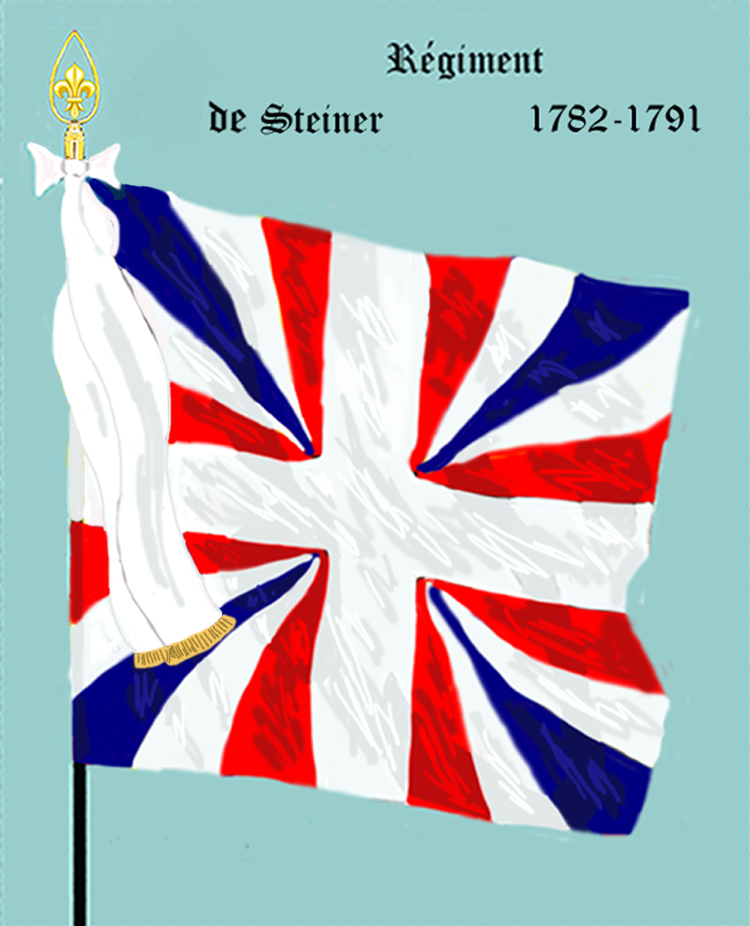
de Steiner

Régiment de Travers 120e RI

Aufgestellt 1734

→ 1740: Régiment de Salis-Soglio

→ 1744: Régiment de Salis Mayenfeld 99e  RI

→ 1762: Régiment de Salis-Marchlins 99e  RI

→ 1791: 95e régiment d’infanterie de ligne

→ 1792: Entlassung der Schweizer und mit französischen Soldaten neu aufgestellt

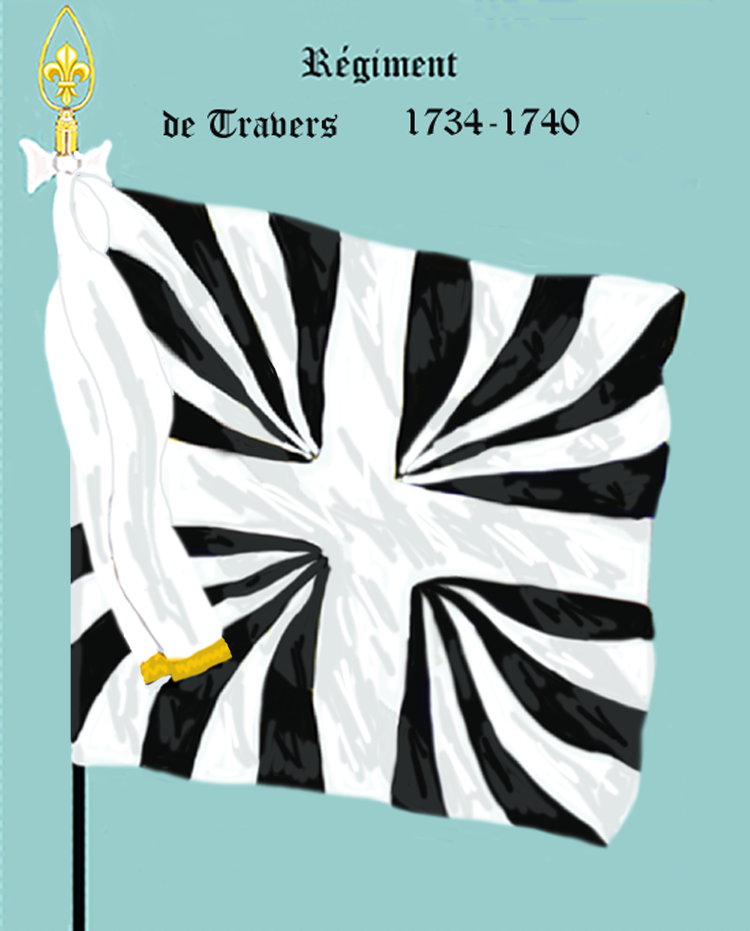
Travers
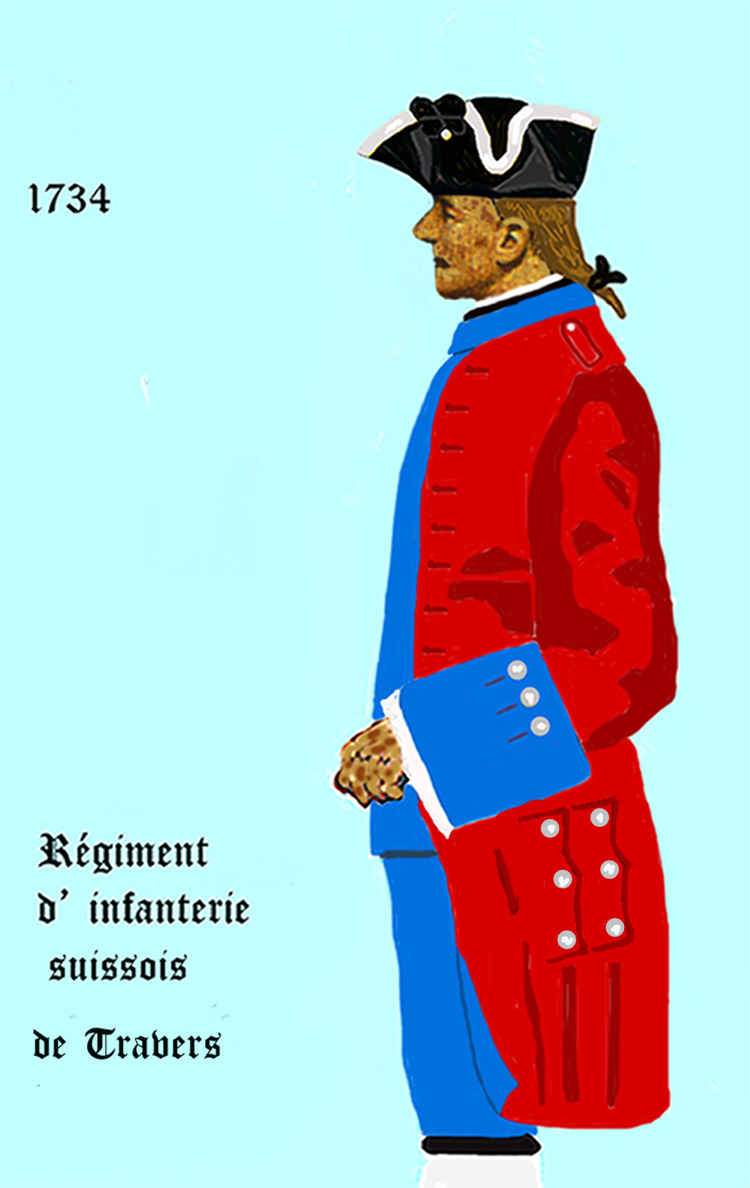
Travers 1734
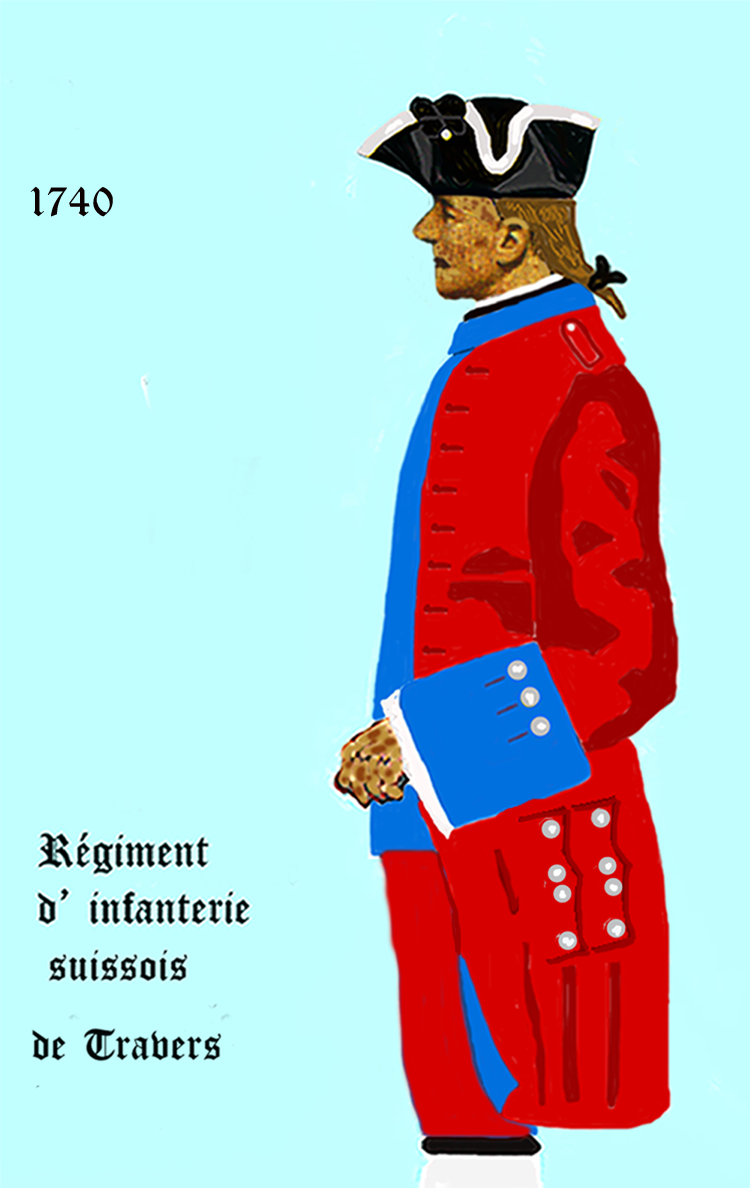
Travers 1740
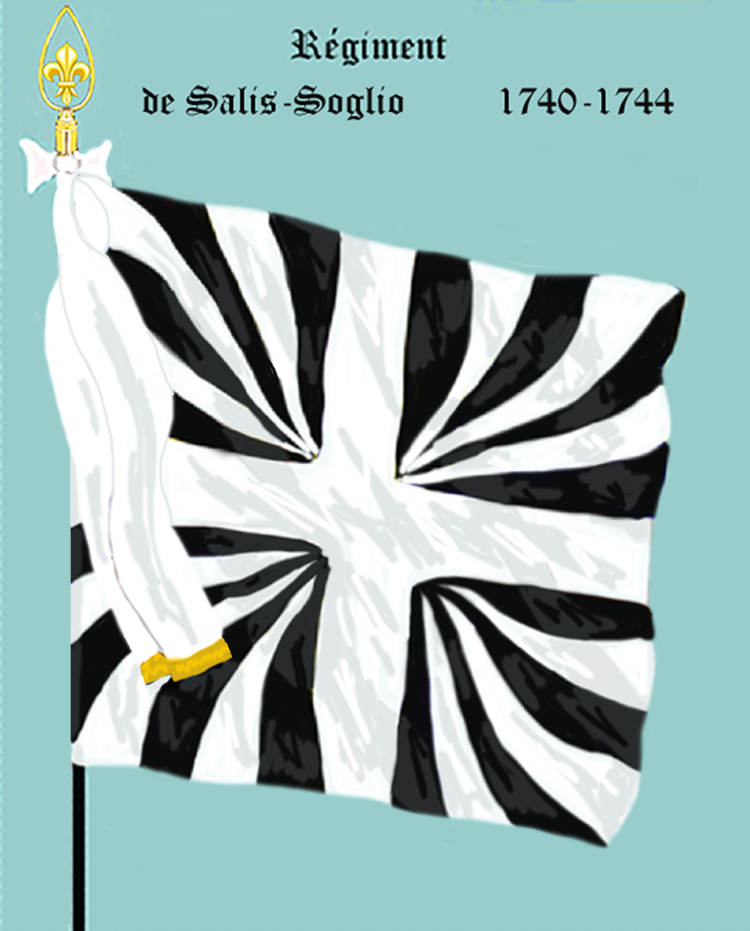
de Salis-Soglio
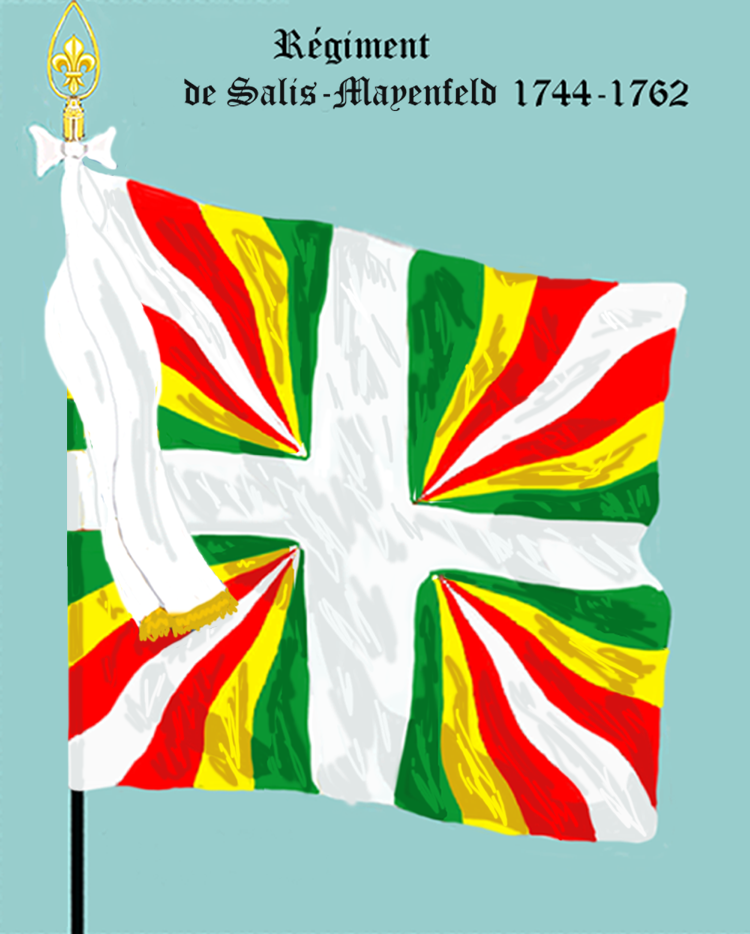
de Salis Mayenfeld
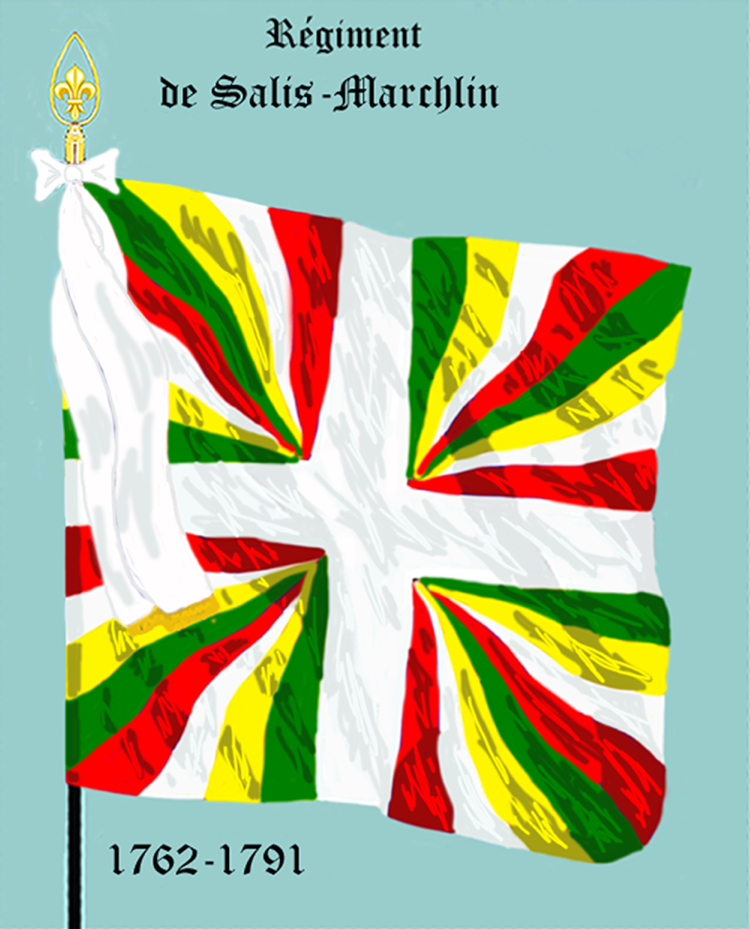
de Salis-Marschlin (Marchlin)
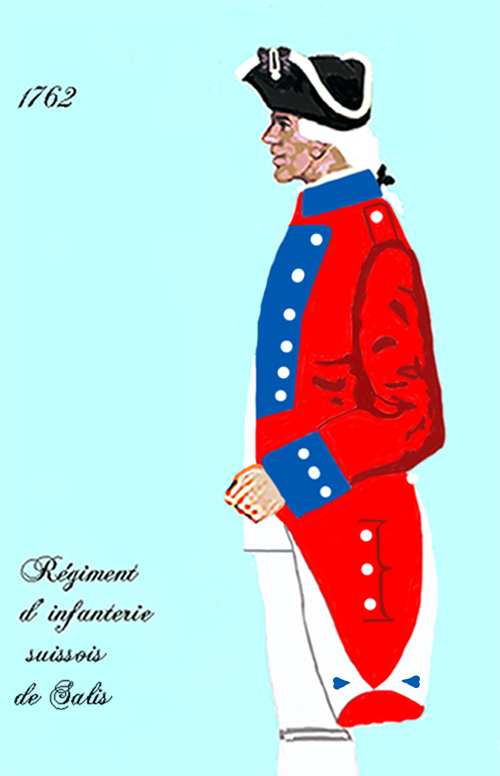
de Salis-Marschlin (Marchlin)
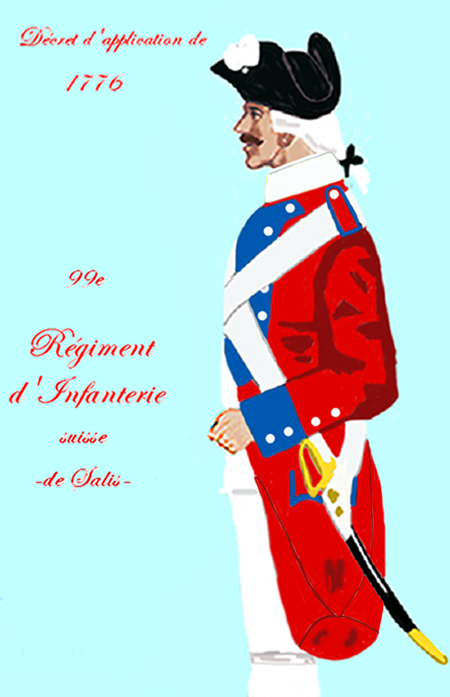
de Salis-Marschlin 1776

## Sonstige
Régiment des Gardes Lorraine

Aufgestellt 1737 als lothringisches Garderegiment

→ 1766: Als Régiment de Lorraine in die französische Armee eingegliedert.

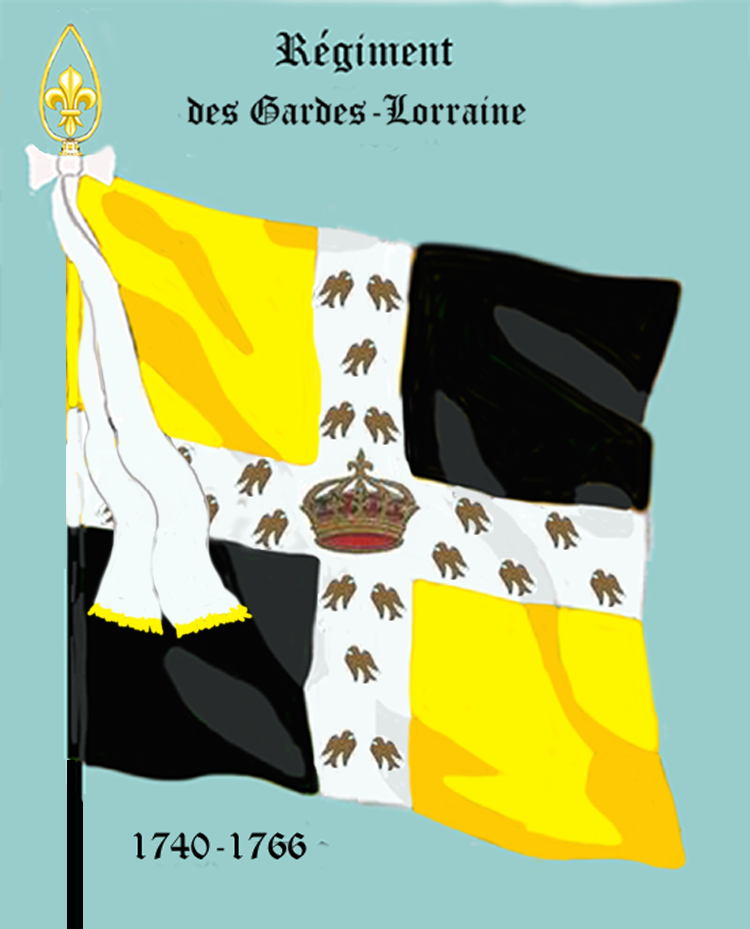
Fahne 1740 bis 1791
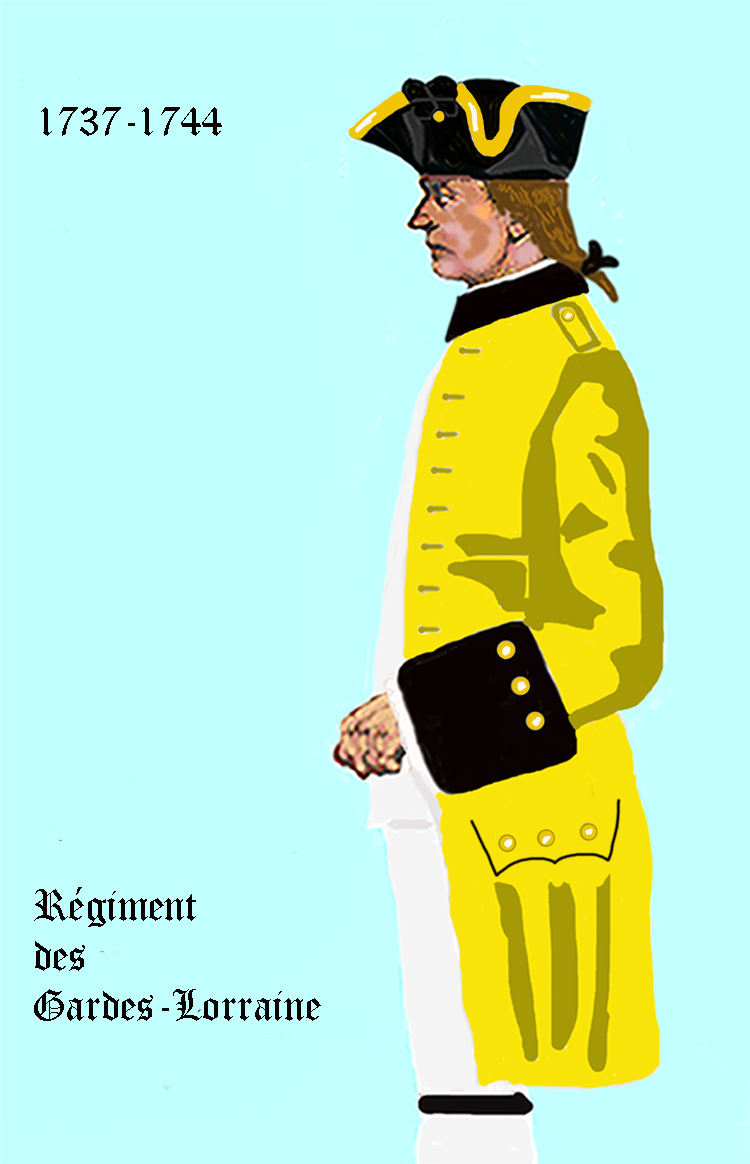
Uniform 1737 bis 1744
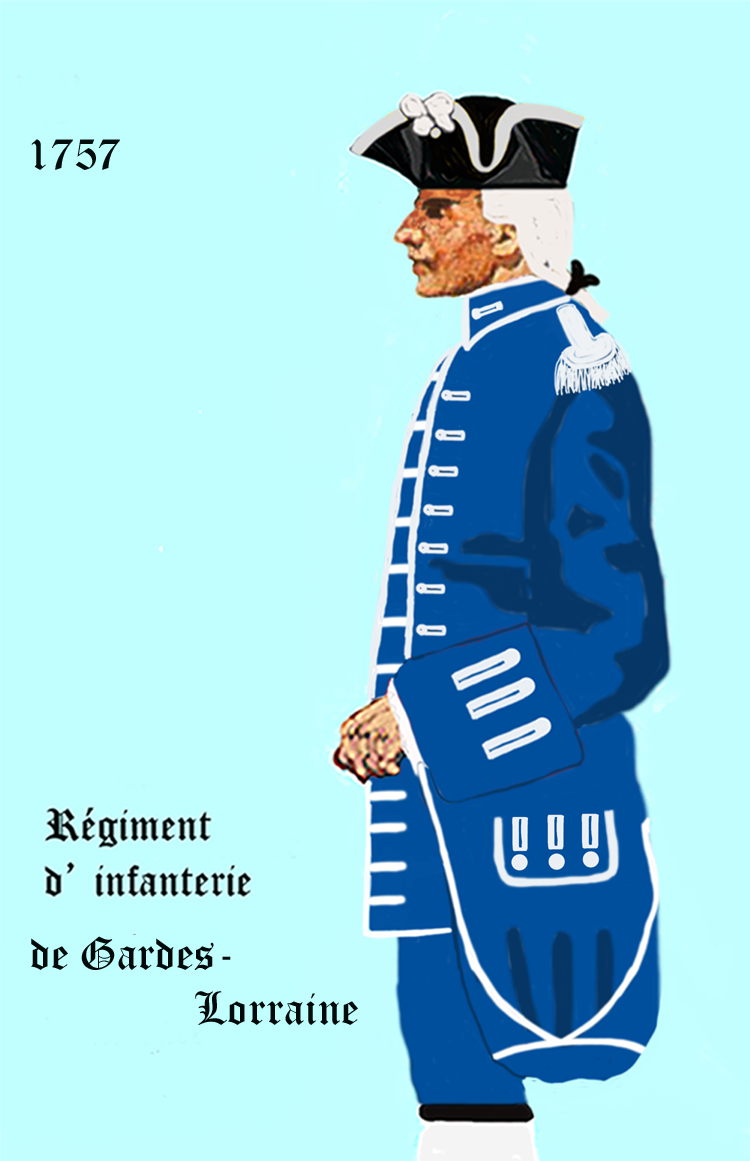
Uniform 1744 bis 1762
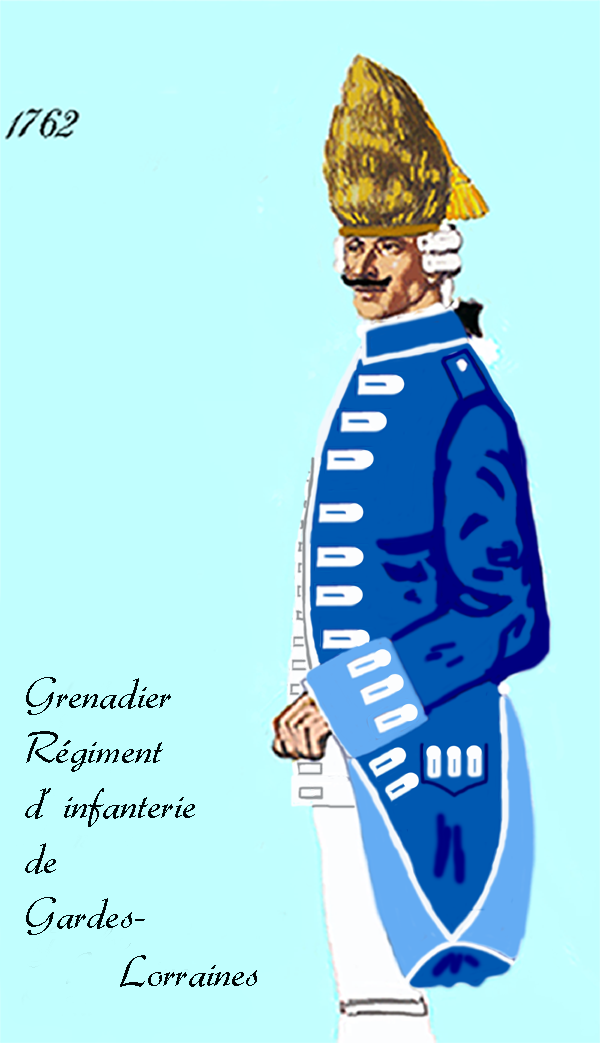
Uniform 1762 bis 1766

Régiment de Royal-Italien

Aufgestellt 1671

→ 1788: Aufgelöst und auf die Jäger zu Fuß verteilt

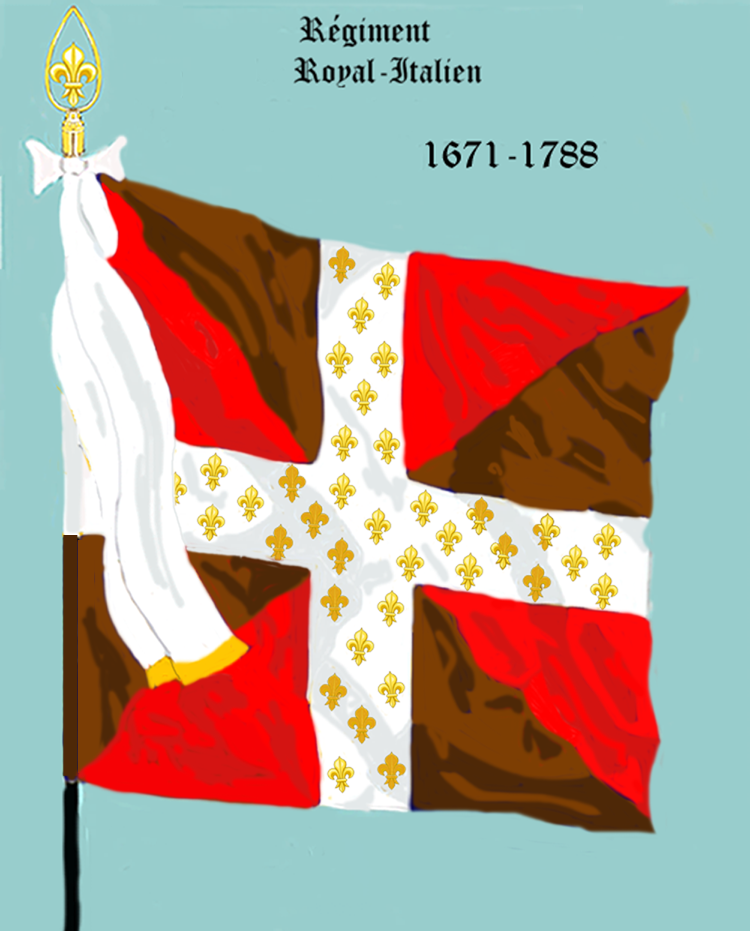
Rég Royal-Italien
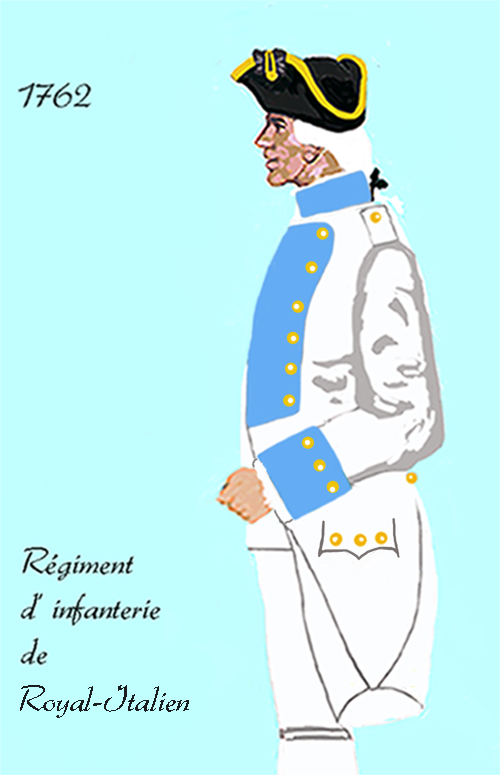
Rég Royal-Italien 1762–1776
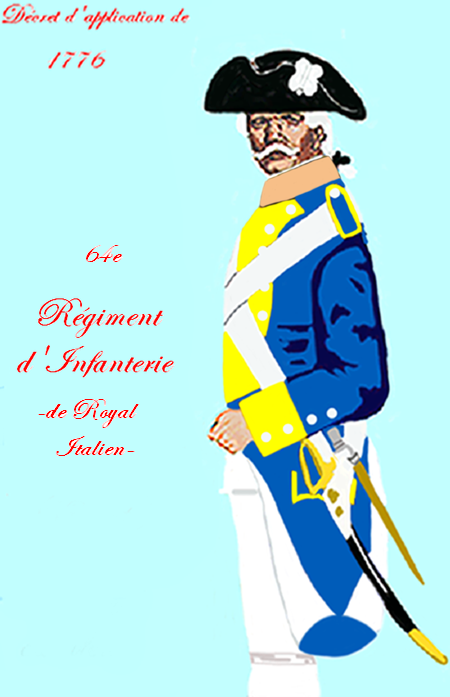
Rég Royal-Italien 1776–1779